# Powiaty w Polsce od 1945
Powiaty w Polsce od 1945 roku – poniższe tabele są graficzną wizualizacją istnienia i przynależności wojewódzkiej wszystkich powiatów (wyjątkowo rejonów) bądź ich części znajdujących się na obszarze Polski w latach 1945–1975 i ponownie od 1999 roku do dziś. Uwzględniają one także ewentualne zmiany przynależności wojewódzkiej. Artykuł uwzględnia także skrawki niepolskich powiatów, przyłączone w różnych okolicznościach do obszaru Polski, niekoniecznie stanowiące odrębne jednostki terytorialno-administracyjne w obrębie Polski (podano powiaty, do których skrawki te przyłączono).

## Legenda
- Powiaty podzielono na dwie grupy (w dwóch tabelach) – powiaty ziemskie i powiaty miejskie (od 1999 r. miasta na prawach powiatu).
- Każda kolumna reprezentuje jeden rok funkcjonowania powiatu (podany w nagłówku).
- Dla ułatwienia orientacji, ciąg lat funkcjonowania jednostek przytoczono przy każdym powiecie. W przypadku kiedy powiat istniał już w 1945 roku, nie znaczy to, że powiat powołano w 1945 roku; ciąg istnienia powiatów przekraczający próg tabeli oznaczono strzałką (→) – lista powiatów funkcjonujących w okresie II Rzeczypospolitej dostępna jest w artykule Powiaty w Polsce 1919–1939.
- Dla uproszczenia, zabarwiono całą kolumnę nawet wtedy, gdy aktualny powiat powołano lub zniesiono w środku danego roku.
- Kiedy w środku roku nastąpiła zmiana przynależności wojewódzkiej, zabarwiona kolumna odnosi się zawsze do roku nowej przynależności administracyjnej. Jedynym wyjątkiem są zmiany wprowadzone w 1945 roku oraz zmiany, po których nowa przynależność utrzymała się mniej niż jeden rok, gdzie ze względów technicznych (brak poprzedzającej bądź zamykającej kolumny) przedstawiono to odwrotnie.
- Nazwy województw zmieniały się na przestrzeni lat. Aby móc porównać przynależność wojewódzką poszczególnych powiatów w różnych podziałach administracyjnych, kolory użyte w tabelach nie powiązano do nazw województw, lecz do miast wojewódzkich, pod które powiaty te podlegały. Dane o faktycznych nazwach województw i ich siedzibach można pobrać tu.

|  | Białystok                   |  |  | Brześć nad Bugiem                                                                                   | | | Bydgoszcz / Toruń                                                                                   | | | |
|  | Gdańsk                      |  |  | Katowice                                                                                            | | | Kielce                                                                                              | | | |
|  | Koszalin                    |  |  | Kraków                                                                                              | | | Lublin                                                                                              | | | |
|  | Lwów                        |  |  | Łódź                                                                                                | | | Olsztyn                                                                                             | | | |
|  | Opole                       |  |  | Poznań                                                                                              | | | Rzeszów                                                                                             | | | |
|  | Szczecin                    |  |  | Warszawa                                                                                            | | | Wrocław                                                                                             | | | |
|  | Zielona Góra / Gorzów Wlkp. |  |  | Powiaty (w całości lub w części) z tzw. Ziem Odzyskanych w 1945 roku (wraz z Wolnym Miastem Gdańsk) | Powiaty (w całości lub w części) z tzw. Ziem Odzyskanych w 1945 roku (wraz z Wolnym Miastem Gdańsk) | Powiaty (w całości lub w części) z tzw. Ziem Odzyskanych w 1945 roku (wraz z Wolnym Miastem Gdańsk) | Powiaty (w całości lub w części) z tzw. Ziem Odzyskanych w 1945 roku (wraz z Wolnym Miastem Gdańsk) | Powiaty (w całości lub w części) z tzw. Ziem Odzyskanych w 1945 roku (wraz z Wolnym Miastem Gdańsk) | Powiaty (w całości lub w części) z tzw. Ziem Odzyskanych w 1945 roku (wraz z Wolnym Miastem Gdańsk) | Powiaty (w całości lub w części) z tzw. Ziem Odzyskanych w 1945 roku (wraz z Wolnym Miastem Gdańsk) |

- Powiaty uszeregowane są według nazw obowiązujących w okresie ich istnienia. Nazwy powiatów utworzone po ewentualnych formalnych zmianach nazw powiatów, którym często wtórowały zmiany siedzib (od których nowe nazwy były wywodzone) znacznie się różnią od pierwotnych. W celu sprawniejszej nawigacji po artykule potraktowano je dlatego jako osobne hasła, natomiast ciąg prawny powiatów przed lub po zmianie nazwy zaznaczono odsyłaczem (→ lub ← zależnie od sytuacji chronologicznej). Jedynym wyjątkiem są występujące w różnych okresach oboczne warianty tej samej nazwy, które przytoczono obok nazwy głównej, np. powiat opolski (lubelski) i powiat opolsko-lubelski.
- Powiaty z tzw. Ziem Odzyskanych przedzielone w 1945 roku granicą państwową przytoczono jednokrotnie (jako powiat polski) jeśli: a) stolica powiatu znalazła się w granicach Polski (np. powiat gołdapski), b) nazwa powiatu została utworzona od tejże siedziby (np. powiat gryfiński) i c) przedzielona jednostka została zniesiona w kraju ościennym (np. powiat żarski). Powiaty przytoczono dwukrotnie – jako pierwotny oraz polski – jeśli: a) stolica powiatu pozostała poza granicami Polski z jednoczesnym utrzymaniem powiatu w Polsce (np. powiat iławecki) lub w przypadku kiedy stolica powiatu nie wchodziła w jego skład, stanowiąc oddzielny powiat grodzki (np. powiat gubiński), b) nazwa powiatu została zmieniona (np. powiat wschodniotorzymski/sulęciński) i/lub c) jednostka została utrzymana w kraju ościennym z równocześnie istniejącą jednoimienną jednostką w Polsce (np. powiat zgorzelecki)
- Fragmenty powiatów bez siedziby w obrębie Polski powojennej oznaczono symbolem (►) oraz przytoczono nazwę powiatu docelowego.
- Znak # oznacza jednokrotną zmianę przynależności wojewódzkiej, ## – dwukrotną, a ### – trzykrotną. Oznaczenia te przytoczono zarówno przy nazwie powiatu (w wersji skupionej), jak i w prezentacji graficznej (w wersji rozbieżnej, bezpośrednio przed i po każdej zmianie przynależności)
- Kiedy zmiana przynależności wojewódzkiej nastąpiła w 1945 roku w przypadku powiatów z tzw. Ziem Odzyskanych, manewr ten przedstawiono kolorową kropką (o odpowiedniej barwie) na tle czarnym (reprezentującym Ziemie Odzyskane) i dodatkowo opisano przy nazwie powiatu.
- W czasie obowiązywania podziału administracyjnego 1975–1998 (od 1 czerwca 1975 do 31 grudnia 1998) powiaty były zlikwidowane. Dlatego okres ten, dla uproszczenia, zastąpiono w tabelach jedną wspólną kolumną.

## Powiaty ziemskie od 1945
Znak # oznacza jednokrotną zmianę przynależności wojewódzkiej
| aleksandrowski                      | ←                                    | ←                                                    | ←                                                    | 1948-75                                              | 1948-75                                              | 1948-75                                              | 1948-75                                              | 1948-75                                              | 1948-75                                              | 1948-75                                              | 1948-75                                              | 1948-75                                              | 1948-75                                              | 1948-75                                              | 1948-75                                              | 1948-75                                              | 1948-75                                              | 1948-75                                              | 1948-75                                              | 1948-75                                              | 1948-75                                              | 1948-75                                              | 1948-75                                              | 1948-75                                              | 1948-75                                              | 1948-75                                              | 1948-75                                              | 1948-75                                              | 1948-75                                              | 1948-75                                              | 1948-75                                              |                                                      | 1999 →                                               | 1999 →                                               | 1999 →                                               | 1999 →                                               | 1999 →                                               | 1999 →                                               | 1999 →                                               | 1999 →                                               | 1999 →                                               | 1999 →                                               |                    |              |
| augustowski                         | → 1975                               | → 1975                                               | → 1975                                               | → 1975                                               | → 1975                                               | → 1975                                               | → 1975                                               | → 1975                                               | → 1975                                               | → 1975                                               | → 1975                                               | → 1975                                               | → 1975                                               | → 1975                                               | → 1975                                               | → 1975                                               | → 1975                                               | → 1975                                               | → 1975                                               | → 1975                                               | → 1975                                               | → 1975                                               | → 1975                                               | → 1975                                               | → 1975                                               | → 1975                                               | → 1975                                               | → 1975                                               | → 1975                                               | → 1975                                               | → 1975                                               |                                                      | 1999 →                                               | 1999 →                                               | 1999 →                                               | 1999 →                                               | 1999 →                                               | 1999 →                                               | 1999 →                                               | 1999 →                                               | 1999 →                                               | 1999 →                                               |                    |              |
| babimojski #                        | ●                                    | →1950 #                                              | →1950 #                                              | →1950 #                                              | →1950 #                                              | #                                                    | 1950 → sulechowski                                   | 1950 → sulechowski                                   | 1950 → sulechowski                                   | 1950 → sulechowski                                   | 1950 → sulechowski                                   | 1950 → sulechowski                                   | 1950 → sulechowski                                   | 1950 → sulechowski                                   | 1950 → sulechowski                                   | 1950 → sulechowski                                   | 1950 → sulechowski                                   | 1950 → sulechowski                                   | 1950 → sulechowski                                   | 1950 → sulechowski                                   | 1950 → sulechowski                                   | 1950 → sulechowski                                   | 1950 → sulechowski                                   | 1950 → sulechowski                                   | 1950 → sulechowski                                   | 1950 → sulechowski                                   | 1950 → sulechowski                                   | 1950 → sulechowski                                   | 1950 → sulechowski                                   | 1950 → sulechowski                                   | 1950 → sulechowski                                   | 1950 → sulechowski                                   | 1950 → sulechowski                                   | 1950 → sulechowski                                   | 1950 → sulechowski                                   | 1950 → sulechowski                                   | 1950 → sulechowski                                   | 1950 → sulechowski                                   | 1950 → sulechowski                                   | 1950 → sulechowski                                   | 1950 → sulechowski                                   | 1950 → sulechowski                                   | 1950 → sulechowski |              |
| bartoszycki                         | [ 7 ]                                | 1946-75                                              | 1946-75                                              | 1946-75                                              | 1946-75                                              | 1946-75                                              | 1946-75                                              | 1946-75                                              | 1946-75                                              | 1946-75                                              | 1946-75                                              | 1946-75                                              | 1946-75                                              | 1946-75                                              | 1946-75                                              | 1946-75                                              | 1946-75                                              | 1946-75                                              | 1946-75                                              | 1946-75                                              | 1946-75                                              | 1946-75                                              | 1946-75                                              | 1946-75                                              | 1946-75                                              | 1946-75                                              | 1946-75                                              | 1946-75                                              | 1946-75                                              | 1946-75                                              | 1946-75                                              |                                                      | 1999 →                                               | 1999 →                                               | 1999 →                                               | 1999 →                                               | 1999 →                                               | 1999 →                                               | 1999 →                                               | 1999 →                                               | 1999 →                                               | 1999 →                                               |                    |              |
| bełchatowski                        |                                      |                                                      |                                                      |                                                      |                                                      |                                                      |                                                      |                                                      |                                                      |                                                      |                                                      | 1956-75                                              | 1956-75                                              | 1956-75                                              | 1956-75                                              | 1956-75                                              | 1956-75                                              | 1956-75                                              | 1956-75                                              | 1956-75                                              | 1956-75                                              | 1956-75                                              | 1956-75                                              | 1956-75                                              | 1956-75                                              | 1956-75                                              | 1956-75                                              | 1956-75                                              | 1956-75                                              | 1956-75                                              | 1956-75                                              |                                                      | 1999 →                                               | 1999 →                                               | 1999 →                                               | 1999 →                                               | 1999 →                                               | 1999 →                                               | 1999 →                                               | 1999 →                                               | 1999 →                                               | 1999 →                                               |                    |              |
| bełżycki                            |                                      |                                                      |                                                      |                                                      |                                                      |                                                      |                                                      |                                                      |                                                      |                                                      |                                                      | 1956-75                                              | 1956-75                                              | 1956-75                                              | 1956-75                                              | 1956-75                                              | 1956-75                                              | 1956-75                                              | 1956-75                                              | 1956-75                                              | 1956-75                                              | 1956-75                                              | 1956-75                                              | 1956-75                                              | 1956-75                                              | 1956-75                                              | 1956-75                                              | 1956-75                                              | 1956-75                                              | 1956-75                                              | 1956-75                                              |                                                      |                                                      |                                                      |                                                      |                                                      |                                                      |                                                      |                                                      |                                                      |                                                      |                                                      |                    |              |
| będziński #                         | #                                    | # → 1975                                             | # → 1975                                             | # → 1975                                             | # → 1975                                             | # → 1975                                             | # → 1975                                             | # → 1975                                             | # → 1975                                             | # → 1975                                             | # → 1975                                             | # → 1975                                             | # → 1975                                             | # → 1975                                             | # → 1975                                             | # → 1975                                             | # → 1975                                             | # → 1975                                             | # → 1975                                             | # → 1975                                             | # → 1975                                             | # → 1975                                             | # → 1975                                             | # → 1975                                             | # → 1975                                             | # → 1975                                             | # → 1975                                             | # → 1975                                             | # → 1975                                             | # → 1975                                             | # → 1975                                             |                                                      | 1999 →                                               | 1999 →                                               | 1999 →                                               | 1999 →                                               | 1999 →                                               | 1999 →                                               | 1999 →                                               | 1999 →                                               | 1999 →                                               | 1999 →                                               |                    |              |
| bialski (krakowski)                 | → 1950                               | → 1950                                               | → 1950                                               | → 1950                                               | → 1950                                               | → 1950                                               | → bielski (śląski) (s. Bielsko-Biała)                | → bielski (śląski) (s. Bielsko-Biała)                | → bielski (śląski) (s. Bielsko-Biała)                | → bielski (śląski) (s. Bielsko-Biała)                | → bielski (śląski) (s. Bielsko-Biała)                | → bielski (śląski) (s. Bielsko-Biała)                | → bielski (śląski) (s. Bielsko-Biała)                | → bielski (śląski) (s. Bielsko-Biała)                | → bielski (śląski) (s. Bielsko-Biała)                | → bielski (śląski) (s. Bielsko-Biała)                | → bielski (śląski) (s. Bielsko-Biała)                | → bielski (śląski) (s. Bielsko-Biała)                | → bielski (śląski) (s. Bielsko-Biała)                | → bielski (śląski) (s. Bielsko-Biała)                | → bielski (śląski) (s. Bielsko-Biała)                | → bielski (śląski) (s. Bielsko-Biała)                | → bielski (śląski) (s. Bielsko-Biała)                | → bielski (śląski) (s. Bielsko-Biała)                | → bielski (śląski) (s. Bielsko-Biała)                | → bielski (śląski) (s. Bielsko-Biała)                | → bielski (śląski) (s. Bielsko-Biała)                | → bielski (śląski) (s. Bielsko-Biała)                | → bielski (śląski) (s. Bielsko-Biała)                | → bielski (śląski) (s. Bielsko-Biała)                | → bielski (śląski) (s. Bielsko-Biała)                | → bielski (śląski) (s. Bielsko-Biała)                | → bielski (śląski) (s. Bielsko-Biała)                | → bielski (śląski) (s. Bielsko-Biała)                | → bielski (śląski) (s. Bielsko-Biała)                | → bielski (śląski) (s. Bielsko-Biała)                | → bielski (śląski) (s. Bielsko-Biała)                | → bielski (śląski) (s. Bielsko-Biała)                | → bielski (śląski) (s. Bielsko-Biała)                | → bielski (śląski) (s. Bielsko-Biała)                | → bielski (śląski) (s. Bielsko-Biała)                | → bielski (śląski) (s. Bielsko-Biała)                |                    |              |
| bialski (podlaski)                  | → 1975                               | → 1975                                               | → 1975                                               | → 1975                                               | → 1975                                               | → 1975                                               | → 1975                                               | → 1975                                               | → 1975                                               | → 1975                                               | → 1975                                               | → 1975                                               | → 1975                                               | → 1975                                               | → 1975                                               | → 1975                                               | → 1975                                               | → 1975                                               | → 1975                                               | → 1975                                               | → 1975                                               | → 1975                                               | → 1975                                               | → 1975                                               | → 1975                                               | → 1975                                               | → 1975                                               | → 1975                                               | → 1975                                               | → 1975                                               | → 1975                                               |                                                      | 1999 →                                               | 1999 →                                               | 1999 →                                               | 1999 →                                               | 1999 →                                               | 1999 →                                               | 1999 →                                               | 1999 →                                               | 1999 →                                               | 1999 →                                               |                    |              |
| białobrzeski #                      |                                      |                                                      |                                                      |                                                      |                                                      |                                                      |                                                      |                                                      |                                                      |                                                      |                                                      | 1956-75 #                                            | 1956-75 #                                            | 1956-75 #                                            | 1956-75 #                                            | 1956-75 #                                            | 1956-75 #                                            | 1956-75 #                                            | 1956-75 #                                            | 1956-75 #                                            | 1956-75 #                                            | 1956-75 #                                            | 1956-75 #                                            | 1956-75 #                                            | 1956-75 #                                            | 1956-75 #                                            | 1956-75 #                                            | 1956-75 #                                            | 1956-75 #                                            | 1956-75 #                                            | 1956-75 #                                            |                                                      | # 1999 →                                             | # 1999 →                                             | # 1999 →                                             | # 1999 →                                             | # 1999 →                                             | # 1999 →                                             | # 1999 →                                             | # 1999 →                                             | # 1999 →                                             | # 1999 →                                             |                    |              |
| białogardzki ##                     |                                      | →1950 #                                              | →1950 #                                              | →1950 #                                              | →1950 #                                              | # 1950-75 #                                          | # 1950-75 #                                          | # 1950-75 #                                          | # 1950-75 #                                          | # 1950-75 #                                          | # 1950-75 #                                          | # 1950-75 #                                          | # 1950-75 #                                          | # 1950-75 #                                          | # 1950-75 #                                          | # 1950-75 #                                          | # 1950-75 #                                          | # 1950-75 #                                          | # 1950-75 #                                          | # 1950-75 #                                          | # 1950-75 #                                          | # 1950-75 #                                          | # 1950-75 #                                          | # 1950-75 #                                          | # 1950-75 #                                          | # 1950-75 #                                          | # 1950-75 #                                          | # 1950-75 #                                          | # 1950-75 #                                          | # 1950-75 #                                          | # 1950-75 #                                          |                                                      | # 1999 →                                             | # 1999 →                                             | # 1999 →                                             | # 1999 →                                             | # 1999 →                                             | # 1999 →                                             | # 1999 →                                             | # 1999 →                                             | # 1999 →                                             | # 1999 →                                             |                    |              |
| białostocki                         | → 1975                               | → 1975                                               | → 1975                                               | → 1975                                               | → 1975                                               | → 1975                                               | → 1975                                               | → 1975                                               | → 1975                                               | → 1975                                               | → 1975                                               | → 1975                                               | → 1975                                               | → 1975                                               | → 1975                                               | → 1975                                               | → 1975                                               | → 1975                                               | → 1975                                               | → 1975                                               | → 1975                                               | → 1975                                               | → 1975                                               | → 1975                                               | → 1975                                               | → 1975                                               | → 1975                                               | → 1975                                               | → 1975                                               | → 1975                                               | → 1975                                               |                                                      | 1999 →                                               | 1999 →                                               | 1999 →                                               | 1999 →                                               | 1999 →                                               | 1999 →                                               | 1999 →                                               | 1999 →                                               | 1999 →                                               | 1999 →                                               |                    |              |
| bielski (podlaski)                  | → 1975                               | → 1975                                               | → 1975                                               | → 1975                                               | → 1975                                               | → 1975                                               | → 1975                                               | → 1975                                               | → 1975                                               | → 1975                                               | → 1975                                               | → 1975                                               | → 1975                                               | → 1975                                               | → 1975                                               | → 1975                                               | → 1975                                               | → 1975                                               | → 1975                                               | → 1975                                               | → 1975                                               | → 1975                                               | → 1975                                               | → 1975                                               | → 1975                                               | → 1975                                               | → 1975                                               | → 1975                                               | → 1975                                               | → 1975                                               | → 1975                                               |                                                      | 1999 →                                               | 1999 →                                               | 1999 →                                               | 1999 →                                               | 1999 →                                               | 1999 →                                               | 1999 →                                               | 1999 →                                               | 1999 →                                               | 1999 →                                               |                    |              |
| bielski (śląski) (s. Bielsko)       | → 1950                               | → 1950                                               | → 1950                                               | → 1950                                               | → 1950                                               | → 1950                                               | → bielski (śląski) (s. Bielsko-Biała)                | → bielski (śląski) (s. Bielsko-Biała)                | → bielski (śląski) (s. Bielsko-Biała)                | → bielski (śląski) (s. Bielsko-Biała)                | → bielski (śląski) (s. Bielsko-Biała)                | → bielski (śląski) (s. Bielsko-Biała)                | → bielski (śląski) (s. Bielsko-Biała)                | → bielski (śląski) (s. Bielsko-Biała)                | → bielski (śląski) (s. Bielsko-Biała)                | → bielski (śląski) (s. Bielsko-Biała)                | → bielski (śląski) (s. Bielsko-Biała)                | → bielski (śląski) (s. Bielsko-Biała)                | → bielski (śląski) (s. Bielsko-Biała)                | → bielski (śląski) (s. Bielsko-Biała)                | → bielski (śląski) (s. Bielsko-Biała)                | → bielski (śląski) (s. Bielsko-Biała)                | → bielski (śląski) (s. Bielsko-Biała)                | → bielski (śląski) (s. Bielsko-Biała)                | → bielski (śląski) (s. Bielsko-Biała)                | → bielski (śląski) (s. Bielsko-Biała)                | → bielski (śląski) (s. Bielsko-Biała)                | → bielski (śląski) (s. Bielsko-Biała)                | → bielski (śląski) (s. Bielsko-Biała)                | → bielski (śląski) (s. Bielsko-Biała)                | → bielski (śląski) (s. Bielsko-Biała)                | → bielski (śląski) (s. Bielsko-Biała)                | → bielski (śląski) (s. Bielsko-Biała)                | → bielski (śląski) (s. Bielsko-Biała)                | → bielski (śląski) (s. Bielsko-Biała)                | → bielski (śląski) (s. Bielsko-Biała)                | → bielski (śląski) (s. Bielsko-Biała)                | → bielski (śląski) (s. Bielsko-Biała)                | → bielski (śląski) (s. Bielsko-Biała)                | → bielski (śląski) (s. Bielsko-Biała)                | → bielski (śląski) (s. Bielsko-Biała)                | → bielski (śląski) (s. Bielsko-Biała)                |                    |              |
| bielski (śląski) (s. Bielsko-Biała) | ←                                    | ←                                                    | ←                                                    | ←                                                    | ←                                                    | ←                                                    | 1951-75                                              | 1951-75                                              | 1951-75                                              | 1951-75                                              | 1951-75                                              | 1951-75                                              | 1951-75                                              | 1951-75                                              | 1951-75                                              | 1951-75                                              | 1951-75                                              | 1951-75                                              | 1951-75                                              | 1951-75                                              | 1951-75                                              | 1951-75                                              | 1951-75                                              | 1951-75                                              | 1951-75                                              | 1951-75                                              | 1951-75                                              | 1951-75                                              | 1951-75                                              | 1951-75                                              | 1951-75                                              |                                                      | 1999 →                                               | 1999 →                                               | 1999 →                                               | 1999 →                                               | 1999 →                                               | 1999 →                                               | 1999 →                                               | 1999 →                                               | 1999 →                                               | 1999 →                                               |                    |              |
| bieruńsko-lędziński                 | tyski ←                              | tyski ←                                              | tyski ←                                              | tyski ←                                              | tyski ←                                              | tyski ←                                              | tyski ←                                              | tyski ←                                              | tyski ←                                              | tyski ←                                              | tyski ←                                              | tyski ←                                              | tyski ←                                              | tyski ←                                              | tyski ←                                              | tyski ←                                              | tyski ←                                              | tyski ←                                              | tyski ←                                              | tyski ←                                              | tyski ←                                              | tyski ←                                              | tyski ←                                              | tyski ←                                              | tyski ←                                              | tyski ←                                              | tyski ←                                              | tyski ←                                              | tyski ←                                              | tyski ←                                              | tyski ←                                              | tyski ←                                              | tyski ←                                              | tyski ←                                              | tyski ←                                              | 2002 →                                               | 2002 →                                               | 2002 →                                               | 2002 →                                               | 2002 →                                               | 2002 →                                               | 2002 →                                               |                    |              |
| bieszczadzki (s. Lesko)             |                                      |                                                      |                                                      |                                                      |                                                      |                                                      |                                                      |                                                      |                                                      |                                                      |                                                      |                                                      |                                                      |                                                      |                                                      |                                                      |                                                      |                                                      |                                                      |                                                      |                                                      |                                                      |                                                      |                                                      |                                                      |                                                      |                                                      | 1972-75                                              | 1972-75                                              | 1972-75                                              | 1972-75                                              |                                                      |                                                      |                                                      |                                                      |                                                      |                                                      |                                                      |                                                      |                                                      |                                                      |                                                      |                    |              |
| bieszczadzki (s. Ustrzyki Dolne)    |                                      |                                                      |                                                      |                                                      |                                                      |                                                      |                                                      | (1952-72 jako ustrzycki)                             | (1952-72 jako ustrzycki)                             | (1952-72 jako ustrzycki)                             | (1952-72 jako ustrzycki)                             | (1952-72 jako ustrzycki)                             | (1952-72 jako ustrzycki)                             | (1952-72 jako ustrzycki)                             | (1952-72 jako ustrzycki)                             | (1952-72 jako ustrzycki)                             | (1952-72 jako ustrzycki)                             | (1952-72 jako ustrzycki)                             | (1952-72 jako ustrzycki)                             | (1952-72 jako ustrzycki)                             | (1952-72 jako ustrzycki)                             | (1952-72 jako ustrzycki)                             | (1952-72 jako ustrzycki)                             | (1952-72 jako ustrzycki)                             | (1952-72 jako ustrzycki)                             | (1952-72 jako ustrzycki)                             | (1952-72 jako ustrzycki)                             |                                                      |                                                      |                                                      |                                                      |                                                      | 1999 →                                               | 1999 →                                               | 1999 →                                               | 1999 →                                               | 1999 →                                               | 1999 →                                               | 1999 →                                               | 1999 →                                               | 1999 →                                               | 1999 →                                               |                    |              |
| biłgorajski                         | → 1975                               | → 1975                                               | → 1975                                               | → 1975                                               | → 1975                                               | → 1975                                               | → 1975                                               | → 1975                                               | → 1975                                               | → 1975                                               | → 1975                                               | → 1975                                               | → 1975                                               | → 1975                                               | → 1975                                               | → 1975                                               | → 1975                                               | → 1975                                               | → 1975                                               | → 1975                                               | → 1975                                               | → 1975                                               | → 1975                                               | → 1975                                               | → 1975                                               | → 1975                                               | → 1975                                               | → 1975                                               | → 1975                                               | → 1975                                               | → 1975                                               |                                                      | 1999 →                                               | 1999 →                                               | 1999 →                                               | 1999 →                                               | 1999 →                                               | 1999 →                                               | 1999 →                                               | 1999 →                                               | 1999 →                                               | 1999 →                                               |                    |              |
| biskupiecki                         | reszelski ←                          | reszelski ←                                          | reszelski ←                                          | reszelski ←                                          | reszelski ←                                          | reszelski ←                                          | reszelski ←                                          | reszelski ←                                          | reszelski ←                                          | reszelski ←                                          | reszelski ←                                          | reszelski ←                                          | reszelski ←                                          | reszelski ←                                          | 1959-75                                              | 1959-75                                              | 1959-75                                              | 1959-75                                              | 1959-75                                              | 1959-75                                              | 1959-75                                              | 1959-75                                              | 1959-75                                              | 1959-75                                              | 1959-75                                              | 1959-75                                              | 1959-75                                              | 1959-75                                              | 1959-75                                              | 1959-75                                              | 1959-75                                              |                                                      |                                                      |                                                      |                                                      |                                                      |                                                      |                                                      |                                                      |                                                      |                                                      |                                                      |                    |              |
| błoński                             | → 1948                               | → 1948                                               | → 1948                                               | → 1948                                               | → grodzisko-mazowiecki                               | → grodzisko-mazowiecki                               | → grodzisko-mazowiecki                               | → grodzisko-mazowiecki                               | → grodzisko-mazowiecki                               | → grodzisko-mazowiecki                               | → grodzisko-mazowiecki                               | → grodzisko-mazowiecki                               | → grodzisko-mazowiecki                               | → grodzisko-mazowiecki                               | → grodzisko-mazowiecki                               | → grodzisko-mazowiecki                               | → grodzisko-mazowiecki                               | → grodzisko-mazowiecki                               | → grodzisko-mazowiecki                               | → grodzisko-mazowiecki                               | → grodzisko-mazowiecki                               | → grodzisko-mazowiecki                               | → grodzisko-mazowiecki                               | → grodzisko-mazowiecki                               | → grodzisko-mazowiecki                               | → grodzisko-mazowiecki                               | → grodzisko-mazowiecki                               | → grodzisko-mazowiecki                               | → grodzisko-mazowiecki                               | → grodzisko-mazowiecki                               | → grodzisko-mazowiecki                               | → grodzisko-mazowiecki                               | → grodzisko-mazowiecki                               | → grodzisko-mazowiecki                               | → grodzisko-mazowiecki                               | → grodzisko-mazowiecki                               | → grodzisko-mazowiecki                               | → grodzisko-mazowiecki                               | → grodzisko-mazowiecki                               | → grodzisko-mazowiecki                               | → grodzisko-mazowiecki                               | → grodzisko-mazowiecki                               |                    |              |
| bocheński                           | → 1975                               | → 1975                                               | → 1975                                               | → 1975                                               | → 1975                                               | → 1975                                               | → 1975                                               | → 1975                                               | → 1975                                               | → 1975                                               | → 1975                                               | → 1975                                               | → 1975                                               | → 1975                                               | → 1975                                               | → 1975                                               | → 1975                                               | → 1975                                               | → 1975                                               | → 1975                                               | → 1975                                               | → 1975                                               | → 1975                                               | → 1975                                               | → 1975                                               | → 1975                                               | → 1975                                               | → 1975                                               | → 1975                                               | → 1975                                               | → 1975                                               |                                                      | 1999 →                                               | 1999 →                                               | 1999 →                                               | 1999 →                                               | 1999 →                                               | 1999 →                                               | 1999 →                                               | 1999 →                                               | 1999 →                                               | 1999 →                                               |                    |              |
| bolesławiecki                       |                                      | → 1975                                               | → 1975                                               | → 1975                                               | → 1975                                               | → 1975                                               | → 1975                                               | → 1975                                               | → 1975                                               | → 1975                                               | → 1975                                               | → 1975                                               | → 1975                                               | → 1975                                               | → 1975                                               | → 1975                                               | → 1975                                               | → 1975                                               | → 1975                                               | → 1975                                               | → 1975                                               | → 1975                                               | → 1975                                               | → 1975                                               | → 1975                                               | → 1975                                               | → 1975                                               | → 1975                                               | → 1975                                               | → 1975                                               | → 1975                                               |                                                      | 1999 →                                               | 1999 →                                               | 1999 →                                               | 1999 →                                               | 1999 →                                               | 1999 →                                               | 1999 →                                               | 1999 →                                               | 1999 →                                               | 1999 →                                               |                    |              |
| braniewski                          |                                      | → 1975                                               | → 1975                                               | → 1975                                               | → 1975                                               | → 1975                                               | → 1975                                               | → 1975                                               | → 1975                                               | → 1975                                               | → 1975                                               | → 1975                                               | → 1975                                               | → 1975                                               | → 1975                                               | → 1975                                               | → 1975                                               | → 1975                                               | → 1975                                               | → 1975                                               | → 1975                                               | → 1975                                               | → 1975                                               | → 1975                                               | → 1975                                               | → 1975                                               | → 1975                                               | → 1975                                               | → 1975                                               | → 1975                                               | → 1975                                               |                                                      | 1999 →                                               | 1999 →                                               | 1999 →                                               | 1999 →                                               | 1999 →                                               | 1999 →                                               | 1999 →                                               | 1999 →                                               | 1999 →                                               | 1999 →                                               |                    |              |
| brodnicki                           | → 1975                               | → 1975                                               | → 1975                                               | → 1975                                               | → 1975                                               | → 1975                                               | → 1975                                               | → 1975                                               | → 1975                                               | → 1975                                               | → 1975                                               | → 1975                                               | → 1975                                               | → 1975                                               | → 1975                                               | → 1975                                               | → 1975                                               | → 1975                                               | → 1975                                               | → 1975                                               | → 1975                                               | → 1975                                               | → 1975                                               | → 1975                                               | → 1975                                               | → 1975                                               | → 1975                                               | → 1975                                               | → 1975                                               | → 1975                                               | → 1975                                               |                                                      | 1999 →                                               | 1999 →                                               | 1999 →                                               | 1999 →                                               | 1999 →                                               | 1999 →                                               | 1999 →                                               | 1999 →                                               | 1999 →                                               | 1999 →                                               |                    |              |
| brzeski (małopolski)                | → 1975                               | → 1975                                               | → 1975                                               | → 1975                                               | → 1975                                               | → 1975                                               | → 1975                                               | → 1975                                               | → 1975                                               | → 1975                                               | → 1975                                               | → 1975                                               | → 1975                                               | → 1975                                               | → 1975                                               | → 1975                                               | → 1975                                               | → 1975                                               | → 1975                                               | → 1975                                               | → 1975                                               | → 1975                                               | → 1975                                               | → 1975                                               | → 1975                                               | → 1975                                               | → 1975                                               | → 1975                                               | → 1975                                               | → 1975                                               | → 1975                                               |                                                      | 1999 →                                               | 1999 →                                               | 1999 →                                               | 1999 →                                               | 1999 →                                               | 1999 →                                               | 1999 →                                               | 1999 →                                               | 1999 →                                               | 1999 →                                               |                    |              |
| brzeski (nadbuż.) (cz. pn.-zach.) # | ●                                    | # → 1945; ► bielski / ► bialski                      | # → 1945; ► bielski / ► bialski                      | # → 1945; ► bielski / ► bialski                      | # → 1945; ► bielski / ► bialski                      | # → 1945; ► bielski / ► bialski                      | # → 1945; ► bielski / ► bialski                      | # → 1945; ► bielski / ► bialski                      | # → 1945; ► bielski / ► bialski                      | # → 1945; ► bielski / ► bialski                      | # → 1945; ► bielski / ► bialski                      | # → 1945; ► bielski / ► bialski                      | # → 1945; ► bielski / ► bialski                      | # → 1945; ► bielski / ► bialski                      | # → 1945; ► bielski / ► bialski                      | # → 1945; ► bielski / ► bialski                      | # → 1945; ► bielski / ► bialski                      | # → 1945; ► bielski / ► bialski                      | # → 1945; ► bielski / ► bialski                      | # → 1945; ► bielski / ► bialski                      | # → 1945; ► bielski / ► bialski                      | # → 1945; ► bielski / ► bialski                      | # → 1945; ► bielski / ► bialski                      | # → 1945; ► bielski / ► bialski                      | # → 1945; ► bielski / ► bialski                      | # → 1945; ► bielski / ► bialski                      | # → 1945; ► bielski / ► bialski                      | # → 1945; ► bielski / ► bialski                      | # → 1945; ► bielski / ► bialski                      | # → 1945; ► bielski / ► bialski                      | # → 1945; ► bielski / ► bialski                      | # → 1945; ► bielski / ► bialski                      | # → 1945; ► bielski / ► bialski                      | # → 1945; ► bielski / ► bialski                      | # → 1945; ► bielski / ► bialski                      | # → 1945; ► bielski / ► bialski                      | # → 1945; ► bielski / ► bialski                      | # → 1945; ► bielski / ► bialski                      | # → 1945; ► bielski / ► bialski                      | # → 1945; ► bielski / ► bialski                      | # → 1945; ► bielski / ► bialski                      | # → 1945; ► bielski / ► bialski                      |                    |              |
| brzeski (opolski) #                 |                                      | →1950 #                                              | →1950 #                                              | →1950 #                                              | →1950 #                                              | # 1950-75                                            | # 1950-75                                            | # 1950-75                                            | # 1950-75                                            | # 1950-75                                            | # 1950-75                                            | # 1950-75                                            | # 1950-75                                            | # 1950-75                                            | # 1950-75                                            | # 1950-75                                            | # 1950-75                                            | # 1950-75                                            | # 1950-75                                            | # 1950-75                                            | # 1950-75                                            | # 1950-75                                            | # 1950-75                                            | # 1950-75                                            | # 1950-75                                            | # 1950-75                                            | # 1950-75                                            | # 1950-75                                            | # 1950-75                                            | # 1950-75                                            | # 1950-75                                            |                                                      | 1999 →                                               | 1999 →                                               | 1999 →                                               | 1999 →                                               | 1999 →                                               | 1999 →                                               | 1999 →                                               | 1999 →                                               | 1999 →                                               | 1999 →                                               |                    |              |
| brzeziński                          | → 1975                               | → 1975                                               | → 1975                                               | → 1975                                               | → 1975                                               | → 1975                                               | → 1975                                               | → 1975                                               | → 1975                                               | → 1975                                               | → 1975                                               | → 1975                                               | → 1975                                               | → 1975                                               | → 1975                                               | → 1975                                               | → 1975                                               | → 1975                                               | → 1975                                               | → 1975                                               | → 1975                                               | → 1975                                               | → 1975                                               | → 1975                                               | → 1975                                               | → 1975                                               | → 1975                                               | → 1975                                               | → 1975                                               | → 1975                                               | → 1975                                               |                                                      |                                                      |                                                      |                                                      | 2002 →                                               | 2002 →                                               | 2002 →                                               | 2002 →                                               | 2002 →                                               | 2002 →                                               | 2002 →                                               |                    |              |
| brzozowski #                        | #                                    | # → 1975                                             | # → 1975                                             | # → 1975                                             | # → 1975                                             | # → 1975                                             | # → 1975                                             | # → 1975                                             | # → 1975                                             | # → 1975                                             | # → 1975                                             | # → 1975                                             | # → 1975                                             | # → 1975                                             | # → 1975                                             | # → 1975                                             | # → 1975                                             | # → 1975                                             | # → 1975                                             | # → 1975                                             | # → 1975                                             | # → 1975                                             | # → 1975                                             | # → 1975                                             | # → 1975                                             | # → 1975                                             | # → 1975                                             | # → 1975                                             | # → 1975                                             | # → 1975                                             | # → 1975                                             |                                                      | 1999 →                                               | 1999 →                                               | 1999 →                                               | 1999 →                                               | 1999 →                                               | 1999 →                                               | 1999 →                                               | 1999 →                                               | 1999 →                                               | 1999 →                                               |                    |              |
| buski                               | ←                                    | ←                                                    | ←                                                    | 1948-75                                              | 1948-75                                              | 1948-75                                              | 1948-75                                              | 1948-75                                              | 1948-75                                              | 1948-75                                              | 1948-75                                              | 1948-75                                              | 1948-75                                              | 1948-75                                              | 1948-75                                              | 1948-75                                              | 1948-75                                              | 1948-75                                              | 1948-75                                              | 1948-75                                              | 1948-75                                              | 1948-75                                              | 1948-75                                              | 1948-75                                              | 1948-75                                              | 1948-75                                              | 1948-75                                              | 1948-75                                              | 1948-75                                              | 1948-75                                              | 1948-75                                              |                                                      | 1999 →                                               | 1999 →                                               | 1999 →                                               | 1999 →                                               | 1999 →                                               | 1999 →                                               | 1999 →                                               | 1999 →                                               | 1999 →                                               | 1999 →                                               |                    |              |
| bychawski                           |                                      |                                                      |                                                      |                                                      |                                                      |                                                      |                                                      |                                                      |                                                      |                                                      |                                                      | 1956-75                                              | 1956-75                                              | 1956-75                                              | 1956-75                                              | 1956-75                                              | 1956-75                                              | 1956-75                                              | 1956-75                                              | 1956-75                                              | 1956-75                                              | 1956-75                                              | 1956-75                                              | 1956-75                                              | 1956-75                                              | 1956-75                                              | 1956-75                                              | 1956-75                                              | 1956-75                                              | 1956-75                                              | 1956-75                                              |                                                      |                                                      |                                                      |                                                      |                                                      |                                                      |                                                      |                                                      |                                                      |                                                      |                                                      |                    |              |
| bydgoski                            | → 1975                               | → 1975                                               | → 1975                                               | → 1975                                               | → 1975                                               | → 1975                                               | → 1975                                               | → 1975                                               | → 1975                                               | → 1975                                               | → 1975                                               | → 1975                                               | → 1975                                               | → 1975                                               | → 1975                                               | → 1975                                               | → 1975                                               | → 1975                                               | → 1975                                               | → 1975                                               | → 1975                                               | → 1975                                               | → 1975                                               | → 1975                                               | → 1975                                               | → 1975                                               | → 1975                                               | → 1975                                               | → 1975                                               | → 1975                                               | → 1975                                               |                                                      | 1999 →                                               | 1999 →                                               | 1999 →                                               | 1999 →                                               | 1999 →                                               | 1999 →                                               | 1999 →                                               | 1999 →                                               | 1999 →                                               | 1999 →                                               |                    |              |
| bystrzycki                          |                                      | → 1975                                               | → 1975                                               | → 1975                                               | → 1975                                               | → 1975                                               | → 1975                                               | → 1975                                               | → 1975                                               | → 1975                                               | → 1975                                               | → 1975                                               | → 1975                                               | → 1975                                               | → 1975                                               | → 1975                                               | → 1975                                               | → 1975                                               | → 1975                                               | → 1975                                               | → 1975                                               | → 1975                                               | → 1975                                               | → 1975                                               | → 1975                                               | → 1975                                               | → 1975                                               | → 1975                                               | → 1975                                               | → 1975                                               | → 1975                                               |                                                      |                                                      |                                                      |                                                      |                                                      |                                                      |                                                      |                                                      |                                                      |                                                      |                                                      |                    |              |
| bytomski                            |                                      | → 1951                                               | → 1951                                               | → 1951                                               | → 1951                                               | → 1951                                               | → 1951                                               |                                                      |                                                      |                                                      |                                                      |                                                      |                                                      |                                                      |                                                      |                                                      |                                                      |                                                      |                                                      |                                                      |                                                      |                                                      |                                                      |                                                      |                                                      |                                                      |                                                      |                                                      |                                                      |                                                      |                                                      |                                                      |                                                      |                                                      |                                                      |                                                      |                                                      |                                                      |                                                      |                                                      |                                                      |                                                      |                    |              |
| bytowski ###                        | ●                                    | #→1950#                                              | #→1950#                                              | #→1950#                                              | #→1950#                                              | # 1950-75 #                                          | # 1950-75 #                                          | # 1950-75 #                                          | # 1950-75 #                                          | # 1950-75 #                                          | # 1950-75 #                                          | # 1950-75 #                                          | # 1950-75 #                                          | # 1950-75 #                                          | # 1950-75 #                                          | # 1950-75 #                                          | # 1950-75 #                                          | # 1950-75 #                                          | # 1950-75 #                                          | # 1950-75 #                                          | # 1950-75 #                                          | # 1950-75 #                                          | # 1950-75 #                                          | # 1950-75 #                                          | # 1950-75 #                                          | # 1950-75 #                                          | # 1950-75 #                                          | # 1950-75 #                                          | # 1950-75 #                                          | # 1950-75 #                                          | # 1950-75 #                                          |                                                      | # 1999 →                                             | # 1999 →                                             | # 1999 →                                             | # 1999 →                                             | # 1999 →                                             | # 1999 →                                             | # 1999 →                                             | # 1999 →                                             | # 1999 →                                             | # 1999 →                                             |                    |              |
| chełmiński                          | → 1975                               | → 1975                                               | → 1975                                               | → 1975                                               | → 1975                                               | → 1975                                               | → 1975                                               | → 1975                                               | → 1975                                               | → 1975                                               | → 1975                                               | → 1975                                               | → 1975                                               | → 1975                                               | → 1975                                               | → 1975                                               | → 1975                                               | → 1975                                               | → 1975                                               | → 1975                                               | → 1975                                               | → 1975                                               | → 1975                                               | → 1975                                               | → 1975                                               | → 1975                                               | → 1975                                               | → 1975                                               | → 1975                                               | → 1975                                               | → 1975                                               |                                                      | 1999 →                                               | 1999 →                                               | 1999 →                                               | 1999 →                                               | 1999 →                                               | 1999 →                                               | 1999 →                                               | 1999 →                                               | 1999 →                                               | 1999 →                                               |                    |              |
| chełmski                            | → 1975                               | → 1975                                               | → 1975                                               | → 1975                                               | → 1975                                               | → 1975                                               | → 1975                                               | → 1975                                               | → 1975                                               | → 1975                                               | → 1975                                               | → 1975                                               | → 1975                                               | → 1975                                               | → 1975                                               | → 1975                                               | → 1975                                               | → 1975                                               | → 1975                                               | → 1975                                               | → 1975                                               | → 1975                                               | → 1975                                               | → 1975                                               | → 1975                                               | → 1975                                               | → 1975                                               | → 1975                                               | → 1975                                               | → 1975                                               | → 1975                                               |                                                      | 1999 →                                               | 1999 →                                               | 1999 →                                               | 1999 →                                               | 1999 →                                               | 1999 →                                               | 1999 →                                               | 1999 →                                               | 1999 →                                               | 1999 →                                               |                    |              |
| chmielnicki                         |                                      |                                                      |                                                      |                                                      |                                                      |                                                      |                                                      |                                                      |                                                      |                                                      |                                                      | 1956-61                                              | 1956-61                                              | 1956-61                                              | 1956-61                                              | 1956-61                                              | 1956-61                                              |                                                      |                                                      |                                                      |                                                      |                                                      |                                                      |                                                      |                                                      |                                                      |                                                      |                                                      |                                                      |                                                      |                                                      |                                                      |                                                      |                                                      |                                                      |                                                      |                                                      |                                                      |                                                      |                                                      |                                                      |                                                      |                    |              |
| chodzieski                          | → 1975                               | → 1975                                               | → 1975                                               | → 1975                                               | → 1975                                               | → 1975                                               | → 1975                                               | → 1975                                               | → 1975                                               | → 1975                                               | → 1975                                               | → 1975                                               | → 1975                                               | → 1975                                               | → 1975                                               | → 1975                                               | → 1975                                               | → 1975                                               | → 1975                                               | → 1975                                               | → 1975                                               | → 1975                                               | → 1975                                               | → 1975                                               | → 1975                                               | → 1975                                               | → 1975                                               | → 1975                                               | → 1975                                               | → 1975                                               | → 1975                                               |                                                      | 1999 →                                               | 1999 →                                               | 1999 →                                               | 1999 →                                               | 1999 →                                               | 1999 →                                               | 1999 →                                               | 1999 →                                               | 1999 →                                               | 1999 →                                               |                    |              |
| chojeński                           |                                      | → 1975                                               | → 1975                                               | → 1975                                               | → 1975                                               | → 1975                                               | → 1975                                               | → 1975                                               | → 1975                                               | → 1975                                               | → 1975                                               | → 1975                                               | → 1975                                               | → 1975                                               | → 1975                                               | → 1975                                               | → 1975                                               | → 1975                                               | → 1975                                               | → 1975                                               | → 1975                                               | → 1975                                               | → 1975                                               | → 1975                                               | → 1975                                               | → 1975                                               | → 1975                                               | → 1975                                               | → 1975                                               | → 1975                                               | → 1975                                               |                                                      |                                                      |                                                      |                                                      |                                                      |                                                      |                                                      |                                                      |                                                      |                                                      |                                                      |                    |              |
| chojnicki #                         | → 1975 #                             | → 1975 #                                             | → 1975 #                                             | → 1975 #                                             | → 1975 #                                             | → 1975 #                                             | → 1975 #                                             | → 1975 #                                             | → 1975 #                                             | → 1975 #                                             | → 1975 #                                             | → 1975 #                                             | → 1975 #                                             | → 1975 #                                             | → 1975 #                                             | → 1975 #                                             | → 1975 #                                             | → 1975 #                                             | → 1975 #                                             | → 1975 #                                             | → 1975 #                                             | → 1975 #                                             | → 1975 #                                             | → 1975 #                                             | → 1975 #                                             | → 1975 #                                             | → 1975 #                                             | → 1975 #                                             | → 1975 #                                             | → 1975 #                                             | → 1975 #                                             |                                                      | # 1999 →                                             | # 1999 →                                             | # 1999 →                                             | # 1999 →                                             | # 1999 →                                             | # 1999 →                                             | # 1999 →                                             | # 1999 →                                             | # 1999 →                                             | # 1999 →                                             |                    |              |
| choszczeński                        |                                      | → 1975                                               | → 1975                                               | → 1975                                               | → 1975                                               | → 1975                                               | → 1975                                               | → 1975                                               | → 1975                                               | → 1975                                               | → 1975                                               | → 1975                                               | → 1975                                               | → 1975                                               | → 1975                                               | → 1975                                               | → 1975                                               | → 1975                                               | → 1975                                               | → 1975                                               | → 1975                                               | → 1975                                               | → 1975                                               | → 1975                                               | → 1975                                               | → 1975                                               | → 1975                                               | → 1975                                               | → 1975                                               | → 1975                                               | → 1975                                               |                                                      | 1999 →                                               | 1999 →                                               | 1999 →                                               | 1999 →                                               | 1999 →                                               | 1999 →                                               | 1999 →                                               | 1999 →                                               | 1999 →                                               | 1999 →                                               |                    |              |
| chrzanowski                         | → 1975                               | → 1975                                               | → 1975                                               | → 1975                                               | → 1975                                               | → 1975                                               | → 1975                                               | → 1975                                               | → 1975                                               | → 1975                                               | → 1975                                               | → 1975                                               | → 1975                                               | → 1975                                               | → 1975                                               | → 1975                                               | → 1975                                               | → 1975                                               | → 1975                                               | → 1975                                               | → 1975                                               | → 1975                                               | → 1975                                               | → 1975                                               | → 1975                                               | → 1975                                               | → 1975                                               | → 1975                                               | → 1975                                               | → 1975                                               | → 1975                                               |                                                      | 1999 →                                               | 1999 →                                               | 1999 →                                               | 1999 →                                               | 1999 →                                               | 1999 →                                               | 1999 →                                               | 1999 →                                               | 1999 →                                               | 1999 →                                               |                    |              |
| chyrowski, rejon                    |                                      |                                                      |                                                      |                                                      |                                                      |                                                      | → 1951; → ustrzycki                                  | → 1951; → ustrzycki                                  | → 1951; → ustrzycki                                  | → 1951; → ustrzycki                                  | → 1951; → ustrzycki                                  | → 1951; → ustrzycki                                  | → 1951; → ustrzycki                                  | → 1951; → ustrzycki                                  | → 1951; → ustrzycki                                  | → 1951; → ustrzycki                                  | → 1951; → ustrzycki                                  | → 1951; → ustrzycki                                  | → 1951; → ustrzycki                                  | → 1951; → ustrzycki                                  | → 1951; → ustrzycki                                  | → 1951; → ustrzycki                                  | → 1951; → ustrzycki                                  | → 1951; → ustrzycki                                  | → 1951; → ustrzycki                                  | → 1951; → ustrzycki                                  | → 1951; → ustrzycki                                  | → 1951; → ustrzycki                                  | → 1951; → ustrzycki                                  | → 1951; → ustrzycki                                  | → 1951; → ustrzycki                                  | → 1951; → ustrzycki                                  | → 1951; → ustrzycki                                  | → 1951; → ustrzycki                                  | → 1951; → ustrzycki                                  | → 1951; → ustrzycki                                  | → 1951; → ustrzycki                                  | → 1951; → ustrzycki                                  | → 1951; → ustrzycki                                  | → 1951; → ustrzycki                                  | → 1951; → ustrzycki                                  | → 1951; → ustrzycki                                  |                    |              |
| ciechanowski                        | → 1975                               | → 1975                                               | → 1975                                               | → 1975                                               | → 1975                                               | → 1975                                               | → 1975                                               | → 1975                                               | → 1975                                               | → 1975                                               | → 1975                                               | → 1975                                               | → 1975                                               | → 1975                                               | → 1975                                               | → 1975                                               | → 1975                                               | → 1975                                               | → 1975                                               | → 1975                                               | → 1975                                               | → 1975                                               | → 1975                                               | → 1975                                               | → 1975                                               | → 1975                                               | → 1975                                               | → 1975                                               | → 1975                                               | → 1975                                               | → 1975                                               |                                                      | 1999 →                                               | 1999 →                                               | 1999 →                                               | 1999 →                                               | 1999 →                                               | 1999 →                                               | 1999 →                                               | 1999 →                                               | 1999 →                                               | 1999 →                                               |                    |              |
| cieszyński                          | → 1975                               | → 1975                                               | → 1975                                               | → 1975                                               | → 1975                                               | → 1975                                               | → 1975                                               | → 1975                                               | → 1975                                               | → 1975                                               | → 1975                                               | → 1975                                               | → 1975                                               | → 1975                                               | → 1975                                               | → 1975                                               | → 1975                                               | → 1975                                               | → 1975                                               | → 1975                                               | → 1975                                               | → 1975                                               | → 1975                                               | → 1975                                               | → 1975                                               | → 1975                                               | → 1975                                               | → 1975                                               | → 1975                                               | → 1975                                               | → 1975                                               |                                                      | 1999 →                                               | 1999 →                                               | 1999 →                                               | 1999 →                                               | 1999 →                                               | 1999 →                                               | 1999 →                                               | 1999 →                                               | 1999 →                                               | 1999 →                                               |                    |              |
| Czadca (fragment)                   | Słowacja                             | Słowacja                                             | Słowacja                                             | Słowacja                                             | Słowacja                                             | Słowacja                                             | Słowacja                                             | Słowacja                                             | Słowacja                                             | Słowacja                                             | Słowacja                                             | Słowacja                                             | Słowacja                                             | Słowacja                                             | Słowacja                                             | Słowacja                                             | Słowacja                                             | Słowacja                                             | Słowacja                                             | Słowacja                                             | Słowacja                                             | Słowacja                                             | Słowacja                                             | Słowacja                                             | Słowacja                                             | Słowacja                                             | Słowacja                                             | Słowacja                                             | Słowacja                                             | Słowacja                                             | Słowacja                                             | Słowacja                                             | Słowacja                                             | Słowacja                                             | Słowacja                                             | Słowacja                                             | Słowacja                                             | Słowacja                                             | Słowacja                                             | ►                                                    | ►                                                    | ►                                                    |                    |              |
| czarnkowski                         | → 1975                               | → 1975                                               | → 1975                                               | → 1975                                               | → 1975                                               | → 1975                                               | → 1975                                               | → 1975                                               | → 1975                                               | → 1975                                               | → 1975                                               | → 1975                                               | → 1975                                               | → 1975                                               | → 1975                                               | → 1975                                               | → 1975                                               | → 1975                                               | → 1975                                               | → 1975                                               | → 1975                                               | → 1975                                               | → 1975                                               | → 1975                                               | → 1975                                               | → 1975                                               | → 1975                                               | → 1975                                               | → 1975                                               | → 1975                                               | → 1975                                               |                                                      |                                                      |                                                      |                                                      |                                                      |                                                      |                                                      |                                                      |                                                      |                                                      |                                                      |                    |              |
| czarnkowsko-trzcianecki             |                                      |                                                      |                                                      |                                                      |                                                      |                                                      |                                                      |                                                      |                                                      |                                                      |                                                      |                                                      |                                                      |                                                      |                                                      |                                                      |                                                      |                                                      |                                                      |                                                      |                                                      |                                                      |                                                      |                                                      |                                                      |                                                      |                                                      |                                                      |                                                      |                                                      |                                                      |                                                      | 1999 →                                               | 1999 →                                               | 1999 →                                               | 1999 →                                               | 1999 →                                               | 1999 →                                               | 1999 →                                               | 1999 →                                               | 1999 →                                               | 1999 →                                               |                    |              |
| częstochowski #                     | →1950 #                              | →1950 #                                              | →1950 #                                              | →1950 #                                              | →1950 #                                              | # 1950-75                                            | # 1950-75                                            | # 1950-75                                            | # 1950-75                                            | # 1950-75                                            | # 1950-75                                            | # 1950-75                                            | # 1950-75                                            | # 1950-75                                            | # 1950-75                                            | # 1950-75                                            | # 1950-75                                            | # 1950-75                                            | # 1950-75                                            | # 1950-75                                            | # 1950-75                                            | # 1950-75                                            | # 1950-75                                            | # 1950-75                                            | # 1950-75                                            | # 1950-75                                            | # 1950-75                                            | # 1950-75                                            | # 1950-75                                            | # 1950-75                                            | # 1950-75                                            |                                                      | 1999 →                                               | 1999 →                                               | 1999 →                                               | 1999 →                                               | 1999 →                                               | 1999 →                                               | 1999 →                                               | 1999 →                                               | 1999 →                                               | 1999 →                                               |                    |              |
| człuchowski ###                     | ●                                    | #→1950#                                              | #→1950#                                              | #→1950#                                              | #→1950#                                              | # 1950-75 #                                          | # 1950-75 #                                          | # 1950-75 #                                          | # 1950-75 #                                          | # 1950-75 #                                          | # 1950-75 #                                          | # 1950-75 #                                          | # 1950-75 #                                          | # 1950-75 #                                          | # 1950-75 #                                          | # 1950-75 #                                          | # 1950-75 #                                          | # 1950-75 #                                          | # 1950-75 #                                          | # 1950-75 #                                          | # 1950-75 #                                          | # 1950-75 #                                          | # 1950-75 #                                          | # 1950-75 #                                          | # 1950-75 #                                          | # 1950-75 #                                          | # 1950-75 #                                          | # 1950-75 #                                          | # 1950-75 #                                          | # 1950-75 #                                          | # 1950-75 #                                          |                                                      | # 1999 →                                             | # 1999 →                                             | # 1999 →                                             | # 1999 →                                             | # 1999 →                                             | # 1999 →                                             | # 1999 →                                             | # 1999 →                                             | # 1999 →                                             | # 1999 →                                             |                    |              |
| darkiejmski (część pd.)             | ●                                    | → 1945; ► węgorzewski / ► gołdapski                  | → 1945; ► węgorzewski / ► gołdapski                  | → 1945; ► węgorzewski / ► gołdapski                  | → 1945; ► węgorzewski / ► gołdapski                  | → 1945; ► węgorzewski / ► gołdapski                  | → 1945; ► węgorzewski / ► gołdapski                  | → 1945; ► węgorzewski / ► gołdapski                  | → 1945; ► węgorzewski / ► gołdapski                  | → 1945; ► węgorzewski / ► gołdapski                  | → 1945; ► węgorzewski / ► gołdapski                  | → 1945; ► węgorzewski / ► gołdapski                  | → 1945; ► węgorzewski / ► gołdapski                  | → 1945; ► węgorzewski / ► gołdapski                  | → 1945; ► węgorzewski / ► gołdapski                  | → 1945; ► węgorzewski / ► gołdapski                  | → 1945; ► węgorzewski / ► gołdapski                  | → 1945; ► węgorzewski / ► gołdapski                  | → 1945; ► węgorzewski / ► gołdapski                  | → 1945; ► węgorzewski / ► gołdapski                  | → 1945; ► węgorzewski / ► gołdapski                  | → 1945; ► węgorzewski / ► gołdapski                  | → 1945; ► węgorzewski / ► gołdapski                  | → 1945; ► węgorzewski / ► gołdapski                  | → 1945; ► węgorzewski / ► gołdapski                  | → 1945; ► węgorzewski / ► gołdapski                  | → 1945; ► węgorzewski / ► gołdapski                  | → 1945; ► węgorzewski / ► gołdapski                  | → 1945; ► węgorzewski / ► gołdapski                  | → 1945; ► węgorzewski / ► gołdapski                  | → 1945; ► węgorzewski / ► gołdapski                  | → 1945; ► węgorzewski / ► gołdapski                  | → 1945; ► węgorzewski / ► gołdapski                  | → 1945; ► węgorzewski / ► gołdapski                  | → 1945; ► węgorzewski / ► gołdapski                  | → 1945; ► węgorzewski / ► gołdapski                  | → 1945; ► węgorzewski / ► gołdapski                  | → 1945; ► węgorzewski / ► gołdapski                  | → 1945; ► węgorzewski / ► gołdapski                  | → 1945; ► węgorzewski / ► gołdapski                  | → 1945; ► węgorzewski / ► gołdapski                  | → 1945; ► węgorzewski / ► gołdapski                  |                    |              |
| dąbrowski (białostocki)             |                                      |                                                      |                                                      |                                                      |                                                      |                                                      |                                                      |                                                      |                                                      |                                                      |                                                      | 1956-75                                              | 1956-75                                              | 1956-75                                              | 1956-75                                              | 1956-75                                              | 1956-75                                              | 1956-75                                              | 1956-75                                              | 1956-75                                              | 1956-75                                              | 1956-75                                              | 1956-75                                              | 1956-75                                              | 1956-75                                              | 1956-75                                              | 1956-75                                              | 1956-75                                              | 1956-75                                              | 1956-75                                              | 1956-75                                              |                                                      |                                                      |                                                      |                                                      |                                                      |                                                      |                                                      |                                                      |                                                      |                                                      |                                                      |                    |              |
| dąbrowski (tarnowski)               | → 1975                               | → 1975                                               | → 1975                                               | → 1975                                               | → 1975                                               | → 1975                                               | → 1975                                               | → 1975                                               | → 1975                                               | → 1975                                               | → 1975                                               | → 1975                                               | → 1975                                               | → 1975                                               | → 1975                                               | → 1975                                               | → 1975                                               | → 1975                                               | → 1975                                               | → 1975                                               | → 1975                                               | → 1975                                               | → 1975                                               | → 1975                                               | → 1975                                               | → 1975                                               | → 1975                                               | → 1975                                               | → 1975                                               | → 1975                                               | → 1975                                               |                                                      | 1999 →                                               | 1999 →                                               | 1999 →                                               | 1999 →                                               | 1999 →                                               | 1999 →                                               | 1999 →                                               | 1999 →                                               | 1999 →                                               | 1999 →                                               |                    |              |
| dębicki #                           | #                                    | # → 1975                                             | # → 1975                                             | # → 1975                                             | # → 1975                                             | # → 1975                                             | # → 1975                                             | # → 1975                                             | # → 1975                                             | # → 1975                                             | # → 1975                                             | # → 1975                                             | # → 1975                                             | # → 1975                                             | # → 1975                                             | # → 1975                                             | # → 1975                                             | # → 1975                                             | # → 1975                                             | # → 1975                                             | # → 1975                                             | # → 1975                                             | # → 1975                                             | # → 1975                                             | # → 1975                                             | # → 1975                                             | # → 1975                                             | # → 1975                                             | # → 1975                                             | # → 1975                                             | # → 1975                                             |                                                      | 1999 →                                               | 1999 →                                               | 1999 →                                               | 1999 →                                               | 1999 →                                               | 1999 →                                               | 1999 →                                               | 1999 →                                               | 1999 →                                               | 1999 →                                               |                    |              |
| dobrodzieński                       |                                      | → 1951                                               | → 1951                                               | → 1951                                               | → 1951                                               | → 1951                                               | → 1951                                               |                                                      |                                                      |                                                      |                                                      |                                                      |                                                      |                                                      |                                                      |                                                      |                                                      |                                                      |                                                      |                                                      |                                                      |                                                      |                                                      |                                                      |                                                      |                                                      |                                                      |                                                      |                                                      |                                                      |                                                      |                                                      |                                                      |                                                      |                                                      |                                                      |                                                      |                                                      |                                                      |                                                      |                                                      |                                                      |                    |              |
| dobromilski (część zach.) #         | ●                                    | # → 1945; ► przemyski                                | # → 1945; ► przemyski                                | # → 1945; ► przemyski                                | # → 1945; ► przemyski                                | # → 1945; ► przemyski                                | # → 1945; ► przemyski                                | # → 1945; ► przemyski                                | # → 1945; ► przemyski                                | # → 1945; ► przemyski                                | # → 1945; ► przemyski                                | # → 1945; ► przemyski                                | # → 1945; ► przemyski                                | # → 1945; ► przemyski                                | # → 1945; ► przemyski                                | # → 1945; ► przemyski                                | # → 1945; ► przemyski                                | # → 1945; ► przemyski                                | # → 1945; ► przemyski                                | # → 1945; ► przemyski                                | # → 1945; ► przemyski                                | # → 1945; ► przemyski                                | # → 1945; ► przemyski                                | # → 1945; ► przemyski                                | # → 1945; ► przemyski                                | # → 1945; ► przemyski                                | # → 1945; ► przemyski                                | # → 1945; ► przemyski                                | # → 1945; ► przemyski                                | # → 1945; ► przemyski                                | # → 1945; ► przemyski                                | # → 1945; ► przemyski                                | # → 1945; ► przemyski                                | # → 1945; ► przemyski                                | # → 1945; ► przemyski                                | # → 1945; ► przemyski                                | # → 1945; ► przemyski                                | # → 1945; ► przemyski                                | # → 1945; ► przemyski                                | # → 1945; ► przemyski                                | # → 1945; ► przemyski                                | # → 1945; ► przemyski                                |                    |              |
| dobromilski, rejon                  |                                      |                                                      |                                                      | → 1948; ► przemyski                                  | → 1948; ► przemyski                                  | → 1948; ► przemyski                                  | → 1948; ► przemyski                                  | → 1948; ► przemyski                                  | → 1948; ► przemyski                                  | → 1948; ► przemyski                                  | → 1948; ► przemyski                                  | → 1948; ► przemyski                                  | → 1948; ► przemyski                                  | → 1948; ► przemyski                                  | → 1948; ► przemyski                                  | → 1948; ► przemyski                                  | → 1948; ► przemyski                                  | → 1948; ► przemyski                                  | → 1948; ► przemyski                                  | → 1948; ► przemyski                                  | → 1948; ► przemyski                                  | → 1948; ► przemyski                                  | → 1948; ► przemyski                                  | → 1948; ► przemyski                                  | → 1948; ► przemyski                                  | → 1948; ► przemyski                                  | → 1948; ► przemyski                                  | → 1948; ► przemyski                                  | → 1948; ► przemyski                                  | → 1948; ► przemyski                                  | → 1948; ► przemyski                                  | → 1948; ► przemyski                                  | → 1948; ► przemyski                                  | → 1948; ► przemyski                                  | → 1948; ► przemyski                                  | → 1948; ► przemyski                                  | → 1948; ► przemyski                                  | → 1948; ► przemyski                                  | → 1948; ► przemyski                                  | → 1948; ► przemyski                                  | → 1948; ► przemyski                                  | → 1948; ► przemyski                                  |                    |              |
| drawski ##                          |                                      | →1950 #                                              | →1950 #                                              | →1950 #                                              | →1950 #                                              | # 1950-75 #                                          | # 1950-75 #                                          | # 1950-75 #                                          | # 1950-75 #                                          | # 1950-75 #                                          | # 1950-75 #                                          | # 1950-75 #                                          | # 1950-75 #                                          | # 1950-75 #                                          | # 1950-75 #                                          | # 1950-75 #                                          | # 1950-75 #                                          | # 1950-75 #                                          | # 1950-75 #                                          | # 1950-75 #                                          | # 1950-75 #                                          | # 1950-75 #                                          | # 1950-75 #                                          | # 1950-75 #                                          | # 1950-75 #                                          | # 1950-75 #                                          | # 1950-75 #                                          | # 1950-75 #                                          | # 1950-75 #                                          | # 1950-75 #                                          | # 1950-75 #                                          |                                                      | # 1999 →                                             | # 1999 →                                             | # 1999 →                                             | # 1999 →                                             | # 1999 →                                             | # 1999 →                                             | # 1999 →                                             | # 1999 →                                             | # 1999 →                                             | # 1999 →                                             |                    |              |
| działdowski #                       | →1950 #                              | →1950 #                                              | →1950 #                                              | →1950 #                                              | →1950 #                                              | # 1950-75                                            | # 1950-75                                            | # 1950-75                                            | # 1950-75                                            | # 1950-75                                            | # 1950-75                                            | # 1950-75                                            | # 1950-75                                            | # 1950-75                                            | # 1950-75                                            | # 1950-75                                            | # 1950-75                                            | # 1950-75                                            | # 1950-75                                            | # 1950-75                                            | # 1950-75                                            | # 1950-75                                            | # 1950-75                                            | # 1950-75                                            | # 1950-75                                            | # 1950-75                                            | # 1950-75                                            | # 1950-75                                            | # 1950-75                                            | # 1950-75                                            | # 1950-75                                            |                                                      | 1999 →                                               | 1999 →                                               | 1999 →                                               | 1999 →                                               | 1999 →                                               | 1999 →                                               | 1999 →                                               | 1999 →                                               | 1999 →                                               | 1999 →                                               |                    |              |
| dzierżoniowski                      |                                      | → 1975                                               | → 1975                                               | → 1975                                               | → 1975                                               | → 1975                                               | → 1975                                               | → 1975                                               | → 1975                                               | → 1975                                               | → 1975                                               | → 1975                                               | → 1975                                               | → 1975                                               | → 1975                                               | → 1975                                               | → 1975                                               | → 1975                                               | → 1975                                               | → 1975                                               | → 1975                                               | → 1975                                               | → 1975                                               | → 1975                                               | → 1975                                               | → 1975                                               | → 1975                                               | → 1975                                               | → 1975                                               | → 1975                                               | → 1975                                               |                                                      | 1999 →                                               | 1999 →                                               | 1999 →                                               | 1999 →                                               | 1999 →                                               | 1999 →                                               | 1999 →                                               | 1999 →                                               | 1999 →                                               | 1999 →                                               |                    |              |
| elbląski #                          | ●                                    | → 1975 #                                             | → 1975 #                                             | → 1975 #                                             | → 1975 #                                             | → 1975 #                                             | → 1975 #                                             | → 1975 #                                             | → 1975 #                                             | → 1975 #                                             | → 1975 #                                             | → 1975 #                                             | → 1975 #                                             | → 1975 #                                             | → 1975 #                                             | → 1975 #                                             | → 1975 #                                             | → 1975 #                                             | → 1975 #                                             | → 1975 #                                             | → 1975 #                                             | → 1975 #                                             | → 1975 #                                             | → 1975 #                                             | → 1975 #                                             | → 1975 #                                             | → 1975 #                                             | → 1975 #                                             | → 1975 #                                             | → 1975 #                                             | → 1975 #                                             |                                                      | # 1999 →                                             | # 1999 →                                             | # 1999 →                                             | # 1999 →                                             | # 1999 →                                             | # 1999 →                                             | # 1999 →                                             | # 1999 →                                             | # 1999 →                                             | # 1999 →                                             |                    |              |
| ełcki #                             | ●                                    | → 1975 #                                             | → 1975 #                                             | → 1975 #                                             | → 1975 #                                             | → 1975 #                                             | → 1975 #                                             | → 1975 #                                             | → 1975 #                                             | → 1975 #                                             | → 1975 #                                             | → 1975 #                                             | → 1975 #                                             | → 1975 #                                             | → 1975 #                                             | → 1975 #                                             | → 1975 #                                             | → 1975 #                                             | → 1975 #                                             | → 1975 #                                             | → 1975 #                                             | → 1975 #                                             | → 1975 #                                             | → 1975 #                                             | → 1975 #                                             | → 1975 #                                             | → 1975 #                                             | → 1975 #                                             | → 1975 #                                             | → 1975 #                                             | → 1975 #                                             |                                                      | # 1999 →                                             | # 1999 →                                             | # 1999 →                                             | # 1999 →                                             | # 1999 →                                             | # 1999 →                                             | # 1999 →                                             | # 1999 →                                             | # 1999 →                                             | # 1999 →                                             |                    |              |
| frydlądzko-bartoszycki (cz. pd.)    | ●                                    | → 1945; → bartoszycki                                | → 1945; → bartoszycki                                | → 1945; → bartoszycki                                | → 1945; → bartoszycki                                | → 1945; → bartoszycki                                | → 1945; → bartoszycki                                | → 1945; → bartoszycki                                | → 1945; → bartoszycki                                | → 1945; → bartoszycki                                | → 1945; → bartoszycki                                | → 1945; → bartoszycki                                | → 1945; → bartoszycki                                | → 1945; → bartoszycki                                | → 1945; → bartoszycki                                | → 1945; → bartoszycki                                | → 1945; → bartoszycki                                | → 1945; → bartoszycki                                | → 1945; → bartoszycki                                | → 1945; → bartoszycki                                | → 1945; → bartoszycki                                | → 1945; → bartoszycki                                | → 1945; → bartoszycki                                | → 1945; → bartoszycki                                | → 1945; → bartoszycki                                | → 1945; → bartoszycki                                | → 1945; → bartoszycki                                | → 1945; → bartoszycki                                | → 1945; → bartoszycki                                | → 1945; → bartoszycki                                | → 1945; → bartoszycki                                | → 1945; → bartoszycki                                | → 1945; → bartoszycki                                | → 1945; → bartoszycki                                | → 1945; → bartoszycki                                | → 1945; → bartoszycki                                | → 1945; → bartoszycki                                | → 1945; → bartoszycki                                | → 1945; → bartoszycki                                | → 1945; → bartoszycki                                | → 1945; → bartoszycki                                | → 1945; → bartoszycki                                |                    |              |
| frysztacki (część?)                 |                                      | → 1945; ► cieszyński?                                | → 1945; ► cieszyński?                                | → 1945; ► cieszyński?                                | → 1945; ► cieszyński?                                | → 1945; ► cieszyński?                                | → 1945; ► cieszyński?                                | → 1945; ► cieszyński?                                | → 1945; ► cieszyński?                                | → 1945; ► cieszyński?                                | → 1945; ► cieszyński?                                | → 1945; ► cieszyński?                                | → 1945; ► cieszyński?                                | → 1945; ► cieszyński?                                | → 1945; ► cieszyński?                                | → 1945; ► cieszyński?                                | → 1945; ► cieszyński?                                | → 1945; ► cieszyński?                                | → 1945; ► cieszyński?                                | → 1945; ► cieszyński?                                | → 1945; ► cieszyński?                                | → 1945; ► cieszyński?                                | → 1945; ► cieszyński?                                | → 1945; ► cieszyński?                                | → 1945; ► cieszyński?                                | → 1945; ► cieszyński?                                | → 1945; ► cieszyński?                                | → 1945; ► cieszyński?                                | → 1945; ► cieszyński?                                | → 1945; ► cieszyński?                                | → 1945; ► cieszyński?                                | → 1945; ► cieszyński?                                | → 1945; ► cieszyński?                                | → 1945; ► cieszyński?                                | → 1945; ► cieszyński?                                | → 1945; ► cieszyński?                                | → 1945; ► cieszyński?                                | → 1945; ► cieszyński?                                | → 1945; ► cieszyński?                                | → 1945; ► cieszyński?                                | → 1945; ► cieszyński?                                | → 1945; ► cieszyński?                                |                    |              |
| garwoliński                         | → 1975                               | → 1975                                               | → 1975                                               | → 1975                                               | → 1975                                               | → 1975                                               | → 1975                                               | → 1975                                               | → 1975                                               | → 1975                                               | → 1975                                               | → 1975                                               | → 1975                                               | → 1975                                               | → 1975                                               | → 1975                                               | → 1975                                               | → 1975                                               | → 1975                                               | → 1975                                               | → 1975                                               | → 1975                                               | → 1975                                               | → 1975                                               | → 1975                                               | → 1975                                               | → 1975                                               | → 1975                                               | → 1975                                               | → 1975                                               | → 1975                                               |                                                      | 1999 →                                               | 1999 →                                               | 1999 →                                               | 1999 →                                               | 1999 →                                               | 1999 →                                               | 1999 →                                               | 1999 →                                               | 1999 →                                               | 1999 →                                               |                    |              |
| gdański                             |                                      | → 1975                                               | → 1975                                               | → 1975                                               | → 1975                                               | → 1975                                               | → 1975                                               | → 1975                                               | → 1975                                               | → 1975                                               | → 1975                                               | → 1975                                               | → 1975                                               | → 1975                                               | → 1975                                               | → 1975                                               | → 1975                                               | → 1975                                               | → 1975                                               | → 1975                                               | → 1975                                               | → 1975                                               | → 1975                                               | → 1975                                               | → 1975                                               | → 1975                                               | → 1975                                               | → 1975                                               | → 1975                                               | → 1975                                               | → 1975                                               |                                                      | 1999 →                                               | 1999 →                                               | 1999 →                                               | 1999 →                                               | 1999 →                                               | 1999 →                                               | 1999 →                                               | 1999 →                                               | 1999 →                                               | 1999 →                                               |                    |              |
| gierdawski (część pd.)              | ●                                    | → 1945; ► bartoszycki / ► kętrzyński / ► węgorzewski | → 1945; ► bartoszycki / ► kętrzyński / ► węgorzewski | → 1945; ► bartoszycki / ► kętrzyński / ► węgorzewski | → 1945; ► bartoszycki / ► kętrzyński / ► węgorzewski | → 1945; ► bartoszycki / ► kętrzyński / ► węgorzewski | → 1945; ► bartoszycki / ► kętrzyński / ► węgorzewski | → 1945; ► bartoszycki / ► kętrzyński / ► węgorzewski | → 1945; ► bartoszycki / ► kętrzyński / ► węgorzewski | → 1945; ► bartoszycki / ► kętrzyński / ► węgorzewski | → 1945; ► bartoszycki / ► kętrzyński / ► węgorzewski | → 1945; ► bartoszycki / ► kętrzyński / ► węgorzewski | → 1945; ► bartoszycki / ► kętrzyński / ► węgorzewski | → 1945; ► bartoszycki / ► kętrzyński / ► węgorzewski | → 1945; ► bartoszycki / ► kętrzyński / ► węgorzewski | → 1945; ► bartoszycki / ► kętrzyński / ► węgorzewski | → 1945; ► bartoszycki / ► kętrzyński / ► węgorzewski | → 1945; ► bartoszycki / ► kętrzyński / ► węgorzewski | → 1945; ► bartoszycki / ► kętrzyński / ► węgorzewski | → 1945; ► bartoszycki / ► kętrzyński / ► węgorzewski | → 1945; ► bartoszycki / ► kętrzyński / ► węgorzewski | → 1945; ► bartoszycki / ► kętrzyński / ► węgorzewski | → 1945; ► bartoszycki / ► kętrzyński / ► węgorzewski | → 1945; ► bartoszycki / ► kętrzyński / ► węgorzewski | → 1945; ► bartoszycki / ► kętrzyński / ► węgorzewski | → 1945; ► bartoszycki / ► kętrzyński / ► węgorzewski | → 1945; ► bartoszycki / ► kętrzyński / ► węgorzewski | → 1945; ► bartoszycki / ► kętrzyński / ► węgorzewski | → 1945; ► bartoszycki / ► kętrzyński / ► węgorzewski | → 1945; ► bartoszycki / ► kętrzyński / ► węgorzewski | → 1945; ► bartoszycki / ► kętrzyński / ► węgorzewski | → 1945; ► bartoszycki / ► kętrzyński / ► węgorzewski | → 1945; ► bartoszycki / ► kętrzyński / ► węgorzewski | → 1945; ► bartoszycki / ► kętrzyński / ► węgorzewski | → 1945; ► bartoszycki / ► kętrzyński / ► węgorzewski | → 1945; ► bartoszycki / ► kętrzyński / ► węgorzewski | → 1945; ► bartoszycki / ► kętrzyński / ► węgorzewski | → 1945; ► bartoszycki / ► kętrzyński / ► węgorzewski | → 1945; ► bartoszycki / ► kętrzyński / ► węgorzewski | → 1945; ► bartoszycki / ► kętrzyński / ► węgorzewski | → 1945; ► bartoszycki / ► kętrzyński / ► węgorzewski | → 1945; ► bartoszycki / ► kętrzyński / ► węgorzewski |                    |              |
| giżycki                             |                                      | → 1975                                               | → 1975                                               | → 1975                                               | → 1975                                               | → 1975                                               | → 1975                                               | → 1975                                               | → 1975                                               | → 1975                                               | → 1975                                               | → 1975                                               | → 1975                                               | → 1975                                               | → 1975                                               | → 1975                                               | → 1975                                               | → 1975                                               | → 1975                                               | → 1975                                               | → 1975                                               | → 1975                                               | → 1975                                               | → 1975                                               | → 1975                                               | → 1975                                               | → 1975                                               | → 1975                                               | → 1975                                               | → 1975                                               | → 1975                                               |                                                      | 1999 →                                               | 1999 →                                               | 1999 →                                               | 1999 →                                               | 1999 →                                               | 1999 →                                               | 1999 →                                               | 1999 →                                               | 1999 →                                               | 1999 →                                               |                    |              |
| gliwicki                            |                                      | → 1975                                               | → 1975                                               | → 1975                                               | → 1975                                               | → 1975                                               | → 1975                                               | → 1975                                               | → 1975                                               | → 1975                                               | → 1975                                               | → 1975                                               | → 1975                                               | → 1975                                               | → 1975                                               | → 1975                                               | → 1975                                               | → 1975                                               | → 1975                                               | → 1975                                               | → 1975                                               | → 1975                                               | → 1975                                               | → 1975                                               | → 1975                                               | → 1975                                               | → 1975                                               | → 1975                                               | → 1975                                               | → 1975                                               | → 1975                                               |                                                      | 1999 →                                               | 1999 →                                               | 1999 →                                               | 1999 →                                               | 1999 →                                               | 1999 →                                               | 1999 →                                               | 1999 →                                               | 1999 →                                               | 1999 →                                               |                    |              |
| głogowski ##                        |                                      | →1950 #                                              | →1950 #                                              | →1950 #                                              | →1950 #                                              | # 1950-75 #                                          | # 1950-75 #                                          | # 1950-75 #                                          | # 1950-75 #                                          | # 1950-75 #                                          | # 1950-75 #                                          | # 1950-75 #                                          | # 1950-75 #                                          | # 1950-75 #                                          | # 1950-75 #                                          | # 1950-75 #                                          | # 1950-75 #                                          | # 1950-75 #                                          | # 1950-75 #                                          | # 1950-75 #                                          | # 1950-75 #                                          | # 1950-75 #                                          | # 1950-75 #                                          | # 1950-75 #                                          | # 1950-75 #                                          | # 1950-75 #                                          | # 1950-75 #                                          | # 1950-75 #                                          | # 1950-75 #                                          | # 1950-75 #                                          | # 1950-75 #                                          |                                                      | # 1999 →                                             | # 1999 →                                             | # 1999 →                                             | # 1999 →                                             | # 1999 →                                             | # 1999 →                                             | # 1999 →                                             | # 1999 →                                             | # 1999 →                                             | # 1999 →                                             |                    |              |
| głubczycki #                        |                                      | →1950 #                                              | →1950 #                                              | →1950 #                                              | →1950 #                                              | # 1950-75                                            | # 1950-75                                            | # 1950-75                                            | # 1950-75                                            | # 1950-75                                            | # 1950-75                                            | # 1950-75                                            | # 1950-75                                            | # 1950-75                                            | # 1950-75                                            | # 1950-75                                            | # 1950-75                                            | # 1950-75                                            | # 1950-75                                            | # 1950-75                                            | # 1950-75                                            | # 1950-75                                            | # 1950-75                                            | # 1950-75                                            | # 1950-75                                            | # 1950-75                                            | # 1950-75                                            | # 1950-75                                            | # 1950-75                                            | # 1950-75                                            | # 1950-75                                            |                                                      | 1999 →                                               | 1999 →                                               | 1999 →                                               | 1999 →                                               | 1999 →                                               | 1999 →                                               | 1999 →                                               | 1999 →                                               | 1999 →                                               | 1999 →                                               |                    |              |
| gnieźnieński                        | → 1975                               | → 1975                                               | → 1975                                               | → 1975                                               | → 1975                                               | → 1975                                               | → 1975                                               | → 1975                                               | → 1975                                               | → 1975                                               | → 1975                                               | → 1975                                               | → 1975                                               | → 1975                                               | → 1975                                               | → 1975                                               | → 1975                                               | → 1975                                               | → 1975                                               | → 1975                                               | → 1975                                               | → 1975                                               | → 1975                                               | → 1975                                               | → 1975                                               | → 1975                                               | → 1975                                               | → 1975                                               | → 1975                                               | → 1975                                               | → 1975                                               |                                                      | 1999 →                                               | 1999 →                                               | 1999 →                                               | 1999 →                                               | 1999 →                                               | 1999 →                                               | 1999 →                                               | 1999 →                                               | 1999 →                                               | 1999 →                                               |                    |              |
| goleniowski                         |                                      |                                                      |                                                      |                                                      |                                                      |                                                      |                                                      |                                                      |                                                      | 1954-75                                              | 1954-75                                              | 1954-75                                              | 1954-75                                              | 1954-75                                              | 1954-75                                              | 1954-75                                              | 1954-75                                              | 1954-75                                              | 1954-75                                              | 1954-75                                              | 1954-75                                              | 1954-75                                              | 1954-75                                              | 1954-75                                              | 1954-75                                              | 1954-75                                              | 1954-75                                              | 1954-75                                              | 1954-75                                              | 1954-75                                              | 1954-75                                              |                                                      | 1999 →                                               | 1999 →                                               | 1999 →                                               | 1999 →                                               | 1999 →                                               | 1999 →                                               | 1999 →                                               | 1999 →                                               | 1999 →                                               | 1999 →                                               |                    |              |
| golubsko-dobrzyński                 |                                      |                                                      |                                                      |                                                      |                                                      |                                                      |                                                      |                                                      |                                                      |                                                      |                                                      | 1956-75                                              | 1956-75                                              | 1956-75                                              | 1956-75                                              | 1956-75                                              | 1956-75                                              | 1956-75                                              | 1956-75                                              | 1956-75                                              | 1956-75                                              | 1956-75                                              | 1956-75                                              | 1956-75                                              | 1956-75                                              | 1956-75                                              | 1956-75                                              | 1956-75                                              | 1956-75                                              | 1956-75                                              | 1956-75                                              |                                                      | 1999 →                                               | 1999 →                                               | 1999 →                                               | 1999 →                                               | 1999 →                                               | 1999 →                                               | 1999 →                                               | 1999 →                                               | 1999 →                                               | 1999 →                                               |                    |              |
| gołdapski #                         | ●                                    | → 1975 #                                             | → 1975 #                                             | → 1975 #                                             | → 1975 #                                             | → 1975 #                                             | → 1975 #                                             | → 1975 #                                             | → 1975 #                                             | → 1975 #                                             | → 1975 #                                             | → 1975 #                                             | → 1975 #                                             | → 1975 #                                             | → 1975 #                                             | → 1975 #                                             | → 1975 #                                             | → 1975 #                                             | → 1975 #                                             | → 1975 #                                             | → 1975 #                                             | → 1975 #                                             | → 1975 #                                             | → 1975 #                                             | → 1975 #                                             | → 1975 #                                             | → 1975 #                                             | → 1975 #                                             | → 1975 #                                             | → 1975 #                                             | → 1975 #                                             |                                                      |                                                      |                                                      |                                                      | # 2002 →                                             | # 2002 →                                             | # 2002 →                                             | # 2002 →                                             | # 2002 →                                             | # 2002 →                                             | # 2002 →                                             |                    |              |
| gorlicki ##                         | #                                    | # → 1975 #                                           | # → 1975 #                                           | # → 1975 #                                           | # → 1975 #                                           | # → 1975 #                                           | # → 1975 #                                           | # → 1975 #                                           | # → 1975 #                                           | # → 1975 #                                           | # → 1975 #                                           | # → 1975 #                                           | # → 1975 #                                           | # → 1975 #                                           | # → 1975 #                                           | # → 1975 #                                           | # → 1975 #                                           | # → 1975 #                                           | # → 1975 #                                           | # → 1975 #                                           | # → 1975 #                                           | # → 1975 #                                           | # → 1975 #                                           | # → 1975 #                                           | # → 1975 #                                           | # → 1975 #                                           | # → 1975 #                                           | # → 1975 #                                           | # → 1975 #                                           | # → 1975 #                                           | # → 1975 #                                           |                                                      | # 1999 →                                             | # 1999 →                                             | # 1999 →                                             | # 1999 →                                             | # 1999 →                                             | # 1999 →                                             | # 1999 →                                             | # 1999 →                                             | # 1999 →                                             | # 1999 →                                             |                    |              |
| gorzowski #                         | ●                                    | →1950 #                                              | →1950 #                                              | →1950 #                                              | →1950 #                                              | # 1950-75                                            | # 1950-75                                            | # 1950-75                                            | # 1950-75                                            | # 1950-75                                            | # 1950-75                                            | # 1950-75                                            | # 1950-75                                            | # 1950-75                                            | # 1950-75                                            | # 1950-75                                            | # 1950-75                                            | # 1950-75                                            | # 1950-75                                            | # 1950-75                                            | # 1950-75                                            | # 1950-75                                            | # 1950-75                                            | # 1950-75                                            | # 1950-75                                            | # 1950-75                                            | # 1950-75                                            | # 1950-75                                            | # 1950-75                                            | # 1950-75                                            | # 1950-75                                            |                                                      | 1999 →                                               | 1999 →                                               | 1999 →                                               | 1999 →                                               | 1999 →                                               | 1999 →                                               | 1999 →                                               | 1999 →                                               | 1999 →                                               | 1999 →                                               |                    |              |
| gostyniński                         | → 1975                               | → 1975                                               | → 1975                                               | → 1975                                               | → 1975                                               | → 1975                                               | → 1975                                               | → 1975                                               | → 1975                                               | → 1975                                               | → 1975                                               | → 1975                                               | → 1975                                               | → 1975                                               | → 1975                                               | → 1975                                               | → 1975                                               | → 1975                                               | → 1975                                               | → 1975                                               | → 1975                                               | → 1975                                               | → 1975                                               | → 1975                                               | → 1975                                               | → 1975                                               | → 1975                                               | → 1975                                               | → 1975                                               | → 1975                                               | → 1975                                               |                                                      | 1999 →                                               | 1999 →                                               | 1999 →                                               | 1999 →                                               | 1999 →                                               | 1999 →                                               | 1999 →                                               | 1999 →                                               | 1999 →                                               | 1999 →                                               |                    |              |
| gostyński                           | → 1975                               | → 1975                                               | → 1975                                               | → 1975                                               | → 1975                                               | → 1975                                               | → 1975                                               | → 1975                                               | → 1975                                               | → 1975                                               | → 1975                                               | → 1975                                               | → 1975                                               | → 1975                                               | → 1975                                               | → 1975                                               | → 1975                                               | → 1975                                               | → 1975                                               | → 1975                                               | → 1975                                               | → 1975                                               | → 1975                                               | → 1975                                               | → 1975                                               | → 1975                                               | → 1975                                               | → 1975                                               | → 1975                                               | → 1975                                               | → 1975                                               |                                                      | 1999 →                                               | 1999 →                                               | 1999 →                                               | 1999 →                                               | 1999 →                                               | 1999 →                                               | 1999 →                                               | 1999 →                                               | 1999 →                                               | 1999 →                                               |                    |              |
| górowski (iławecki)                 | iławecki (polski) ←                  | iławecki (polski) ←                                  | iławecki (polski) ←                                  | iławecki (polski) ←                                  | iławecki (polski) ←                                  | iławecki (polski) ←                                  | iławecki (polski) ←                                  | iławecki (polski) ←                                  | iławecki (polski) ←                                  | iławecki (polski) ←                                  | iławecki (polski) ←                                  | iławecki (polski) ←                                  | iławecki (polski) ←                                  | iławecki (polski) ←                                  | 59-61                                                | 59-61                                                | 59-61                                                |                                                      |                                                      |                                                      |                                                      |                                                      |                                                      |                                                      |                                                      |                                                      |                                                      |                                                      |                                                      |                                                      |                                                      |                                                      |                                                      |                                                      |                                                      |                                                      |                                                      |                                                      |                                                      |                                                      |                                                      |                                                      |                    |              |
| górowski (śląski)                   |                                      | → 1975                                               | → 1975                                               | → 1975                                               | → 1975                                               | → 1975                                               | → 1975                                               | → 1975                                               | → 1975                                               | → 1975                                               | → 1975                                               | → 1975                                               | → 1975                                               | → 1975                                               | → 1975                                               | → 1975                                               | → 1975                                               | → 1975                                               | → 1975                                               | → 1975                                               | → 1975                                               | → 1975                                               | → 1975                                               | → 1975                                               | → 1975                                               | → 1975                                               | → 1975                                               | → 1975                                               | → 1975                                               | → 1975                                               | → 1975                                               |                                                      | 1999 →                                               | 1999 →                                               | 1999 →                                               | 1999 →                                               | 1999 →                                               | 1999 →                                               | 1999 →                                               | 1999 →                                               | 1999 →                                               | 1999 →                                               |                    |              |
| grajewski                           | ←                                    | ←                                                    | ←                                                    | 1948-75                                              | 1948-75                                              | 1948-75                                              | 1948-75                                              | 1948-75                                              | 1948-75                                              | 1948-75                                              | 1948-75                                              | 1948-75                                              | 1948-75                                              | 1948-75                                              | 1948-75                                              | 1948-75                                              | 1948-75                                              | 1948-75                                              | 1948-75                                              | 1948-75                                              | 1948-75                                              | 1948-75                                              | 1948-75                                              | 1948-75                                              | 1948-75                                              | 1948-75                                              | 1948-75                                              | 1948-75                                              | 1948-75                                              | 1948-75                                              | 1948-75                                              |                                                      | 1999 →                                               | 1999 →                                               | 1999 →                                               | 1999 →                                               | 1999 →                                               | 1999 →                                               | 1999 →                                               | 1999 →                                               | 1999 →                                               | 1999 →                                               |                    |              |
| grodkowski #                        |                                      | →1950 #                                              | →1950 #                                              | →1950 #                                              | →1950 #                                              | # 1950-75                                            | # 1950-75                                            | # 1950-75                                            | # 1950-75                                            | # 1950-75                                            | # 1950-75                                            | # 1950-75                                            | # 1950-75                                            | # 1950-75                                            | # 1950-75                                            | # 1950-75                                            | # 1950-75                                            | # 1950-75                                            | # 1950-75                                            | # 1950-75                                            | # 1950-75                                            | # 1950-75                                            | # 1950-75                                            | # 1950-75                                            | # 1950-75                                            | # 1950-75                                            | # 1950-75                                            | # 1950-75                                            | # 1950-75                                            | # 1950-75                                            | # 1950-75                                            |                                                      |                                                      |                                                      |                                                      |                                                      |                                                      |                                                      |                                                      |                                                      |                                                      |                                                      |                    |              |
| grodzieński (cz. pd.-zach.)         |                                      | → 1945; ► sokólski                                   | → 1945; ► sokólski                                   | → 1945; ► sokólski                                   | → 1945; ► sokólski                                   | → 1945; ► sokólski                                   | → 1945; ► sokólski                                   | → 1945; ► sokólski                                   | → 1945; ► sokólski                                   | → 1945; ► sokólski                                   | → 1945; ► sokólski                                   | → 1945; ► sokólski                                   | → 1945; ► sokólski                                   | → 1945; ► sokólski                                   | → 1945; ► sokólski                                   | → 1945; ► sokólski                                   | → 1945; ► sokólski                                   | → 1945; ► sokólski                                   | → 1945; ► sokólski                                   | → 1945; ► sokólski                                   | → 1945; ► sokólski                                   | → 1945; ► sokólski                                   | → 1945; ► sokólski                                   | → 1945; ► sokólski                                   | → 1945; ► sokólski                                   | → 1945; ► sokólski                                   | → 1945; ► sokólski                                   | → 1945; ► sokólski                                   | → 1945; ► sokólski                                   | → 1945; ► sokólski                                   | → 1945; ► sokólski                                   | → 1945; ► sokólski                                   | → 1945; ► sokólski                                   | → 1945; ► sokólski                                   | → 1945; ► sokólski                                   | → 1945; ► sokólski                                   | → 1945; ► sokólski                                   | → 1945; ► sokólski                                   | → 1945; ► sokólski                                   | → 1945; ► sokólski                                   | → 1945; ► sokólski                                   | → 1945; ► sokólski                                   |                    |              |
| grodzieński, rejon (cz. zach.)      |                                      |                                                      |                                                      | → 1948; ► sokólski                                   | → 1948; ► sokólski                                   | → 1948; ► sokólski                                   | → 1948; ► sokólski                                   | → 1948; ► sokólski                                   | → 1948; ► sokólski                                   | → 1948; ► sokólski                                   | → 1948; ► sokólski                                   | → 1948; ► sokólski                                   | → 1948; ► sokólski                                   | → 1948; ► sokólski                                   | → 1948; ► sokólski                                   | → 1948; ► sokólski                                   | → 1948; ► sokólski                                   | → 1948; ► sokólski                                   | → 1948; ► sokólski                                   | → 1948; ► sokólski                                   | → 1948; ► sokólski                                   | → 1948; ► sokólski                                   | → 1948; ► sokólski                                   | → 1948; ► sokólski                                   | → 1948; ► sokólski                                   | → 1948; ► sokólski                                   | → 1948; ► sokólski                                   | → 1948; ► sokólski                                   | → 1948; ► sokólski                                   | → 1948; ► sokólski                                   | → 1948; ► sokólski                                   | → 1948; ► sokólski                                   | → 1948; ► sokólski                                   | → 1948; ► sokólski                                   | → 1948; ► sokólski                                   | → 1948; ► sokólski                                   | → 1948; ► sokólski                                   | → 1948; ► sokólski                                   | → 1948; ► sokólski                                   | → 1948; ► sokólski                                   | → 1948; ► sokólski                                   | → 1948; ► sokólski                                   |                    |              |
| grodziski (mazowiecki)              | ←                                    | ←                                                    | ←                                                    | 1948-75                                              | 1948-75                                              | 1948-75                                              | 1948-75                                              | 1948-75                                              | 1948-75                                              | 1948-75                                              | 1948-75                                              | 1948-75                                              | 1948-75                                              | 1948-75                                              | 1948-75                                              | 1948-75                                              | 1948-75                                              | 1948-75                                              | 1948-75                                              | 1948-75                                              | 1948-75                                              | 1948-75                                              | 1948-75                                              | 1948-75                                              | 1948-75                                              | 1948-75                                              | 1948-75                                              | 1948-75                                              | 1948-75                                              | 1948-75                                              | 1948-75                                              |                                                      | 1999 →                                               | 1999 →                                               | 1999 →                                               | 1999 →                                               | 1999 →                                               | 1999 →                                               | 1999 →                                               | 1999 →                                               | 1999 →                                               | 1999 →                                               |                    |              |
| grodziski (wielkopolski)            |                                      |                                                      |                                                      |                                                      |                                                      |                                                      |                                                      |                                                      |                                                      |                                                      |                                                      |                                                      |                                                      |                                                      |                                                      |                                                      |                                                      |                                                      |                                                      |                                                      |                                                      |                                                      |                                                      |                                                      |                                                      |                                                      |                                                      |                                                      |                                                      |                                                      |                                                      |                                                      | 1999 →                                               | 1999 →                                               | 1999 →                                               | 1999 →                                               | 1999 →                                               | 1999 →                                               | 1999 →                                               | 1999 →                                               | 1999 →                                               | 1999 →                                               |                    |              |
| grójecki                            | → 1975                               | → 1975                                               | → 1975                                               | → 1975                                               | → 1975                                               | → 1975                                               | → 1975                                               | → 1975                                               | → 1975                                               | → 1975                                               | → 1975                                               | → 1975                                               | → 1975                                               | → 1975                                               | → 1975                                               | → 1975                                               | → 1975                                               | → 1975                                               | → 1975                                               | → 1975                                               | → 1975                                               | → 1975                                               | → 1975                                               | → 1975                                               | → 1975                                               | → 1975                                               | → 1975                                               | → 1975                                               | → 1975                                               | → 1975                                               | → 1975                                               |                                                      | 1999 →                                               | 1999 →                                               | 1999 →                                               | 1999 →                                               | 1999 →                                               | 1999 →                                               | 1999 →                                               | 1999 →                                               | 1999 →                                               | 1999 →                                               |                    |              |
| grudziądzki                         | → 1975                               | → 1975                                               | → 1975                                               | → 1975                                               | → 1975                                               | → 1975                                               | → 1975                                               | → 1975                                               | → 1975                                               | → 1975                                               | → 1975                                               | → 1975                                               | → 1975                                               | → 1975                                               | → 1975                                               | → 1975                                               | → 1975                                               | → 1975                                               | → 1975                                               | → 1975                                               | → 1975                                               | → 1975                                               | → 1975                                               | → 1975                                               | → 1975                                               | → 1975                                               | → 1975                                               | → 1975                                               | → 1975                                               | → 1975                                               | → 1975                                               |                                                      | 1999 →                                               | 1999 →                                               | 1999 →                                               | 1999 →                                               | 1999 →                                               | 1999 →                                               | 1999 →                                               | 1999 →                                               | 1999 →                                               | 1999 →                                               |                    |              |
| gryficki                            |                                      | → 1975                                               | → 1975                                               | → 1975                                               | → 1975                                               | → 1975                                               | → 1975                                               | → 1975                                               | → 1975                                               | → 1975                                               | → 1975                                               | → 1975                                               | → 1975                                               | → 1975                                               | → 1975                                               | → 1975                                               | → 1975                                               | → 1975                                               | → 1975                                               | → 1975                                               | → 1975                                               | → 1975                                               | → 1975                                               | → 1975                                               | → 1975                                               | → 1975                                               | → 1975                                               | → 1975                                               | → 1975                                               | → 1975                                               | → 1975                                               |                                                      | 1999 →                                               | 1999 →                                               | 1999 →                                               | 1999 →                                               | 1999 →                                               | 1999 →                                               | 1999 →                                               | 1999 →                                               | 1999 →                                               | 1999 →                                               |                    |              |
| gryfiński                           |                                      | → 1975                                               | → 1975                                               | → 1975                                               | → 1975                                               | → 1975                                               | → 1975                                               | → 1975                                               | → 1975                                               | → 1975                                               | → 1975                                               | → 1975                                               | → 1975                                               | → 1975                                               | → 1975                                               | → 1975                                               | → 1975                                               | → 1975                                               | → 1975                                               | → 1975                                               | → 1975                                               | → 1975                                               | → 1975                                               | → 1975                                               | → 1975                                               | → 1975                                               | → 1975                                               | → 1975                                               | → 1975                                               | → 1975                                               | → 1975                                               |                                                      | 1999 →                                               | 1999 →                                               | 1999 →                                               | 1999 →                                               | 1999 →                                               | 1999 →                                               | 1999 →                                               | 1999 →                                               | 1999 →                                               | 1999 →                                               |                    |              |
| gubiński (niem.) (cz. pd.-wsch.)    |                                      | → 1945; → gubiński (polski)                          | → 1945; → gubiński (polski)                          | → 1945; → gubiński (polski)                          | → 1945; → gubiński (polski)                          | → 1945; → gubiński (polski)                          | → 1945; → gubiński (polski)                          | → 1945; → gubiński (polski)                          | → 1945; → gubiński (polski)                          | → 1945; → gubiński (polski)                          | → 1945; → gubiński (polski)                          | → 1945; → gubiński (polski)                          | → 1945; → gubiński (polski)                          | → 1945; → gubiński (polski)                          | → 1945; → gubiński (polski)                          | → 1945; → gubiński (polski)                          | → 1945; → gubiński (polski)                          | → 1945; → gubiński (polski)                          | → 1945; → gubiński (polski)                          | → 1945; → gubiński (polski)                          | → 1945; → gubiński (polski)                          | → 1945; → gubiński (polski)                          | → 1945; → gubiński (polski)                          | → 1945; → gubiński (polski)                          | → 1945; → gubiński (polski)                          | → 1945; → gubiński (polski)                          | → 1945; → gubiński (polski)                          | → 1945; → gubiński (polski)                          | → 1945; → gubiński (polski)                          | → 1945; → gubiński (polski)                          | → 1945; → gubiński (polski)                          | → 1945; → gubiński (polski)                          | → 1945; → gubiński (polski)                          | → 1945; → gubiński (polski)                          | → 1945; → gubiński (polski)                          | → 1945; → gubiński (polski)                          | → 1945; → gubiński (polski)                          | → 1945; → gubiński (polski)                          | → 1945; → gubiński (polski)                          | → 1945; → gubiński (polski)                          | → 1945; → gubiński (polski)                          | → 1945; → gubiński (polski)                          |                    |              |
| gubiński (polski) #                 | ↔1950#                               | ↔1950#                                               | ↔1950#                                               | ↔1950#                                               | ↔1950#                                               | # 1950-61                                            | # 1950-61                                            | # 1950-61                                            | # 1950-61                                            | # 1950-61                                            | # 1950-61                                            | # 1950-61                                            | # 1950-61                                            | # 1950-61                                            | # 1950-61                                            | # 1950-61                                            | # 1950-61                                            |                                                      |                                                      |                                                      |                                                      |                                                      |                                                      |                                                      |                                                      |                                                      |                                                      |                                                      |                                                      |                                                      |                                                      |                                                      |                                                      |                                                      |                                                      |                                                      |                                                      |                                                      |                                                      |                                                      |                                                      |                                                      |                    |              |
| hajnowski                           |                                      |                                                      |                                                      |                                                      |                                                      |                                                      |                                                      |                                                      |                                                      | 1954-75                                              | 1954-75                                              | 1954-75                                              | 1954-75                                              | 1954-75                                              | 1954-75                                              | 1954-75                                              | 1954-75                                              | 1954-75                                              | 1954-75                                              | 1954-75                                              | 1954-75                                              | 1954-75                                              | 1954-75                                              | 1954-75                                              | 1954-75                                              | 1954-75                                              | 1954-75                                              | 1954-75                                              | 1954-75                                              | 1954-75                                              | 1954-75                                              |                                                      | 1999 →                                               | 1999 →                                               | 1999 →                                               | 1999 →                                               | 1999 →                                               | 1999 →                                               | 1999 →                                               | 1999 →                                               | 1999 →                                               | 1999 →                                               |                    |              |
| hrubieszowski                       | → 1975                               | → 1975                                               | → 1975                                               | → 1975                                               | → 1975                                               | → 1975                                               | → 1975                                               | → 1975                                               | → 1975                                               | → 1975                                               | → 1975                                               | → 1975                                               | → 1975                                               | → 1975                                               | → 1975                                               | → 1975                                               | → 1975                                               | → 1975                                               | → 1975                                               | → 1975                                               | → 1975                                               | → 1975                                               | → 1975                                               | → 1975                                               | → 1975                                               | → 1975                                               | → 1975                                               | → 1975                                               | → 1975                                               | → 1975                                               | → 1975                                               |                                                      | 1999 →                                               | 1999 →                                               | 1999 →                                               | 1999 →                                               | 1999 →                                               | 1999 →                                               | 1999 →                                               | 1999 →                                               | 1999 →                                               | 1999 →                                               |                    |              |
| iławecki (polski)                   | [ 55 ]                               | 1946-58                                              | 1946-58                                              | 1946-58                                              | 1946-58                                              | 1946-58                                              | 1946-58                                              | 1946-58                                              | 1946-58                                              | 1946-58                                              | 1946-58                                              | 1946-58                                              | 1946-58                                              | 1946-58                                              | → górowski (iławecki)                                | → górowski (iławecki)                                | → górowski (iławecki)                                | → górowski (iławecki)                                | → górowski (iławecki)                                | → górowski (iławecki)                                | → górowski (iławecki)                                | → górowski (iławecki)                                | → górowski (iławecki)                                | → górowski (iławecki)                                | → górowski (iławecki)                                | → górowski (iławecki)                                | → górowski (iławecki)                                | → górowski (iławecki)                                | → górowski (iławecki)                                | → górowski (iławecki)                                | → górowski (iławecki)                                | → górowski (iławecki)                                | → górowski (iławecki)                                | → górowski (iławecki)                                | → górowski (iławecki)                                | → górowski (iławecki)                                | → górowski (iławecki)                                | → górowski (iławecki)                                | → górowski (iławecki)                                | → górowski (iławecki)                                | → górowski (iławecki)                                | → górowski (iławecki)                                |                    |              |
| iławecki (pruski) (część pd.)       | ●                                    | → 1945; → iławecki (polski)                          | → 1945; → iławecki (polski)                          | → 1945; → iławecki (polski)                          | → 1945; → iławecki (polski)                          | → 1945; → iławecki (polski)                          | → 1945; → iławecki (polski)                          | → 1945; → iławecki (polski)                          | → 1945; → iławecki (polski)                          | → 1945; → iławecki (polski)                          | → 1945; → iławecki (polski)                          | → 1945; → iławecki (polski)                          | → 1945; → iławecki (polski)                          | → 1945; → iławecki (polski)                          | → 1945; → iławecki (polski)                          | → 1945; → iławecki (polski)                          | → 1945; → iławecki (polski)                          | → 1945; → iławecki (polski)                          | → 1945; → iławecki (polski)                          | → 1945; → iławecki (polski)                          | → 1945; → iławecki (polski)                          | → 1945; → iławecki (polski)                          | → 1945; → iławecki (polski)                          | → 1945; → iławecki (polski)                          | → 1945; → iławecki (polski)                          | → 1945; → iławecki (polski)                          | → 1945; → iławecki (polski)                          | → 1945; → iławecki (polski)                          | → 1945; → iławecki (polski)                          | → 1945; → iławecki (polski)                          | → 1945; → iławecki (polski)                          | → 1945; → iławecki (polski)                          | → 1945; → iławecki (polski)                          | → 1945; → iławecki (polski)                          | → 1945; → iławecki (polski)                          | → 1945; → iławecki (polski)                          | → 1945; → iławecki (polski)                          | → 1945; → iławecki (polski)                          | → 1945; → iławecki (polski)                          | → 1945; → iławecki (polski)                          | → 1945; → iławecki (polski)                          | → 1945; → iławecki (polski)                          |                    |              |
| iławski                             | suski ←                              | suski ←                                              | suski ←                                              | suski ←                                              | suski ←                                              | suski ←                                              | suski ←                                              | suski ←                                              | suski ←                                              | suski ←                                              | suski ←                                              | suski ←                                              | suski ←                                              | suski ←                                              | 1959-75                                              | 1959-75                                              | 1959-75                                              | 1959-75                                              | 1959-75                                              | 1959-75                                              | 1959-75                                              | 1959-75                                              | 1959-75                                              | 1959-75                                              | 1959-75                                              | 1959-75                                              | 1959-75                                              | 1959-75                                              | 1959-75                                              | 1959-75                                              | 1959-75                                              |                                                      | 1999 →                                               | 1999 →                                               | 1999 →                                               | 1999 →                                               | 1999 →                                               | 1999 →                                               | 1999 →                                               | 1999 →                                               | 1999 →                                               | 1999 →                                               |                    |              |
| iłżecki                             | → 1973                               | → 1973                                               | → 1973                                               | → 1973                                               | → 1973                                               | → 1973                                               | → 1973                                               | → 1973                                               | → 1973                                               | → 1973                                               | → 1973                                               | → 1973                                               | → 1973                                               | → 1973                                               | → 1973                                               | → 1973                                               | → 1973                                               | → 1973                                               | → 1973                                               | → 1973                                               | → 1973                                               | → 1973                                               | → 1973                                               | → 1973                                               | → 1973                                               | → 1973                                               | → 1973                                               | → 1973                                               | → 1973                                               | → starachowicki                                      | → starachowicki                                      | → starachowicki                                      | → starachowicki                                      | → starachowicki                                      | → starachowicki                                      | → starachowicki                                      | → starachowicki                                      | → starachowicki                                      | → starachowicki                                      | → starachowicki                                      | → starachowicki                                      | → starachowicki                                      |                    |              |
| inowrocławski                       | → 1975                               | → 1975                                               | → 1975                                               | → 1975                                               | → 1975                                               | → 1975                                               | → 1975                                               | → 1975                                               | → 1975                                               | → 1975                                               | → 1975                                               | → 1975                                               | → 1975                                               | → 1975                                               | → 1975                                               | → 1975                                               | → 1975                                               | → 1975                                               | → 1975                                               | → 1975                                               | → 1975                                               | → 1975                                               | → 1975                                               | → 1975                                               | → 1975                                               | → 1975                                               | → 1975                                               | → 1975                                               | → 1975                                               | → 1975                                               | → 1975                                               |                                                      | 1999 →                                               | 1999 →                                               | 1999 →                                               | 1999 →                                               | 1999 →                                               | 1999 →                                               | 1999 →                                               | 1999 →                                               | 1999 →                                               | 1999 →                                               |                    |              |
| janowski                            |                                      | → 1945                                               | → 1945                                               | → 1945                                               | → 1945                                               | → 1945                                               | → 1945                                               | → 1945                                               | → 1945                                               | → 1945                                               | → 1945                                               | 1956-75                                              | 1956-75                                              | 1956-75                                              | 1956-75                                              | 1956-75                                              | 1956-75                                              | 1956-75                                              | 1956-75                                              | 1956-75                                              | 1956-75                                              | 1956-75                                              | 1956-75                                              | 1956-75                                              | 1956-75                                              | 1956-75                                              | 1956-75                                              | 1956-75                                              | 1956-75                                              | 1956-75                                              | 1956-75                                              |                                                      | 1999 →                                               | 1999 →                                               | 1999 →                                               | 1999 →                                               | 1999 →                                               | 1999 →                                               | 1999 →                                               | 1999 →                                               | 1999 →                                               | 1999 →                                               |                    |              |
| jarociński                          | → 1975                               | → 1975                                               | → 1975                                               | → 1975                                               | → 1975                                               | → 1975                                               | → 1975                                               | → 1975                                               | → 1975                                               | → 1975                                               | → 1975                                               | → 1975                                               | → 1975                                               | → 1975                                               | → 1975                                               | → 1975                                               | → 1975                                               | → 1975                                               | → 1975                                               | → 1975                                               | → 1975                                               | → 1975                                               | → 1975                                               | → 1975                                               | → 1975                                               | → 1975                                               | → 1975                                               | → 1975                                               | → 1975                                               | → 1975                                               | → 1975                                               |                                                      | 1999 →                                               | 1999 →                                               | 1999 →                                               | 1999 →                                               | 1999 →                                               | 1999 →                                               | 1999 →                                               | 1999 →                                               | 1999 →                                               | 1999 →                                               |                    |              |
| jarosławski #                       | #                                    | # → 1975                                             | # → 1975                                             | # → 1975                                             | # → 1975                                             | # → 1975                                             | # → 1975                                             | # → 1975                                             | # → 1975                                             | # → 1975                                             | # → 1975                                             | # → 1975                                             | # → 1975                                             | # → 1975                                             | # → 1975                                             | # → 1975                                             | # → 1975                                             | # → 1975                                             | # → 1975                                             | # → 1975                                             | # → 1975                                             | # → 1975                                             | # → 1975                                             | # → 1975                                             | # → 1975                                             | # → 1975                                             | # → 1975                                             | # → 1975                                             | # → 1975                                             | # → 1975                                             | # → 1975                                             |                                                      | 1999 →                                               | 1999 →                                               | 1999 →                                               | 1999 →                                               | 1999 →                                               | 1999 →                                               | 1999 →                                               | 1999 →                                               | 1999 →                                               | 1999 →                                               |                    |              |
| jasielski #                         | #                                    | # → 1975                                             | # → 1975                                             | # → 1975                                             | # → 1975                                             | # → 1975                                             | # → 1975                                             | # → 1975                                             | # → 1975                                             | # → 1975                                             | # → 1975                                             | # → 1975                                             | # → 1975                                             | # → 1975                                             | # → 1975                                             | # → 1975                                             | # → 1975                                             | # → 1975                                             | # → 1975                                             | # → 1975                                             | # → 1975                                             | # → 1975                                             | # → 1975                                             | # → 1975                                             | # → 1975                                             | # → 1975                                             | # → 1975                                             | # → 1975                                             | # → 1975                                             | # → 1975                                             | # → 1975                                             |                                                      | 1999 →                                               | 1999 →                                               | 1999 →                                               | 1999 →                                               | 1999 →                                               | 1999 →                                               | 1999 →                                               | 1999 →                                               | 1999 →                                               | 1999 →                                               |                    |              |
| jaworowski (część zach.) #          | ●                                    | # → 1945; ► lubaczowski / ► jarosławski              | # → 1945; ► lubaczowski / ► jarosławski              | # → 1945; ► lubaczowski / ► jarosławski              | # → 1945; ► lubaczowski / ► jarosławski              | # → 1945; ► lubaczowski / ► jarosławski              | # → 1945; ► lubaczowski / ► jarosławski              | # → 1945; ► lubaczowski / ► jarosławski              | # → 1945; ► lubaczowski / ► jarosławski              | # → 1945; ► lubaczowski / ► jarosławski              | # → 1945; ► lubaczowski / ► jarosławski              | # → 1945; ► lubaczowski / ► jarosławski              | # → 1945; ► lubaczowski / ► jarosławski              | # → 1945; ► lubaczowski / ► jarosławski              | # → 1945; ► lubaczowski / ► jarosławski              | # → 1945; ► lubaczowski / ► jarosławski              | # → 1945; ► lubaczowski / ► jarosławski              | # → 1945; ► lubaczowski / ► jarosławski              | # → 1945; ► lubaczowski / ► jarosławski              | # → 1945; ► lubaczowski / ► jarosławski              | # → 1945; ► lubaczowski / ► jarosławski              | # → 1945; ► lubaczowski / ► jarosławski              | # → 1945; ► lubaczowski / ► jarosławski              | # → 1945; ► lubaczowski / ► jarosławski              | # → 1945; ► lubaczowski / ► jarosławski              | # → 1945; ► lubaczowski / ► jarosławski              | # → 1945; ► lubaczowski / ► jarosławski              | # → 1945; ► lubaczowski / ► jarosławski              | # → 1945; ► lubaczowski / ► jarosławski              | # → 1945; ► lubaczowski / ► jarosławski              | # → 1945; ► lubaczowski / ► jarosławski              | # → 1945; ► lubaczowski / ► jarosławski              | # → 1945; ► lubaczowski / ► jarosławski              | # → 1945; ► lubaczowski / ► jarosławski              | # → 1945; ► lubaczowski / ► jarosławski              | # → 1945; ► lubaczowski / ► jarosławski              | # → 1945; ► lubaczowski / ► jarosławski              | # → 1945; ► lubaczowski / ► jarosławski              | # → 1945; ► lubaczowski / ► jarosławski              | # → 1945; ► lubaczowski / ► jarosławski              | # → 1945; ► lubaczowski / ► jarosławski              | # → 1945; ► lubaczowski / ► jarosławski              |                    |              |
| jaworski                            |                                      | → 1975                                               | → 1975                                               | → 1975                                               | → 1975                                               | → 1975                                               | → 1975                                               | → 1975                                               | → 1975                                               | → 1975                                               | → 1975                                               | → 1975                                               | → 1975                                               | → 1975                                               | → 1975                                               | → 1975                                               | → 1975                                               | → 1975                                               | → 1975                                               | → 1975                                               | → 1975                                               | → 1975                                               | → 1975                                               | → 1975                                               | → 1975                                               | → 1975                                               | → 1975                                               | → 1975                                               | → 1975                                               | → 1975                                               | → 1975                                               |                                                      | 1999 →                                               | 1999 →                                               | 1999 →                                               | 1999 →                                               | 1999 →                                               | 1999 →                                               | 1999 →                                               | 1999 →                                               | 1999 →                                               | 1999 →                                               |                    |              |
| jeleniogórski                       |                                      | → 1975                                               | → 1975                                               | → 1975                                               | → 1975                                               | → 1975                                               | → 1975                                               | → 1975                                               | → 1975                                               | → 1975                                               | → 1975                                               | → 1975                                               | → 1975                                               | → 1975                                               | → 1975                                               | → 1975                                               | → 1975                                               | → 1975                                               | → 1975                                               | → 1975                                               | → 1975                                               | → 1975                                               | → 1975                                               | → 1975                                               | → 1975                                               | → 1975                                               | → 1975                                               | → 1975                                               | → 1975                                               | → 1975                                               | → 1975                                               |                                                      | 1999 →                                               | 1999 →                                               | 1999 →                                               | 1999 →                                               | 1999 →                                               | 1999 →                                               | 1999 →                                               | 1999 →                                               | 1999 →                                               | 1999 →                                               |                    |              |
| Jesionik (część pn.)                | Czechosłowacja                       | Czechosłowacja                                       | Czechosłowacja                                       | Czechosłowacja                                       | Czechosłowacja                                       | Czechosłowacja                                       | Czechosłowacja                                       | Czechosłowacja                                       | Czechosłowacja                                       | Czechosłowacja                                       | → 1958; ► nyski                                      | → 1958; ► nyski                                      | → 1958; ► nyski                                      | → 1958; ► nyski                                      | → 1958; ► nyski                                      | → 1958; ► nyski                                      | → 1958; ► nyski                                      | → 1958; ► nyski                                      | → 1958; ► nyski                                      | → 1958; ► nyski                                      | → 1958; ► nyski                                      | → 1958; ► nyski                                      | → 1958; ► nyski                                      | → 1958; ► nyski                                      | → 1958; ► nyski                                      | → 1958; ► nyski                                      | → 1958; ► nyski                                      | → 1958; ► nyski                                      | → 1958; ► nyski                                      | → 1958; ► nyski                                      | → 1958; ► nyski                                      | → 1958; ► nyski                                      | → 1958; ► nyski                                      | → 1958; ► nyski                                      | → 1958; ► nyski                                      | → 1958; ► nyski                                      | → 1958; ► nyski                                      | → 1958; ► nyski                                      | → 1958; ► nyski                                      | → 1958; ► nyski                                      | → 1958; ► nyski                                      | → 1958; ► nyski                                      |                    |              |
| jędrzejowski                        | → 1975                               | → 1975                                               | → 1975                                               | → 1975                                               | → 1975                                               | → 1975                                               | → 1975                                               | → 1975                                               | → 1975                                               | → 1975                                               | → 1975                                               | → 1975                                               | → 1975                                               | → 1975                                               | → 1975                                               | → 1975                                               | → 1975                                               | → 1975                                               | → 1975                                               | → 1975                                               | → 1975                                               | → 1975                                               | → 1975                                               | → 1975                                               | → 1975                                               | → 1975                                               | → 1975                                               | → 1975                                               | → 1975                                               | → 1975                                               | → 1975                                               |                                                      | 1999 →                                               | 1999 →                                               | 1999 →                                               | 1999 →                                               | 1999 →                                               | 1999 →                                               | 1999 →                                               | 1999 →                                               | 1999 →                                               | 1999 →                                               |                    |              |
| Jilemnice (część pn.-zach.)         | Czechosłowacja                       | Czechosłowacja                                       | Czechosłowacja                                       | Czechosłowacja                                       | Czechosłowacja                                       | Czechosłowacja                                       | Czechosłowacja                                       | Czechosłowacja                                       | Czechosłowacja                                       | Czechosłowacja                                       | → 1958; ► jeleniogórski                              | → 1958; ► jeleniogórski                              | → 1958; ► jeleniogórski                              | → 1958; ► jeleniogórski                              | → 1958; ► jeleniogórski                              | → 1958; ► jeleniogórski                              | → 1958; ► jeleniogórski                              | → 1958; ► jeleniogórski                              | → 1958; ► jeleniogórski                              | → 1958; ► jeleniogórski                              | → 1958; ► jeleniogórski                              | → 1958; ► jeleniogórski                              | → 1958; ► jeleniogórski                              | → 1958; ► jeleniogórski                              | → 1958; ► jeleniogórski                              | → 1958; ► jeleniogórski                              | → 1958; ► jeleniogórski                              | → 1958; ► jeleniogórski                              | → 1958; ► jeleniogórski                              | → 1958; ► jeleniogórski                              | → 1958; ► jeleniogórski                              | → 1958; ► jeleniogórski                              | → 1958; ► jeleniogórski                              | → 1958; ► jeleniogórski                              | → 1958; ► jeleniogórski                              | → 1958; ► jeleniogórski                              | → 1958; ► jeleniogórski                              | → 1958; ► jeleniogórski                              | → 1958; ► jeleniogórski                              | → 1958; ► jeleniogórski                              | → 1958; ► jeleniogórski                              | → 1958; ► jeleniogórski                              |                    |              |
| kaliski                             | → 1975                               | → 1975                                               | → 1975                                               | → 1975                                               | → 1975                                               | → 1975                                               | → 1975                                               | → 1975                                               | → 1975                                               | → 1975                                               | → 1975                                               | → 1975                                               | → 1975                                               | → 1975                                               | → 1975                                               | → 1975                                               | → 1975                                               | → 1975                                               | → 1975                                               | → 1975                                               | → 1975                                               | → 1975                                               | → 1975                                               | → 1975                                               | → 1975                                               | → 1975                                               | → 1975                                               | → 1975                                               | → 1975                                               | → 1975                                               | → 1975                                               |                                                      | 1999 →                                               | 1999 →                                               | 1999 →                                               | 1999 →                                               | 1999 →                                               | 1999 →                                               | 1999 →                                               | 1999 →                                               | 1999 →                                               | 1999 →                                               |                    |              |
| kamiennogórski                      |                                      | → 1975                                               | → 1975                                               | → 1975                                               | → 1975                                               | → 1975                                               | → 1975                                               | → 1975                                               | → 1975                                               | → 1975                                               | → 1975                                               | → 1975                                               | → 1975                                               | → 1975                                               | → 1975                                               | → 1975                                               | → 1975                                               | → 1975                                               | → 1975                                               | → 1975                                               | → 1975                                               | → 1975                                               | → 1975                                               | → 1975                                               | → 1975                                               | → 1975                                               | → 1975                                               | → 1975                                               | → 1975                                               | → 1975                                               | → 1975                                               |                                                      | 1999 →                                               | 1999 →                                               | 1999 →                                               | 1999 →                                               | 1999 →                                               | 1999 →                                               | 1999 →                                               | 1999 →                                               | 1999 →                                               | 1999 →                                               |                    |              |
| kamieński                           |                                      | → 1975                                               | → 1975                                               | → 1975                                               | → 1975                                               | → 1975                                               | → 1975                                               | → 1975                                               | → 1975                                               | → 1975                                               | → 1975                                               | → 1975                                               | → 1975                                               | → 1975                                               | → 1975                                               | → 1975                                               | → 1975                                               | → 1975                                               | → 1975                                               | → 1975                                               | → 1975                                               | → 1975                                               | → 1975                                               | → 1975                                               | → 1975                                               | → 1975                                               | → 1975                                               | → 1975                                               | → 1975                                               | → 1975                                               | → 1975                                               |                                                      | 1999 →                                               | 1999 →                                               | 1999 →                                               | 1999 →                                               | 1999 →                                               | 1999 →                                               | 1999 →                                               | 1999 →                                               | 1999 →                                               | 1999 →                                               |                    |              |
| kartuski #                          | #                                    | # → 1975                                             | # → 1975                                             | # → 1975                                             | # → 1975                                             | # → 1975                                             | # → 1975                                             | # → 1975                                             | # → 1975                                             | # → 1975                                             | # → 1975                                             | # → 1975                                             | # → 1975                                             | # → 1975                                             | # → 1975                                             | # → 1975                                             | # → 1975                                             | # → 1975                                             | # → 1975                                             | # → 1975                                             | # → 1975                                             | # → 1975                                             | # → 1975                                             | # → 1975                                             | # → 1975                                             | # → 1975                                             | # → 1975                                             | # → 1975                                             | # → 1975                                             | # → 1975                                             | # → 1975                                             |                                                      | 1999 →                                               | 1999 →                                               | 1999 →                                               | 1999 →                                               | 1999 →                                               | 1999 →                                               | 1999 →                                               | 1999 →                                               | 1999 →                                               | 1999 →                                               |                    |              |
| katowicki                           | → 1951                               | → 1951                                               | → 1951                                               | → 1951                                               | → 1951                                               | → 1951                                               | → 1951                                               |                                                      |                                                      |                                                      |                                                      |                                                      |                                                      |                                                      |                                                      |                                                      |                                                      |                                                      |                                                      |                                                      |                                                      |                                                      |                                                      |                                                      |                                                      |                                                      |                                                      |                                                      |                                                      |                                                      |                                                      |                                                      |                                                      |                                                      |                                                      |                                                      |                                                      |                                                      |                                                      |                                                      |                                                      |                                                      |                    |              |
| kazimierski                         |                                      |                                                      |                                                      |                                                      |                                                      |                                                      |                                                      |                                                      |                                                      |                                                      |                                                      | 1956-75                                              | 1956-75                                              | 1956-75                                              | 1956-75                                              | 1956-75                                              | 1956-75                                              | 1956-75                                              | 1956-75                                              | 1956-75                                              | 1956-75                                              | 1956-75                                              | 1956-75                                              | 1956-75                                              | 1956-75                                              | 1956-75                                              | 1956-75                                              | 1956-75                                              | 1956-75                                              | 1956-75                                              | 1956-75                                              |                                                      | 1999 →                                               | 1999 →                                               | 1999 →                                               | 1999 →                                               | 1999 →                                               | 1999 →                                               | 1999 →                                               | 1999 →                                               | 1999 →                                               | 1999 →                                               |                    |              |
| kędzierzyńsko-kozielski             |                                      |                                                      |                                                      |                                                      |                                                      |                                                      |                                                      |                                                      |                                                      |                                                      |                                                      |                                                      |                                                      |                                                      |                                                      |                                                      |                                                      |                                                      |                                                      |                                                      |                                                      |                                                      |                                                      |                                                      |                                                      |                                                      |                                                      |                                                      |                                                      |                                                      |                                                      |                                                      | 1999 →                                               | 1999 →                                               | 1999 →                                               | 1999 →                                               | 1999 →                                               | 1999 →                                               | 1999 →                                               | 1999 →                                               | 1999 →                                               | 1999 →                                               |                    |              |
| kępiński                            | → 1975                               | → 1975                                               | → 1975                                               | → 1975                                               | → 1975                                               | → 1975                                               | → 1975                                               | → 1975                                               | → 1975                                               | → 1975                                               | → 1975                                               | → 1975                                               | → 1975                                               | → 1975                                               | → 1975                                               | → 1975                                               | → 1975                                               | → 1975                                               | → 1975                                               | → 1975                                               | → 1975                                               | → 1975                                               | → 1975                                               | → 1975                                               | → 1975                                               | → 1975                                               | → 1975                                               | → 1975                                               | → 1975                                               | → 1975                                               | → 1975                                               |                                                      | 1999 →                                               | 1999 →                                               | 1999 →                                               | 1999 →                                               | 1999 →                                               | 1999 →                                               | 1999 →                                               | 1999 →                                               | 1999 →                                               | 1999 →                                               |                    |              |
| kętrzyński                          |                                      | → 1975                                               | → 1975                                               | → 1975                                               | → 1975                                               | → 1975                                               | → 1975                                               | → 1975                                               | → 1975                                               | → 1975                                               | → 1975                                               | → 1975                                               | → 1975                                               | → 1975                                               | → 1975                                               | → 1975                                               | → 1975                                               | → 1975                                               | → 1975                                               | → 1975                                               | → 1975                                               | → 1975                                               | → 1975                                               | → 1975                                               | → 1975                                               | → 1975                                               | → 1975                                               | → 1975                                               | → 1975                                               | → 1975                                               | → 1975                                               |                                                      | 1999 →                                               | 1999 →                                               | 1999 →                                               | 1999 →                                               | 1999 →                                               | 1999 →                                               | 1999 →                                               | 1999 →                                               | 1999 →                                               | 1999 →                                               |                    |              |
| kielecki                            | → 1975                               | → 1975                                               | → 1975                                               | → 1975                                               | → 1975                                               | → 1975                                               | → 1975                                               | → 1975                                               | → 1975                                               | → 1975                                               | → 1975                                               | → 1975                                               | → 1975                                               | → 1975                                               | → 1975                                               | → 1975                                               | → 1975                                               | → 1975                                               | → 1975                                               | → 1975                                               | → 1975                                               | → 1975                                               | → 1975                                               | → 1975                                               | → 1975                                               | → 1975                                               | → 1975                                               | → 1975                                               | → 1975                                               | → 1975                                               | → 1975                                               |                                                      | 1999 →                                               | 1999 →                                               | 1999 →                                               | 1999 →                                               | 1999 →                                               | 1999 →                                               | 1999 →                                               | 1999 →                                               | 1999 →                                               | 1999 →                                               |                    |              |
| Kieżmark (fragment)                 | Słowacja                             | Słowacja                                             | Słowacja                                             | Słowacja                                             | Słowacja                                             | Słowacja                                             | Słowacja                                             | Słowacja                                             | Słowacja                                             | Słowacja                                             | Słowacja                                             | Słowacja                                             | Słowacja                                             | Słowacja                                             | Słowacja                                             | Słowacja                                             | Słowacja                                             | Słowacja                                             | Słowacja                                             | Słowacja                                             | Słowacja                                             | Słowacja                                             | Słowacja                                             | Słowacja                                             | Słowacja                                             | Słowacja                                             | Słowacja                                             | Słowacja                                             | Słowacja                                             | Słowacja                                             | Słowacja                                             | Słowacja                                             | Słowacja                                             | Słowacja                                             | Słowacja                                             | Słowacja                                             | Słowacja                                             | Słowacja                                             | Słowacja                                             | ►                                                    | ►                                                    | ►                                                    |                    |              |
| kluczborski #                       |                                      | →1950 #                                              | →1950 #                                              | →1950 #                                              | →1950 #                                              | # 1950-75                                            | # 1950-75                                            | # 1950-75                                            | # 1950-75                                            | # 1950-75                                            | # 1950-75                                            | # 1950-75                                            | # 1950-75                                            | # 1950-75                                            | # 1950-75                                            | # 1950-75                                            | # 1950-75                                            | # 1950-75                                            | # 1950-75                                            | # 1950-75                                            | # 1950-75                                            | # 1950-75                                            | # 1950-75                                            | # 1950-75                                            | # 1950-75                                            | # 1950-75                                            | # 1950-75                                            | # 1950-75                                            | # 1950-75                                            | # 1950-75                                            | # 1950-75                                            |                                                      | 1999 →                                               | 1999 →                                               | 1999 →                                               | 1999 →                                               | 1999 →                                               | 1999 →                                               | 1999 →                                               | 1999 →                                               | 1999 →                                               | 1999 →                                               |                    |              |
| kłobucki                            |                                      |                                                      |                                                      |                                                      |                                                      |                                                      |                                                      | 1952-75                                              | 1952-75                                              | 1952-75                                              | 1952-75                                              | 1952-75                                              | 1952-75                                              | 1952-75                                              | 1952-75                                              | 1952-75                                              | 1952-75                                              | 1952-75                                              | 1952-75                                              | 1952-75                                              | 1952-75                                              | 1952-75                                              | 1952-75                                              | 1952-75                                              | 1952-75                                              | 1952-75                                              | 1952-75                                              | 1952-75                                              | 1952-75                                              | 1952-75                                              | 1952-75                                              |                                                      | 1999 →                                               | 1999 →                                               | 1999 →                                               | 1999 →                                               | 1999 →                                               | 1999 →                                               | 1999 →                                               | 1999 →                                               | 1999 →                                               | 1999 →                                               |                    |              |
| kłodzki                             |                                      | → 1975                                               | → 1975                                               | → 1975                                               | → 1975                                               | → 1975                                               | → 1975                                               | → 1975                                               | → 1975                                               | → 1975                                               | → 1975                                               | → 1975                                               | → 1975                                               | → 1975                                               | → 1975                                               | → 1975                                               | → 1975                                               | → 1975                                               | → 1975                                               | → 1975                                               | → 1975                                               | → 1975                                               | → 1975                                               | → 1975                                               | → 1975                                               | → 1975                                               | → 1975                                               | → 1975                                               | → 1975                                               | → 1975                                               | → 1975                                               |                                                      | 1999 →                                               | 1999 →                                               | 1999 →                                               | 1999 →                                               | 1999 →                                               | 1999 →                                               | 1999 →                                               | 1999 →                                               | 1999 →                                               | 1999 →                                               |                    |              |
| kolbuszowski #                      | #                                    | # → 1975                                             | # → 1975                                             | # → 1975                                             | # → 1975                                             | # → 1975                                             | # → 1975                                             | # → 1975                                             | # → 1975                                             | # → 1975                                             | # → 1975                                             | # → 1975                                             | # → 1975                                             | # → 1975                                             | # → 1975                                             | # → 1975                                             | # → 1975                                             | # → 1975                                             | # → 1975                                             | # → 1975                                             | # → 1975                                             | # → 1975                                             | # → 1975                                             | # → 1975                                             | # → 1975                                             | # → 1975                                             | # → 1975                                             | # → 1975                                             | # → 1975                                             | # → 1975                                             | # → 1975                                             |                                                      | 1999 →                                               | 1999 →                                               | 1999 →                                               | 1999 →                                               | 1999 →                                               | 1999 →                                               | 1999 →                                               | 1999 →                                               | 1999 →                                               | 1999 →                                               |                    |              |
| kolneński                           |                                      |                                                      |                                                      | 1948-75                                              | 1948-75                                              | 1948-75                                              | 1948-75                                              | 1948-75                                              | 1948-75                                              | 1948-75                                              | 1948-75                                              | 1948-75                                              | 1948-75                                              | 1948-75                                              | 1948-75                                              | 1948-75                                              | 1948-75                                              | 1948-75                                              | 1948-75                                              | 1948-75                                              | 1948-75                                              | 1948-75                                              | 1948-75                                              | 1948-75                                              | 1948-75                                              | 1948-75                                              | 1948-75                                              | 1948-75                                              | 1948-75                                              | 1948-75                                              | 1948-75                                              |                                                      | 1999 →                                               | 1999 →                                               | 1999 →                                               | 1999 →                                               | 1999 →                                               | 1999 →                                               | 1999 →                                               | 1999 →                                               | 1999 →                                               | 1999 →                                               |                    |              |
| kolski                              | → 1975                               | → 1975                                               | → 1975                                               | → 1975                                               | → 1975                                               | → 1975                                               | → 1975                                               | → 1975                                               | → 1975                                               | → 1975                                               | → 1975                                               | → 1975                                               | → 1975                                               | → 1975                                               | → 1975                                               | → 1975                                               | → 1975                                               | → 1975                                               | → 1975                                               | → 1975                                               | → 1975                                               | → 1975                                               | → 1975                                               | → 1975                                               | → 1975                                               | → 1975                                               | → 1975                                               | → 1975                                               | → 1975                                               | → 1975                                               | → 1975                                               |                                                      | 1999 →                                               | 1999 →                                               | 1999 →                                               | 1999 →                                               | 1999 →                                               | 1999 →                                               | 1999 →                                               | 1999 →                                               | 1999 →                                               | 1999 →                                               |                    |              |
| kołobrzeski ##                      |                                      | →1950 #                                              | →1950 #                                              | →1950 #                                              | →1950 #                                              | # 1950-75 #                                          | # 1950-75 #                                          | # 1950-75 #                                          | # 1950-75 #                                          | # 1950-75 #                                          | # 1950-75 #                                          | # 1950-75 #                                          | # 1950-75 #                                          | # 1950-75 #                                          | # 1950-75 #                                          | # 1950-75 #                                          | # 1950-75 #                                          | # 1950-75 #                                          | # 1950-75 #                                          | # 1950-75 #                                          | # 1950-75 #                                          | # 1950-75 #                                          | # 1950-75 #                                          | # 1950-75 #                                          | # 1950-75 #                                          | # 1950-75 #                                          | # 1950-75 #                                          | # 1950-75 #                                          | # 1950-75 #                                          | # 1950-75 #                                          | # 1950-75 #                                          |                                                      | # 1999 →                                             | # 1999 →                                             | # 1999 →                                             | # 1999 →                                             | # 1999 →                                             | # 1999 →                                             | # 1999 →                                             | # 1999 →                                             | # 1999 →                                             | # 1999 →                                             |                    |              |
| konecki #                           | →1950 #                              | →1950 #                                              | →1950 #                                              | →1950 #                                              | →1950 #                                              | # 1950-75                                            | # 1950-75                                            | # 1950-75                                            | # 1950-75                                            | # 1950-75                                            | # 1950-75                                            | # 1950-75                                            | # 1950-75                                            | # 1950-75                                            | # 1950-75                                            | # 1950-75                                            | # 1950-75                                            | # 1950-75                                            | # 1950-75                                            | # 1950-75                                            | # 1950-75                                            | # 1950-75                                            | # 1950-75                                            | # 1950-75                                            | # 1950-75                                            | # 1950-75                                            | # 1950-75                                            | # 1950-75                                            | # 1950-75                                            | # 1950-75                                            | # 1950-75                                            |                                                      | 1999 →                                               | 1999 →                                               | 1999 →                                               | 1999 →                                               | 1999 →                                               | 1999 →                                               | 1999 →                                               | 1999 →                                               | 1999 →                                               | 1999 →                                               |                    |              |
| koniński                            | → 1975                               | → 1975                                               | → 1975                                               | → 1975                                               | → 1975                                               | → 1975                                               | → 1975                                               | → 1975                                               | → 1975                                               | → 1975                                               | → 1975                                               | → 1975                                               | → 1975                                               | → 1975                                               | → 1975                                               | → 1975                                               | → 1975                                               | → 1975                                               | → 1975                                               | → 1975                                               | → 1975                                               | → 1975                                               | → 1975                                               | → 1975                                               | → 1975                                               | → 1975                                               | → 1975                                               | → 1975                                               | → 1975                                               | → 1975                                               | → 1975                                               |                                                      | 1999 →                                               | 1999 →                                               | 1999 →                                               | 1999 →                                               | 1999 →                                               | 1999 →                                               | 1999 →                                               | 1999 →                                               | 1999 →                                               | 1999 →                                               |                    |              |
| koszaliński ##                      |                                      | →1950 #                                              | →1950 #                                              | →1950 #                                              | →1950 #                                              | # 1950-75 #                                          | # 1950-75 #                                          | # 1950-75 #                                          | # 1950-75 #                                          | # 1950-75 #                                          | # 1950-75 #                                          | # 1950-75 #                                          | # 1950-75 #                                          | # 1950-75 #                                          | # 1950-75 #                                          | # 1950-75 #                                          | # 1950-75 #                                          | # 1950-75 #                                          | # 1950-75 #                                          | # 1950-75 #                                          | # 1950-75 #                                          | # 1950-75 #                                          | # 1950-75 #                                          | # 1950-75 #                                          | # 1950-75 #                                          | # 1950-75 #                                          | # 1950-75 #                                          | # 1950-75 #                                          | # 1950-75 #                                          | # 1950-75 #                                          | # 1950-75 #                                          |                                                      | # 1999 →                                             | # 1999 →                                             | # 1999 →                                             | # 1999 →                                             | # 1999 →                                             | # 1999 →                                             | # 1999 →                                             | # 1999 →                                             | # 1999 →                                             | # 1999 →                                             |                    |              |
| kościański                          | → 1975                               | → 1975                                               | → 1975                                               | → 1975                                               | → 1975                                               | → 1975                                               | → 1975                                               | → 1975                                               | → 1975                                               | → 1975                                               | → 1975                                               | → 1975                                               | → 1975                                               | → 1975                                               | → 1975                                               | → 1975                                               | → 1975                                               | → 1975                                               | → 1975                                               | → 1975                                               | → 1975                                               | → 1975                                               | → 1975                                               | → 1975                                               | → 1975                                               | → 1975                                               | → 1975                                               | → 1975                                               | → 1975                                               | → 1975                                               | → 1975                                               |                                                      | 1999 →                                               | 1999 →                                               | 1999 →                                               | 1999 →                                               | 1999 →                                               | 1999 →                                               | 1999 →                                               | 1999 →                                               | 1999 →                                               | 1999 →                                               |                    |              |
| kościerski #                        | #                                    | # → 1975                                             | # → 1975                                             | # → 1975                                             | # → 1975                                             | # → 1975                                             | # → 1975                                             | # → 1975                                             | # → 1975                                             | # → 1975                                             | # → 1975                                             | # → 1975                                             | # → 1975                                             | # → 1975                                             | # → 1975                                             | # → 1975                                             | # → 1975                                             | # → 1975                                             | # → 1975                                             | # → 1975                                             | # → 1975                                             | # → 1975                                             | # → 1975                                             | # → 1975                                             | # → 1975                                             | # → 1975                                             | # → 1975                                             | # → 1975                                             | # → 1975                                             | # → 1975                                             | # → 1975                                             |                                                      | 1999 →                                               | 1999 →                                               | 1999 →                                               | 1999 →                                               | 1999 →                                               | 1999 →                                               | 1999 →                                               | 1999 →                                               | 1999 →                                               | 1999 →                                               |                    |              |
| kozielski #                         |                                      | →1950 #                                              | →1950 #                                              | →1950 #                                              | →1950 #                                              | # 1950-75                                            | # 1950-75                                            | # 1950-75                                            | # 1950-75                                            | # 1950-75                                            | # 1950-75                                            | # 1950-75                                            | # 1950-75                                            | # 1950-75                                            | # 1950-75                                            | # 1950-75                                            | # 1950-75                                            | # 1950-75                                            | # 1950-75                                            | # 1950-75                                            | # 1950-75                                            | # 1950-75                                            | # 1950-75                                            | # 1950-75                                            | # 1950-75                                            | # 1950-75                                            | # 1950-75                                            | # 1950-75                                            | # 1950-75                                            | # 1950-75                                            | # 1950-75                                            |                                                      |                                                      |                                                      |                                                      |                                                      |                                                      |                                                      |                                                      |                                                      |                                                      |                                                      |                    |              |
| kozienicki #                        | → 1975 #                             | → 1975 #                                             | → 1975 #                                             | → 1975 #                                             | → 1975 #                                             | → 1975 #                                             | → 1975 #                                             | → 1975 #                                             | → 1975 #                                             | → 1975 #                                             | → 1975 #                                             | → 1975 #                                             | → 1975 #                                             | → 1975 #                                             | → 1975 #                                             | → 1975 #                                             | → 1975 #                                             | → 1975 #                                             | → 1975 #                                             | → 1975 #                                             | → 1975 #                                             | → 1975 #                                             | → 1975 #                                             | → 1975 #                                             | → 1975 #                                             | → 1975 #                                             | → 1975 #                                             | → 1975 #                                             | → 1975 #                                             | → 1975 #                                             | → 1975 #                                             |                                                      | # 1999 →                                             | # 1999 →                                             | # 1999 →                                             | # 1999 →                                             | # 1999 →                                             | # 1999 →                                             | # 1999 →                                             | # 1999 →                                             | # 1999 →                                             | # 1999 →                                             |                    |              |
| kożuchowski #                       |                                      | →1950 #                                              | →1950 #                                              | →1950 #                                              | →1950 #                                              | # 50-53                                              | # 50-53                                              | # 50-53                                              | # 50-53                                              | → nowosolski                                         | → nowosolski                                         | → nowosolski                                         | → nowosolski                                         | → nowosolski                                         | → nowosolski                                         | → nowosolski                                         | → nowosolski                                         | → nowosolski                                         | → nowosolski                                         | → nowosolski                                         | → nowosolski                                         | → nowosolski                                         | → nowosolski                                         | → nowosolski                                         | → nowosolski                                         | → nowosolski                                         | → nowosolski                                         | → nowosolski                                         | → nowosolski                                         | → nowosolski                                         | → nowosolski                                         | → nowosolski                                         | → nowosolski                                         | → nowosolski                                         | → nowosolski                                         | → nowosolski                                         | → nowosolski                                         | → nowosolski                                         | → nowosolski                                         | → nowosolski                                         | → nowosolski                                         | → nowosolski                                         |                    |              |
| krakowski                           | → 1975                               | → 1975                                               | → 1975                                               | → 1975                                               | → 1975                                               | → 1975                                               | → 1975                                               | → 1975                                               | → 1975                                               | → 1975                                               | → 1975                                               | → 1975                                               | → 1975                                               | → 1975                                               | → 1975                                               | → 1975                                               | → 1975                                               | → 1975                                               | → 1975                                               | → 1975                                               | → 1975                                               | → 1975                                               | → 1975                                               | → 1975                                               | → 1975                                               | → 1975                                               | → 1975                                               | → 1975                                               | → 1975                                               | → 1975                                               | → 1975                                               |                                                      | 1999 →                                               | 1999 →                                               | 1999 →                                               | 1999 →                                               | 1999 →                                               | 1999 →                                               | 1999 →                                               | 1999 →                                               | 1999 →                                               | 1999 →                                               |                    |              |
| krapkowicki                         |                                      |                                                      |                                                      |                                                      |                                                      |                                                      |                                                      |                                                      |                                                      |                                                      |                                                      | 1956-75                                              | 1956-75                                              | 1956-75                                              | 1956-75                                              | 1956-75                                              | 1956-75                                              | 1956-75                                              | 1956-75                                              | 1956-75                                              | 1956-75                                              | 1956-75                                              | 1956-75                                              | 1956-75                                              | 1956-75                                              | 1956-75                                              | 1956-75                                              | 1956-75                                              | 1956-75                                              | 1956-75                                              | 1956-75                                              |                                                      | 1999 →                                               | 1999 →                                               | 1999 →                                               | 1999 →                                               | 1999 →                                               | 1999 →                                               | 1999 →                                               | 1999 →                                               | 1999 →                                               | 1999 →                                               |                    |              |
| krasnostawski                       | → 1975                               | → 1975                                               | → 1975                                               | → 1975                                               | → 1975                                               | → 1975                                               | → 1975                                               | → 1975                                               | → 1975                                               | → 1975                                               | → 1975                                               | → 1975                                               | → 1975                                               | → 1975                                               | → 1975                                               | → 1975                                               | → 1975                                               | → 1975                                               | → 1975                                               | → 1975                                               | → 1975                                               | → 1975                                               | → 1975                                               | → 1975                                               | → 1975                                               | → 1975                                               | → 1975                                               | → 1975                                               | → 1975                                               | → 1975                                               | → 1975                                               |                                                      | 1999 →                                               | 1999 →                                               | 1999 →                                               | 1999 →                                               | 1999 →                                               | 1999 →                                               | 1999 →                                               | 1999 →                                               | 1999 →                                               | 1999 →                                               |                    |              |
| kraśnicki                           | 1945-75                              | 1945-75                                              | 1945-75                                              | 1945-75                                              | 1945-75                                              | 1945-75                                              | 1945-75                                              | 1945-75                                              | 1945-75                                              | 1945-75                                              | 1945-75                                              | 1945-75                                              | 1945-75                                              | 1945-75                                              | 1945-75                                              | 1945-75                                              | 1945-75                                              | 1945-75                                              | 1945-75                                              | 1945-75                                              | 1945-75                                              | 1945-75                                              | 1945-75                                              | 1945-75                                              | 1945-75                                              | 1945-75                                              | 1945-75                                              | 1945-75                                              | 1945-75                                              | 1945-75                                              | 1945-75                                              |                                                      | 1999 →                                               | 1999 →                                               | 1999 →                                               | 1999 →                                               | 1999 →                                               | 1999 →                                               | 1999 →                                               | 1999 →                                               | 1999 →                                               | 1999 →                                               |                    |              |
| krośnieński (odrzański) #           | ●                                    | →1950 #                                              | →1950 #                                              | →1950 #                                              | →1950 #                                              | # 1950-75                                            | # 1950-75                                            | # 1950-75                                            | # 1950-75                                            | # 1950-75                                            | # 1950-75                                            | # 1950-75                                            | # 1950-75                                            | # 1950-75                                            | # 1950-75                                            | # 1950-75                                            | # 1950-75                                            | # 1950-75                                            | # 1950-75                                            | # 1950-75                                            | # 1950-75                                            | # 1950-75                                            | # 1950-75                                            | # 1950-75                                            | # 1950-75                                            | # 1950-75                                            | # 1950-75                                            | # 1950-75                                            | # 1950-75                                            | # 1950-75                                            | # 1950-75                                            |                                                      | 1999 →                                               | 1999 →                                               | 1999 →                                               | 1999 →                                               | 1999 →                                               | 1999 →                                               | 1999 →                                               | 1999 →                                               | 1999 →                                               | 1999 →                                               |                    |              |
| krośnieński (podkarpacki) #         | #                                    | # → 1975                                             | # → 1975                                             | # → 1975                                             | # → 1975                                             | # → 1975                                             | # → 1975                                             | # → 1975                                             | # → 1975                                             | # → 1975                                             | # → 1975                                             | # → 1975                                             | # → 1975                                             | # → 1975                                             | # → 1975                                             | # → 1975                                             | # → 1975                                             | # → 1975                                             | # → 1975                                             | # → 1975                                             | # → 1975                                             | # → 1975                                             | # → 1975                                             | # → 1975                                             | # → 1975                                             | # → 1975                                             | # → 1975                                             | # → 1975                                             | # → 1975                                             | # → 1975                                             | # → 1975                                             |                                                      | 1999 →                                               | 1999 →                                               | 1999 →                                               | 1999 →                                               | 1999 →                                               | 1999 →                                               | 1999 →                                               | 1999 →                                               | 1999 →                                               | 1999 →                                               |                    |              |
| krotoszyński                        | → 1975                               | → 1975                                               | → 1975                                               | → 1975                                               | → 1975                                               | → 1975                                               | → 1975                                               | → 1975                                               | → 1975                                               | → 1975                                               | → 1975                                               | → 1975                                               | → 1975                                               | → 1975                                               | → 1975                                               | → 1975                                               | → 1975                                               | → 1975                                               | → 1975                                               | → 1975                                               | → 1975                                               | → 1975                                               | → 1975                                               | → 1975                                               | → 1975                                               | → 1975                                               | → 1975                                               | → 1975                                               | → 1975                                               | → 1975                                               | → 1975                                               |                                                      | 1999 →                                               | 1999 →                                               | 1999 →                                               | 1999 →                                               | 1999 →                                               | 1999 →                                               | 1999 →                                               | 1999 →                                               | 1999 →                                               | 1999 →                                               |                    |              |
| kutnowski                           | → 1975                               | → 1975                                               | → 1975                                               | → 1975                                               | → 1975                                               | → 1975                                               | → 1975                                               | → 1975                                               | → 1975                                               | → 1975                                               | → 1975                                               | → 1975                                               | → 1975                                               | → 1975                                               | → 1975                                               | → 1975                                               | → 1975                                               | → 1975                                               | → 1975                                               | → 1975                                               | → 1975                                               | → 1975                                               | → 1975                                               | → 1975                                               | → 1975                                               | → 1975                                               | → 1975                                               | → 1975                                               | → 1975                                               | → 1975                                               | → 1975                                               |                                                      | 1999 →                                               | 1999 →                                               | 1999 →                                               | 1999 →                                               | 1999 →                                               | 1999 →                                               | 1999 →                                               | 1999 →                                               | 1999 →                                               | 1999 →                                               |                    |              |
| kwidzyński                          | ●                                    | → 1975                                               | → 1975                                               | → 1975                                               | → 1975                                               | → 1975                                               | → 1975                                               | → 1975                                               | → 1975                                               | → 1975                                               | → 1975                                               | → 1975                                               | → 1975                                               | → 1975                                               | → 1975                                               | → 1975                                               | → 1975                                               | → 1975                                               | → 1975                                               | → 1975                                               | → 1975                                               | → 1975                                               | → 1975                                               | → 1975                                               | → 1975                                               | → 1975                                               | → 1975                                               | → 1975                                               | → 1975                                               | → 1975                                               | → 1975                                               |                                                      | 1999 →                                               | 1999 →                                               | 1999 →                                               | 1999 →                                               | 1999 →                                               | 1999 →                                               | 1999 →                                               | 1999 →                                               | 1999 →                                               | 1999 →                                               |                    |              |
| legionowski                         |                                      |                                                      |                                                      |                                                      |                                                      |                                                      |                                                      |                                                      |                                                      |                                                      |                                                      |                                                      |                                                      |                                                      |                                                      |                                                      |                                                      |                                                      |                                                      |                                                      |                                                      |                                                      |                                                      |                                                      |                                                      |                                                      |                                                      |                                                      |                                                      |                                                      |                                                      |                                                      | 1999 →                                               | 1999 →                                               | 1999 →                                               | 1999 →                                               | 1999 →                                               | 1999 →                                               | 1999 →                                               | 1999 →                                               | 1999 →                                               | 1999 →                                               |                    |              |
| legnicki                            |                                      | → 1975                                               | → 1975                                               | → 1975                                               | → 1975                                               | → 1975                                               | → 1975                                               | → 1975                                               | → 1975                                               | → 1975                                               | → 1975                                               | → 1975                                               | → 1975                                               | → 1975                                               | → 1975                                               | → 1975                                               | → 1975                                               | → 1975                                               | → 1975                                               | → 1975                                               | → 1975                                               | → 1975                                               | → 1975                                               | → 1975                                               | → 1975                                               | → 1975                                               | → 1975                                               | → 1975                                               | → 1975                                               | → 1975                                               | → 1975                                               |                                                      | 1999 →                                               | 1999 →                                               | 1999 →                                               | 1999 →                                               | 1999 →                                               | 1999 →                                               | 1999 →                                               | 1999 →                                               | 1999 →                                               | 1999 →                                               |                    |              |
| leski #                             | #                                    | # → 1972                                             | # → 1972                                             | # → 1972                                             | # → 1972                                             | # → 1972                                             | # → 1972                                             | # → 1972                                             | # → 1972                                             | # → 1972                                             | # → 1972                                             | # → 1972                                             | # → 1972                                             | # → 1972                                             | # → 1972                                             | # → 1972                                             | # → 1972                                             | # → 1972                                             | # → 1972                                             | # → 1972                                             | # → 1972                                             | # → 1972                                             | # → 1972                                             | # → 1972                                             | # → 1972                                             | # → 1972                                             | # → 1972                                             | # → 1972                                             |                                                      |                                                      |                                                      |                                                      |                                                      |                                                      |                                                      | 2002 →                                               | 2002 →                                               | 2002 →                                               | 2002 →                                               | 2002 →                                               | 2002 →                                               | 2002 →                                               |                    |              |
| leszczyński                         | → 1975                               | → 1975                                               | → 1975                                               | → 1975                                               | → 1975                                               | → 1975                                               | → 1975                                               | → 1975                                               | → 1975                                               | → 1975                                               | → 1975                                               | → 1975                                               | → 1975                                               | → 1975                                               | → 1975                                               | → 1975                                               | → 1975                                               | → 1975                                               | → 1975                                               | → 1975                                               | → 1975                                               | → 1975                                               | → 1975                                               | → 1975                                               | → 1975                                               | → 1975                                               | → 1975                                               | → 1975                                               | → 1975                                               | → 1975                                               | → 1975                                               |                                                      | 1999 →                                               | 1999 →                                               | 1999 →                                               | 1999 →                                               | 1999 →                                               | 1999 →                                               | 1999 →                                               | 1999 →                                               | 1999 →                                               | 1999 →                                               |                    |              |
| leżajski                            |                                      |                                                      |                                                      |                                                      |                                                      |                                                      |                                                      | 1956-75                                              | 1956-75                                              | 1956-75                                              | 1956-75                                              | 1956-75                                              | 1956-75                                              | 1956-75                                              | 1956-75                                              | 1956-75                                              | 1956-75                                              | 1956-75                                              | 1956-75                                              | 1956-75                                              | 1956-75                                              | 1956-75                                              | 1956-75                                              | 1956-75                                              | 1956-75                                              | 1956-75                                              | 1956-75                                              | 1956-75                                              | 1956-75                                              | 1956-75                                              | 1956-75                                              |                                                      | 1999 →                                               | 1999 →                                               | 1999 →                                               | 1999 →                                               | 1999 →                                               | 1999 →                                               | 1999 →                                               | 1999 →                                               | 1999 →                                               | 1999 →                                               |                    |              |
| lęborski                            | ●                                    | → 1975                                               | → 1975                                               | → 1975                                               | → 1975                                               | → 1975                                               | → 1975                                               | → 1975                                               | → 1975                                               | → 1975                                               | → 1975                                               | → 1975                                               | → 1975                                               | → 1975                                               | → 1975                                               | → 1975                                               | → 1975                                               | → 1975                                               | → 1975                                               | → 1975                                               | → 1975                                               | → 1975                                               | → 1975                                               | → 1975                                               | → 1975                                               | → 1975                                               | → 1975                                               | → 1975                                               | → 1975                                               | → 1975                                               | → 1975                                               |                                                      | 1999 →                                               | 1999 →                                               | 1999 →                                               | 1999 →                                               | 1999 →                                               | 1999 →                                               | 1999 →                                               | 1999 →                                               | 1999 →                                               | 1999 →                                               |                    |              |
| lidzbarski                          |                                      | → 1975                                               | → 1975                                               | → 1975                                               | → 1975                                               | → 1975                                               | → 1975                                               | → 1975                                               | → 1975                                               | → 1975                                               | → 1975                                               | → 1975                                               | → 1975                                               | → 1975                                               | → 1975                                               | → 1975                                               | → 1975                                               | → 1975                                               | → 1975                                               | → 1975                                               | → 1975                                               | → 1975                                               | → 1975                                               | → 1975                                               | → 1975                                               | → 1975                                               | → 1975                                               | → 1975                                               | → 1975                                               | → 1975                                               | → 1975                                               |                                                      | 1999 →                                               | 1999 →                                               | 1999 →                                               | 1999 →                                               | 1999 →                                               | 1999 →                                               | 1999 →                                               | 1999 →                                               | 1999 →                                               | 1999 →                                               |                    |              |
| limanowski                          | → 1975                               | → 1975                                               | → 1975                                               | → 1975                                               | → 1975                                               | → 1975                                               | → 1975                                               | → 1975                                               | → 1975                                               | → 1975                                               | → 1975                                               | → 1975                                               | → 1975                                               | → 1975                                               | → 1975                                               | → 1975                                               | → 1975                                               | → 1975                                               | → 1975                                               | → 1975                                               | → 1975                                               | → 1975                                               | → 1975                                               | → 1975                                               | → 1975                                               | → 1975                                               | → 1975                                               | → 1975                                               | → 1975                                               | → 1975                                               | → 1975                                               |                                                      | 1999 →                                               | 1999 →                                               | 1999 →                                               | 1999 →                                               | 1999 →                                               | 1999 →                                               | 1999 →                                               | 1999 →                                               | 1999 →                                               | 1999 →                                               |                    |              |
| lipnowski                           | → 1975                               | → 1975                                               | → 1975                                               | → 1975                                               | → 1975                                               | → 1975                                               | → 1975                                               | → 1975                                               | → 1975                                               | → 1975                                               | → 1975                                               | → 1975                                               | → 1975                                               | → 1975                                               | → 1975                                               | → 1975                                               | → 1975                                               | → 1975                                               | → 1975                                               | → 1975                                               | → 1975                                               | → 1975                                               | → 1975                                               | → 1975                                               | → 1975                                               | → 1975                                               | → 1975                                               | → 1975                                               | → 1975                                               | → 1975                                               | → 1975                                               |                                                      | 1999 →                                               | 1999 →                                               | 1999 →                                               | 1999 →                                               | 1999 →                                               | 1999 →                                               | 1999 →                                               | 1999 →                                               | 1999 →                                               | 1999 →                                               |                    |              |
| lipski #                            |                                      |                                                      |                                                      |                                                      |                                                      |                                                      |                                                      |                                                      |                                                      |                                                      |                                                      | 1956-75 #                                            | 1956-75 #                                            | 1956-75 #                                            | 1956-75 #                                            | 1956-75 #                                            | 1956-75 #                                            | 1956-75 #                                            | 1956-75 #                                            | 1956-75 #                                            | 1956-75 #                                            | 1956-75 #                                            | 1956-75 #                                            | 1956-75 #                                            | 1956-75 #                                            | 1956-75 #                                            | 1956-75 #                                            | 1956-75 #                                            | 1956-75 #                                            | 1956-75 #                                            | 1956-75 #                                            |                                                      | # 1999 →                                             | # 1999 →                                             | # 1999 →                                             | # 1999 →                                             | # 1999 →                                             | # 1999 →                                             | # 1999 →                                             | # 1999 →                                             | # 1999 →                                             | # 1999 →                                             |                    |              |
| lubaczowski #                       | #                                    | # → 1975                                             | # → 1975                                             | # → 1975                                             | # → 1975                                             | # → 1975                                             | # → 1975                                             | # → 1975                                             | # → 1975                                             | # → 1975                                             | # → 1975                                             | # → 1975                                             | # → 1975                                             | # → 1975                                             | # → 1975                                             | # → 1975                                             | # → 1975                                             | # → 1975                                             | # → 1975                                             | # → 1975                                             | # → 1975                                             | # → 1975                                             | # → 1975                                             | # → 1975                                             | # → 1975                                             | # → 1975                                             | # → 1975                                             | # → 1975                                             | # → 1975                                             | # → 1975                                             | # → 1975                                             |                                                      | 1999 →                                               | 1999 →                                               | 1999 →                                               | 1999 →                                               | 1999 →                                               | 1999 →                                               | 1999 →                                               | 1999 →                                               | 1999 →                                               | 1999 →                                               |                    |              |
| lubartowski                         | → 1975                               | → 1975                                               | → 1975                                               | → 1975                                               | → 1975                                               | → 1975                                               | → 1975                                               | → 1975                                               | → 1975                                               | → 1975                                               | → 1975                                               | → 1975                                               | → 1975                                               | → 1975                                               | → 1975                                               | → 1975                                               | → 1975                                               | → 1975                                               | → 1975                                               | → 1975                                               | → 1975                                               | → 1975                                               | → 1975                                               | → 1975                                               | → 1975                                               | → 1975                                               | → 1975                                               | → 1975                                               | → 1975                                               | → 1975                                               | → 1975                                               |                                                      | 1999 →                                               | 1999 →                                               | 1999 →                                               | 1999 →                                               | 1999 →                                               | 1999 →                                               | 1999 →                                               | 1999 →                                               | 1999 →                                               | 1999 →                                               |                    |              |
| lubawski                            | → 1948                               | → 1948                                               | → 1948                                               | → 1948                                               | → nowomiejski                                        | → nowomiejski                                        | → nowomiejski                                        | → nowomiejski                                        | → nowomiejski                                        | → nowomiejski                                        | → nowomiejski                                        | → nowomiejski                                        | → nowomiejski                                        | → nowomiejski                                        | → nowomiejski                                        | → nowomiejski                                        | → nowomiejski                                        | → nowomiejski                                        | → nowomiejski                                        | → nowomiejski                                        | → nowomiejski                                        | → nowomiejski                                        | → nowomiejski                                        | → nowomiejski                                        | → nowomiejski                                        | → nowomiejski                                        | → nowomiejski                                        | → nowomiejski                                        | → nowomiejski                                        | → nowomiejski                                        | → nowomiejski                                        | → nowomiejski                                        | → nowomiejski                                        | → nowomiejski                                        | → nowomiejski                                        | → nowomiejski                                        | → nowomiejski                                        | → nowomiejski                                        | → nowomiejski                                        | → nowomiejski                                        | → nowomiejski                                        | → nowomiejski                                        |                    |              |
| lubelski                            | → 1975                               | → 1975                                               | → 1975                                               | → 1975                                               | → 1975                                               | → 1975                                               | → 1975                                               | → 1975                                               | → 1975                                               | → 1975                                               | → 1975                                               | → 1975                                               | → 1975                                               | → 1975                                               | → 1975                                               | → 1975                                               | → 1975                                               | → 1975                                               | → 1975                                               | → 1975                                               | → 1975                                               | → 1975                                               | → 1975                                               | → 1975                                               | → 1975                                               | → 1975                                               | → 1975                                               | → 1975                                               | → 1975                                               | → 1975                                               | → 1975                                               |                                                      | 1999 →                                               | 1999 →                                               | 1999 →                                               | 1999 →                                               | 1999 →                                               | 1999 →                                               | 1999 →                                               | 1999 →                                               | 1999 →                                               | 1999 →                                               |                    |              |
| lubański                            |                                      | → 1975                                               | → 1975                                               | → 1975                                               | → 1975                                               | → 1975                                               | → 1975                                               | → 1975                                               | → 1975                                               | → 1975                                               | → 1975                                               | → 1975                                               | → 1975                                               | → 1975                                               | → 1975                                               | → 1975                                               | → 1975                                               | → 1975                                               | → 1975                                               | → 1975                                               | → 1975                                               | → 1975                                               | → 1975                                               | → 1975                                               | → 1975                                               | → 1975                                               | → 1975                                               | → 1975                                               | → 1975                                               | → 1975                                               | → 1975                                               |                                                      | 1999 →                                               | 1999 →                                               | 1999 →                                               | 1999 →                                               | 1999 →                                               | 1999 →                                               | 1999 →                                               | 1999 →                                               | 1999 →                                               | 1999 →                                               |                    |              |
| lubiński                            |                                      | → 1975                                               | → 1975                                               | → 1975                                               | → 1975                                               | → 1975                                               | → 1975                                               | → 1975                                               | → 1975                                               | → 1975                                               | → 1975                                               | → 1975                                               | → 1975                                               | → 1975                                               | → 1975                                               | → 1975                                               | → 1975                                               | → 1975                                               | → 1975                                               | → 1975                                               | → 1975                                               | → 1975                                               | → 1975                                               | → 1975                                               | → 1975                                               | → 1975                                               | → 1975                                               | → 1975                                               | → 1975                                               | → 1975                                               | → 1975                                               |                                                      | 1999 →                                               | 1999 →                                               | 1999 →                                               | 1999 →                                               | 1999 →                                               | 1999 →                                               | 1999 →                                               | 1999 →                                               | 1999 →                                               | 1999 →                                               |                    |              |
| lubliniecki                         | → 1975                               | → 1975                                               | → 1975                                               | → 1975                                               | → 1975                                               | → 1975                                               | → 1975                                               | → 1975                                               | → 1975                                               | → 1975                                               | → 1975                                               | → 1975                                               | → 1975                                               | → 1975                                               | → 1975                                               | → 1975                                               | → 1975                                               | → 1975                                               | → 1975                                               | → 1975                                               | → 1975                                               | → 1975                                               | → 1975                                               | → 1975                                               | → 1975                                               | → 1975                                               | → 1975                                               | → 1975                                               | → 1975                                               | → 1975                                               | → 1975                                               |                                                      | 1999 →                                               | 1999 →                                               | 1999 →                                               | 1999 →                                               | 1999 →                                               | 1999 →                                               | 1999 →                                               | 1999 →                                               | 1999 →                                               | 1999 →                                               |                    |              |
| lubski                              |                                      |                                                      |                                                      |                                                      |                                                      |                                                      |                                                      |                                                      |                                                      | 1954-75                                              | 1954-75                                              | 1954-75                                              | 1954-75                                              | 1954-75                                              | 1954-75                                              | 1954-75                                              | 1954-75                                              | 1954-75                                              | 1954-75                                              | 1954-75                                              | 1954-75                                              | 1954-75                                              | 1954-75                                              | 1954-75                                              | 1954-75                                              | 1954-75                                              | 1954-75                                              | 1954-75                                              | 1954-75                                              | 1954-75                                              | 1954-75                                              |                                                      |                                                      |                                                      |                                                      |                                                      |                                                      |                                                      |                                                      |                                                      |                                                      |                                                      |                    |              |
| lubuski (część wsch.)               | ●                                    | → 1945; ► rzepiński                                  | → 1945; ► rzepiński                                  | → 1945; ► rzepiński                                  | → 1945; ► rzepiński                                  | → 1945; ► rzepiński                                  | → 1945; ► rzepiński                                  | → 1945; ► rzepiński                                  | → 1945; ► rzepiński                                  | → 1945; ► rzepiński                                  | → 1945; ► rzepiński                                  | → 1945; ► rzepiński                                  | → 1945; ► rzepiński                                  | → 1945; ► rzepiński                                  | → 1945; ► rzepiński                                  | → 1945; ► rzepiński                                  | → 1945; ► rzepiński                                  | → 1945; ► rzepiński                                  | → 1945; ► rzepiński                                  | → 1945; ► rzepiński                                  | → 1945; ► rzepiński                                  | → 1945; ► rzepiński                                  | → 1945; ► rzepiński                                  | → 1945; ► rzepiński                                  | → 1945; ► rzepiński                                  | → 1945; ► rzepiński                                  | → 1945; ► rzepiński                                  | → 1945; ► rzepiński                                  | → 1945; ► rzepiński                                  | → 1945; ► rzepiński                                  | → 1945; ► rzepiński                                  | → 1945; ► rzepiński                                  | → 1945; ► rzepiński                                  | → 1945; ► rzepiński                                  | → 1945; ► rzepiński                                  | → 1945; ► rzepiński                                  | → 1945; ► rzepiński                                  | → 1945; ► rzepiński                                  | → 1945; ► rzepiński                                  | → 1945; ► rzepiński                                  | → 1945; ► rzepiński                                  | → 1945; ► rzepiński                                  |                    |              |
| lwówecki                            |                                      | → 1975                                               | → 1975                                               | → 1975                                               | → 1975                                               | → 1975                                               | → 1975                                               | → 1975                                               | → 1975                                               | → 1975                                               | → 1975                                               | → 1975                                               | → 1975                                               | → 1975                                               | → 1975                                               | → 1975                                               | → 1975                                               | → 1975                                               | → 1975                                               | → 1975                                               | → 1975                                               | → 1975                                               | → 1975                                               | → 1975                                               | → 1975                                               | → 1975                                               | → 1975                                               | → 1975                                               | → 1975                                               | → 1975                                               | → 1975                                               |                                                      | 1999 →                                               | 1999 →                                               | 1999 →                                               | 1999 →                                               | 1999 →                                               | 1999 →                                               | 1999 →                                               | 1999 →                                               | 1999 →                                               | 1999 →                                               |                    |              |
| łańcucki #                          | #                                    | # → 1975                                             | # → 1975                                             | # → 1975                                             | # → 1975                                             | # → 1975                                             | # → 1975                                             | # → 1975                                             | # → 1975                                             | # → 1975                                             | # → 1975                                             | # → 1975                                             | # → 1975                                             | # → 1975                                             | # → 1975                                             | # → 1975                                             | # → 1975                                             | # → 1975                                             | # → 1975                                             | # → 1975                                             | # → 1975                                             | # → 1975                                             | # → 1975                                             | # → 1975                                             | # → 1975                                             | # → 1975                                             | # → 1975                                             | # → 1975                                             | # → 1975                                             | # → 1975                                             | # → 1975                                             |                                                      | 1999 →                                               | 1999 →                                               | 1999 →                                               | 1999 →                                               | 1999 →                                               | 1999 →                                               | 1999 →                                               | 1999 →                                               | 1999 →                                               | 1999 →                                               |                    |              |
| łapski                              |                                      |                                                      |                                                      |                                                      |                                                      |                                                      |                                                      |                                                      |                                                      | 1954-75                                              | 1954-75                                              | 1954-75                                              | 1954-75                                              | 1954-75                                              | 1954-75                                              | 1954-75                                              | 1954-75                                              | 1954-75                                              | 1954-75                                              | 1954-75                                              | 1954-75                                              | 1954-75                                              | 1954-75                                              | 1954-75                                              | 1954-75                                              | 1954-75                                              | 1954-75                                              | 1954-75                                              | 1954-75                                              | 1954-75                                              | 1954-75                                              |                                                      |                                                      |                                                      |                                                      |                                                      |                                                      |                                                      |                                                      |                                                      |                                                      |                                                      |                    |              |
| łaski                               | → 1975                               | → 1975                                               | → 1975                                               | → 1975                                               | → 1975                                               | → 1975                                               | → 1975                                               | → 1975                                               | → 1975                                               | → 1975                                               | → 1975                                               | → 1975                                               | → 1975                                               | → 1975                                               | → 1975                                               | → 1975                                               | → 1975                                               | → 1975                                               | → 1975                                               | → 1975                                               | → 1975                                               | → 1975                                               | → 1975                                               | → 1975                                               | → 1975                                               | → 1975                                               | → 1975                                               | → 1975                                               | → 1975                                               | → 1975                                               | → 1975                                               |                                                      | 1999 →                                               | 1999 →                                               | 1999 →                                               | 1999 →                                               | 1999 →                                               | 1999 →                                               | 1999 →                                               | 1999 →                                               | 1999 →                                               | 1999 →                                               |                    |              |
| łęczycki                            | → 1975                               | → 1975                                               | → 1975                                               | → 1975                                               | → 1975                                               | → 1975                                               | → 1975                                               | → 1975                                               | → 1975                                               | → 1975                                               | → 1975                                               | → 1975                                               | → 1975                                               | → 1975                                               | → 1975                                               | → 1975                                               | → 1975                                               | → 1975                                               | → 1975                                               | → 1975                                               | → 1975                                               | → 1975                                               | → 1975                                               | → 1975                                               | → 1975                                               | → 1975                                               | → 1975                                               | → 1975                                               | → 1975                                               | → 1975                                               | → 1975                                               |                                                      | 1999 →                                               | 1999 →                                               | 1999 →                                               | 1999 →                                               | 1999 →                                               | 1999 →                                               | 1999 →                                               | 1999 →                                               | 1999 →                                               | 1999 →                                               |                    |              |
| łęczyński                           |                                      |                                                      |                                                      |                                                      |                                                      |                                                      |                                                      |                                                      |                                                      |                                                      |                                                      |                                                      |                                                      |                                                      |                                                      |                                                      |                                                      |                                                      |                                                      |                                                      |                                                      |                                                      |                                                      |                                                      |                                                      |                                                      |                                                      |                                                      |                                                      |                                                      |                                                      |                                                      | 1999 →                                               | 1999 →                                               | 1999 →                                               | 1999 →                                               | 1999 →                                               | 1999 →                                               | 1999 →                                               | 1999 →                                               | 1999 →                                               | 1999 →                                               |                    |              |
| łomżyński #                         | #                                    | # → 1975                                             | # → 1975                                             | # → 1975                                             | # → 1975                                             | # → 1975                                             | # → 1975                                             | # → 1975                                             | # → 1975                                             | # → 1975                                             | # → 1975                                             | # → 1975                                             | # → 1975                                             | # → 1975                                             | # → 1975                                             | # → 1975                                             | # → 1975                                             | # → 1975                                             | # → 1975                                             | # → 1975                                             | # → 1975                                             | # → 1975                                             | # → 1975                                             | # → 1975                                             | # → 1975                                             | # → 1975                                             | # → 1975                                             | # → 1975                                             | # → 1975                                             | # → 1975                                             | # → 1975                                             |                                                      | 1999 →                                               | 1999 →                                               | 1999 →                                               | 1999 →                                               | 1999 →                                               | 1999 →                                               | 1999 →                                               | 1999 →                                               | 1999 →                                               | 1999 →                                               |                    |              |
| łobeski                             |                                      | → 1975                                               | → 1975                                               | → 1975                                               | → 1975                                               | → 1975                                               | → 1975                                               | → 1975                                               | → 1975                                               | → 1975                                               | → 1975                                               | → 1975                                               | → 1975                                               | → 1975                                               | → 1975                                               | → 1975                                               | → 1975                                               | → 1975                                               | → 1975                                               | → 1975                                               | → 1975                                               | → 1975                                               | → 1975                                               | → 1975                                               | → 1975                                               | → 1975                                               | → 1975                                               | → 1975                                               | → 1975                                               | → 1975                                               | → 1975                                               |                                                      |                                                      |                                                      |                                                      | 2002 →                                               | 2002 →                                               | 2002 →                                               | 2002 →                                               | 2002 →                                               | 2002 →                                               | 2002 →                                               |                    |              |
| łosicki                             |                                      |                                                      |                                                      |                                                      |                                                      |                                                      |                                                      |                                                      |                                                      |                                                      |                                                      | 1956-75                                              | 1956-75                                              | 1956-75                                              | 1956-75                                              | 1956-75                                              | 1956-75                                              | 1956-75                                              | 1956-75                                              | 1956-75                                              | 1956-75                                              | 1956-75                                              | 1956-75                                              | 1956-75                                              | 1956-75                                              | 1956-75                                              | 1956-75                                              | 1956-75                                              | 1956-75                                              | 1956-75                                              | 1956-75                                              |                                                      | 1999 →                                               | 1999 →                                               | 1999 →                                               | 1999 →                                               | 1999 →                                               | 1999 →                                               | 1999 →                                               | 1999 →                                               | 1999 →                                               | 1999 →                                               |                    |              |
| łowicki                             | → 1975                               | → 1975                                               | → 1975                                               | → 1975                                               | → 1975                                               | → 1975                                               | → 1975                                               | → 1975                                               | → 1975                                               | → 1975                                               | → 1975                                               | → 1975                                               | → 1975                                               | → 1975                                               | → 1975                                               | → 1975                                               | → 1975                                               | → 1975                                               | → 1975                                               | → 1975                                               | → 1975                                               | → 1975                                               | → 1975                                               | → 1975                                               | → 1975                                               | → 1975                                               | → 1975                                               | → 1975                                               | → 1975                                               | → 1975                                               | → 1975                                               |                                                      | 1999 →                                               | 1999 →                                               | 1999 →                                               | 1999 →                                               | 1999 →                                               | 1999 →                                               | 1999 →                                               | 1999 →                                               | 1999 →                                               | 1999 →                                               |                    |              |
| łódzki                              | → 1975                               | → 1975                                               | → 1975                                               | → 1975                                               | → 1975                                               | → 1975                                               | → 1975                                               | → 1975                                               | → 1975                                               | → 1975                                               | → 1975                                               | → 1975                                               | → 1975                                               | → 1975                                               | → 1975                                               | → 1975                                               | → 1975                                               | → 1975                                               | → 1975                                               | → 1975                                               | → 1975                                               | → 1975                                               | → 1975                                               | → 1975                                               | → 1975                                               | → 1975                                               | → 1975                                               | → 1975                                               | → 1975                                               | → 1975                                               | → 1975                                               |                                                      |                                                      |                                                      |                                                      |                                                      |                                                      |                                                      |                                                      |                                                      |                                                      |                                                      |                    |              |
| łódzki wschodni                     |                                      |                                                      |                                                      |                                                      |                                                      |                                                      |                                                      |                                                      |                                                      |                                                      |                                                      |                                                      |                                                      |                                                      |                                                      |                                                      |                                                      |                                                      |                                                      |                                                      |                                                      |                                                      |                                                      |                                                      |                                                      |                                                      |                                                      |                                                      |                                                      |                                                      |                                                      |                                                      | 1999 →                                               | 1999 →                                               | 1999 →                                               | 1999 →                                               | 1999 →                                               | 1999 →                                               | 1999 →                                               | 1999 →                                               | 1999 →                                               | 1999 →                                               |                    |              |
| łukowski                            | → 1975                               | → 1975                                               | → 1975                                               | → 1975                                               | → 1975                                               | → 1975                                               | → 1975                                               | → 1975                                               | → 1975                                               | → 1975                                               | → 1975                                               | → 1975                                               | → 1975                                               | → 1975                                               | → 1975                                               | → 1975                                               | → 1975                                               | → 1975                                               | → 1975                                               | → 1975                                               | → 1975                                               | → 1975                                               | → 1975                                               | → 1975                                               | → 1975                                               | → 1975                                               | → 1975                                               | → 1975                                               | → 1975                                               | → 1975                                               | → 1975                                               |                                                      | 1999 →                                               | 1999 →                                               | 1999 →                                               | 1999 →                                               | 1999 →                                               | 1999 →                                               | 1999 →                                               | 1999 →                                               | 1999 →                                               | 1999 →                                               |                    |              |
| makowski                            | → 1975                               | → 1975                                               | → 1975                                               | → 1975                                               | → 1975                                               | → 1975                                               | → 1975                                               | → 1975                                               | → 1975                                               | → 1975                                               | → 1975                                               | → 1975                                               | → 1975                                               | → 1975                                               | → 1975                                               | → 1975                                               | → 1975                                               | → 1975                                               | → 1975                                               | → 1975                                               | → 1975                                               | → 1975                                               | → 1975                                               | → 1975                                               | → 1975                                               | → 1975                                               | → 1975                                               | → 1975                                               | → 1975                                               | → 1975                                               | → 1975                                               |                                                      | 1999 →                                               | 1999 →                                               | 1999 →                                               | 1999 →                                               | 1999 →                                               | 1999 →                                               | 1999 →                                               | 1999 →                                               | 1999 →                                               | 1999 →                                               |                    |              |
| malborski                           | ●                                    | → 1975                                               | → 1975                                               | → 1975                                               | → 1975                                               | → 1975                                               | → 1975                                               | → 1975                                               | → 1975                                               | → 1975                                               | → 1975                                               | → 1975                                               | → 1975                                               | → 1975                                               | → 1975                                               | → 1975                                               | → 1975                                               | → 1975                                               | → 1975                                               | → 1975                                               | → 1975                                               | → 1975                                               | → 1975                                               | → 1975                                               | → 1975                                               | → 1975                                               | → 1975                                               | → 1975                                               | → 1975                                               | → 1975                                               | → 1975                                               |                                                      | 1999 →                                               | 1999 →                                               | 1999 →                                               | 1999 →                                               | 1999 →                                               | 1999 →                                               | 1999 →                                               | 1999 →                                               | 1999 →                                               | 1999 →                                               |                    |              |
| medycki, rejon                      |                                      |                                                      |                                                      | → 1948; ► przemyski                                  | → 1948; ► przemyski                                  | → 1948; ► przemyski                                  | → 1948; ► przemyski                                  | → 1948; ► przemyski                                  | → 1948; ► przemyski                                  | → 1948; ► przemyski                                  | → 1948; ► przemyski                                  | → 1948; ► przemyski                                  | → 1948; ► przemyski                                  | → 1948; ► przemyski                                  | → 1948; ► przemyski                                  | → 1948; ► przemyski                                  | → 1948; ► przemyski                                  | → 1948; ► przemyski                                  | → 1948; ► przemyski                                  | → 1948; ► przemyski                                  | → 1948; ► przemyski                                  | → 1948; ► przemyski                                  | → 1948; ► przemyski                                  | → 1948; ► przemyski                                  | → 1948; ► przemyski                                  | → 1948; ► przemyski                                  | → 1948; ► przemyski                                  | → 1948; ► przemyski                                  | → 1948; ► przemyski                                  | → 1948; ► przemyski                                  | → 1948; ► przemyski                                  | → 1948; ► przemyski                                  | → 1948; ► przemyski                                  | → 1948; ► przemyski                                  | → 1948; ► przemyski                                  | → 1948; ► przemyski                                  | → 1948; ► przemyski                                  | → 1948; ► przemyski                                  | → 1948; ► przemyski                                  | → 1948; ► przemyski                                  | → 1948; ► przemyski                                  | → 1948; ► przemyski                                  |                    |              |
| miastecki ##                        | ●                                    | #→1950#                                              | #→1950#                                              | #→1950#                                              | #→1950#                                              | # 1950-75                                            | # 1950-75                                            | # 1950-75                                            | # 1950-75                                            | # 1950-75                                            | # 1950-75                                            | # 1950-75                                            | # 1950-75                                            | # 1950-75                                            | # 1950-75                                            | # 1950-75                                            | # 1950-75                                            | # 1950-75                                            | # 1950-75                                            | # 1950-75                                            | # 1950-75                                            | # 1950-75                                            | # 1950-75                                            | # 1950-75                                            | # 1950-75                                            | # 1950-75                                            | # 1950-75                                            | # 1950-75                                            | # 1950-75                                            | # 1950-75                                            | # 1950-75                                            |                                                      |                                                      |                                                      |                                                      |                                                      |                                                      |                                                      |                                                      |                                                      |                                                      |                                                      |                    |              |
| miechowski #                        | #                                    | # 1945-75                                            | # 1945-75                                            | # 1945-75                                            | # 1945-75                                            | # 1945-75                                            | # 1945-75                                            | # 1945-75                                            | # 1945-75                                            | # 1945-75                                            | # 1945-75                                            | # 1945-75                                            | # 1945-75                                            | # 1945-75                                            | # 1945-75                                            | # 1945-75                                            | # 1945-75                                            | # 1945-75                                            | # 1945-75                                            | # 1945-75                                            | # 1945-75                                            | # 1945-75                                            | # 1945-75                                            | # 1945-75                                            | # 1945-75                                            | # 1945-75                                            | # 1945-75                                            | # 1945-75                                            | # 1945-75                                            | # 1945-75                                            | # 1945-75                                            |                                                      | 1999 →                                               | 1999 →                                               | 1999 →                                               | 1999 →                                               | 1999 →                                               | 1999 →                                               | 1999 →                                               | 1999 →                                               | 1999 →                                               | 1999 →                                               |                    |              |
| mielecki #                          | #                                    | # → 1975                                             | # → 1975                                             | # → 1975                                             | # → 1975                                             | # → 1975                                             | # → 1975                                             | # → 1975                                             | # → 1975                                             | # → 1975                                             | # → 1975                                             | # → 1975                                             | # → 1975                                             | # → 1975                                             | # → 1975                                             | # → 1975                                             | # → 1975                                             | # → 1975                                             | # → 1975                                             | # → 1975                                             | # → 1975                                             | # → 1975                                             | # → 1975                                             | # → 1975                                             | # → 1975                                             | # → 1975                                             | # → 1975                                             | # → 1975                                             | # → 1975                                             | # → 1975                                             | # → 1975                                             |                                                      | 1999 →                                               | 1999 →                                               | 1999 →                                               | 1999 →                                               | 1999 →                                               | 1999 →                                               | 1999 →                                               | 1999 →                                               | 1999 →                                               | 1999 →                                               |                    |              |
| międzychodzki                       | → 1975                               | → 1975                                               | → 1975                                               | → 1975                                               | → 1975                                               | → 1975                                               | → 1975                                               | → 1975                                               | → 1975                                               | → 1975                                               | → 1975                                               | → 1975                                               | → 1975                                               | → 1975                                               | → 1975                                               | → 1975                                               | → 1975                                               | → 1975                                               | → 1975                                               | → 1975                                               | → 1975                                               | → 1975                                               | → 1975                                               | → 1975                                               | → 1975                                               | → 1975                                               | → 1975                                               | → 1975                                               | → 1975                                               | → 1975                                               | → 1975                                               |                                                      | 1999 →                                               | 1999 →                                               | 1999 →                                               | 1999 →                                               | 1999 →                                               | 1999 →                                               | 1999 →                                               | 1999 →                                               | 1999 →                                               | 1999 →                                               |                    |              |
| międzyrzecki #                      | ●                                    | →1950 #                                              | →1950 #                                              | →1950 #                                              | →1950 #                                              | # 1950-75                                            | # 1950-75                                            | # 1950-75                                            | # 1950-75                                            | # 1950-75                                            | # 1950-75                                            | # 1950-75                                            | # 1950-75                                            | # 1950-75                                            | # 1950-75                                            | # 1950-75                                            | # 1950-75                                            | # 1950-75                                            | # 1950-75                                            | # 1950-75                                            | # 1950-75                                            | # 1950-75                                            | # 1950-75                                            | # 1950-75                                            | # 1950-75                                            | # 1950-75                                            | # 1950-75                                            | # 1950-75                                            | # 1950-75                                            | # 1950-75                                            | # 1950-75                                            |                                                      | 1999 →                                               | 1999 →                                               | 1999 →                                               | 1999 →                                               | 1999 →                                               | 1999 →                                               | 1999 →                                               | 1999 →                                               | 1999 →                                               | 1999 →                                               |                    |              |
| mikołowski                          |                                      |                                                      |                                                      |                                                      |                                                      |                                                      |                                                      |                                                      |                                                      |                                                      |                                                      |                                                      |                                                      |                                                      |                                                      |                                                      |                                                      |                                                      |                                                      |                                                      |                                                      |                                                      |                                                      |                                                      |                                                      |                                                      |                                                      |                                                      |                                                      |                                                      |                                                      |                                                      | 1999 →                                               | 1999 →                                               | 1999 →                                               | 1999 →                                               | 1999 →                                               | 1999 →                                               | 1999 →                                               | 1999 →                                               | 1999 →                                               | 1999 →                                               |                    |              |
| milicki                             |                                      | → 1975                                               | → 1975                                               | → 1975                                               | → 1975                                               | → 1975                                               | → 1975                                               | → 1975                                               | → 1975                                               | → 1975                                               | → 1975                                               | → 1975                                               | → 1975                                               | → 1975                                               | → 1975                                               | → 1975                                               | → 1975                                               | → 1975                                               | → 1975                                               | → 1975                                               | → 1975                                               | → 1975                                               | → 1975                                               | → 1975                                               | → 1975                                               | → 1975                                               | → 1975                                               | → 1975                                               | → 1975                                               | → 1975                                               | → 1975                                               |                                                      | 1999 →                                               | 1999 →                                               | 1999 →                                               | 1999 →                                               | 1999 →                                               | 1999 →                                               | 1999 →                                               | 1999 →                                               | 1999 →                                               | 1999 →                                               |                    |              |
| miński                              | → 1975                               | → 1975                                               | → 1975                                               | → 1975                                               | → 1975                                               | → 1975                                               | → 1975                                               | → 1975                                               | → 1975                                               | → 1975                                               | → 1975                                               | → 1975                                               | → 1975                                               | → 1975                                               | → 1975                                               | → 1975                                               | → 1975                                               | → 1975                                               | → 1975                                               | → 1975                                               | → 1975                                               | → 1975                                               | → 1975                                               | → 1975                                               | → 1975                                               | → 1975                                               | → 1975                                               | → 1975                                               | → 1975                                               | → 1975                                               | → 1975                                               |                                                      | 1999 →                                               | 1999 →                                               | 1999 →                                               | 1999 →                                               | 1999 →                                               | 1999 →                                               | 1999 →                                               | 1999 →                                               | 1999 →                                               | 1999 →                                               |                    |              |
| mławski                             | → 1975                               | → 1975                                               | → 1975                                               | → 1975                                               | → 1975                                               | → 1975                                               | → 1975                                               | → 1975                                               | → 1975                                               | → 1975                                               | → 1975                                               | → 1975                                               | → 1975                                               | → 1975                                               | → 1975                                               | → 1975                                               | → 1975                                               | → 1975                                               | → 1975                                               | → 1975                                               | → 1975                                               | → 1975                                               | → 1975                                               | → 1975                                               | → 1975                                               | → 1975                                               | → 1975                                               | → 1975                                               | → 1975                                               | → 1975                                               | → 1975                                               |                                                      | 1999 →                                               | 1999 →                                               | 1999 →                                               | 1999 →                                               | 1999 →                                               | 1999 →                                               | 1999 →                                               | 1999 →                                               | 1999 →                                               | 1999 →                                               |                    |              |
| mogileński #                        | →1950 #                              | →1950 #                                              | →1950 #                                              | →1950 #                                              | →1950 #                                              | # 1950-75                                            | # 1950-75                                            | # 1950-75                                            | # 1950-75                                            | # 1950-75                                            | # 1950-75                                            | # 1950-75                                            | # 1950-75                                            | # 1950-75                                            | # 1950-75                                            | # 1950-75                                            | # 1950-75                                            | # 1950-75                                            | # 1950-75                                            | # 1950-75                                            | # 1950-75                                            | # 1950-75                                            | # 1950-75                                            | # 1950-75                                            | # 1950-75                                            | # 1950-75                                            | # 1950-75                                            | # 1950-75                                            | # 1950-75                                            | # 1950-75                                            | # 1950-75                                            |                                                      | 1999 →                                               | 1999 →                                               | 1999 →                                               | 1999 →                                               | 1999 →                                               | 1999 →                                               | 1999 →                                               | 1999 →                                               | 1999 →                                               | 1999 →                                               |                    |              |
| moniecki                            |                                      |                                                      |                                                      |                                                      |                                                      |                                                      |                                                      |                                                      |                                                      | 1954-75                                              | 1954-75                                              | 1954-75                                              | 1954-75                                              | 1954-75                                              | 1954-75                                              | 1954-75                                              | 1954-75                                              | 1954-75                                              | 1954-75                                              | 1954-75                                              | 1954-75                                              | 1954-75                                              | 1954-75                                              | 1954-75                                              | 1954-75                                              | 1954-75                                              | 1954-75                                              | 1954-75                                              | 1954-75                                              | 1954-75                                              | 1954-75                                              |                                                      | 1999 →                                               | 1999 →                                               | 1999 →                                               | 1999 →                                               | 1999 →                                               | 1999 →                                               | 1999 →                                               | 1999 →                                               | 1999 →                                               | 1999 →                                               |                    |              |
| morąski                             |                                      | → 1975                                               | → 1975                                               | → 1975                                               | → 1975                                               | → 1975                                               | → 1975                                               | → 1975                                               | → 1975                                               | → 1975                                               | → 1975                                               | → 1975                                               | → 1975                                               | → 1975                                               | → 1975                                               | → 1975                                               | → 1975                                               | → 1975                                               | → 1975                                               | → 1975                                               | → 1975                                               | → 1975                                               | → 1975                                               | → 1975                                               | → 1975                                               | → 1975                                               | → 1975                                               | → 1975                                               | → 1975                                               | → 1975                                               | → 1975                                               |                                                      |                                                      |                                                      |                                                      |                                                      |                                                      |                                                      |                                                      |                                                      |                                                      |                                                      |                    |              |
| morski #                            | #                                    | # → 1951                                             | # → 1951                                             | # → 1951                                             | # → 1951                                             | # → 1951                                             | # → 1951                                             | → wejherowski                                        | → wejherowski                                        | → wejherowski                                        | → wejherowski                                        | → wejherowski                                        | → wejherowski                                        | → wejherowski                                        | → wejherowski                                        | → wejherowski                                        | → wejherowski                                        | → wejherowski                                        | → wejherowski                                        | → wejherowski                                        | → wejherowski                                        | → wejherowski                                        | → wejherowski                                        | → wejherowski                                        | → wejherowski                                        | → wejherowski                                        | → wejherowski                                        | → wejherowski                                        | → wejherowski                                        | → wejherowski                                        | → wejherowski                                        | → wejherowski                                        | → wejherowski                                        | → wejherowski                                        | → wejherowski                                        | → wejherowski                                        | → wejherowski                                        | → wejherowski                                        | → wejherowski                                        | → wejherowski                                        | → wejherowski                                        | → wejherowski                                        |                    |              |
| mościski (część zach.) #            | ●                                    | # → 1945; ► przemyski                                | # → 1945; ► przemyski                                | # → 1945; ► przemyski                                | # → 1945; ► przemyski                                | # → 1945; ► przemyski                                | # → 1945; ► przemyski                                | # → 1945; ► przemyski                                | # → 1945; ► przemyski                                | # → 1945; ► przemyski                                | # → 1945; ► przemyski                                | # → 1945; ► przemyski                                | # → 1945; ► przemyski                                | # → 1945; ► przemyski                                | # → 1945; ► przemyski                                | # → 1945; ► przemyski                                | # → 1945; ► przemyski                                | # → 1945; ► przemyski                                | # → 1945; ► przemyski                                | # → 1945; ► przemyski                                | # → 1945; ► przemyski                                | # → 1945; ► przemyski                                | # → 1945; ► przemyski                                | # → 1945; ► przemyski                                | # → 1945; ► przemyski                                | # → 1945; ► przemyski                                | # → 1945; ► przemyski                                | # → 1945; ► przemyski                                | # → 1945; ► przemyski                                | # → 1945; ► przemyski                                | # → 1945; ► przemyski                                | # → 1945; ► przemyski                                | # → 1945; ► przemyski                                | # → 1945; ► przemyski                                | # → 1945; ► przemyski                                | # → 1945; ► przemyski                                | # → 1945; ► przemyski                                | # → 1945; ► przemyski                                | # → 1945; ► przemyski                                | # → 1945; ► przemyski                                | # → 1945; ► przemyski                                | # → 1945; ► przemyski                                |                    |              |
| mrągowski                           |                                      | → 1975                                               | → 1975                                               | → 1975                                               | → 1975                                               | → 1975                                               | → 1975                                               | → 1975                                               | → 1975                                               | → 1975                                               | → 1975                                               | → 1975                                               | → 1975                                               | → 1975                                               | → 1975                                               | → 1975                                               | → 1975                                               | → 1975                                               | → 1975                                               | → 1975                                               | → 1975                                               | → 1975                                               | → 1975                                               | → 1975                                               | → 1975                                               | → 1975                                               | → 1975                                               | → 1975                                               | → 1975                                               | → 1975                                               | → 1975                                               |                                                      | 1999 →                                               | 1999 →                                               | 1999 →                                               | 1999 →                                               | 1999 →                                               | 1999 →                                               | 1999 →                                               | 1999 →                                               | 1999 →                                               | 1999 →                                               |                    |              |
| myszkowski                          |                                      |                                                      |                                                      |                                                      |                                                      |                                                      |                                                      |                                                      |                                                      |                                                      |                                                      | 1956-75                                              | 1956-75                                              | 1956-75                                              | 1956-75                                              | 1956-75                                              | 1956-75                                              | 1956-75                                              | 1956-75                                              | 1956-75                                              | 1956-75                                              | 1956-75                                              | 1956-75                                              | 1956-75                                              | 1956-75                                              | 1956-75                                              | 1956-75                                              | 1956-75                                              | 1956-75                                              | 1956-75                                              | 1956-75                                              |                                                      | 1999 →                                               | 1999 →                                               | 1999 →                                               | 1999 →                                               | 1999 →                                               | 1999 →                                               | 1999 →                                               | 1999 →                                               | 1999 →                                               | 1999 →                                               |                    |              |
| myślenicki                          | → 1975                               | → 1975                                               | → 1975                                               | → 1975                                               | → 1975                                               | → 1975                                               | → 1975                                               | → 1975                                               | → 1975                                               | → 1975                                               | → 1975                                               | → 1975                                               | → 1975                                               | → 1975                                               | → 1975                                               | → 1975                                               | → 1975                                               | → 1975                                               | → 1975                                               | → 1975                                               | → 1975                                               | → 1975                                               | → 1975                                               | → 1975                                               | → 1975                                               | → 1975                                               | → 1975                                               | → 1975                                               | → 1975                                               | → 1975                                               | → 1975                                               |                                                      | 1999 →                                               | 1999 →                                               | 1999 →                                               | 1999 →                                               | 1999 →                                               | 1999 →                                               | 1999 →                                               | 1999 →                                               | 1999 →                                               | 1999 →                                               |                    |              |
| myśliborski                         |                                      | → 1975                                               | → 1975                                               | → 1975                                               | → 1975                                               | → 1975                                               | → 1975                                               | → 1975                                               | → 1975                                               | → 1975                                               | → 1975                                               | → 1975                                               | → 1975                                               | → 1975                                               | → 1975                                               | → 1975                                               | → 1975                                               | → 1975                                               | → 1975                                               | → 1975                                               | → 1975                                               | → 1975                                               | → 1975                                               | → 1975                                               | → 1975                                               | → 1975                                               | → 1975                                               | → 1975                                               | → 1975                                               | → 1975                                               | → 1975                                               |                                                      | 1999 →                                               | 1999 →                                               | 1999 →                                               | 1999 →                                               | 1999 →                                               | 1999 →                                               | 1999 →                                               | 1999 →                                               | 1999 →                                               | 1999 →                                               |                    |              |
| namysłowski #                       |                                      | →1950 #                                              | →1950 #                                              | →1950 #                                              | →1950 #                                              | # 1950-75                                            | # 1950-75                                            | # 1950-75                                            | # 1950-75                                            | # 1950-75                                            | # 1950-75                                            | # 1950-75                                            | # 1950-75                                            | # 1950-75                                            | # 1950-75                                            | # 1950-75                                            | # 1950-75                                            | # 1950-75                                            | # 1950-75                                            | # 1950-75                                            | # 1950-75                                            | # 1950-75                                            | # 1950-75                                            | # 1950-75                                            | # 1950-75                                            | # 1950-75                                            | # 1950-75                                            | # 1950-75                                            | # 1950-75                                            | # 1950-75                                            | # 1950-75                                            |                                                      | 1999 →                                               | 1999 →                                               | 1999 →                                               | 1999 →                                               | 1999 →                                               | 1999 →                                               | 1999 →                                               | 1999 →                                               | 1999 →                                               | 1999 →                                               |                    |              |
| nidzicki                            |                                      | → 1975                                               | → 1975                                               | → 1975                                               | → 1975                                               | → 1975                                               | → 1975                                               | → 1975                                               | → 1975                                               | → 1975                                               | → 1975                                               | → 1975                                               | → 1975                                               | → 1975                                               | → 1975                                               | → 1975                                               | → 1975                                               | → 1975                                               | → 1975                                               | → 1975                                               | → 1975                                               | → 1975                                               | → 1975                                               | → 1975                                               | → 1975                                               | → 1975                                               | → 1975                                               | → 1975                                               | → 1975                                               | → 1975                                               | → 1975                                               |                                                      | 1999 →                                               | 1999 →                                               | 1999 →                                               | 1999 →                                               | 1999 →                                               | 1999 →                                               | 1999 →                                               | 1999 →                                               | 1999 →                                               | 1999 →                                               |                    |              |
| niemodliński #                      |                                      | →1950 #                                              | →1950 #                                              | →1950 #                                              | →1950 #                                              | # 1950-75                                            | # 1950-75                                            | # 1950-75                                            | # 1950-75                                            | # 1950-75                                            | # 1950-75                                            | # 1950-75                                            | # 1950-75                                            | # 1950-75                                            | # 1950-75                                            | # 1950-75                                            | # 1950-75                                            | # 1950-75                                            | # 1950-75                                            | # 1950-75                                            | # 1950-75                                            | # 1950-75                                            | # 1950-75                                            | # 1950-75                                            | # 1950-75                                            | # 1950-75                                            | # 1950-75                                            | # 1950-75                                            | # 1950-75                                            | # 1950-75                                            | # 1950-75                                            |                                                      |                                                      |                                                      |                                                      |                                                      |                                                      |                                                      |                                                      |                                                      |                                                      |                                                      |                    |              |
| nieszawski                          | → 1948                               | → 1948                                               | → 1948                                               | → 1948                                               | → aleksandrowski                                     | → aleksandrowski                                     | → aleksandrowski                                     | → aleksandrowski                                     | → aleksandrowski                                     | → aleksandrowski                                     | → aleksandrowski                                     | → aleksandrowski                                     | → aleksandrowski                                     | → aleksandrowski                                     | → aleksandrowski                                     | → aleksandrowski                                     | → aleksandrowski                                     | → aleksandrowski                                     | → aleksandrowski                                     | → aleksandrowski                                     | → aleksandrowski                                     | → aleksandrowski                                     | → aleksandrowski                                     | → aleksandrowski                                     | → aleksandrowski                                     | → aleksandrowski                                     | → aleksandrowski                                     | → aleksandrowski                                     | → aleksandrowski                                     | → aleksandrowski                                     | → aleksandrowski                                     | → aleksandrowski                                     | → aleksandrowski                                     | → aleksandrowski                                     | → aleksandrowski                                     | → aleksandrowski                                     | → aleksandrowski                                     | → aleksandrowski                                     | → aleksandrowski                                     | → aleksandrowski                                     | → aleksandrowski                                     | → aleksandrowski                                     |                    |              |
| niżankowicki, rejon                 |                                      |                                                      |                                                      | → 1948; ► przemyski                                  | → 1948; ► przemyski                                  | → 1948; ► przemyski                                  | → 1948; ► przemyski                                  | → 1948; ► przemyski                                  | → 1948; ► przemyski                                  | → 1948; ► przemyski                                  | → 1948; ► przemyski                                  | → 1948; ► przemyski                                  | → 1948; ► przemyski                                  | → 1948; ► przemyski                                  | → 1948; ► przemyski                                  | → 1948; ► przemyski                                  | → 1948; ► przemyski                                  | → 1948; ► przemyski                                  | → 1948; ► przemyski                                  | → 1948; ► przemyski                                  | → 1948; ► przemyski                                  | → 1948; ► przemyski                                  | → 1948; ► przemyski                                  | → 1948; ► przemyski                                  | → 1948; ► przemyski                                  | → 1948; ► przemyski                                  | → 1948; ► przemyski                                  | → 1948; ► przemyski                                  | → 1948; ► przemyski                                  | → 1948; ► przemyski                                  | → 1948; ► przemyski                                  | → 1948; ► przemyski                                  | → 1948; ► przemyski                                  | → 1948; ► przemyski                                  | → 1948; ► przemyski                                  | → 1948; ► przemyski                                  | → 1948; ► przemyski                                  | → 1948; ► przemyski                                  | → 1948; ► przemyski                                  | → 1948; ► przemyski                                  | → 1948; ► przemyski                                  | → 1948; ► przemyski                                  |                    |              |
| niżański #                          | #                                    | # → 1973                                             | # → 1973                                             | # → 1973                                             | # → 1973                                             | # → 1973                                             | # → 1973                                             | # → 1973                                             | # → 1973                                             | # → 1973                                             | # → 1973                                             | # → 1973                                             | # → 1973                                             | # → 1973                                             | # → 1973                                             | # → 1973                                             | # → 1973                                             | # → 1973                                             | # → 1973                                             | # → 1973                                             | # → 1973                                             | # → 1973                                             | # → 1973                                             | # → 1973                                             | # → 1973                                             | # → 1973                                             | # → 1973                                             | # → 1973                                             | # → 1973                                             | →                                                    | →                                                    | →                                                    | 1999 →                                               | 1999 →                                               | 1999 →                                               | 1999 →                                               | 1999 →                                               | 1999 →                                               | 1999 →                                               | 1999 →                                               | 1999 →                                               | 1999 →                                               |                    |              |
| notecki                             | ●                                    | → 1945; → trzcianecki                                | → 1945; → trzcianecki                                | → 1945; → trzcianecki                                | → 1945; → trzcianecki                                | → 1945; → trzcianecki                                | → 1945; → trzcianecki                                | → 1945; → trzcianecki                                | → 1945; → trzcianecki                                | → 1945; → trzcianecki                                | → 1945; → trzcianecki                                | → 1945; → trzcianecki                                | → 1945; → trzcianecki                                | → 1945; → trzcianecki                                | → 1945; → trzcianecki                                | → 1945; → trzcianecki                                | → 1945; → trzcianecki                                | → 1945; → trzcianecki                                | → 1945; → trzcianecki                                | → 1945; → trzcianecki                                | → 1945; → trzcianecki                                | → 1945; → trzcianecki                                | → 1945; → trzcianecki                                | → 1945; → trzcianecki                                | → 1945; → trzcianecki                                | → 1945; → trzcianecki                                | → 1945; → trzcianecki                                | → 1945; → trzcianecki                                | → 1945; → trzcianecki                                | → 1945; → trzcianecki                                | → 1945; → trzcianecki                                | → 1945; → trzcianecki                                | → 1945; → trzcianecki                                | → 1945; → trzcianecki                                | → 1945; → trzcianecki                                | → 1945; → trzcianecki                                | → 1945; → trzcianecki                                | → 1945; → trzcianecki                                | → 1945; → trzcianecki                                | → 1945; → trzcianecki                                | → 1945; → trzcianecki                                | → 1945; → trzcianecki                                |                    |              |
| nowodworski (gdański)               |                                      |                                                      |                                                      |                                                      |                                                      |                                                      |                                                      |                                                      |                                                      | 1954-75                                              | 1954-75                                              | 1954-75                                              | 1954-75                                              | 1954-75                                              | 1954-75                                              | 1954-75                                              | 1954-75                                              | 1954-75                                              | 1954-75                                              | 1954-75                                              | 1954-75                                              | 1954-75                                              | 1954-75                                              | 1954-75                                              | 1954-75                                              | 1954-75                                              | 1954-75                                              | 1954-75                                              | 1954-75                                              | 1954-75                                              | 1954-75                                              |                                                      | 1999 →                                               | 1999 →                                               | 1999 →                                               | 1999 →                                               | 1999 →                                               | 1999 →                                               | 1999 →                                               | 1999 →                                               | 1999 →                                               | 1999 →                                               |                    |              |
| nowodworski (mazowiecki)            |                                      |                                                      |                                                      |                                                      |                                                      |                                                      |                                                      | 1952-75                                              | 1952-75                                              | 1952-75                                              | 1952-75                                              | 1952-75                                              | 1952-75                                              | 1952-75                                              | 1952-75                                              | 1952-75                                              | 1952-75                                              | 1952-75                                              | 1952-75                                              | 1952-75                                              | 1952-75                                              | 1952-75                                              | 1952-75                                              | 1952-75                                              | 1952-75                                              | 1952-75                                              | 1952-75                                              | 1952-75                                              | 1952-75                                              | 1952-75                                              | 1952-75                                              |                                                      | 1999 →                                               | 1999 →                                               | 1999 →                                               | 1999 →                                               | 1999 →                                               | 1999 →                                               | 1999 →                                               | 1999 →                                               | 1999 →                                               | 1999 →                                               |                    |              |
| nowogardzki                         | → 1975                               | → 1975                                               | → 1975                                               | → 1975                                               | → 1975                                               | → 1975                                               | → 1975                                               | → 1975                                               | → 1975                                               | → 1975                                               | → 1975                                               | → 1975                                               | → 1975                                               | → 1975                                               | → 1975                                               | → 1975                                               | → 1975                                               | → 1975                                               | → 1975                                               | → 1975                                               | → 1975                                               | → 1975                                               | → 1975                                               | → 1975                                               | → 1975                                               | → 1975                                               | → 1975                                               | → 1975                                               | → 1975                                               | → 1975                                               | → 1975                                               |                                                      |                                                      |                                                      |                                                      |                                                      |                                                      |                                                      |                                                      |                                                      |                                                      |                                                      |                    |              |
| nowomiejski #                       | ←                                    | ←                                                    | ←                                                    | 1948                                                 | 1948                                                 | -50#                                                 | -50#                                                 | -50#                                                 | # 1950-75                                            | # 1950-75                                            | # 1950-75                                            | # 1950-75                                            | # 1950-75                                            | # 1950-75                                            | # 1950-75                                            | # 1950-75                                            | # 1950-75                                            | # 1950-75                                            | # 1950-75                                            | # 1950-75                                            | # 1950-75                                            | # 1950-75                                            | # 1950-75                                            | # 1950-75                                            | # 1950-75                                            | # 1950-75                                            | # 1950-75                                            | # 1950-75                                            | # 1950-75                                            | # 1950-75                                            | # 1950-75                                            |                                                      | 1999 →                                               | 1999 →                                               | 1999 →                                               | 1999 →                                               | 1999 →                                               | 1999 →                                               | 1999 →                                               | 1999 →                                               | 1999 →                                               | 1999 →                                               |                    |              |
| noworudzki                          |                                      |                                                      |                                                      |                                                      |                                                      |                                                      |                                                      |                                                      |                                                      | 1954-75                                              | 1954-75                                              | 1954-75                                              | 1954-75                                              | 1954-75                                              | 1954-75                                              | 1954-75                                              | 1954-75                                              | 1954-75                                              | 1954-75                                              | 1954-75                                              | 1954-75                                              | 1954-75                                              | 1954-75                                              | 1954-75                                              | 1954-75                                              | 1954-75                                              | 1954-75                                              | 1954-75                                              | 1954-75                                              | 1954-75                                              | 1954-75                                              |                                                      |                                                      |                                                      |                                                      |                                                      |                                                      |                                                      |                                                      |                                                      |                                                      |                                                      |                    |              |
| nowosądecki                         | → 1975                               | → 1975                                               | → 1975                                               | → 1975                                               | → 1975                                               | → 1975                                               | → 1975                                               | → 1975                                               | → 1975                                               | → 1975                                               | → 1975                                               | → 1975                                               | → 1975                                               | → 1975                                               | → 1975                                               | → 1975                                               | → 1975                                               | → 1975                                               | → 1975                                               | → 1975                                               | → 1975                                               | → 1975                                               | → 1975                                               | → 1975                                               | → 1975                                               | → 1975                                               | → 1975                                               | → 1975                                               | → 1975                                               | → 1975                                               | → 1975                                               |                                                      | 1999 →                                               | 1999 →                                               | 1999 →                                               | 1999 →                                               | 1999 →                                               | 1999 →                                               | 1999 →                                               | 1999 →                                               | 1999 →                                               | 1999 →                                               |                    |              |
| nowosolski                          | kożuchowski ←                        | kożuchowski ←                                        | kożuchowski ←                                        | kożuchowski ←                                        | kożuchowski ←                                        | kożuchowski ←                                        | kożuchowski ←                                        | kożuchowski ←                                        | 1953-75                                              | 1953-75                                              | 1953-75                                              | 1953-75                                              | 1953-75                                              | 1953-75                                              | 1953-75                                              | 1953-75                                              | 1953-75                                              | 1953-75                                              | 1953-75                                              | 1953-75                                              | 1953-75                                              | 1953-75                                              | 1953-75                                              | 1953-75                                              | 1953-75                                              | 1953-75                                              | 1953-75                                              | 1953-75                                              | 1953-75                                              | 1953-75                                              | 1953-75                                              |                                                      | 1999 →                                               | 1999 →                                               | 1999 →                                               | 1999 →                                               | 1999 →                                               | 1999 →                                               | 1999 →                                               | 1999 →                                               | 1999 →                                               | 1999 →                                               |                    |              |
| nowotarski                          | → 1975                               | → 1975                                               | → 1975                                               | → 1975                                               | → 1975                                               | → 1975                                               | → 1975                                               | → 1975                                               | → 1975                                               | → 1975                                               | → 1975                                               | → 1975                                               | → 1975                                               | → 1975                                               | → 1975                                               | → 1975                                               | → 1975                                               | → 1975                                               | → 1975                                               | → 1975                                               | → 1975                                               | → 1975                                               | → 1975                                               | → 1975                                               | → 1975                                               | → 1975                                               | → 1975                                               | → 1975                                               | → 1975                                               | → 1975                                               | → 1975                                               |                                                      | 1999 →                                               | 1999 →                                               | 1999 →                                               | 1999 →                                               | 1999 →                                               | 1999 →                                               | 1999 →                                               | 1999 →                                               | 1999 →                                               | 1999 →                                               |                    |              |
| nowotomyski                         | → 1975                               | → 1975                                               | → 1975                                               | → 1975                                               | → 1975                                               | → 1975                                               | → 1975                                               | → 1975                                               | → 1975                                               | → 1975                                               | → 1975                                               | → 1975                                               | → 1975                                               | → 1975                                               | → 1975                                               | → 1975                                               | → 1975                                               | → 1975                                               | → 1975                                               | → 1975                                               | → 1975                                               | → 1975                                               | → 1975                                               | → 1975                                               | → 1975                                               | → 1975                                               | → 1975                                               | → 1975                                               | → 1975                                               | → 1975                                               | → 1975                                               |                                                      | 1999 →                                               | 1999 →                                               | 1999 →                                               | 1999 →                                               | 1999 →                                               | 1999 →                                               | 1999 →                                               | 1999 →                                               | 1999 →                                               | 1999 →                                               |                    |              |
| nyski #                             |                                      | →1950 #                                              | →1950 #                                              | →1950 #                                              | →1950 #                                              | # 1950-75                                            | # 1950-75                                            | # 1950-75                                            | # 1950-75                                            | # 1950-75                                            | # 1950-75                                            | # 1950-75                                            | # 1950-75                                            | # 1950-75                                            | # 1950-75                                            | # 1950-75                                            | # 1950-75                                            | # 1950-75                                            | # 1950-75                                            | # 1950-75                                            | # 1950-75                                            | # 1950-75                                            | # 1950-75                                            | # 1950-75                                            | # 1950-75                                            | # 1950-75                                            | # 1950-75                                            | # 1950-75                                            | # 1950-75                                            | # 1950-75                                            | # 1950-75                                            |                                                      | 1999 →                                               | 1999 →                                               | 1999 →                                               | 1999 →                                               | 1999 →                                               | 1999 →                                               | 1999 →                                               | 1999 →                                               | 1999 →                                               | 1999 →                                               |                    |              |
| nytyski                             | ●                                    | → 1945                                               | → 1945                                               | → 1945                                               | → 1945                                               | → 1945                                               | → 1945                                               | → 1945                                               | → 1945                                               | → 1945                                               | → 1945                                               | → 1945                                               | → 1945                                               | → 1945                                               | → 1945                                               | → 1945                                               | → 1945                                               | → 1945                                               | → 1945                                               | → 1945                                               | → 1945                                               | → 1945                                               | → 1945                                               | → 1945                                               | → 1945                                               | → 1945                                               | → 1945                                               | → 1945                                               | → 1945                                               | → 1945                                               | → 1945                                               | → 1945                                               | → 1945                                               | → 1945                                               | → 1945                                               | → 1945                                               | → 1945                                               | → 1945                                               | → 1945                                               | → 1945                                               | → 1945                                               | → 1945                                               |                    |              |
| obornicki                           | → 1975                               | → 1975                                               | → 1975                                               | → 1975                                               | → 1975                                               | → 1975                                               | → 1975                                               | → 1975                                               | → 1975                                               | → 1975                                               | → 1975                                               | → 1975                                               | → 1975                                               | → 1975                                               | → 1975                                               | → 1975                                               | → 1975                                               | → 1975                                               | → 1975                                               | → 1975                                               | → 1975                                               | → 1975                                               | → 1975                                               | → 1975                                               | → 1975                                               | → 1975                                               | → 1975                                               | → 1975                                               | → 1975                                               | → 1975                                               | → 1975                                               |                                                      | 1999 →                                               | 1999 →                                               | 1999 →                                               | 1999 →                                               | 1999 →                                               | 1999 →                                               | 1999 →                                               | 1999 →                                               | 1999 →                                               | 1999 →                                               |                    |              |
| olecki #                            | ●                                    | → 1975 #                                             | → 1975 #                                             | → 1975 #                                             | → 1975 #                                             | → 1975 #                                             | → 1975 #                                             | → 1975 #                                             | → 1975 #                                             | → 1975 #                                             | → 1975 #                                             | → 1975 #                                             | → 1975 #                                             | → 1975 #                                             | → 1975 #                                             | → 1975 #                                             | → 1975 #                                             | → 1975 #                                             | → 1975 #                                             | → 1975 #                                             | → 1975 #                                             | → 1975 #                                             | → 1975 #                                             | → 1975 #                                             | → 1975 #                                             | → 1975 #                                             | → 1975 #                                             | → 1975 #                                             | → 1975 #                                             | → 1975 #                                             | → 1975 #                                             | ol.-gołd. ←                                          | ol.-gołd. ←                                          | ol.-gołd. ←                                          | ol.-gołd. ←                                          | # 2002 →                                             | # 2002 →                                             | # 2002 →                                             | # 2002 →                                             | # 2002 →                                             | # 2002 →                                             | # 2002 →                                             |                    |              |
| olecko-gołdapski                    |                                      |                                                      |                                                      |                                                      |                                                      |                                                      |                                                      |                                                      |                                                      |                                                      |                                                      |                                                      |                                                      |                                                      |                                                      |                                                      |                                                      |                                                      |                                                      |                                                      |                                                      |                                                      |                                                      |                                                      |                                                      |                                                      |                                                      |                                                      |                                                      |                                                      |                                                      |                                                      | 99-01                                                | 99-01                                                | 99-01                                                | → olecki                                             | → olecki                                             | → olecki                                             | → olecki                                             | → olecki                                             | → olecki                                             | → olecki                                             |                    |              |
| oleski #                            |                                      | →1950 #                                              | →1950 #                                              | →1950 #                                              | →1950 #                                              | # 1950-75                                            | # 1950-75                                            | # 1950-75                                            | # 1950-75                                            | # 1950-75                                            | # 1950-75                                            | # 1950-75                                            | # 1950-75                                            | # 1950-75                                            | # 1950-75                                            | # 1950-75                                            | # 1950-75                                            | # 1950-75                                            | # 1950-75                                            | # 1950-75                                            | # 1950-75                                            | # 1950-75                                            | # 1950-75                                            | # 1950-75                                            | # 1950-75                                            | # 1950-75                                            | # 1950-75                                            | # 1950-75                                            | # 1950-75                                            | # 1950-75                                            | # 1950-75                                            |                                                      | 1999 →                                               | 1999 →                                               | 1999 →                                               | 1999 →                                               | 1999 →                                               | 1999 →                                               | 1999 →                                               | 1999 →                                               | 1999 →                                               | 1999 →                                               |                    |              |
| oleśnicki                           |                                      | → 1975                                               | → 1975                                               | → 1975                                               | → 1975                                               | → 1975                                               | → 1975                                               | → 1975                                               | → 1975                                               | → 1975                                               | → 1975                                               | → 1975                                               | → 1975                                               | → 1975                                               | → 1975                                               | → 1975                                               | → 1975                                               | → 1975                                               | → 1975                                               | → 1975                                               | → 1975                                               | → 1975                                               | → 1975                                               | → 1975                                               | → 1975                                               | → 1975                                               | → 1975                                               | → 1975                                               | → 1975                                               | → 1975                                               | → 1975                                               |                                                      | 1999 →                                               | 1999 →                                               | 1999 →                                               | 1999 →                                               | 1999 →                                               | 1999 →                                               | 1999 →                                               | 1999 →                                               | 1999 →                                               | 1999 →                                               |                    |              |
| olkuski #                           | #                                    | # → 1975                                             | # → 1975                                             | # → 1975                                             | # → 1975                                             | # → 1975                                             | # → 1975                                             | # → 1975                                             | # → 1975                                             | # → 1975                                             | # → 1975                                             | # → 1975                                             | # → 1975                                             | # → 1975                                             | # → 1975                                             | # → 1975                                             | # → 1975                                             | # → 1975                                             | # → 1975                                             | # → 1975                                             | # → 1975                                             | # → 1975                                             | # → 1975                                             | # → 1975                                             | # → 1975                                             | # → 1975                                             | # → 1975                                             | # → 1975                                             | # → 1975                                             | # → 1975                                             | # → 1975                                             |                                                      | 1999 →                                               | 1999 →                                               | 1999 →                                               | 1999 →                                               | 1999 →                                               | 1999 →                                               | 1999 →                                               | 1999 →                                               | 1999 →                                               | 1999 →                                               |                    |              |
| olsztyński                          |                                      | → 1975                                               | → 1975                                               | → 1975                                               | → 1975                                               | → 1975                                               | → 1975                                               | → 1975                                               | → 1975                                               | → 1975                                               | → 1975                                               | → 1975                                               | → 1975                                               | → 1975                                               | → 1975                                               | → 1975                                               | → 1975                                               | → 1975                                               | → 1975                                               | → 1975                                               | → 1975                                               | → 1975                                               | → 1975                                               | → 1975                                               | → 1975                                               | → 1975                                               | → 1975                                               | → 1975                                               | → 1975                                               | → 1975                                               | → 1975                                               |                                                      | 1999 →                                               | 1999 →                                               | 1999 →                                               | 1999 →                                               | 1999 →                                               | 1999 →                                               | 1999 →                                               | 1999 →                                               | 1999 →                                               | 1999 →                                               |                    |              |
| oławski                             |                                      | → 1975                                               | → 1975                                               | → 1975                                               | → 1975                                               | → 1975                                               | → 1975                                               | → 1975                                               | → 1975                                               | → 1975                                               | → 1975                                               | → 1975                                               | → 1975                                               | → 1975                                               | → 1975                                               | → 1975                                               | → 1975                                               | → 1975                                               | → 1975                                               | → 1975                                               | → 1975                                               | → 1975                                               | → 1975                                               | → 1975                                               | → 1975                                               | → 1975                                               | → 1975                                               | → 1975                                               | → 1975                                               | → 1975                                               | → 1975                                               |                                                      | 1999 →                                               | 1999 →                                               | 1999 →                                               | 1999 →                                               | 1999 →                                               | 1999 →                                               | 1999 →                                               | 1999 →                                               | 1999 →                                               | 1999 →                                               |                    |              |
| opatowski                           | → 1975                               | → 1975                                               | → 1975                                               | → 1975                                               | → 1975                                               | → 1975                                               | → 1975                                               | → 1975                                               | → 1975                                               | → 1975                                               | → 1975                                               | → 1975                                               | → 1975                                               | → 1975                                               | → 1975                                               | → 1975                                               | → 1975                                               | → 1975                                               | → 1975                                               | → 1975                                               | → 1975                                               | → 1975                                               | → 1975                                               | → 1975                                               | → 1975                                               | → 1975                                               | → 1975                                               | → 1975                                               | → 1975                                               | → 1975                                               | → 1975                                               |                                                      | 1999 →                                               | 1999 →                                               | 1999 →                                               | 1999 →                                               | 1999 →                                               | 1999 →                                               | 1999 →                                               | 1999 →                                               | 1999 →                                               | 1999 →                                               |                    |              |
| opoczyński ##                       | →1950 #                              | →1950 #                                              | →1950 #                                              | →1950 #                                              | →1950 #                                              | # 1950-75 #                                          | # 1950-75 #                                          | # 1950-75 #                                          | # 1950-75 #                                          | # 1950-75 #                                          | # 1950-75 #                                          | # 1950-75 #                                          | # 1950-75 #                                          | # 1950-75 #                                          | # 1950-75 #                                          | # 1950-75 #                                          | # 1950-75 #                                          | # 1950-75 #                                          | # 1950-75 #                                          | # 1950-75 #                                          | # 1950-75 #                                          | # 1950-75 #                                          | # 1950-75 #                                          | # 1950-75 #                                          | # 1950-75 #                                          | # 1950-75 #                                          | # 1950-75 #                                          | # 1950-75 #                                          | # 1950-75 #                                          | # 1950-75 #                                          | # 1950-75 #                                          |                                                      | # 1999 →                                             | # 1999 →                                             | # 1999 →                                             | # 1999 →                                             | # 1999 →                                             | # 1999 →                                             | # 1999 →                                             | # 1999 →                                             | # 1999 →                                             | # 1999 →                                             |                    |              |
| opolski (lubelski)                  |                                      |                                                      |                                                      |                                                      |                                                      |                                                      |                                                      |                                                      |                                                      | 1954-75                                              | 1954-75                                              | 1954-75                                              | 1954-75                                              | 1954-75                                              | 1954-75                                              | 1954-75                                              | 1954-75                                              | 1954-75                                              | 1954-75                                              | 1954-75                                              | 1954-75                                              | 1954-75                                              | 1954-75                                              | 1954-75                                              | 1954-75                                              | 1954-75                                              | 1954-75                                              | 1954-75                                              | 1954-75                                              | 1954-75                                              | 1954-75                                              |                                                      | 1999 →                                               | 1999 →                                               | 1999 →                                               | 1999 →                                               | 1999 →                                               | 1999 →                                               | 1999 →                                               | 1999 →                                               | 1999 →                                               | 1999 →                                               |                    |              |
| opolski (śląski) #                  |                                      | →1950 #                                              | →1950 #                                              | →1950 #                                              | →1950 #                                              | # 1950-75                                            | # 1950-75                                            | # 1950-75                                            | # 1950-75                                            | # 1950-75                                            | # 1950-75                                            | # 1950-75                                            | # 1950-75                                            | # 1950-75                                            | # 1950-75                                            | # 1950-75                                            | # 1950-75                                            | # 1950-75                                            | # 1950-75                                            | # 1950-75                                            | # 1950-75                                            | # 1950-75                                            | # 1950-75                                            | # 1950-75                                            | # 1950-75                                            | # 1950-75                                            | # 1950-75                                            | # 1950-75                                            | # 1950-75                                            | # 1950-75                                            | # 1950-75                                            |                                                      | 1999 →                                               | 1999 →                                               | 1999 →                                               | 1999 →                                               | 1999 →                                               | 1999 →                                               | 1999 →                                               | 1999 →                                               | 1999 →                                               | 1999 →                                               |                    |              |
| ostrołęcki                          | → 1975                               | → 1975                                               | → 1975                                               | → 1975                                               | → 1975                                               | → 1975                                               | → 1975                                               | → 1975                                               | → 1975                                               | → 1975                                               | → 1975                                               | → 1975                                               | → 1975                                               | → 1975                                               | → 1975                                               | → 1975                                               | → 1975                                               | → 1975                                               | → 1975                                               | → 1975                                               | → 1975                                               | → 1975                                               | → 1975                                               | → 1975                                               | → 1975                                               | → 1975                                               | → 1975                                               | → 1975                                               | → 1975                                               | → 1975                                               | → 1975                                               |                                                      | 1999 →                                               | 1999 →                                               | 1999 →                                               | 1999 →                                               | 1999 →                                               | 1999 →                                               | 1999 →                                               | 1999 →                                               | 1999 →                                               | 1999 →                                               |                    |              |
| ostrowiecki                         |                                      |                                                      |                                                      |                                                      |                                                      |                                                      |                                                      |                                                      |                                                      |                                                      |                                                      |                                                      |                                                      |                                                      |                                                      |                                                      |                                                      |                                                      |                                                      |                                                      |                                                      |                                                      |                                                      |                                                      |                                                      |                                                      |                                                      |                                                      |                                                      |                                                      |                                                      |                                                      | 1999 →                                               | 1999 →                                               | 1999 →                                               | 1999 →                                               | 1999 →                                               | 1999 →                                               | 1999 →                                               | 1999 →                                               | 1999 →                                               | 1999 →                                               |                    |              |
| ostrowski (mazowiecki)              | → 1975                               | → 1975                                               | → 1975                                               | → 1975                                               | → 1975                                               | → 1975                                               | → 1975                                               | → 1975                                               | → 1975                                               | → 1975                                               | → 1975                                               | → 1975                                               | → 1975                                               | → 1975                                               | → 1975                                               | → 1975                                               | → 1975                                               | → 1975                                               | → 1975                                               | → 1975                                               | → 1975                                               | → 1975                                               | → 1975                                               | → 1975                                               | → 1975                                               | → 1975                                               | → 1975                                               | → 1975                                               | → 1975                                               | → 1975                                               | → 1975                                               |                                                      | 1999 →                                               | 1999 →                                               | 1999 →                                               | 1999 →                                               | 1999 →                                               | 1999 →                                               | 1999 →                                               | 1999 →                                               | 1999 →                                               | 1999 →                                               |                    |              |
| ostrowski (wielkopolski)            | → 1975                               | → 1975                                               | → 1975                                               | → 1975                                               | → 1975                                               | → 1975                                               | → 1975                                               | → 1975                                               | → 1975                                               | → 1975                                               | → 1975                                               | → 1975                                               | → 1975                                               | → 1975                                               | → 1975                                               | → 1975                                               | → 1975                                               | → 1975                                               | → 1975                                               | → 1975                                               | → 1975                                               | → 1975                                               | → 1975                                               | → 1975                                               | → 1975                                               | → 1975                                               | → 1975                                               | → 1975                                               | → 1975                                               | → 1975                                               | → 1975                                               |                                                      | 1999 →                                               | 1999 →                                               | 1999 →                                               | 1999 →                                               | 1999 →                                               | 1999 →                                               | 1999 →                                               | 1999 →                                               | 1999 →                                               | 1999 →                                               |                    |              |
| ostródzki                           |                                      | → 1975                                               | → 1975                                               | → 1975                                               | → 1975                                               | → 1975                                               | → 1975                                               | → 1975                                               | → 1975                                               | → 1975                                               | → 1975                                               | → 1975                                               | → 1975                                               | → 1975                                               | → 1975                                               | → 1975                                               | → 1975                                               | → 1975                                               | → 1975                                               | → 1975                                               | → 1975                                               | → 1975                                               | → 1975                                               | → 1975                                               | → 1975                                               | → 1975                                               | → 1975                                               | → 1975                                               | → 1975                                               | → 1975                                               | → 1975                                               |                                                      | 1999 →                                               | 1999 →                                               | 1999 →                                               | 1999 →                                               | 1999 →                                               | 1999 →                                               | 1999 →                                               | 1999 →                                               | 1999 →                                               | 1999 →                                               |                    |              |
| ostrzeszowski                       |                                      |                                                      |                                                      |                                                      |                                                      |                                                      |                                                      |                                                      |                                                      | 1954-75                                              | 1954-75                                              | 1954-75                                              | 1954-75                                              | 1954-75                                              | 1954-75                                              | 1954-75                                              | 1954-75                                              | 1954-75                                              | 1954-75                                              | 1954-75                                              | 1954-75                                              | 1954-75                                              | 1954-75                                              | 1954-75                                              | 1954-75                                              | 1954-75                                              | 1954-75                                              | 1954-75                                              | 1954-75                                              | 1954-75                                              | 1954-75                                              |                                                      | 1999 →                                               | 1999 →                                               | 1999 →                                               | 1999 →                                               | 1999 →                                               | 1999 →                                               | 1999 →                                               | 1999 →                                               | 1999 →                                               | 1999 →                                               |                    |              |
| oświęcimski                         |                                      |                                                      |                                                      |                                                      |                                                      |                                                      | 1951-75                                              | 1951-75                                              | 1951-75                                              | 1951-75                                              | 1951-75                                              | 1951-75                                              | 1951-75                                              | 1951-75                                              | 1951-75                                              | 1951-75                                              | 1951-75                                              | 1951-75                                              | 1951-75                                              | 1951-75                                              | 1951-75                                              | 1951-75                                              | 1951-75                                              | 1951-75                                              | 1951-75                                              | 1951-75                                              | 1951-75                                              | 1951-75                                              | 1951-75                                              | 1951-75                                              | 1951-75                                              |                                                      | 1999 →                                               | 1999 →                                               | 1999 →                                               | 1999 →                                               | 1999 →                                               | 1999 →                                               | 1999 →                                               | 1999 →                                               | 1999 →                                               | 1999 →                                               |                    |              |
| Otwock, powiat miejsko-uzdrowiskowy |                                      |                                                      |                                                      |                                                      |                                                      |                                                      |                                                      | 1952-57                                              | 1952-57                                              | 1952-57                                              | 1952-57                                              | 1952-57                                              | 1952-57                                              | → otwocki / Otwock miasto                            | → otwocki / Otwock miasto                            | → otwocki / Otwock miasto                            | → otwocki / Otwock miasto                            | → otwocki / Otwock miasto                            | → otwocki / Otwock miasto                            | → otwocki / Otwock miasto                            | → otwocki / Otwock miasto                            | → otwocki / Otwock miasto                            | → otwocki / Otwock miasto                            | → otwocki / Otwock miasto                            | → otwocki / Otwock miasto                            | → otwocki / Otwock miasto                            | → otwocki / Otwock miasto                            | → otwocki / Otwock miasto                            | → otwocki / Otwock miasto                            | → otwocki / Otwock miasto                            | → otwocki / Otwock miasto                            | → otwocki / Otwock miasto                            | → otwocki / Otwock miasto                            | → otwocki / Otwock miasto                            | → otwocki / Otwock miasto                            | → otwocki / Otwock miasto                            | → otwocki / Otwock miasto                            | → otwocki / Otwock miasto                            | → otwocki / Otwock miasto                            | → otwocki / Otwock miasto                            | → otwocki / Otwock miasto                            | → otwocki / Otwock miasto                            |                    |              |
| otwocki                             | miejsko-uzdrowiskowy Otwock ←        | miejsko-uzdrowiskowy Otwock ←                        | miejsko-uzdrowiskowy Otwock ←                        | miejsko-uzdrowiskowy Otwock ←                        | miejsko-uzdrowiskowy Otwock ←                        | miejsko-uzdrowiskowy Otwock ←                        | miejsko-uzdrowiskowy Otwock ←                        | miejsko-uzdrowiskowy Otwock ←                        | miejsko-uzdrowiskowy Otwock ←                        | miejsko-uzdrowiskowy Otwock ←                        | miejsko-uzdrowiskowy Otwock ←                        | miejsko-uzdrowiskowy Otwock ←                        | miejsko-uzdrowiskowy Otwock ←                        | 1958-75                                              | 1958-75                                              | 1958-75                                              | 1958-75                                              | 1958-75                                              | 1958-75                                              | 1958-75                                              | 1958-75                                              | 1958-75                                              | 1958-75                                              | 1958-75                                              | 1958-75                                              | 1958-75                                              | 1958-75                                              | 1958-75                                              | 1958-75                                              | 1958-75                                              | 1958-75                                              |                                                      | 1999 →                                               | 1999 →                                               | 1999 →                                               | 1999 →                                               | 1999 →                                               | 1999 →                                               | 1999 →                                               | 1999 →                                               | 1999 →                                               | 1999 →                                               |                    |              |
| pabianicki                          |                                      |                                                      |                                                      |                                                      |                                                      |                                                      |                                                      |                                                      |                                                      |                                                      |                                                      |                                                      |                                                      |                                                      |                                                      |                                                      |                                                      |                                                      |                                                      |                                                      |                                                      |                                                      |                                                      |                                                      |                                                      |                                                      |                                                      |                                                      |                                                      |                                                      |                                                      |                                                      | 1999 →                                               | 1999 →                                               | 1999 →                                               | 1999 →                                               | 1999 →                                               | 1999 →                                               | 1999 →                                               | 1999 →                                               | 1999 →                                               | 1999 →                                               |                    |              |
| pajęczański                         |                                      |                                                      |                                                      |                                                      |                                                      |                                                      |                                                      |                                                      |                                                      |                                                      |                                                      | 1956-75                                              | 1956-75                                              | 1956-75                                              | 1956-75                                              | 1956-75                                              | 1956-75                                              | 1956-75                                              | 1956-75                                              | 1956-75                                              | 1956-75                                              | 1956-75                                              | 1956-75                                              | 1956-75                                              | 1956-75                                              | 1956-75                                              | 1956-75                                              | 1956-75                                              | 1956-75                                              | 1956-75                                              | 1956-75                                              |                                                      | 1999 →                                               | 1999 →                                               | 1999 →                                               | 1999 →                                               | 1999 →                                               | 1999 →                                               | 1999 →                                               | 1999 →                                               | 1999 →                                               | 1999 →                                               |                    |              |
| parczewski                          |                                      |                                                      |                                                      |                                                      |                                                      |                                                      |                                                      |                                                      |                                                      | 1954-75                                              | 1954-75                                              | 1954-75                                              | 1954-75                                              | 1954-75                                              | 1954-75                                              | 1954-75                                              | 1954-75                                              | 1954-75                                              | 1954-75                                              | 1954-75                                              | 1954-75                                              | 1954-75                                              | 1954-75                                              | 1954-75                                              | 1954-75                                              | 1954-75                                              | 1954-75                                              | 1954-75                                              | 1954-75                                              | 1954-75                                              | 1954-75                                              |                                                      | 1999 →                                               | 1999 →                                               | 1999 →                                               | 1999 →                                               | 1999 →                                               | 1999 →                                               | 1999 →                                               | 1999 →                                               | 1999 →                                               | 1999 →                                               |                    |              |
| pasłęcki                            |                                      | → 1975                                               | → 1975                                               | → 1975                                               | → 1975                                               | → 1975                                               | → 1975                                               | → 1975                                               | → 1975                                               | → 1975                                               | → 1975                                               | → 1975                                               | → 1975                                               | → 1975                                               | → 1975                                               | → 1975                                               | → 1975                                               | → 1975                                               | → 1975                                               | → 1975                                               | → 1975                                               | → 1975                                               | → 1975                                               | → 1975                                               | → 1975                                               | → 1975                                               | → 1975                                               | → 1975                                               | → 1975                                               | → 1975                                               | → 1975                                               |                                                      |                                                      |                                                      |                                                      |                                                      |                                                      |                                                      |                                                      |                                                      |                                                      |                                                      |                    |              |
| piaseczyński                        |                                      |                                                      |                                                      |                                                      |                                                      |                                                      |                                                      | 1952-75                                              | 1952-75                                              | 1952-75                                              | 1952-75                                              | 1952-75                                              | 1952-75                                              | 1952-75                                              | 1952-75                                              | 1952-75                                              | 1952-75                                              | 1952-75                                              | 1952-75                                              | 1952-75                                              | 1952-75                                              | 1952-75                                              | 1952-75                                              | 1952-75                                              | 1952-75                                              | 1952-75                                              | 1952-75                                              | 1952-75                                              | 1952-75                                              | 1952-75                                              | 1952-75                                              |                                                      | 1999 →                                               | 1999 →                                               | 1999 →                                               | 1999 →                                               | 1999 →                                               | 1999 →                                               | 1999 →                                               | 1999 →                                               | 1999 →                                               | 1999 →                                               |                    |              |
| pilski                              | [ 95 ]                               | → 1958                                               | → 1958                                               | → 1958                                               | → 1958                                               | → 1958                                               | → 1958                                               | → 1958                                               | → 1958                                               | → 1958                                               | → 1958                                               | → 1958                                               | → 1958                                               | → 1958                                               | → trzcianecki                                        | → trzcianecki                                        | → trzcianecki                                        | → trzcianecki                                        | → trzcianecki                                        | → trzcianecki                                        | → trzcianecki                                        | → trzcianecki                                        | → trzcianecki                                        | → trzcianecki                                        | → trzcianecki                                        | → trzcianecki                                        | → trzcianecki                                        | → trzcianecki                                        | → trzcianecki                                        | → trzcianecki                                        | → trzcianecki                                        | → trzcianecki                                        | 1999 →                                               | 1999 →                                               | 1999 →                                               | 1999 →                                               | 1999 →                                               | 1999 →                                               | 1999 →                                               | 1999 →                                               | 1999 →                                               | 1999 →                                               |                    |              |
| pińczowski                          | → 1975                               | → 1975                                               | → 1975                                               | → 1975                                               | → 1975                                               | → 1975                                               | → 1975                                               | → 1975                                               | → 1975                                               | → 1975                                               | → 1975                                               | → 1975                                               | → 1975                                               | → 1975                                               | → 1975                                               | → 1975                                               | → 1975                                               | → 1975                                               | → 1975                                               | → 1975                                               | → 1975                                               | → 1975                                               | → 1975                                               | → 1975                                               | → 1975                                               | → 1975                                               | → 1975                                               | → 1975                                               | → 1975                                               | → 1975                                               | → 1975                                               |                                                      | 1999 →                                               | 1999 →                                               | 1999 →                                               | 1999 →                                               | 1999 →                                               | 1999 →                                               | 1999 →                                               | 1999 →                                               | 1999 →                                               | 1999 →                                               |                    |              |
| piotrkowski                         | → 1975                               | → 1975                                               | → 1975                                               | → 1975                                               | → 1975                                               | → 1975                                               | → 1975                                               | → 1975                                               | → 1975                                               | → 1975                                               | → 1975                                               | → 1975                                               | → 1975                                               | → 1975                                               | → 1975                                               | → 1975                                               | → 1975                                               | → 1975                                               | → 1975                                               | → 1975                                               | → 1975                                               | → 1975                                               | → 1975                                               | → 1975                                               | → 1975                                               | → 1975                                               | → 1975                                               | → 1975                                               | → 1975                                               | → 1975                                               | → 1975                                               |                                                      | 1999 →                                               | 1999 →                                               | 1999 →                                               | 1999 →                                               | 1999 →                                               | 1999 →                                               | 1999 →                                               | 1999 →                                               | 1999 →                                               | 1999 →                                               |                    |              |
| piski                               |                                      | → 1975                                               | → 1975                                               | → 1975                                               | → 1975                                               | → 1975                                               | → 1975                                               | → 1975                                               | → 1975                                               | → 1975                                               | → 1975                                               | → 1975                                               | → 1975                                               | → 1975                                               | → 1975                                               | → 1975                                               | → 1975                                               | → 1975                                               | → 1975                                               | → 1975                                               | → 1975                                               | → 1975                                               | → 1975                                               | → 1975                                               | → 1975                                               | → 1975                                               | → 1975                                               | → 1975                                               | → 1975                                               | → 1975                                               | → 1975                                               |                                                      | 1999 →                                               | 1999 →                                               | 1999 →                                               | 1999 →                                               | 1999 →                                               | 1999 →                                               | 1999 →                                               | 1999 →                                               | 1999 →                                               | 1999 →                                               |                    |              |
| pleszewski                          |                                      |                                                      |                                                      |                                                      |                                                      |                                                      |                                                      |                                                      |                                                      |                                                      |                                                      | 1956-75                                              | 1956-75                                              | 1956-75                                              | 1956-75                                              | 1956-75                                              | 1956-75                                              | 1956-75                                              | 1956-75                                              | 1956-75                                              | 1956-75                                              | 1956-75                                              | 1956-75                                              | 1956-75                                              | 1956-75                                              | 1956-75                                              | 1956-75                                              | 1956-75                                              | 1956-75                                              | 1956-75                                              | 1956-75                                              |                                                      | 1999 →                                               | 1999 →                                               | 1999 →                                               | 1999 →                                               | 1999 →                                               | 1999 →                                               | 1999 →                                               | 1999 →                                               | 1999 →                                               | 1999 →                                               |                    |              |
| płocki                              | → 1975                               | → 1975                                               | → 1975                                               | → 1975                                               | → 1975                                               | → 1975                                               | → 1975                                               | → 1975                                               | → 1975                                               | → 1975                                               | → 1975                                               | → 1975                                               | → 1975                                               | → 1975                                               | → 1975                                               | → 1975                                               | → 1975                                               | → 1975                                               | → 1975                                               | → 1975                                               | → 1975                                               | → 1975                                               | → 1975                                               | → 1975                                               | → 1975                                               | → 1975                                               | → 1975                                               | → 1975                                               | → 1975                                               | → 1975                                               | → 1975                                               |                                                      | 1999 →                                               | 1999 →                                               | 1999 →                                               | 1999 →                                               | 1999 →                                               | 1999 →                                               | 1999 →                                               | 1999 →                                               | 1999 →                                               | 1999 →                                               |                    |              |
| płoński                             | → 1975                               | → 1975                                               | → 1975                                               | → 1975                                               | → 1975                                               | → 1975                                               | → 1975                                               | → 1975                                               | → 1975                                               | → 1975                                               | → 1975                                               | → 1975                                               | → 1975                                               | → 1975                                               | → 1975                                               | → 1975                                               | → 1975                                               | → 1975                                               | → 1975                                               | → 1975                                               | → 1975                                               | → 1975                                               | → 1975                                               | → 1975                                               | → 1975                                               | → 1975                                               | → 1975                                               | → 1975                                               | → 1975                                               | → 1975                                               | → 1975                                               |                                                      | 1999 →                                               | 1999 →                                               | 1999 →                                               | 1999 →                                               | 1999 →                                               | 1999 →                                               | 1999 →                                               | 1999 →                                               | 1999 →                                               | 1999 →                                               |                    |              |
| poddębicki                          |                                      |                                                      |                                                      |                                                      |                                                      |                                                      |                                                      |                                                      |                                                      |                                                      |                                                      | 1956-75                                              | 1956-75                                              | 1956-75                                              | 1956-75                                              | 1956-75                                              | 1956-75                                              | 1956-75                                              | 1956-75                                              | 1956-75                                              | 1956-75                                              | 1956-75                                              | 1956-75                                              | 1956-75                                              | 1956-75                                              | 1956-75                                              | 1956-75                                              | 1956-75                                              | 1956-75                                              | 1956-75                                              | 1956-75                                              |                                                      | 1999 →                                               | 1999 →                                               | 1999 →                                               | 1999 →                                               | 1999 →                                               | 1999 →                                               | 1999 →                                               | 1999 →                                               | 1999 →                                               | 1999 →                                               |                    |              |
| policki                             |                                      |                                                      |                                                      |                                                      |                                                      |                                                      |                                                      |                                                      |                                                      |                                                      |                                                      |                                                      |                                                      |                                                      |                                                      |                                                      |                                                      |                                                      |                                                      |                                                      |                                                      |                                                      |                                                      |                                                      |                                                      |                                                      |                                                      |                                                      |                                                      |                                                      |                                                      |                                                      | 1999 →                                               | 1999 →                                               | 1999 →                                               | 1999 →                                               | 1999 →                                               | 1999 →                                               | 1999 →                                               | 1999 →                                               | 1999 →                                               | 1999 →                                               |                    |              |
| polkowicki                          |                                      |                                                      |                                                      |                                                      |                                                      |                                                      |                                                      |                                                      |                                                      |                                                      |                                                      |                                                      |                                                      |                                                      |                                                      |                                                      |                                                      |                                                      |                                                      |                                                      |                                                      |                                                      |                                                      |                                                      |                                                      |                                                      |                                                      |                                                      |                                                      |                                                      |                                                      |                                                      | 1999 →                                               | 1999 →                                               | 1999 →                                               | 1999 →                                               | 1999 →                                               | 1999 →                                               | 1999 →                                               | 1999 →                                               | 1999 →                                               | 1999 →                                               |                    |              |
| Poprad (fragment)                   | Czechosłowacja                       | Czechosłowacja                                       | Czechosłowacja                                       | Czechosłowacja                                       | Czechosłowacja                                       | Czechosłowacja                                       | Czechosłowacja                                       | Czechosłowacja                                       | Czechosłowacja                                       | Czechosłowacja                                       | Czechosłowacja                                       | Czechosłowacja                                       | Czechosłowacja                                       | Czechosłowacja                                       | Czechosłowacja                                       | Czechosłowacja                                       | Czechosłowacja                                       | Czechosłowacja                                       | Czechosłowacja                                       | Czechosłowacja                                       | Czechosłowacja                                       | Czechosłowacja                                       | Czechosłowacja                                       | Czechosłowacja                                       | Czechosłowacja                                       | Czechosłowacja                                       | Czechosłowacja                                       | Czechosłowacja                                       | Czechosłowacja                                       | Czechosłowacja                                       | Czechosłowacja                                       | → 1976; ► nowotarski                                 | → 1976; ► nowotarski                                 | → 1976; ► nowotarski                                 | → 1976; ► nowotarski                                 | → 1976; ► nowotarski                                 | → 1976; ► nowotarski                                 | → 1976; ► nowotarski                                 | → 1976; ► nowotarski                                 | → 1976; ► nowotarski                                 | → 1976; ► nowotarski                                 | → 1976; ► nowotarski                                 |                    |              |
| poznański                           | → 1975                               | → 1975                                               | → 1975                                               | → 1975                                               | → 1975                                               | → 1975                                               | → 1975                                               | → 1975                                               | → 1975                                               | → 1975                                               | → 1975                                               | → 1975                                               | → 1975                                               | → 1975                                               | → 1975                                               | → 1975                                               | → 1975                                               | → 1975                                               | → 1975                                               | → 1975                                               | → 1975                                               | → 1975                                               | → 1975                                               | → 1975                                               | → 1975                                               | → 1975                                               | → 1975                                               | → 1975                                               | → 1975                                               | → 1975                                               | → 1975                                               |                                                      | 1999 →                                               | 1999 →                                               | 1999 →                                               | 1999 →                                               | 1999 →                                               | 1999 →                                               | 1999 →                                               | 1999 →                                               | 1999 →                                               | 1999 →                                               |                    |              |
| proszowicki                         |                                      |                                                      |                                                      |                                                      |                                                      |                                                      |                                                      |                                                      |                                                      | 1954-75                                              | 1954-75                                              | 1954-75                                              | 1954-75                                              | 1954-75                                              | 1954-75                                              | 1954-75                                              | 1954-75                                              | 1954-75                                              | 1954-75                                              | 1954-75                                              | 1954-75                                              | 1954-75                                              | 1954-75                                              | 1954-75                                              | 1954-75                                              | 1954-75                                              | 1954-75                                              | 1954-75                                              | 1954-75                                              | 1954-75                                              | 1954-75                                              |                                                      | 1999 →                                               | 1999 →                                               | 1999 →                                               | 1999 →                                               | 1999 →                                               | 1999 →                                               | 1999 →                                               | 1999 →                                               | 1999 →                                               | 1999 →                                               |                    |              |
| prudnicki #                         |                                      | →1950 #                                              | →1950 #                                              | →1950 #                                              | →1950 #                                              | # 1950-75                                            | # 1950-75                                            | # 1950-75                                            | # 1950-75                                            | # 1950-75                                            | # 1950-75                                            | # 1950-75                                            | # 1950-75                                            | # 1950-75                                            | # 1950-75                                            | # 1950-75                                            | # 1950-75                                            | # 1950-75                                            | # 1950-75                                            | # 1950-75                                            | # 1950-75                                            | # 1950-75                                            | # 1950-75                                            | # 1950-75                                            | # 1950-75                                            | # 1950-75                                            | # 1950-75                                            | # 1950-75                                            | # 1950-75                                            | # 1950-75                                            | # 1950-75                                            |                                                      | 1999 →                                               | 1999 →                                               | 1999 →                                               | 1999 →                                               | 1999 →                                               | 1999 →                                               | 1999 →                                               | 1999 →                                               | 1999 →                                               | 1999 →                                               |                    |              |
| pruszkowski                         |                                      |                                                      |                                                      |                                                      |                                                      |                                                      |                                                      | 1952-75                                              | 1952-75                                              | 1952-75                                              | 1952-75                                              | 1952-75                                              | 1952-75                                              | 1952-75                                              | 1952-75                                              | 1952-75                                              | 1952-75                                              | 1952-75                                              | 1952-75                                              | 1952-75                                              | 1952-75                                              | 1952-75                                              | 1952-75                                              | 1952-75                                              | 1952-75                                              | 1952-75                                              | 1952-75                                              | 1952-75                                              | 1952-75                                              | 1952-75                                              | 1952-75                                              |                                                      | 1999 →                                               | 1999 →                                               | 1999 →                                               | 1999 →                                               | 1999 →                                               | 1999 →                                               | 1999 →                                               | 1999 →                                               | 1999 →                                               | 1999 →                                               |                    |              |
| przasnyski                          | → 1975                               | → 1975                                               | → 1975                                               | → 1975                                               | → 1975                                               | → 1975                                               | → 1975                                               | → 1975                                               | → 1975                                               | → 1975                                               | → 1975                                               | → 1975                                               | → 1975                                               | → 1975                                               | → 1975                                               | → 1975                                               | → 1975                                               | → 1975                                               | → 1975                                               | → 1975                                               | → 1975                                               | → 1975                                               | → 1975                                               | → 1975                                               | → 1975                                               | → 1975                                               | → 1975                                               | → 1975                                               | → 1975                                               | → 1975                                               | → 1975                                               |                                                      | 1999 →                                               | 1999 →                                               | 1999 →                                               | 1999 →                                               | 1999 →                                               | 1999 →                                               | 1999 →                                               | 1999 →                                               | 1999 →                                               | 1999 →                                               |                    |              |
| przemyski #                         | #                                    | # → 1975                                             | # → 1975                                             | # → 1975                                             | # → 1975                                             | # → 1975                                             | # → 1975                                             | # → 1975                                             | # → 1975                                             | # → 1975                                             | # → 1975                                             | # → 1975                                             | # → 1975                                             | # → 1975                                             | # → 1975                                             | # → 1975                                             | # → 1975                                             | # → 1975                                             | # → 1975                                             | # → 1975                                             | # → 1975                                             | # → 1975                                             | # → 1975                                             | # → 1975                                             | # → 1975                                             | # → 1975                                             | # → 1975                                             | # → 1975                                             | # → 1975                                             | # → 1975                                             | # → 1975                                             |                                                      | 1999 →                                               | 1999 →                                               | 1999 →                                               | 1999 →                                               | 1999 →                                               | 1999 →                                               | 1999 →                                               | 1999 →                                               | 1999 →                                               | 1999 →                                               |                    |              |
| przeworski #                        | #                                    | # → 1975                                             | # → 1975                                             | # → 1975                                             | # → 1975                                             | # → 1975                                             | # → 1975                                             | # → 1975                                             | # → 1975                                             | # → 1975                                             | # → 1975                                             | # → 1975                                             | # → 1975                                             | # → 1975                                             | # → 1975                                             | # → 1975                                             | # → 1975                                             | # → 1975                                             | # → 1975                                             | # → 1975                                             | # → 1975                                             | # → 1975                                             | # → 1975                                             | # → 1975                                             | # → 1975                                             | # → 1975                                             | # → 1975                                             | # → 1975                                             | # → 1975                                             | # → 1975                                             | # → 1975                                             |                                                      | 1999 →                                               | 1999 →                                               | 1999 →                                               | 1999 →                                               | 1999 →                                               | 1999 →                                               | 1999 →                                               | 1999 →                                               | 1999 →                                               | 1999 →                                               |                    |              |
| przysuski #                         |                                      |                                                      |                                                      |                                                      |                                                      |                                                      |                                                      |                                                      |                                                      |                                                      |                                                      | 1956-75 #                                            | 1956-75 #                                            | 1956-75 #                                            | 1956-75 #                                            | 1956-75 #                                            | 1956-75 #                                            | 1956-75 #                                            | 1956-75 #                                            | 1956-75 #                                            | 1956-75 #                                            | 1956-75 #                                            | 1956-75 #                                            | 1956-75 #                                            | 1956-75 #                                            | 1956-75 #                                            | 1956-75 #                                            | 1956-75 #                                            | 1956-75 #                                            | 1956-75 #                                            | 1956-75 #                                            |                                                      | # 1999 →                                             | # 1999 →                                             | # 1999 →                                             | # 1999 →                                             | # 1999 →                                             | # 1999 →                                             | # 1999 →                                             | # 1999 →                                             | # 1999 →                                             | # 1999 →                                             |                    |              |
| pszczyński                          | → 1975                               | → 1975                                               | → 1975                                               | → 1975                                               | → 1975                                               | → 1975                                               | → 1975                                               | → 1975                                               | → 1975                                               | → 1975                                               | → 1975                                               | → 1975                                               | → 1975                                               | → 1975                                               | → 1975                                               | → 1975                                               | → 1975                                               | → 1975                                               | → 1975                                               | → 1975                                               | → 1975                                               | → 1975                                               | → 1975                                               | → 1975                                               | → 1975                                               | → 1975                                               | → 1975                                               | → 1975                                               | → 1975                                               | → 1975                                               | → 1975                                               |                                                      | 1999 →                                               | 1999 →                                               | 1999 →                                               | 1999 →                                               | 1999 →                                               | 1999 →                                               | 1999 →                                               | 1999 →                                               | 1999 →                                               | 1999 →                                               |                    |              |
| pucki                               |                                      |                                                      |                                                      |                                                      |                                                      |                                                      |                                                      |                                                      |                                                      | 1954-75                                              | 1954-75                                              | 1954-75                                              | 1954-75                                              | 1954-75                                              | 1954-75                                              | 1954-75                                              | 1954-75                                              | 1954-75                                              | 1954-75                                              | 1954-75                                              | 1954-75                                              | 1954-75                                              | 1954-75                                              | 1954-75                                              | 1954-75                                              | 1954-75                                              | 1954-75                                              | 1954-75                                              | 1954-75                                              | 1954-75                                              | 1954-75                                              |                                                      | 1999 →                                               | 1999 →                                               | 1999 →                                               | 1999 →                                               | 1999 →                                               | 1999 →                                               | 1999 →                                               | 1999 →                                               | 1999 →                                               | 1999 →                                               |                    |              |
| puławski                            | → 1975                               | → 1975                                               | → 1975                                               | → 1975                                               | → 1975                                               | → 1975                                               | → 1975                                               | → 1975                                               | → 1975                                               | → 1975                                               | → 1975                                               | → 1975                                               | → 1975                                               | → 1975                                               | → 1975                                               | → 1975                                               | → 1975                                               | → 1975                                               | → 1975                                               | → 1975                                               | → 1975                                               | → 1975                                               | → 1975                                               | → 1975                                               | → 1975                                               | → 1975                                               | → 1975                                               | → 1975                                               | → 1975                                               | → 1975                                               | → 1975                                               |                                                      | 1999 →                                               | 1999 →                                               | 1999 →                                               | 1999 →                                               | 1999 →                                               | 1999 →                                               | 1999 →                                               | 1999 →                                               | 1999 →                                               | 1999 →                                               |                    |              |
| pułtuski                            | → 1975                               | → 1975                                               | → 1975                                               | → 1975                                               | → 1975                                               | → 1975                                               | → 1975                                               | → 1975                                               | → 1975                                               | → 1975                                               | → 1975                                               | → 1975                                               | → 1975                                               | → 1975                                               | → 1975                                               | → 1975                                               | → 1975                                               | → 1975                                               | → 1975                                               | → 1975                                               | → 1975                                               | → 1975                                               | → 1975                                               | → 1975                                               | → 1975                                               | → 1975                                               | → 1975                                               | → 1975                                               | → 1975                                               | → 1975                                               | → 1975                                               |                                                      | 1999 →                                               | 1999 →                                               | 1999 →                                               | 1999 →                                               | 1999 →                                               | 1999 →                                               | 1999 →                                               | 1999 →                                               | 1999 →                                               | 1999 →                                               |                    |              |
| pyrzycki                            |                                      | → 1975                                               | → 1975                                               | → 1975                                               | → 1975                                               | → 1975                                               | → 1975                                               | → 1975                                               | → 1975                                               | → 1975                                               | → 1975                                               | → 1975                                               | → 1975                                               | → 1975                                               | → 1975                                               | → 1975                                               | → 1975                                               | → 1975                                               | → 1975                                               | → 1975                                               | → 1975                                               | → 1975                                               | → 1975                                               | → 1975                                               | → 1975                                               | → 1975                                               | → 1975                                               | → 1975                                               | → 1975                                               | → 1975                                               | → 1975                                               |                                                      | 1999 →                                               | 1999 →                                               | 1999 →                                               | 1999 →                                               | 1999 →                                               | 1999 →                                               | 1999 →                                               | 1999 →                                               | 1999 →                                               | 1999 →                                               |                    |              |
| raciborski ##                       |                                      | →1950 #                                              | →1950 #                                              | →1950 #                                              | →1950 #                                              | # 1950-75 #                                          | # 1950-75 #                                          | # 1950-75 #                                          | # 1950-75 #                                          | # 1950-75 #                                          | # 1950-75 #                                          | # 1950-75 #                                          | # 1950-75 #                                          | # 1950-75 #                                          | # 1950-75 #                                          | # 1950-75 #                                          | # 1950-75 #                                          | # 1950-75 #                                          | # 1950-75 #                                          | # 1950-75 #                                          | # 1950-75 #                                          | # 1950-75 #                                          | # 1950-75 #                                          | # 1950-75 #                                          | # 1950-75 #                                          | # 1950-75 #                                          | # 1950-75 #                                          | # 1950-75 #                                          | # 1950-75 #                                          | # 1950-75 #                                          | # 1950-75 #                                          |                                                      | # 1999 →                                             | # 1999 →                                             | # 1999 →                                             | # 1999 →                                             | # 1999 →                                             | # 1999 →                                             | # 1999 →                                             | # 1999 →                                             | # 1999 →                                             | # 1999 →                                             |                    |              |
| radomski #                          | → 1975 #                             | → 1975 #                                             | → 1975 #                                             | → 1975 #                                             | → 1975 #                                             | → 1975 #                                             | → 1975 #                                             | → 1975 #                                             | → 1975 #                                             | → 1975 #                                             | → 1975 #                                             | → 1975 #                                             | → 1975 #                                             | → 1975 #                                             | → 1975 #                                             | → 1975 #                                             | → 1975 #                                             | → 1975 #                                             | → 1975 #                                             | → 1975 #                                             | → 1975 #                                             | → 1975 #                                             | → 1975 #                                             | → 1975 #                                             | → 1975 #                                             | → 1975 #                                             | → 1975 #                                             | → 1975 #                                             | → 1975 #                                             | → 1975 #                                             | → 1975 #                                             |                                                      | # 1999 →                                             | # 1999 →                                             | # 1999 →                                             | # 1999 →                                             | # 1999 →                                             | # 1999 →                                             | # 1999 →                                             | # 1999 →                                             | # 1999 →                                             | # 1999 →                                             |                    |              |
| radomszczański                      | → 1975                               | → 1975                                               | → 1975                                               | → 1975                                               | → 1975                                               | → 1975                                               | → 1975                                               | → 1975                                               | → 1975                                               | → 1975                                               | → 1975                                               | → 1975                                               | → 1975                                               | → 1975                                               | → 1975                                               | → 1975                                               | → 1975                                               | → 1975                                               | → 1975                                               | → 1975                                               | → 1975                                               | → 1975                                               | → 1975                                               | → 1975                                               | → 1975                                               | → 1975                                               | → 1975                                               | → 1975                                               | → 1975                                               | → 1975                                               | → 1975                                               |                                                      | 1999 →                                               | 1999 →                                               | 1999 →                                               | 1999 →                                               | 1999 →                                               | 1999 →                                               | 1999 →                                               | 1999 →                                               | 1999 →                                               | 1999 →                                               |                    |              |
| radymniański                        |                                      |                                                      |                                                      |                                                      |                                                      |                                                      |                                                      |                                                      |                                                      | 1954-61                                              | 1954-61                                              | 1954-61                                              | 1954-61                                              | 1954-61                                              | 1954-61                                              | 1954-61                                              | 1954-61                                              |                                                      |                                                      |                                                      |                                                      |                                                      |                                                      |                                                      |                                                      |                                                      |                                                      |                                                      |                                                      |                                                      |                                                      |                                                      |                                                      |                                                      |                                                      |                                                      |                                                      |                                                      |                                                      |                                                      |                                                      |                                                      |                    |              |
| radziejowski                        |                                      |                                                      |                                                      |                                                      |                                                      |                                                      |                                                      |                                                      |                                                      |                                                      |                                                      | 1956-75                                              | 1956-75                                              | 1956-75                                              | 1956-75                                              | 1956-75                                              | 1956-75                                              | 1956-75                                              | 1956-75                                              | 1956-75                                              | 1956-75                                              | 1956-75                                              | 1956-75                                              | 1956-75                                              | 1956-75                                              | 1956-75                                              | 1956-75                                              | 1956-75                                              | 1956-75                                              | 1956-75                                              | 1956-75                                              |                                                      | 1999 →                                               | 1999 →                                               | 1999 →                                               | 1999 →                                               | 1999 →                                               | 1999 →                                               | 1999 →                                               | 1999 →                                               | 1999 →                                               | 1999 →                                               |                    |              |
| radzymiński                         | → 1952                               | → 1952                                               | → 1952                                               | → 1952                                               | → 1952                                               | → 1952                                               | → 1952                                               | → 1952                                               | → wołomiński                                         | → wołomiński                                         | → wołomiński                                         | → wołomiński                                         | → wołomiński                                         | → wołomiński                                         | → wołomiński                                         | → wołomiński                                         | → wołomiński                                         | → wołomiński                                         | → wołomiński                                         | → wołomiński                                         | → wołomiński                                         | → wołomiński                                         | → wołomiński                                         | → wołomiński                                         | → wołomiński                                         | → wołomiński                                         | → wołomiński                                         | → wołomiński                                         | → wołomiński                                         | → wołomiński                                         | → wołomiński                                         | → wołomiński                                         | → wołomiński                                         | → wołomiński                                         | → wołomiński                                         | → wołomiński                                         | → wołomiński                                         | → wołomiński                                         | → wołomiński                                         | → wołomiński                                         | → wołomiński                                         | → wołomiński                                         | → wołomiński       | → wołomiński |
| radzyński                           | → 1975                               | → 1975                                               | → 1975                                               | → 1975                                               | → 1975                                               | → 1975                                               | → 1975                                               | → 1975                                               | → 1975                                               | → 1975                                               | → 1975                                               | → 1975                                               | → 1975                                               | → 1975                                               | → 1975                                               | → 1975                                               | → 1975                                               | → 1975                                               | → 1975                                               | → 1975                                               | → 1975                                               | → 1975                                               | → 1975                                               | → 1975                                               | → 1975                                               | → 1975                                               | → 1975                                               | → 1975                                               | → 1975                                               | → 1975                                               | → 1975                                               |                                                      | 1999 →                                               | 1999 →                                               | 1999 →                                               | 1999 →                                               | 1999 →                                               | 1999 →                                               | 1999 →                                               | 1999 →                                               | 1999 →                                               | 1999 →                                               |                    |              |
| rawicki                             | → 1975                               | → 1975                                               | → 1975                                               | → 1975                                               | → 1975                                               | → 1975                                               | → 1975                                               | → 1975                                               | → 1975                                               | → 1975                                               | → 1975                                               | → 1975                                               | → 1975                                               | → 1975                                               | → 1975                                               | → 1975                                               | → 1975                                               | → 1975                                               | → 1975                                               | → 1975                                               | → 1975                                               | → 1975                                               | → 1975                                               | → 1975                                               | → 1975                                               | → 1975                                               | → 1975                                               | → 1975                                               | → 1975                                               | → 1975                                               | → 1975                                               |                                                      | 1999 →                                               | 1999 →                                               | 1999 →                                               | 1999 →                                               | 1999 →                                               | 1999 →                                               | 1999 →                                               | 1999 →                                               | 1999 →                                               | 1999 →                                               |                    |              |
| rawski (mazowiecki)                 | → 1975                               | → 1975                                               | → 1975                                               | → 1975                                               | → 1975                                               | → 1975                                               | → 1975                                               | → 1975                                               | → 1975                                               | → 1975                                               | → 1975                                               | → 1975                                               | → 1975                                               | → 1975                                               | → 1975                                               | → 1975                                               | → 1975                                               | → 1975                                               | → 1975                                               | → 1975                                               | → 1975                                               | → 1975                                               | → 1975                                               | → 1975                                               | → 1975                                               | → 1975                                               | → 1975                                               | → 1975                                               | → 1975                                               | → 1975                                               | → 1975                                               |                                                      | 1999 →                                               | 1999 →                                               | 1999 →                                               | 1999 →                                               | 1999 →                                               | 1999 →                                               | 1999 →                                               | 1999 →                                               | 1999 →                                               | 1999 →                                               |                    |              |
| rawski (ruski) (część pn.-zach.) #  | ●                                    | # → 1945; ► tomaszowski / ► lubaczowski              | # → 1945; ► tomaszowski / ► lubaczowski              | # → 1945; ► tomaszowski / ► lubaczowski              | # → 1945; ► tomaszowski / ► lubaczowski              | # → 1945; ► tomaszowski / ► lubaczowski              | # → 1945; ► tomaszowski / ► lubaczowski              | # → 1945; ► tomaszowski / ► lubaczowski              | # → 1945; ► tomaszowski / ► lubaczowski              | # → 1945; ► tomaszowski / ► lubaczowski              | # → 1945; ► tomaszowski / ► lubaczowski              | # → 1945; ► tomaszowski / ► lubaczowski              | # → 1945; ► tomaszowski / ► lubaczowski              | # → 1945; ► tomaszowski / ► lubaczowski              | # → 1945; ► tomaszowski / ► lubaczowski              | # → 1945; ► tomaszowski / ► lubaczowski              | # → 1945; ► tomaszowski / ► lubaczowski              | # → 1945; ► tomaszowski / ► lubaczowski              | # → 1945; ► tomaszowski / ► lubaczowski              | # → 1945; ► tomaszowski / ► lubaczowski              | # → 1945; ► tomaszowski / ► lubaczowski              | # → 1945; ► tomaszowski / ► lubaczowski              | # → 1945; ► tomaszowski / ► lubaczowski              | # → 1945; ► tomaszowski / ► lubaczowski              | # → 1945; ► tomaszowski / ► lubaczowski              | # → 1945; ► tomaszowski / ► lubaczowski              | # → 1945; ► tomaszowski / ► lubaczowski              | # → 1945; ► tomaszowski / ► lubaczowski              | # → 1945; ► tomaszowski / ► lubaczowski              | # → 1945; ► tomaszowski / ► lubaczowski              | # → 1945; ► tomaszowski / ► lubaczowski              | # → 1945; ► tomaszowski / ► lubaczowski              | # → 1945; ► tomaszowski / ► lubaczowski              | # → 1945; ► tomaszowski / ► lubaczowski              | # → 1945; ► tomaszowski / ► lubaczowski              | # → 1945; ► tomaszowski / ► lubaczowski              | # → 1945; ► tomaszowski / ► lubaczowski              | # → 1945; ► tomaszowski / ► lubaczowski              | # → 1945; ► tomaszowski / ► lubaczowski              | # → 1945; ► tomaszowski / ► lubaczowski              | # → 1945; ► tomaszowski / ► lubaczowski              | # → 1945; ► tomaszowski / ► lubaczowski              |                    |              |
| reszelski                           |                                      | → 1958                                               | → 1958                                               | → 1958                                               | → 1958                                               | → 1958                                               | → 1958                                               | → 1958                                               | → 1958                                               | → 1958                                               | → 1958                                               | → 1958                                               | → 1958                                               | → 1958                                               | → biskupiecki                                        | → biskupiecki                                        | → biskupiecki                                        | → biskupiecki                                        | → biskupiecki                                        | → biskupiecki                                        | → biskupiecki                                        | → biskupiecki                                        | → biskupiecki                                        | → biskupiecki                                        | → biskupiecki                                        | → biskupiecki                                        | → biskupiecki                                        | → biskupiecki                                        | → biskupiecki                                        | → biskupiecki                                        | → biskupiecki                                        | → biskupiecki                                        | → biskupiecki                                        | → biskupiecki                                        | → biskupiecki                                        | → biskupiecki                                        | → biskupiecki                                        | → biskupiecki                                        | → biskupiecki                                        | → biskupiecki                                        | → biskupiecki                                        | → biskupiecki                                        |                    |              |
| ropczycki                           |                                      |                                                      |                                                      |                                                      |                                                      |                                                      |                                                      | 1956-75                                              | 1956-75                                              | 1956-75                                              | 1956-75                                              | 1956-75                                              | 1956-75                                              | 1956-75                                              | 1956-75                                              | 1956-75                                              | 1956-75                                              | 1956-75                                              | 1956-75                                              | 1956-75                                              | 1956-75                                              | 1956-75                                              | 1956-75                                              | 1956-75                                              | 1956-75                                              | 1956-75                                              | 1956-75                                              | 1956-75                                              | 1956-75                                              | 1956-75                                              | 1956-75                                              |                                                      | 1999 →                                               | 1999 →                                               | 1999 →                                               | 1999 →                                               | 1999 →                                               | 1999 →                                               | 1999 →                                               | 1999 →                                               | 1999 →                                               | 1999 →                                               |                    |              |
| ropczycko-sędziszowski              |                                      |                                                      |                                                      |                                                      |                                                      |                                                      |                                                      | (1956-75 jako ropczycki)                             | (1956-75 jako ropczycki)                             | (1956-75 jako ropczycki)                             | (1956-75 jako ropczycki)                             | (1956-75 jako ropczycki)                             | (1956-75 jako ropczycki)                             | (1956-75 jako ropczycki)                             | (1956-75 jako ropczycki)                             | (1956-75 jako ropczycki)                             | (1956-75 jako ropczycki)                             | (1956-75 jako ropczycki)                             | (1956-75 jako ropczycki)                             | (1956-75 jako ropczycki)                             | (1956-75 jako ropczycki)                             | (1956-75 jako ropczycki)                             | (1956-75 jako ropczycki)                             | (1956-75 jako ropczycki)                             | (1956-75 jako ropczycki)                             | (1956-75 jako ropczycki)                             | (1956-75 jako ropczycki)                             | (1956-75 jako ropczycki)                             | (1956-75 jako ropczycki)                             | (1956-75 jako ropczycki)                             | (1956-75 jako ropczycki)                             |                                                      | 1999 →                                               | 1999 →                                               | 1999 →                                               | 1999 →                                               | 1999 →                                               | 1999 →                                               | 1999 →                                               | 1999 →                                               | 1999 →                                               | 1999 →                                               |                    |              |
| rózborski (część pn.-wsch.)         | ●                                    | → 1945; ► żarski / ► zgorzelecki                     | → 1945; ► żarski / ► zgorzelecki                     | → 1945; ► żarski / ► zgorzelecki                     | → 1945; ► żarski / ► zgorzelecki                     | → 1945; ► żarski / ► zgorzelecki                     | → 1945; ► żarski / ► zgorzelecki                     | → 1945; ► żarski / ► zgorzelecki                     | → 1945; ► żarski / ► zgorzelecki                     | → 1945; ► żarski / ► zgorzelecki                     | → 1945; ► żarski / ► zgorzelecki                     | → 1945; ► żarski / ► zgorzelecki                     | → 1945; ► żarski / ► zgorzelecki                     | → 1945; ► żarski / ► zgorzelecki                     | → 1945; ► żarski / ► zgorzelecki                     | → 1945; ► żarski / ► zgorzelecki                     | → 1945; ► żarski / ► zgorzelecki                     | → 1945; ► żarski / ► zgorzelecki                     | → 1945; ► żarski / ► zgorzelecki                     | → 1945; ► żarski / ► zgorzelecki                     | → 1945; ► żarski / ► zgorzelecki                     | → 1945; ► żarski / ► zgorzelecki                     | → 1945; ► żarski / ► zgorzelecki                     | → 1945; ► żarski / ► zgorzelecki                     | → 1945; ► żarski / ► zgorzelecki                     | → 1945; ► żarski / ► zgorzelecki                     | → 1945; ► żarski / ► zgorzelecki                     | → 1945; ► żarski / ► zgorzelecki                     | → 1945; ► żarski / ► zgorzelecki                     | → 1945; ► żarski / ► zgorzelecki                     | → 1945; ► żarski / ► zgorzelecki                     | → 1945; ► żarski / ► zgorzelecki                     | → 1945; ► żarski / ► zgorzelecki                     | → 1945; ► żarski / ► zgorzelecki                     | → 1945; ► żarski / ► zgorzelecki                     | → 1945; ► żarski / ► zgorzelecki                     | → 1945; ► żarski / ► zgorzelecki                     | → 1945; ► żarski / ► zgorzelecki                     | → 1945; ► żarski / ► zgorzelecki                     | → 1945; ► żarski / ► zgorzelecki                     | → 1945; ► żarski / ► zgorzelecki                     | → 1945; ► żarski / ► zgorzelecki                     |                    |              |
| rybnicki                            | → 1975                               | → 1975                                               | → 1975                                               | → 1975                                               | → 1975                                               | → 1975                                               | → 1975                                               | → 1975                                               | → 1975                                               | → 1975                                               | → 1975                                               | → 1975                                               | → 1975                                               | → 1975                                               | → 1975                                               | → 1975                                               | → 1975                                               | → 1975                                               | → 1975                                               | → 1975                                               | → 1975                                               | → 1975                                               | → 1975                                               | → 1975                                               | → 1975                                               | → 1975                                               | → 1975                                               | → 1975                                               | → 1975                                               | → 1975                                               | → 1975                                               |                                                      | 1999 →                                               | 1999 →                                               | 1999 →                                               | 1999 →                                               | 1999 →                                               | 1999 →                                               | 1999 →                                               | 1999 →                                               | 1999 →                                               | 1999 →                                               |                    |              |
| rycki #                             |                                      |                                                      |                                                      |                                                      |                                                      |                                                      |                                                      |                                                      |                                                      |                                                      |                                                      | 1956-75 #                                            | 1956-75 #                                            | 1956-75 #                                            | 1956-75 #                                            | 1956-75 #                                            | 1956-75 #                                            | 1956-75 #                                            | 1956-75 #                                            | 1956-75 #                                            | 1956-75 #                                            | 1956-75 #                                            | 1956-75 #                                            | 1956-75 #                                            | 1956-75 #                                            | 1956-75 #                                            | 1956-75 #                                            | 1956-75 #                                            | 1956-75 #                                            | 1956-75 #                                            | 1956-75 #                                            |                                                      | # 1999 →                                             | # 1999 →                                             | # 1999 →                                             | # 1999 →                                             | # 1999 →                                             | # 1999 →                                             | # 1999 →                                             | # 1999 →                                             | # 1999 →                                             | # 1999 →                                             |                    |              |
| rypiński                            | → 1975                               | → 1975                                               | → 1975                                               | → 1975                                               | → 1975                                               | → 1975                                               | → 1975                                               | → 1975                                               | → 1975                                               | → 1975                                               | → 1975                                               | → 1975                                               | → 1975                                               | → 1975                                               | → 1975                                               | → 1975                                               | → 1975                                               | → 1975                                               | → 1975                                               | → 1975                                               | → 1975                                               | → 1975                                               | → 1975                                               | → 1975                                               | → 1975                                               | → 1975                                               | → 1975                                               | → 1975                                               | → 1975                                               | → 1975                                               | → 1975                                               |                                                      | 1999 →                                               | 1999 →                                               | 1999 →                                               | 1999 →                                               | 1999 →                                               | 1999 →                                               | 1999 →                                               | 1999 →                                               | 1999 →                                               | 1999 →                                               |                    |              |
| rzepiński #                         | ↔1950#                               | ↔1950#                                               | ↔1950#                                               | ↔1950#                                               | ↔1950#                                               | # 1950-58                                            | # 1950-58                                            | # 1950-58                                            | # 1950-58                                            | # 1950-58                                            | # 1950-58                                            | # 1950-58                                            | # 1950-58                                            | # 1950-58                                            | → słubicki                                           | → słubicki                                           | → słubicki                                           | → słubicki                                           | → słubicki                                           | → słubicki                                           | → słubicki                                           | → słubicki                                           | → słubicki                                           | → słubicki                                           | → słubicki                                           | → słubicki                                           | → słubicki                                           | → słubicki                                           | → słubicki                                           | → słubicki                                           | → słubicki                                           | → słubicki                                           | → słubicki                                           | → słubicki                                           | → słubicki                                           | → słubicki                                           | → słubicki                                           | → słubicki                                           | → słubicki                                           | → słubicki                                           | → słubicki                                           | → słubicki                                           |                    |              |
| rzeszowski #                        | #                                    | # → 1975                                             | # → 1975                                             | # → 1975                                             | # → 1975                                             | # → 1975                                             | # → 1975                                             | # → 1975                                             | # → 1975                                             | # → 1975                                             | # → 1975                                             | # → 1975                                             | # → 1975                                             | # → 1975                                             | # → 1975                                             | # → 1975                                             | # → 1975                                             | # → 1975                                             | # → 1975                                             | # → 1975                                             | # → 1975                                             | # → 1975                                             | # → 1975                                             | # → 1975                                             | # → 1975                                             | # → 1975                                             | # → 1975                                             | # → 1975                                             | # → 1975                                             | # → 1975                                             | # → 1975                                             |                                                      | 1999 →                                               | 1999 →                                               | 1999 →                                               | 1999 →                                               | 1999 →                                               | 1999 →                                               | 1999 →                                               | 1999 →                                               | 1999 →                                               | 1999 →                                               |                    |              |
| sandomierski                        | → 1975                               | → 1975                                               | → 1975                                               | → 1975                                               | → 1975                                               | → 1975                                               | → 1975                                               | → 1975                                               | → 1975                                               | → 1975                                               | → 1975                                               | → 1975                                               | → 1975                                               | → 1975                                               | → 1975                                               | → 1975                                               | → 1975                                               | → 1975                                               | → 1975                                               | → 1975                                               | → 1975                                               | → 1975                                               | → 1975                                               | → 1975                                               | → 1975                                               | → 1975                                               | → 1975                                               | → 1975                                               | → 1975                                               | → 1975                                               | → 1975                                               |                                                      | 1999 →                                               | 1999 →                                               | 1999 →                                               | 1999 →                                               | 1999 →                                               | 1999 →                                               | 1999 →                                               | 1999 →                                               | 1999 →                                               | 1999 →                                               |                    |              |
| sanocki #                           | #                                    | # → 1972                                             | # → 1972                                             | # → 1972                                             | # → 1972                                             | # → 1972                                             | # → 1972                                             | # → 1972                                             | # → 1972                                             | # → 1972                                             | # → 1972                                             | # → 1972                                             | # → 1972                                             | # → 1972                                             | # → 1972                                             | # → 1972                                             | # → 1972                                             | # → 1972                                             | # → 1972                                             | # → 1972                                             | # → 1972                                             | # → 1972                                             | # → 1972                                             | # → 1972                                             | # → 1972                                             | # → 1972                                             | # → 1972                                             | # → 1972                                             |                                                      |                                                      |                                                      |                                                      | 2002 →                                               | 2002 →                                               | 2002 →                                               | 2002 →                                               | 2002 →                                               | 2002 →                                               | 2002 →                                               | 2002 →                                               | 2002 →                                               | 2002 →                                               |                    |              |
| sejneński                           |                                      |                                                      |                                                      |                                                      |                                                      |                                                      |                                                      |                                                      |                                                      |                                                      |                                                      | 1956-75                                              | 1956-75                                              | 1956-75                                              | 1956-75                                              | 1956-75                                              | 1956-75                                              | 1956-75                                              | 1956-75                                              | 1956-75                                              | 1956-75                                              | 1956-75                                              | 1956-75                                              | 1956-75                                              | 1956-75                                              | 1956-75                                              | 1956-75                                              | 1956-75                                              | 1956-75                                              | 1956-75                                              | 1956-75                                              |                                                      | 1999 →                                               | 1999 →                                               | 1999 →                                               | 1999 →                                               | 1999 →                                               | 1999 →                                               | 1999 →                                               | 1999 →                                               | 1999 →                                               | 1999 →                                               |                    |              |
| sępoleński                          | → 1975                               | → 1975                                               | → 1975                                               | → 1975                                               | → 1975                                               | → 1975                                               | → 1975                                               | → 1975                                               | → 1975                                               | → 1975                                               | → 1975                                               | → 1975                                               | → 1975                                               | → 1975                                               | → 1975                                               | → 1975                                               | → 1975                                               | → 1975                                               | → 1975                                               | → 1975                                               | → 1975                                               | → 1975                                               | → 1975                                               | → 1975                                               | → 1975                                               | → 1975                                               | → 1975                                               | → 1975                                               | → 1975                                               | → 1975                                               | → 1975                                               |                                                      | 1999 →                                               | 1999 →                                               | 1999 →                                               | 1999 →                                               | 1999 →                                               | 1999 →                                               | 1999 →                                               | 1999 →                                               | 1999 →                                               | 1999 →                                               |                    |              |
| siedlecki #                         | → 1948 #                             | → 1948 #                                             | → 1948 #                                             | → 1948 #                                             | # 1949-75                                            | # 1949-75                                            | # 1949-75                                            | # 1949-75                                            | # 1949-75                                            | # 1949-75                                            | # 1949-75                                            | # 1949-75                                            | # 1949-75                                            | # 1949-75                                            | # 1949-75                                            | # 1949-75                                            | # 1949-75                                            | # 1949-75                                            | # 1949-75                                            | # 1949-75                                            | # 1949-75                                            | # 1949-75                                            | # 1949-75                                            | # 1949-75                                            | # 1949-75                                            | # 1949-75                                            | # 1949-75                                            | # 1949-75                                            | # 1949-75                                            | # 1949-75                                            | # 1949-75                                            |                                                      | 1999 →                                               | 1999 →                                               | 1999 →                                               | 1999 →                                               | 1999 →                                               | 1999 →                                               | 1999 →                                               | 1999 →                                               | 1999 →                                               | 1999 →                                               |                    |              |
| siemiatycki                         |                                      |                                                      |                                                      |                                                      |                                                      |                                                      |                                                      | 1952-75                                              | 1952-75                                              | 1952-75                                              | 1952-75                                              | 1952-75                                              | 1952-75                                              | 1952-75                                              | 1952-75                                              | 1952-75                                              | 1952-75                                              | 1952-75                                              | 1952-75                                              | 1952-75                                              | 1952-75                                              | 1952-75                                              | 1952-75                                              | 1952-75                                              | 1952-75                                              | 1952-75                                              | 1952-75                                              | 1952-75                                              | 1952-75                                              | 1952-75                                              | 1952-75                                              |                                                      | 1999 →                                               | 1999 →                                               | 1999 →                                               | 1999 →                                               | 1999 →                                               | 1999 →                                               | 1999 →                                               | 1999 →                                               | 1999 →                                               | 1999 →                                               |                    |              |
| sieradzki                           | → 1975                               | → 1975                                               | → 1975                                               | → 1975                                               | → 1975                                               | → 1975                                               | → 1975                                               | → 1975                                               | → 1975                                               | → 1975                                               | → 1975                                               | → 1975                                               | → 1975                                               | → 1975                                               | → 1975                                               | → 1975                                               | → 1975                                               | → 1975                                               | → 1975                                               | → 1975                                               | → 1975                                               | → 1975                                               | → 1975                                               | → 1975                                               | → 1975                                               | → 1975                                               | → 1975                                               | → 1975                                               | → 1975                                               | → 1975                                               | → 1975                                               |                                                      | 1999 →                                               | 1999 →                                               | 1999 →                                               | 1999 →                                               | 1999 →                                               | 1999 →                                               | 1999 →                                               | 1999 →                                               | 1999 →                                               | 1999 →                                               |                    |              |
| sierpecki                           | → 1975                               | → 1975                                               | → 1975                                               | → 1975                                               | → 1975                                               | → 1975                                               | → 1975                                               | → 1975                                               | → 1975                                               | → 1975                                               | → 1975                                               | → 1975                                               | → 1975                                               | → 1975                                               | → 1975                                               | → 1975                                               | → 1975                                               | → 1975                                               | → 1975                                               | → 1975                                               | → 1975                                               | → 1975                                               | → 1975                                               | → 1975                                               | → 1975                                               | → 1975                                               | → 1975                                               | → 1975                                               | → 1975                                               | → 1975                                               | → 1975                                               |                                                      | 1999 →                                               | 1999 →                                               | 1999 →                                               | 1999 →                                               | 1999 →                                               | 1999 →                                               | 1999 →                                               | 1999 →                                               | 1999 →                                               | 1999 →                                               |                    |              |
| skarżyski                           |                                      |                                                      |                                                      |                                                      |                                                      |                                                      |                                                      |                                                      |                                                      |                                                      |                                                      |                                                      |                                                      |                                                      |                                                      |                                                      |                                                      |                                                      |                                                      |                                                      |                                                      |                                                      |                                                      |                                                      |                                                      |                                                      |                                                      |                                                      |                                                      |                                                      |                                                      |                                                      | 1999 →                                               | 1999 →                                               | 1999 →                                               | 1999 →                                               | 1999 →                                               | 1999 →                                               | 1999 →                                               | 1999 →                                               | 1999 →                                               | 1999 →                                               |                    |              |
| skierniewicki                       | → 1975                               | → 1975                                               | → 1975                                               | → 1975                                               | → 1975                                               | → 1975                                               | → 1975                                               | → 1975                                               | → 1975                                               | → 1975                                               | → 1975                                               | → 1975                                               | → 1975                                               | → 1975                                               | → 1975                                               | → 1975                                               | → 1975                                               | → 1975                                               | → 1975                                               | → 1975                                               | → 1975                                               | → 1975                                               | → 1975                                               | → 1975                                               | → 1975                                               | → 1975                                               | → 1975                                               | → 1975                                               | → 1975                                               | → 1975                                               | → 1975                                               |                                                      | 1999 →                                               | 1999 →                                               | 1999 →                                               | 1999 →                                               | 1999 →                                               | 1999 →                                               | 1999 →                                               | 1999 →                                               | 1999 →                                               | 1999 →                                               |                    |              |
| skwierzyński #                      | ●                                    | →1950 #                                              | →1950 #                                              | →1950 #                                              | →1950 #                                              | # 1950-61                                            | # 1950-61                                            | # 1950-61                                            | # 1950-61                                            | # 1950-61                                            | # 1950-61                                            | # 1950-61                                            | # 1950-61                                            | # 1950-61                                            | # 1950-61                                            | # 1950-61                                            | # 1950-61                                            |                                                      |                                                      |                                                      |                                                      |                                                      |                                                      |                                                      |                                                      |                                                      |                                                      |                                                      |                                                      |                                                      |                                                      |                                                      |                                                      |                                                      |                                                      |                                                      |                                                      |                                                      |                                                      |                                                      |                                                      |                                                      |                    |              |
| sławieński ###                      | ●                                    | #→1950#                                              | #→1950#                                              | #→1950#                                              | #→1950#                                              | # 1950-75 #                                          | # 1950-75 #                                          | # 1950-75 #                                          | # 1950-75 #                                          | # 1950-75 #                                          | # 1950-75 #                                          | # 1950-75 #                                          | # 1950-75 #                                          | # 1950-75 #                                          | # 1950-75 #                                          | # 1950-75 #                                          | # 1950-75 #                                          | # 1950-75 #                                          | # 1950-75 #                                          | # 1950-75 #                                          | # 1950-75 #                                          | # 1950-75 #                                          | # 1950-75 #                                          | # 1950-75 #                                          | # 1950-75 #                                          | # 1950-75 #                                          | # 1950-75 #                                          | # 1950-75 #                                          | # 1950-75 #                                          | # 1950-75 #                                          | # 1950-75 #                                          |                                                      | # 1999 →                                             | # 1999 →                                             | # 1999 →                                             | # 1999 →                                             | # 1999 →                                             | # 1999 →                                             | # 1999 →                                             | # 1999 →                                             | # 1999 →                                             | # 1999 →                                             |                    |              |
| słubicki                            | rzepiński ←                          | rzepiński ←                                          | rzepiński ←                                          | rzepiński ←                                          | rzepiński ←                                          | rzepiński ←                                          | rzepiński ←                                          | rzepiński ←                                          | rzepiński ←                                          | rzepiński ←                                          | rzepiński ←                                          | rzepiński ←                                          | rzepiński ←                                          | rzepiński ←                                          | 1959-75                                              | 1959-75                                              | 1959-75                                              | 1959-75                                              | 1959-75                                              | 1959-75                                              | 1959-75                                              | 1959-75                                              | 1959-75                                              | 1959-75                                              | 1959-75                                              | 1959-75                                              | 1959-75                                              | 1959-75                                              | 1959-75                                              | 1959-75                                              | 1959-75                                              |                                                      | 1999 →                                               | 1999 →                                               | 1999 →                                               | 1999 →                                               | 1999 →                                               | 1999 →                                               | 1999 →                                               | 1999 →                                               | 1999 →                                               | 1999 →                                               |                    |              |
| słupecki                            |                                      |                                                      |                                                      |                                                      |                                                      |                                                      |                                                      |                                                      |                                                      |                                                      |                                                      | 1956-75                                              | 1956-75                                              | 1956-75                                              | 1956-75                                              | 1956-75                                              | 1956-75                                              | 1956-75                                              | 1956-75                                              | 1956-75                                              | 1956-75                                              | 1956-75                                              | 1956-75                                              | 1956-75                                              | 1956-75                                              | 1956-75                                              | 1956-75                                              | 1956-75                                              | 1956-75                                              | 1956-75                                              | 1956-75                                              |                                                      | 1999 →                                               | 1999 →                                               | 1999 →                                               | 1999 →                                               | 1999 →                                               | 1999 →                                               | 1999 →                                               | 1999 →                                               | 1999 →                                               | 1999 →                                               |                    |              |
| słupski ###                         | ●                                    | #→1950#                                              | #→1950#                                              | #→1950#                                              | #→1950#                                              | # 1950-75 #                                          | # 1950-75 #                                          | # 1950-75 #                                          | # 1950-75 #                                          | # 1950-75 #                                          | # 1950-75 #                                          | # 1950-75 #                                          | # 1950-75 #                                          | # 1950-75 #                                          | # 1950-75 #                                          | # 1950-75 #                                          | # 1950-75 #                                          | # 1950-75 #                                          | # 1950-75 #                                          | # 1950-75 #                                          | # 1950-75 #                                          | # 1950-75 #                                          | # 1950-75 #                                          | # 1950-75 #                                          | # 1950-75 #                                          | # 1950-75 #                                          | # 1950-75 #                                          | # 1950-75 #                                          | # 1950-75 #                                          | # 1950-75 #                                          | # 1950-75 #                                          |                                                      | # 1999 →                                             | # 1999 →                                             | # 1999 →                                             | # 1999 →                                             | # 1999 →                                             | # 1999 →                                             | # 1999 →                                             | # 1999 →                                             | # 1999 →                                             | # 1999 →                                             |                    |              |
| sochaczewski                        | → 1975                               | → 1975                                               | → 1975                                               | → 1975                                               | → 1975                                               | → 1975                                               | → 1975                                               | → 1975                                               | → 1975                                               | → 1975                                               | → 1975                                               | → 1975                                               | → 1975                                               | → 1975                                               | → 1975                                               | → 1975                                               | → 1975                                               | → 1975                                               | → 1975                                               | → 1975                                               | → 1975                                               | → 1975                                               | → 1975                                               | → 1975                                               | → 1975                                               | → 1975                                               | → 1975                                               | → 1975                                               | → 1975                                               | → 1975                                               | → 1975                                               |                                                      | 1999 →                                               | 1999 →                                               | 1999 →                                               | 1999 →                                               | 1999 →                                               | 1999 →                                               | 1999 →                                               | 1999 →                                               | 1999 →                                               | 1999 →                                               |                    |              |
| sokalski (część zach.) #            | ●                                    | # → 1945; ► hrubieszowski                            | # → 1945; ► hrubieszowski                            | # → 1945; ► hrubieszowski                            | # → 1945; ► hrubieszowski                            | # → 1945; ► hrubieszowski                            | # → 1945; ► hrubieszowski                            | # → 1945; ► hrubieszowski                            | # → 1945; ► hrubieszowski                            | # → 1945; ► hrubieszowski                            | # → 1945; ► hrubieszowski                            | # → 1945; ► hrubieszowski                            | # → 1945; ► hrubieszowski                            | # → 1945; ► hrubieszowski                            | # → 1945; ► hrubieszowski                            | # → 1945; ► hrubieszowski                            | # → 1945; ► hrubieszowski                            | # → 1945; ► hrubieszowski                            | # → 1945; ► hrubieszowski                            | # → 1945; ► hrubieszowski                            | # → 1945; ► hrubieszowski                            | # → 1945; ► hrubieszowski                            | # → 1945; ► hrubieszowski                            | # → 1945; ► hrubieszowski                            | # → 1945; ► hrubieszowski                            | # → 1945; ► hrubieszowski                            | # → 1945; ► hrubieszowski                            | # → 1945; ► hrubieszowski                            | # → 1945; ► hrubieszowski                            | # → 1945; ► hrubieszowski                            | # → 1945; ► hrubieszowski                            | # → 1945; ► hrubieszowski                            | # → 1945; ► hrubieszowski                            | # → 1945; ► hrubieszowski                            | # → 1945; ► hrubieszowski                            | # → 1945; ► hrubieszowski                            | # → 1945; ► hrubieszowski                            | # → 1945; ► hrubieszowski                            | # → 1945; ► hrubieszowski                            | # → 1945; ► hrubieszowski                            | # → 1945; ► hrubieszowski                            | # → 1945; ► hrubieszowski                            |                    |              |
| sokołowski                          | → 1975                               | → 1975                                               | → 1975                                               | → 1975                                               | → 1975                                               | → 1975                                               | → 1975                                               | → 1975                                               | → 1975                                               | → 1975                                               | → 1975                                               | → 1975                                               | → 1975                                               | → 1975                                               | → 1975                                               | → 1975                                               | → 1975                                               | → 1975                                               | → 1975                                               | → 1975                                               | → 1975                                               | → 1975                                               | → 1975                                               | → 1975                                               | → 1975                                               | → 1975                                               | → 1975                                               | → 1975                                               | → 1975                                               | → 1975                                               | → 1975                                               |                                                      | 1999 →                                               | 1999 →                                               | 1999 →                                               | 1999 →                                               | 1999 →                                               | 1999 →                                               | 1999 →                                               | 1999 →                                               | 1999 →                                               | 1999 →                                               |                    |              |
| sokólski                            | → 1975                               | → 1975                                               | → 1975                                               | → 1975                                               | → 1975                                               | → 1975                                               | → 1975                                               | → 1975                                               | → 1975                                               | → 1975                                               | → 1975                                               | → 1975                                               | → 1975                                               | → 1975                                               | → 1975                                               | → 1975                                               | → 1975                                               | → 1975                                               | → 1975                                               | → 1975                                               | → 1975                                               | → 1975                                               | → 1975                                               | → 1975                                               | → 1975                                               | → 1975                                               | → 1975                                               | → 1975                                               | → 1975                                               | → 1975                                               | → 1975                                               |                                                      | 1999 →                                               | 1999 →                                               | 1999 →                                               | 1999 →                                               | 1999 →                                               | 1999 →                                               | 1999 →                                               | 1999 →                                               | 1999 →                                               | 1999 →                                               |                    |              |
| stalowowolski                       | niżański ←                           | niżański ←                                           | niżański ←                                           | niżański ←                                           | niżański ←                                           | niżański ←                                           | niżański ←                                           | niżański ←                                           | niżański ←                                           | niżański ←                                           | niżański ←                                           | niżański ←                                           | niżański ←                                           | niżański ←                                           | niżański ←                                           | niżański ←                                           | niżański ←                                           | niżański ←                                           | niżański ←                                           | niżański ←                                           | niżański ←                                           | niżański ←                                           | niżański ←                                           | niżański ←                                           | niżański ←                                           | niżański ←                                           | niżański ←                                           | niżański ←                                           | 73-75                                                | 73-75                                                | 73-75                                                |                                                      | 1999 →                                               | 1999 →                                               | 1999 →                                               | 1999 →                                               | 1999 →                                               | 1999 →                                               | 1999 →                                               | 1999 →                                               | 1999 →                                               | 1999 →                                               |                    |              |
| starachowicki                       | iłżecki ←                            | iłżecki ←                                            | iłżecki ←                                            | iłżecki ←                                            | iłżecki ←                                            | iłżecki ←                                            | iłżecki ←                                            | iłżecki ←                                            | iłżecki ←                                            | iłżecki ←                                            | iłżecki ←                                            | iłżecki ←                                            | iłżecki ←                                            | iłżecki ←                                            | iłżecki ←                                            | iłżecki ←                                            | iłżecki ←                                            | iłżecki ←                                            | iłżecki ←                                            | iłżecki ←                                            | iłżecki ←                                            | iłżecki ←                                            | iłżecki ←                                            | iłżecki ←                                            | iłżecki ←                                            | iłżecki ←                                            | iłżecki ←                                            | iłżecki ←                                            | 73-75                                                | 73-75                                                | 73-75                                                |                                                      | 1999 →                                               | 1999 →                                               | 1999 →                                               | 1999 →                                               | 1999 →                                               | 1999 →                                               | 1999 →                                               | 1999 →                                               | 1999 →                                               | 1999 →                                               |                    |              |
| stargardzki                         |                                      | → 1975                                               | → 1975                                               | → 1975                                               | → 1975                                               | → 1975                                               | → 1975                                               | → 1975                                               | → 1975                                               | → 1975                                               | → 1975                                               | → 1975                                               | → 1975                                               | → 1975                                               | → 1975                                               | → 1975                                               | → 1975                                               | → 1975                                               | → 1975                                               | → 1975                                               | → 1975                                               | → 1975                                               | → 1975                                               | → 1975                                               | → 1975                                               | → 1975                                               | → 1975                                               | → 1975                                               | → 1975                                               | → 1975                                               | → 1975                                               |                                                      | 1999 →                                               | 1999 →                                               | 1999 →                                               | 1999 →                                               | 1999 →                                               | 1999 →                                               | 1999 →                                               | 1999 →                                               | 1999 →                                               | 1999 →                                               |                    |              |
| starogardzki #                      | #                                    | # → 1975                                             | # → 1975                                             | # → 1975                                             | # → 1975                                             | # → 1975                                             | # → 1975                                             | # → 1975                                             | # → 1975                                             | # → 1975                                             | # → 1975                                             | # → 1975                                             | # → 1975                                             | # → 1975                                             | # → 1975                                             | # → 1975                                             | # → 1975                                             | # → 1975                                             | # → 1975                                             | # → 1975                                             | # → 1975                                             | # → 1975                                             | # → 1975                                             | # → 1975                                             | # → 1975                                             | # → 1975                                             | # → 1975                                             | # → 1975                                             | # → 1975                                             | # → 1975                                             | # → 1975                                             |                                                      | 1999 →                                               | 1999 →                                               | 1999 →                                               | 1999 →                                               | 1999 →                                               | 1999 →                                               | 1999 →                                               | 1999 →                                               | 1999 →                                               | 1999 →                                               |                    |              |
| staszowski                          |                                      |                                                      |                                                      |                                                      |                                                      |                                                      |                                                      |                                                      |                                                      | 1954-75                                              | 1954-75                                              | 1954-75                                              | 1954-75                                              | 1954-75                                              | 1954-75                                              | 1954-75                                              | 1954-75                                              | 1954-75                                              | 1954-75                                              | 1954-75                                              | 1954-75                                              | 1954-75                                              | 1954-75                                              | 1954-75                                              | 1954-75                                              | 1954-75                                              | 1954-75                                              | 1954-75                                              | 1954-75                                              | 1954-75                                              | 1954-75                                              |                                                      | 1999 →                                               | 1999 →                                               | 1999 →                                               | 1999 →                                               | 1999 →                                               | 1999 →                                               | 1999 →                                               | 1999 →                                               | 1999 →                                               | 1999 →                                               |                    |              |
| stopnicki                           | → 1948                               | → 1948                                               | → 1948                                               | → 1948                                               | → buski                                              | → buski                                              | → buski                                              | → buski                                              | → buski                                              | → buski                                              | → buski                                              | → buski                                              | → buski                                              | → buski                                              | → buski                                              | → buski                                              | → buski                                              | → buski                                              | → buski                                              | → buski                                              | → buski                                              | → buski                                              | → buski                                              | → buski                                              | → buski                                              | → buski                                              | → buski                                              | → buski                                              | → buski                                              | → buski                                              | → buski                                              | → buski                                              | → buski                                              | → buski                                              | → buski                                              | → buski                                              | → buski                                              | → buski                                              | → buski                                              | → buski                                              | → buski                                              | → buski                                              |                    |              |
| strzelecki (krajeński) #            | ●                                    | →1950 #                                              | →1950 #                                              | →1950 #                                              | →1950 #                                              | # 1950-75                                            | # 1950-75                                            | # 1950-75                                            | # 1950-75                                            | # 1950-75                                            | # 1950-75                                            | # 1950-75                                            | # 1950-75                                            | # 1950-75                                            | # 1950-75                                            | # 1950-75                                            | # 1950-75                                            | # 1950-75                                            | # 1950-75                                            | # 1950-75                                            | # 1950-75                                            | # 1950-75                                            | # 1950-75                                            | # 1950-75                                            | # 1950-75                                            | # 1950-75                                            | # 1950-75                                            | # 1950-75                                            | # 1950-75                                            | # 1950-75                                            | # 1950-75                                            |                                                      | 1999 →                                               | 1999 →                                               | 1999 →                                               | 1999 →                                               | 1999 →                                               | 1999 →                                               | 1999 →                                               | 1999 →                                               | 1999 →                                               | 1999 →                                               |                    |              |
| strzelecki (opolski) #              |                                      | →1950 #                                              | →1950 #                                              | →1950 #                                              | →1950 #                                              | # 1950-75                                            | # 1950-75                                            | # 1950-75                                            | # 1950-75                                            | # 1950-75                                            | # 1950-75                                            | # 1950-75                                            | # 1950-75                                            | # 1950-75                                            | # 1950-75                                            | # 1950-75                                            | # 1950-75                                            | # 1950-75                                            | # 1950-75                                            | # 1950-75                                            | # 1950-75                                            | # 1950-75                                            | # 1950-75                                            | # 1950-75                                            | # 1950-75                                            | # 1950-75                                            | # 1950-75                                            | # 1950-75                                            | # 1950-75                                            | # 1950-75                                            | # 1950-75                                            |                                                      | 1999 →                                               | 1999 →                                               | 1999 →                                               | 1999 →                                               | 1999 →                                               | 1999 →                                               | 1999 →                                               | 1999 →                                               | 1999 →                                               | 1999 →                                               |                    |              |
| strzelecko-drezdenecki              | (→ 1975 jako strzelecki (krajeński)) | (→ 1975 jako strzelecki (krajeński))                 | (→ 1975 jako strzelecki (krajeński))                 | (→ 1975 jako strzelecki (krajeński))                 | (→ 1975 jako strzelecki (krajeński))                 | (→ 1975 jako strzelecki (krajeński))                 | (→ 1975 jako strzelecki (krajeński))                 | (→ 1975 jako strzelecki (krajeński))                 | (→ 1975 jako strzelecki (krajeński))                 | (→ 1975 jako strzelecki (krajeński))                 | (→ 1975 jako strzelecki (krajeński))                 | (→ 1975 jako strzelecki (krajeński))                 | (→ 1975 jako strzelecki (krajeński))                 | (→ 1975 jako strzelecki (krajeński))                 | (→ 1975 jako strzelecki (krajeński))                 | (→ 1975 jako strzelecki (krajeński))                 | (→ 1975 jako strzelecki (krajeński))                 | (→ 1975 jako strzelecki (krajeński))                 | (→ 1975 jako strzelecki (krajeński))                 | (→ 1975 jako strzelecki (krajeński))                 | (→ 1975 jako strzelecki (krajeński))                 | (→ 1975 jako strzelecki (krajeński))                 | (→ 1975 jako strzelecki (krajeński))                 | (→ 1975 jako strzelecki (krajeński))                 | (→ 1975 jako strzelecki (krajeński))                 | (→ 1975 jako strzelecki (krajeński))                 | (→ 1975 jako strzelecki (krajeński))                 | (→ 1975 jako strzelecki (krajeński))                 | (→ 1975 jako strzelecki (krajeński))                 | (→ 1975 jako strzelecki (krajeński))                 | (→ 1975 jako strzelecki (krajeński))                 |                                                      | 1999 →                                               | 1999 →                                               | 1999 →                                               | 1999 →                                               | 1999 →                                               | 1999 →                                               | 1999 →                                               | 1999 →                                               | 1999 →                                               | 1999 →                                               |                    |              |
| strzeliński                         |                                      | → 1975                                               | → 1975                                               | → 1975                                               | → 1975                                               | → 1975                                               | → 1975                                               | → 1975                                               | → 1975                                               | → 1975                                               | → 1975                                               | → 1975                                               | → 1975                                               | → 1975                                               | → 1975                                               | → 1975                                               | → 1975                                               | → 1975                                               | → 1975                                               | → 1975                                               | → 1975                                               | → 1975                                               | → 1975                                               | → 1975                                               | → 1975                                               | → 1975                                               | → 1975                                               | → 1975                                               | → 1975                                               | → 1975                                               | → 1975                                               |                                                      | 1999 →                                               | 1999 →                                               | 1999 →                                               | 1999 →                                               | 1999 →                                               | 1999 →                                               | 1999 →                                               | 1999 →                                               | 1999 →                                               | 1999 →                                               |                    |              |
| strzyłecki, rejon                   |                                      |                                                      |                                                      |                                                      |                                                      |                                                      | → 1951; → ustrzycki                                  | → 1951; → ustrzycki                                  | → 1951; → ustrzycki                                  | → 1951; → ustrzycki                                  | → 1951; → ustrzycki                                  | → 1951; → ustrzycki                                  | → 1951; → ustrzycki                                  | → 1951; → ustrzycki                                  | → 1951; → ustrzycki                                  | → 1951; → ustrzycki                                  | → 1951; → ustrzycki                                  | → 1951; → ustrzycki                                  | → 1951; → ustrzycki                                  | → 1951; → ustrzycki                                  | → 1951; → ustrzycki                                  | → 1951; → ustrzycki                                  | → 1951; → ustrzycki                                  | → 1951; → ustrzycki                                  | → 1951; → ustrzycki                                  | → 1951; → ustrzycki                                  | → 1951; → ustrzycki                                  | → 1951; → ustrzycki                                  | → 1951; → ustrzycki                                  | → 1951; → ustrzycki                                  | → 1951; → ustrzycki                                  | → 1951; → ustrzycki                                  | → 1951; → ustrzycki                                  | → 1951; → ustrzycki                                  | → 1951; → ustrzycki                                  | → 1951; → ustrzycki                                  | → 1951; → ustrzycki                                  | → 1951; → ustrzycki                                  | → 1951; → ustrzycki                                  | → 1951; → ustrzycki                                  | → 1951; → ustrzycki                                  | → 1951; → ustrzycki                                  |                    |              |
| strzyżowski                         |                                      |                                                      |                                                      |                                                      |                                                      |                                                      |                                                      |                                                      |                                                      | 1954-75                                              | 1954-75                                              | 1954-75                                              | 1954-75                                              | 1954-75                                              | 1954-75                                              | 1954-75                                              | 1954-75                                              | 1954-75                                              | 1954-75                                              | 1954-75                                              | 1954-75                                              | 1954-75                                              | 1954-75                                              | 1954-75                                              | 1954-75                                              | 1954-75                                              | 1954-75                                              | 1954-75                                              | 1954-75                                              | 1954-75                                              | 1954-75                                              |                                                      | 1999 →                                               | 1999 →                                               | 1999 →                                               | 1999 →                                               | 1999 →                                               | 1999 →                                               | 1999 →                                               | 1999 →                                               | 1999 →                                               | 1999 →                                               |                    |              |
| sulechowski                         | babimojski ←                         | babimojski ←                                         | babimojski ←                                         | babimojski ←                                         | babimojski ←                                         | babimojski ←                                         | 1951-75                                              | 1951-75                                              | 1951-75                                              | 1951-75                                              | 1951-75                                              | 1951-75                                              | 1951-75                                              | 1951-75                                              | 1951-75                                              | 1951-75                                              | 1951-75                                              | 1951-75                                              | 1951-75                                              | 1951-75                                              | 1951-75                                              | 1951-75                                              | 1951-75                                              | 1951-75                                              | 1951-75                                              | 1951-75                                              | 1951-75                                              | 1951-75                                              | 1951-75                                              | 1951-75                                              | 1951-75                                              |                                                      |                                                      |                                                      |                                                      |                                                      |                                                      |                                                      |                                                      |                                                      |                                                      |                                                      |                    |              |
| sulechowsko-świebodziński           | ●                                    |                                                      | → 1946; → świebodziński                              | → 1946; → świebodziński                              | → 1946; → świebodziński                              | → 1946; → świebodziński                              | → 1946; → świebodziński                              | → 1946; → świebodziński                              | → 1946; → świebodziński                              | → 1946; → świebodziński                              | → 1946; → świebodziński                              | → 1946; → świebodziński                              | → 1946; → świebodziński                              | → 1946; → świebodziński                              | → 1946; → świebodziński                              | → 1946; → świebodziński                              | → 1946; → świebodziński                              | → 1946; → świebodziński                              | → 1946; → świebodziński                              | → 1946; → świebodziński                              | → 1946; → świebodziński                              | → 1946; → świebodziński                              | → 1946; → świebodziński                              | → 1946; → świebodziński                              | → 1946; → świebodziński                              | → 1946; → świebodziński                              | → 1946; → świebodziński                              | → 1946; → świebodziński                              | → 1946; → świebodziński                              | → 1946; → świebodziński                              | → 1946; → świebodziński                              | → 1946; → świebodziński                              | → 1946; → świebodziński                              | → 1946; → świebodziński                              | → 1946; → świebodziński                              | → 1946; → świebodziński                              | → 1946; → świebodziński                              | → 1946; → świebodziński                              | → 1946; → świebodziński                              | → 1946; → świebodziński                              | → 1946; → świebodziński                              | → 1946; → świebodziński                              |                    |              |
| sulęciński #                        | ↔1950#                               | ↔1950#                                               | ↔1950#                                               | ↔1950#                                               | ↔1950#                                               | # 1950-75                                            | # 1950-75                                            | # 1950-75                                            | # 1950-75                                            | # 1950-75                                            | # 1950-75                                            | # 1950-75                                            | # 1950-75                                            | # 1950-75                                            | # 1950-75                                            | # 1950-75                                            | # 1950-75                                            | # 1950-75                                            | # 1950-75                                            | # 1950-75                                            | # 1950-75                                            | # 1950-75                                            | # 1950-75                                            | # 1950-75                                            | # 1950-75                                            | # 1950-75                                            | # 1950-75                                            | # 1950-75                                            | # 1950-75                                            | # 1950-75                                            | # 1950-75                                            |                                                      | 1999 →                                               | 1999 →                                               | 1999 →                                               | 1999 →                                               | 1999 →                                               | 1999 →                                               | 1999 →                                               | 1999 →                                               | 1999 →                                               | 1999 →                                               |                    |              |
| suski (iławski)                     |                                      | → 1958                                               | → 1958                                               | → 1958                                               | → 1958                                               | → 1958                                               | → 1958                                               | → 1958                                               | → 1958                                               | → 1958                                               | → 1958                                               | → 1958                                               | → 1958                                               | → 1958                                               | → iławski                                            | → iławski                                            | → iławski                                            | → iławski                                            | → iławski                                            | → iławski                                            | → iławski                                            | → iławski                                            | → iławski                                            | → iławski                                            | → iławski                                            | → iławski                                            | → iławski                                            | → iławski                                            | → iławski                                            | → iławski                                            | → iławski                                            | → iławski                                            | → iławski                                            | → iławski                                            | → iławski                                            | → iławski                                            | → iławski                                            | → iławski                                            | → iławski                                            | → iławski                                            | → iławski                                            | → iławski                                            |                    |              |
| suski (małopolski)                  |                                      |                                                      |                                                      |                                                      |                                                      |                                                      |                                                      | 1956-75                                              | 1956-75                                              | 1956-75                                              | 1956-75                                              | 1956-75                                              | 1956-75                                              | 1956-75                                              | 1956-75                                              | 1956-75                                              | 1956-75                                              | 1956-75                                              | 1956-75                                              | 1956-75                                              | 1956-75                                              | 1956-75                                              | 1956-75                                              | 1956-75                                              | 1956-75                                              | 1956-75                                              | 1956-75                                              | 1956-75                                              | 1956-75                                              | 1956-75                                              | 1956-75                                              |                                                      | 1999 →                                               | 1999 →                                               | 1999 →                                               | 1999 →                                               | 1999 →                                               | 1999 →                                               | 1999 →                                               | 1999 →                                               | 1999 →                                               | 1999 →                                               |                    |              |
| suwalski                            | → 1975                               | → 1975                                               | → 1975                                               | → 1975                                               | → 1975                                               | → 1975                                               | → 1975                                               | → 1975                                               | → 1975                                               | → 1975                                               | → 1975                                               | → 1975                                               | → 1975                                               | → 1975                                               | → 1975                                               | → 1975                                               | → 1975                                               | → 1975                                               | → 1975                                               | → 1975                                               | → 1975                                               | → 1975                                               | → 1975                                               | → 1975                                               | → 1975                                               | → 1975                                               | → 1975                                               | → 1975                                               | → 1975                                               | → 1975                                               | → 1975                                               |                                                      | 1999 →                                               | 1999 →                                               | 1999 →                                               | 1999 →                                               | 1999 →                                               | 1999 →                                               | 1999 →                                               | 1999 →                                               | 1999 →                                               | 1999 →                                               |                    |              |
| sycowski                            |                                      | → 1975                                               | → 1975                                               | → 1975                                               | → 1975                                               | → 1975                                               | → 1975                                               | → 1975                                               | → 1975                                               | → 1975                                               | → 1975                                               | → 1975                                               | → 1975                                               | → 1975                                               | → 1975                                               | → 1975                                               | → 1975                                               | → 1975                                               | → 1975                                               | → 1975                                               | → 1975                                               | → 1975                                               | → 1975                                               | → 1975                                               | → 1975                                               | → 1975                                               | → 1975                                               | → 1975                                               | → 1975                                               | → 1975                                               | → 1975                                               |                                                      |                                                      |                                                      |                                                      |                                                      |                                                      |                                                      |                                                      |                                                      |                                                      |                                                      |                    |              |
| szamotulski                         | → 1975                               | → 1975                                               | → 1975                                               | → 1975                                               | → 1975                                               | → 1975                                               | → 1975                                               | → 1975                                               | → 1975                                               | → 1975                                               | → 1975                                               | → 1975                                               | → 1975                                               | → 1975                                               | → 1975                                               | → 1975                                               | → 1975                                               | → 1975                                               | → 1975                                               | → 1975                                               | → 1975                                               | → 1975                                               | → 1975                                               | → 1975                                               | → 1975                                               | → 1975                                               | → 1975                                               | → 1975                                               | → 1975                                               | → 1975                                               | → 1975                                               |                                                      | 1999 →                                               | 1999 →                                               | 1999 →                                               | 1999 →                                               | 1999 →                                               | 1999 →                                               | 1999 →                                               | 1999 →                                               | 1999 →                                               | 1999 →                                               |                    |              |
| szczecinecki ##                     |                                      | →1950 #                                              | →1950 #                                              | →1950 #                                              | →1950 #                                              | # 1950-75 #                                          | # 1950-75 #                                          | # 1950-75 #                                          | # 1950-75 #                                          | # 1950-75 #                                          | # 1950-75 #                                          | # 1950-75 #                                          | # 1950-75 #                                          | # 1950-75 #                                          | # 1950-75 #                                          | # 1950-75 #                                          | # 1950-75 #                                          | # 1950-75 #                                          | # 1950-75 #                                          | # 1950-75 #                                          | # 1950-75 #                                          | # 1950-75 #                                          | # 1950-75 #                                          | # 1950-75 #                                          | # 1950-75 #                                          | # 1950-75 #                                          | # 1950-75 #                                          | # 1950-75 #                                          | # 1950-75 #                                          | # 1950-75 #                                          | # 1950-75 #                                          |                                                      | # 1999 →                                             | # 1999 →                                             | # 1999 →                                             | # 1999 →                                             | # 1999 →                                             | # 1999 →                                             | # 1999 →                                             | # 1999 →                                             | # 1999 →                                             | # 1999 →                                             |                    |              |
| szczeciński                         | [ 119 ]                              | → 1975                                               | → 1975                                               | → 1975                                               | → 1975                                               | → 1975                                               | → 1975                                               | → 1975                                               | → 1975                                               | → 1975                                               | → 1975                                               | → 1975                                               | → 1975                                               | → 1975                                               | → 1975                                               | → 1975                                               | → 1975                                               | → 1975                                               | → 1975                                               | → 1975                                               | → 1975                                               | → 1975                                               | → 1975                                               | → 1975                                               | → 1975                                               | → 1975                                               | → 1975                                               | → 1975                                               | → 1975                                               | → 1975                                               | → 1975                                               |                                                      |                                                      |                                                      |                                                      |                                                      |                                                      |                                                      |                                                      |                                                      |                                                      |                                                      |                    |              |
| szczuczyński                        | → 1948                               | → 1948                                               | → 1948                                               | → 1948                                               | → grajewski                                          | → grajewski                                          | → grajewski                                          | → grajewski                                          | → grajewski                                          | → grajewski                                          | → grajewski                                          | → grajewski                                          | → grajewski                                          | → grajewski                                          | → grajewski                                          | → grajewski                                          | → grajewski                                          | → grajewski                                          | → grajewski                                          | → grajewski                                          | → grajewski                                          | → grajewski                                          | → grajewski                                          | → grajewski                                          | → grajewski                                          | → grajewski                                          | → grajewski                                          | → grajewski                                          | → grajewski                                          | → grajewski                                          | → grajewski                                          | → grajewski                                          | → grajewski                                          | → grajewski                                          | → grajewski                                          | → grajewski                                          | → grajewski                                          | → grajewski                                          | → grajewski                                          | → grajewski                                          | → grajewski                                          | → grajewski                                          |                    |              |
| szczycieński                        |                                      | → 1975                                               | → 1975                                               | → 1975                                               | → 1975                                               | → 1975                                               | → 1975                                               | → 1975                                               | → 1975                                               | → 1975                                               | → 1975                                               | → 1975                                               | → 1975                                               | → 1975                                               | → 1975                                               | → 1975                                               | → 1975                                               | → 1975                                               | → 1975                                               | → 1975                                               | → 1975                                               | → 1975                                               | → 1975                                               | → 1975                                               | → 1975                                               | → 1975                                               | → 1975                                               | → 1975                                               | → 1975                                               | → 1975                                               | → 1975                                               |                                                      | 1999 →                                               | 1999 →                                               | 1999 →                                               | 1999 →                                               | 1999 →                                               | 1999 →                                               | 1999 →                                               | 1999 →                                               | 1999 →                                               | 1999 →                                               |                    |              |
| szprotawski #                       |                                      | →1950 #                                              | →1950 #                                              | →1950 #                                              | →1950 #                                              | # 1950-75                                            | # 1950-75                                            | # 1950-75                                            | # 1950-75                                            | # 1950-75                                            | # 1950-75                                            | # 1950-75                                            | # 1950-75                                            | # 1950-75                                            | # 1950-75                                            | # 1950-75                                            | # 1950-75                                            | # 1950-75                                            | # 1950-75                                            | # 1950-75                                            | # 1950-75                                            | # 1950-75                                            | # 1950-75                                            | # 1950-75                                            | # 1950-75                                            | # 1950-75                                            | # 1950-75                                            | # 1950-75                                            | # 1950-75                                            | # 1950-75                                            | # 1950-75                                            |                                                      |                                                      |                                                      |                                                      |                                                      |                                                      |                                                      |                                                      |                                                      |                                                      |                                                      |                    |              |
| sztumski                            | ●                                    | → 1975                                               | → 1975                                               | → 1975                                               | → 1975                                               | → 1975                                               | → 1975                                               | → 1975                                               | → 1975                                               | → 1975                                               | → 1975                                               | → 1975                                               | → 1975                                               | → 1975                                               | → 1975                                               | → 1975                                               | → 1975                                               | → 1975                                               | → 1975                                               | → 1975                                               | → 1975                                               | → 1975                                               | → 1975                                               | → 1975                                               | → 1975                                               | → 1975                                               | → 1975                                               | → 1975                                               | → 1975                                               | → 1975                                               | → 1975                                               |                                                      |                                                      |                                                      |                                                      | 2002 →                                               | 2002 →                                               | 2002 →                                               | 2002 →                                               | 2002 →                                               | 2002 →                                               | 2002 →                                               |                    |              |
| szubiński                           | → 1975                               | → 1975                                               | → 1975                                               | → 1975                                               | → 1975                                               | → 1975                                               | → 1975                                               | → 1975                                               | → 1975                                               | → 1975                                               | → 1975                                               | → 1975                                               | → 1975                                               | → 1975                                               | → 1975                                               | → 1975                                               | → 1975                                               | → 1975                                               | → 1975                                               | → 1975                                               | → 1975                                               | → 1975                                               | → 1975                                               | → 1975                                               | → 1975                                               | → 1975                                               | → 1975                                               | → 1975                                               | → 1975                                               | → 1975                                               | → 1975                                               |                                                      |                                                      |                                                      |                                                      |                                                      |                                                      |                                                      |                                                      |                                                      |                                                      |                                                      |                    |              |
| szydłowiecki #                      |                                      |                                                      |                                                      |                                                      |                                                      |                                                      |                                                      |                                                      |                                                      | 1954-75 #                                            | 1954-75 #                                            | 1954-75 #                                            | 1954-75 #                                            | 1954-75 #                                            | 1954-75 #                                            | 1954-75 #                                            | 1954-75 #                                            | 1954-75 #                                            | 1954-75 #                                            | 1954-75 #                                            | 1954-75 #                                            | 1954-75 #                                            | 1954-75 #                                            | 1954-75 #                                            | 1954-75 #                                            | 1954-75 #                                            | 1954-75 #                                            | 1954-75 #                                            | 1954-75 #                                            | 1954-75 #                                            | 1954-75 #                                            |                                                      | # 1999 →                                             | # 1999 →                                             | # 1999 →                                             | # 1999 →                                             | # 1999 →                                             | # 1999 →                                             | # 1999 →                                             | # 1999 →                                             | # 1999 →                                             | # 1999 →                                             |                    |              |
| średzki (śląski)                    |                                      | → 1975                                               | → 1975                                               | → 1975                                               | → 1975                                               | → 1975                                               | → 1975                                               | → 1975                                               | → 1975                                               | → 1975                                               | → 1975                                               | → 1975                                               | → 1975                                               | → 1975                                               | → 1975                                               | → 1975                                               | → 1975                                               | → 1975                                               | → 1975                                               | → 1975                                               | → 1975                                               | → 1975                                               | → 1975                                               | → 1975                                               | → 1975                                               | → 1975                                               | → 1975                                               | → 1975                                               | → 1975                                               | → 1975                                               | → 1975                                               |                                                      | 1999 →                                               | 1999 →                                               | 1999 →                                               | 1999 →                                               | 1999 →                                               | 1999 →                                               | 1999 →                                               | 1999 →                                               | 1999 →                                               | 1999 →                                               |                    |              |
| średzki (wielkopolski)              | → 1975                               | → 1975                                               | → 1975                                               | → 1975                                               | → 1975                                               | → 1975                                               | → 1975                                               | → 1975                                               | → 1975                                               | → 1975                                               | → 1975                                               | → 1975                                               | → 1975                                               | → 1975                                               | → 1975                                               | → 1975                                               | → 1975                                               | → 1975                                               | → 1975                                               | → 1975                                               | → 1975                                               | → 1975                                               | → 1975                                               | → 1975                                               | → 1975                                               | → 1975                                               | → 1975                                               | → 1975                                               | → 1975                                               | → 1975                                               | → 1975                                               |                                                      | 1999 →                                               | 1999 →                                               | 1999 →                                               | 1999 →                                               | 1999 →                                               | 1999 →                                               | 1999 →                                               | 1999 →                                               | 1999 →                                               | 1999 →                                               |                    |              |
| śremski                             | → 1975                               | → 1975                                               | → 1975                                               | → 1975                                               | → 1975                                               | → 1975                                               | → 1975                                               | → 1975                                               | → 1975                                               | → 1975                                               | → 1975                                               | → 1975                                               | → 1975                                               | → 1975                                               | → 1975                                               | → 1975                                               | → 1975                                               | → 1975                                               | → 1975                                               | → 1975                                               | → 1975                                               | → 1975                                               | → 1975                                               | → 1975                                               | → 1975                                               | → 1975                                               | → 1975                                               | → 1975                                               | → 1975                                               | → 1975                                               | → 1975                                               |                                                      | 1999 →                                               | 1999 →                                               | 1999 →                                               | 1999 →                                               | 1999 →                                               | 1999 →                                               | 1999 →                                               | 1999 →                                               | 1999 →                                               | 1999 →                                               |                    |              |
| świdnicki (lubelski)                |                                      |                                                      |                                                      |                                                      |                                                      |                                                      |                                                      |                                                      |                                                      |                                                      |                                                      |                                                      |                                                      |                                                      |                                                      |                                                      |                                                      |                                                      |                                                      |                                                      |                                                      |                                                      |                                                      |                                                      |                                                      |                                                      |                                                      |                                                      |                                                      |                                                      |                                                      |                                                      | 1999 →                                               | 1999 →                                               | 1999 →                                               | 1999 →                                               | 1999 →                                               | 1999 →                                               | 1999 →                                               | 1999 →                                               | 1999 →                                               | 1999 →                                               |                    |              |
| Svidník (fragment)                  | Słowacja                             | Słowacja                                             | Słowacja                                             | Słowacja                                             | Słowacja                                             | Słowacja                                             | Słowacja                                             | Słowacja                                             | Słowacja                                             | Słowacja                                             | Słowacja                                             | Słowacja                                             | Słowacja                                             | Słowacja                                             | Słowacja                                             | Słowacja                                             | Słowacja                                             | Słowacja                                             | Słowacja                                             | Słowacja                                             | Słowacja                                             | Słowacja                                             | Słowacja                                             | Słowacja                                             | Słowacja                                             | Słowacja                                             | Słowacja                                             | Słowacja                                             | Słowacja                                             | Słowacja                                             | Słowacja                                             | Słowacja                                             | Słowacja                                             | Słowacja                                             | Słowacja                                             | Słowacja                                             | Słowacja                                             | Słowacja                                             | Słowacja                                             | ►                                                    | ►                                                    | ►                                                    |                    |              |
| świdnicki (śląski)                  |                                      | → 1975                                               | → 1975                                               | → 1975                                               | → 1975                                               | → 1975                                               | → 1975                                               | → 1975                                               | → 1975                                               | → 1975                                               | → 1975                                               | → 1975                                               | → 1975                                               | → 1975                                               | → 1975                                               | → 1975                                               | → 1975                                               | → 1975                                               | → 1975                                               | → 1975                                               | → 1975                                               | → 1975                                               | → 1975                                               | → 1975                                               | → 1975                                               | → 1975                                               | → 1975                                               | → 1975                                               | → 1975                                               | → 1975                                               | → 1975                                               |                                                      | 1999 →                                               | 1999 →                                               | 1999 →                                               | 1999 →                                               | 1999 →                                               | 1999 →                                               | 1999 →                                               | 1999 →                                               | 1999 →                                               | 1999 →                                               |                    |              |
| świdwiński #                        |                                      |                                                      |                                                      |                                                      |                                                      |                                                      |                                                      |                                                      |                                                      | 1954-75 #                                            | 1954-75 #                                            | 1954-75 #                                            | 1954-75 #                                            | 1954-75 #                                            | 1954-75 #                                            | 1954-75 #                                            | 1954-75 #                                            | 1954-75 #                                            | 1954-75 #                                            | 1954-75 #                                            | 1954-75 #                                            | 1954-75 #                                            | 1954-75 #                                            | 1954-75 #                                            | 1954-75 #                                            | 1954-75 #                                            | 1954-75 #                                            | 1954-75 #                                            | 1954-75 #                                            | 1954-75 #                                            | 1954-75 #                                            |                                                      | # 1999 →                                             | # 1999 →                                             | # 1999 →                                             | # 1999 →                                             | # 1999 →                                             | # 1999 →                                             | # 1999 →                                             | # 1999 →                                             | # 1999 →                                             | # 1999 →                                             |                    |              |
| świebodziński #                     | [ 121 ]                              | 1946-50#                                             | 1946-50#                                             | 1946-50#                                             | 1946-50#                                             | # 1950-75                                            | # 1950-75                                            | # 1950-75                                            | # 1950-75                                            | # 1950-75                                            | # 1950-75                                            | # 1950-75                                            | # 1950-75                                            | # 1950-75                                            | # 1950-75                                            | # 1950-75                                            | # 1950-75                                            | # 1950-75                                            | # 1950-75                                            | # 1950-75                                            | # 1950-75                                            | # 1950-75                                            | # 1950-75                                            | # 1950-75                                            | # 1950-75                                            | # 1950-75                                            | # 1950-75                                            | # 1950-75                                            | # 1950-75                                            | # 1950-75                                            | # 1950-75                                            |                                                      | 1999 →                                               | 1999 →                                               | 1999 →                                               | 1999 →                                               | 1999 →                                               | 1999 →                                               | 1999 →                                               | 1999 →                                               | 1999 →                                               | 1999 →                                               |                    |              |
| świecki                             | → 1975                               | → 1975                                               | → 1975                                               | → 1975                                               | → 1975                                               | → 1975                                               | → 1975                                               | → 1975                                               | → 1975                                               | → 1975                                               | → 1975                                               | → 1975                                               | → 1975                                               | → 1975                                               | → 1975                                               | → 1975                                               | → 1975                                               | → 1975                                               | → 1975                                               | → 1975                                               | → 1975                                               | → 1975                                               | → 1975                                               | → 1975                                               | → 1975                                               | → 1975                                               | → 1975                                               | → 1975                                               | → 1975                                               | → 1975                                               | → 1975                                               |                                                      | 1999 →                                               | 1999 →                                               | 1999 →                                               | 1999 →                                               | 1999 →                                               | 1999 →                                               | 1999 →                                               | 1999 →                                               | 1999 →                                               | 1999 →                                               |                    |              |
| świętomiejski (część pd.)           | ●                                    | → 1945; ► braniewski                                 | → 1945; ► braniewski                                 | → 1945; ► braniewski                                 | → 1945; ► braniewski                                 | → 1945; ► braniewski                                 | → 1945; ► braniewski                                 | → 1945; ► braniewski                                 | → 1945; ► braniewski                                 | → 1945; ► braniewski                                 | → 1945; ► braniewski                                 | → 1945; ► braniewski                                 | → 1945; ► braniewski                                 | → 1945; ► braniewski                                 | → 1945; ► braniewski                                 | → 1945; ► braniewski                                 | → 1945; ► braniewski                                 | → 1945; ► braniewski                                 | → 1945; ► braniewski                                 | → 1945; ► braniewski                                 | → 1945; ► braniewski                                 | → 1945; ► braniewski                                 | → 1945; ► braniewski                                 | → 1945; ► braniewski                                 | → 1945; ► braniewski                                 | → 1945; ► braniewski                                 | → 1945; ► braniewski                                 | → 1945; ► braniewski                                 | → 1945; ► braniewski                                 | → 1945; ► braniewski                                 | → 1945; ► braniewski                                 | → 1945; ► braniewski                                 | → 1945; ► braniewski                                 | → 1945; ► braniewski                                 | → 1945; ► braniewski                                 | → 1945; ► braniewski                                 | → 1945; ► braniewski                                 | → 1945; ► braniewski                                 | → 1945; ► braniewski                                 | → 1945; ► braniewski                                 | → 1945; ► braniewski                                 | → 1945; ► braniewski                                 |                    |              |
| tarnobrzeski #                      | #                                    | # → 1975                                             | # → 1975                                             | # → 1975                                             | # → 1975                                             | # → 1975                                             | # → 1975                                             | # → 1975                                             | # → 1975                                             | # → 1975                                             | # → 1975                                             | # → 1975                                             | # → 1975                                             | # → 1975                                             | # → 1975                                             | # → 1975                                             | # → 1975                                             | # → 1975                                             | # → 1975                                             | # → 1975                                             | # → 1975                                             | # → 1975                                             | # → 1975                                             | # → 1975                                             | # → 1975                                             | # → 1975                                             | # → 1975                                             | # → 1975                                             | # → 1975                                             | # → 1975                                             | # → 1975                                             |                                                      | 1999 →                                               | 1999 →                                               | 1999 →                                               | 1999 →                                               | 1999 →                                               | 1999 →                                               | 1999 →                                               | 1999 →                                               | 1999 →                                               | 1999 →                                               |                    |              |
| tarnogórski                         | → 1975                               | → 1975                                               | → 1975                                               | → 1975                                               | → 1975                                               | → 1975                                               | → 1975                                               | → 1975                                               | → 1975                                               | → 1975                                               | → 1975                                               | → 1975                                               | → 1975                                               | → 1975                                               | → 1975                                               | → 1975                                               | → 1975                                               | → 1975                                               | → 1975                                               | → 1975                                               | → 1975                                               | → 1975                                               | → 1975                                               | → 1975                                               | → 1975                                               | → 1975                                               | → 1975                                               | → 1975                                               | → 1975                                               | → 1975                                               | → 1975                                               |                                                      | 1999 →                                               | 1999 →                                               | 1999 →                                               | 1999 →                                               | 1999 →                                               | 1999 →                                               | 1999 →                                               | 1999 →                                               | 1999 →                                               | 1999 →                                               |                    |              |
| tarnowski                           | → 1975                               | → 1975                                               | → 1975                                               | → 1975                                               | → 1975                                               | → 1975                                               | → 1975                                               | → 1975                                               | → 1975                                               | → 1975                                               | → 1975                                               | → 1975                                               | → 1975                                               | → 1975                                               | → 1975                                               | → 1975                                               | → 1975                                               | → 1975                                               | → 1975                                               | → 1975                                               | → 1975                                               | → 1975                                               | → 1975                                               | → 1975                                               | → 1975                                               | → 1975                                               | → 1975                                               | → 1975                                               | → 1975                                               | → 1975                                               | → 1975                                               |                                                      | 1999 →                                               | 1999 →                                               | 1999 →                                               | 1999 →                                               | 1999 →                                               | 1999 →                                               | 1999 →                                               | 1999 →                                               | 1999 →                                               | 1999 →                                               |                    |              |
| tatrzański                          |                                      |                                                      |                                                      |                                                      |                                                      |                                                      |                                                      |                                                      |                                                      |                                                      |                                                      |                                                      |                                                      |                                                      |                                                      |                                                      |                                                      |                                                      |                                                      |                                                      |                                                      |                                                      |                                                      |                                                      |                                                      |                                                      |                                                      |                                                      |                                                      |                                                      |                                                      |                                                      | 1999 →                                               | 1999 →                                               | 1999 →                                               | 1999 →                                               | 1999 →                                               | 1999 →                                               | 1999 →                                               | 1999 →                                               | 1999 →                                               | 1999 →                                               |                    |              |
| tczewski #                          | #                                    | # → 1975                                             | # → 1975                                             | # → 1975                                             | # → 1975                                             | # → 1975                                             | # → 1975                                             | # → 1975                                             | # → 1975                                             | # → 1975                                             | # → 1975                                             | # → 1975                                             | # → 1975                                             | # → 1975                                             | # → 1975                                             | # → 1975                                             | # → 1975                                             | # → 1975                                             | # → 1975                                             | # → 1975                                             | # → 1975                                             | # → 1975                                             | # → 1975                                             | # → 1975                                             | # → 1975                                             | # → 1975                                             | # → 1975                                             | # → 1975                                             | # → 1975                                             | # → 1975                                             | # → 1975                                             |                                                      | 1999 →                                               | 1999 →                                               | 1999 →                                               | 1999 →                                               | 1999 →                                               | 1999 →                                               | 1999 →                                               | 1999 →                                               | 1999 →                                               | 1999 →                                               |                    |              |
| tomaszowski (lubelski)              | → 1975                               | → 1975                                               | → 1975                                               | → 1975                                               | → 1975                                               | → 1975                                               | → 1975                                               | → 1975                                               | → 1975                                               | → 1975                                               | → 1975                                               | → 1975                                               | → 1975                                               | → 1975                                               | → 1975                                               | → 1975                                               | → 1975                                               | → 1975                                               | → 1975                                               | → 1975                                               | → 1975                                               | → 1975                                               | → 1975                                               | → 1975                                               | → 1975                                               | → 1975                                               | → 1975                                               | → 1975                                               | → 1975                                               | → 1975                                               | → 1975                                               |                                                      | 1999 →                                               | 1999 →                                               | 1999 →                                               | 1999 →                                               | 1999 →                                               | 1999 →                                               | 1999 →                                               | 1999 →                                               | 1999 →                                               | 1999 →                                               |                    |              |
| tomaszowski (mazowiecki)            |                                      |                                                      |                                                      |                                                      |                                                      |                                                      |                                                      |                                                      |                                                      |                                                      |                                                      |                                                      |                                                      |                                                      |                                                      |                                                      |                                                      |                                                      |                                                      |                                                      |                                                      |                                                      |                                                      |                                                      |                                                      |                                                      |                                                      |                                                      |                                                      |                                                      |                                                      |                                                      | 1999 →                                               | 1999 →                                               | 1999 →                                               | 1999 →                                               | 1999 →                                               | 1999 →                                               | 1999 →                                               | 1999 →                                               | 1999 →                                               | 1999 →                                               |                    |              |
| toruński                            | → 1975                               | → 1975                                               | → 1975                                               | → 1975                                               | → 1975                                               | → 1975                                               | → 1975                                               | → 1975                                               | → 1975                                               | → 1975                                               | → 1975                                               | → 1975                                               | → 1975                                               | → 1975                                               | → 1975                                               | → 1975                                               | → 1975                                               | → 1975                                               | → 1975                                               | → 1975                                               | → 1975                                               | → 1975                                               | → 1975                                               | → 1975                                               | → 1975                                               | → 1975                                               | → 1975                                               | → 1975                                               | → 1975                                               | → 1975                                               | → 1975                                               |                                                      | 1999 →                                               | 1999 →                                               | 1999 →                                               | 1999 →                                               | 1999 →                                               | 1999 →                                               | 1999 →                                               | 1999 →                                               | 1999 →                                               | 1999 →                                               |                    |              |
| trzcianecki                         | [ 123 ]                              |                                                      | → 1946                                               | → 1946                                               | → 1946                                               | → pilski ←                                           | → pilski ←                                           | → pilski ←                                           | → pilski ←                                           | → pilski ←                                           | → pilski ←                                           | → pilski ←                                           | → pilski ←                                           | → pilski ←                                           | 1959-75                                              | 1959-75                                              | 1959-75                                              | 1959-75                                              | 1959-75                                              | 1959-75                                              | 1959-75                                              | 1959-75                                              | 1959-75                                              | 1959-75                                              | 1959-75                                              | 1959-75                                              | 1959-75                                              | 1959-75                                              | 1959-75                                              | 1959-75                                              | 1959-75                                              |                                                      |                                                      |                                                      |                                                      |                                                      |                                                      |                                                      |                                                      |                                                      |                                                      |                                                      |                    |              |
| trzebnicki                          |                                      | → 1975                                               | → 1975                                               | → 1975                                               | → 1975                                               | → 1975                                               | → 1975                                               | → 1975                                               | → 1975                                               | → 1975                                               | → 1975                                               | → 1975                                               | → 1975                                               | → 1975                                               | → 1975                                               | → 1975                                               | → 1975                                               | → 1975                                               | → 1975                                               | → 1975                                               | → 1975                                               | → 1975                                               | → 1975                                               | → 1975                                               | → 1975                                               | → 1975                                               | → 1975                                               | → 1975                                               | → 1975                                               | → 1975                                               | → 1975                                               |                                                      | 1999 →                                               | 1999 →                                               | 1999 →                                               | 1999 →                                               | 1999 →                                               | 1999 →                                               | 1999 →                                               | 1999 →                                               | 1999 →                                               | 1999 →                                               |                    |              |
| tucholski                           | → 1975                               | → 1975                                               | → 1975                                               | → 1975                                               | → 1975                                               | → 1975                                               | → 1975                                               | → 1975                                               | → 1975                                               | → 1975                                               | → 1975                                               | → 1975                                               | → 1975                                               | → 1975                                               | → 1975                                               | → 1975                                               | → 1975                                               | → 1975                                               | → 1975                                               | → 1975                                               | → 1975                                               | → 1975                                               | → 1975                                               | → 1975                                               | → 1975                                               | → 1975                                               | → 1975                                               | → 1975                                               | → 1975                                               | → 1975                                               | → 1975                                               |                                                      | 1999 →                                               | 1999 →                                               | 1999 →                                               | 1999 →                                               | 1999 →                                               | 1999 →                                               | 1999 →                                               | 1999 →                                               | 1999 →                                               | 1999 →                                               |                    |              |
| turczański (część zach.) #          | ●                                    | # → 1945; ► leski                                    | # → 1945; ► leski                                    | # → 1945; ► leski                                    | # → 1945; ► leski                                    | # → 1945; ► leski                                    | # → 1945; ► leski                                    | # → 1945; ► leski                                    | # → 1945; ► leski                                    | # → 1945; ► leski                                    | # → 1945; ► leski                                    | # → 1945; ► leski                                    | # → 1945; ► leski                                    | # → 1945; ► leski                                    | # → 1945; ► leski                                    | # → 1945; ► leski                                    | # → 1945; ► leski                                    | # → 1945; ► leski                                    | # → 1945; ► leski                                    | # → 1945; ► leski                                    | # → 1945; ► leski                                    | # → 1945; ► leski                                    | # → 1945; ► leski                                    | # → 1945; ► leski                                    | # → 1945; ► leski                                    | # → 1945; ► leski                                    | # → 1945; ► leski                                    | # → 1945; ► leski                                    | # → 1945; ► leski                                    | # → 1945; ► leski                                    | # → 1945; ► leski                                    | # → 1945; ► leski                                    | # → 1945; ► leski                                    | # → 1945; ► leski                                    | # → 1945; ► leski                                    | # → 1945; ► leski                                    | # → 1945; ► leski                                    | # → 1945; ► leski                                    | # → 1945; ► leski                                    | # → 1945; ► leski                                    | # → 1945; ► leski                                    | # → 1945; ► leski                                    |                    |              |
| turecki                             | → 1975                               | → 1975                                               | → 1975                                               | → 1975                                               | → 1975                                               | → 1975                                               | → 1975                                               | → 1975                                               | → 1975                                               | → 1975                                               | → 1975                                               | → 1975                                               | → 1975                                               | → 1975                                               | → 1975                                               | → 1975                                               | → 1975                                               | → 1975                                               | → 1975                                               | → 1975                                               | → 1975                                               | → 1975                                               | → 1975                                               | → 1975                                               | → 1975                                               | → 1975                                               | → 1975                                               | → 1975                                               | → 1975                                               | → 1975                                               | → 1975                                               |                                                      | 1999 →                                               | 1999 →                                               | 1999 →                                               | 1999 →                                               | 1999 →                                               | 1999 →                                               | 1999 →                                               | 1999 →                                               | 1999 →                                               | 1999 →                                               |                    |              |
| tyski                               |                                      |                                                      |                                                      |                                                      |                                                      |                                                      |                                                      |                                                      |                                                      | 1954-75                                              | 1954-75                                              | 1954-75                                              | 1954-75                                              | 1954-75                                              | 1954-75                                              | 1954-75                                              | 1954-75                                              | 1954-75                                              | 1954-75                                              | 1954-75                                              | 1954-75                                              | 1954-75                                              | 1954-75                                              | 1954-75                                              | 1954-75                                              | 1954-75                                              | 1954-75                                              | 1954-75                                              | 1954-75                                              | 1954-75                                              | 1954-75                                              |                                                      | 99-01                                                | 99-01                                                | 99-01                                                | → bier.-lędziński                                    | → bier.-lędziński                                    | → bier.-lędziński                                    | → bier.-lędziński                                    | → bier.-lędziński                                    | → bier.-lędziński                                    | → bier.-lędziński                                    |                    |              |
| ustrzycki                           |                                      |                                                      |                                                      |                                                      |                                                      |                                                      |                                                      | 1952-72                                              | 1952-72                                              | 1952-72                                              | 1952-72                                              | 1952-72                                              | 1952-72                                              | 1952-72                                              | 1952-72                                              | 1952-72                                              | 1952-72                                              | 1952-72                                              | 1952-72                                              | 1952-72                                              | 1952-72                                              | 1952-72                                              | 1952-72                                              | 1952-72                                              | 1952-72                                              | 1952-72                                              | 1952-72                                              | 1952-72                                              |                                                      |                                                      |                                                      |                                                      | 1999 →                                               | 1999 →                                               | 1999 →                                               | 1999 →                                               | 1999 →                                               | 1999 →                                               | 1999 →                                               | 1999 →                                               | 1999 →                                               | 1999 →                                               |                    |              |
| ustrzycki, rejon                    |                                      |                                                      |                                                      |                                                      |                                                      |                                                      | → 1951; → ustrzycki                                  | → 1951; → ustrzycki                                  | → 1951; → ustrzycki                                  | → 1951; → ustrzycki                                  | → 1951; → ustrzycki                                  | → 1951; → ustrzycki                                  | → 1951; → ustrzycki                                  | → 1951; → ustrzycki                                  | → 1951; → ustrzycki                                  | → 1951; → ustrzycki                                  | → 1951; → ustrzycki                                  | → 1951; → ustrzycki                                  | → 1951; → ustrzycki                                  | → 1951; → ustrzycki                                  | → 1951; → ustrzycki                                  | → 1951; → ustrzycki                                  | → 1951; → ustrzycki                                  | → 1951; → ustrzycki                                  | → 1951; → ustrzycki                                  | → 1951; → ustrzycki                                  | → 1951; → ustrzycki                                  | → 1951; → ustrzycki                                  | → 1951; → ustrzycki                                  | → 1951; → ustrzycki                                  | → 1951; → ustrzycki                                  | → 1951; → ustrzycki                                  | → 1951; → ustrzycki                                  | → 1951; → ustrzycki                                  | → 1951; → ustrzycki                                  | → 1951; → ustrzycki                                  | → 1951; → ustrzycki                                  | → 1951; → ustrzycki                                  | → 1951; → ustrzycki                                  | → 1951; → ustrzycki                                  | → 1951; → ustrzycki                                  | → 1951; → ustrzycki                                  |                    |              |
| uznamsko-woliński (cz. wsch.)       | ●                                    | → 1945; → woliński                                   | → 1945; → woliński                                   | → 1945; → woliński                                   | → 1945; → woliński                                   | → 1945; → woliński                                   | → 1945; → woliński                                   | → 1945; → woliński                                   | → 1945; → woliński                                   | → 1945; → woliński                                   | → 1945; → woliński                                   | → 1945; → woliński                                   | → 1945; → woliński                                   | → 1945; → woliński                                   | → 1945; → woliński                                   | → 1945; → woliński                                   | → 1945; → woliński                                   | → 1945; → woliński                                   | → 1945; → woliński                                   | → 1945; → woliński                                   | → 1945; → woliński                                   | → 1945; → woliński                                   | → 1945; → woliński                                   | → 1945; → woliński                                   | → 1945; → woliński                                   | → 1945; → woliński                                   | → 1945; → woliński                                   | → 1945; → woliński                                   | → 1945; → woliński                                   | → 1945; → woliński                                   | → 1945; → woliński                                   | → 1945; → woliński                                   | → 1945; → woliński                                   | → 1945; → woliński                                   | → 1945; → woliński                                   | → 1945; → woliński                                   | → 1945; → woliński                                   | → 1945; → woliński                                   | → 1945; → woliński                                   | → 1945; → woliński                                   | → 1945; → woliński                                   | → 1945; → woliński                                   |                    |              |
| wadowicki                           | → 1975                               | → 1975                                               | → 1975                                               | → 1975                                               | → 1975                                               | → 1975                                               | → 1975                                               | → 1975                                               | → 1975                                               | → 1975                                               | → 1975                                               | → 1975                                               | → 1975                                               | → 1975                                               | → 1975                                               | → 1975                                               | → 1975                                               | → 1975                                               | → 1975                                               | → 1975                                               | → 1975                                               | → 1975                                               | → 1975                                               | → 1975                                               | → 1975                                               | → 1975                                               | → 1975                                               | → 1975                                               | → 1975                                               | → 1975                                               | → 1975                                               |                                                      | 1999 →                                               | 1999 →                                               | 1999 →                                               | 1999 →                                               | 1999 →                                               | 1999 →                                               | 1999 →                                               | 1999 →                                               | 1999 →                                               | 1999 →                                               |                    |              |
| wałbrzyski                          |                                      | → 1975                                               | → 1975                                               | → 1975                                               | → 1975                                               | → 1975                                               | → 1975                                               | → 1975                                               | → 1975                                               | → 1975                                               | → 1975                                               | → 1975                                               | → 1975                                               | → 1975                                               | → 1975                                               | → 1975                                               | → 1975                                               | → 1975                                               | → 1975                                               | → 1975                                               | → 1975                                               | → 1975                                               | → 1975                                               | → 1975                                               | → 1975                                               | → 1975                                               | → 1975                                               | → 1975                                               | → 1975                                               | → 1975                                               | → 1975                                               |                                                      | 1999 →                                               | 1999 →                                               | 1999 →                                               | 1999 →                                               | 1999 →                                               | 1999 →                                               | 1999 →                                               | 1999 →                                               | 1999 →                                               | 1999 →                                               |                    |              |
| wałecki ##                          |                                      | →1950 #                                              | →1950 #                                              | →1950 #                                              | →1950 #                                              | # 1950-75 #                                          | # 1950-75 #                                          | # 1950-75 #                                          | # 1950-75 #                                          | # 1950-75 #                                          | # 1950-75 #                                          | # 1950-75 #                                          | # 1950-75 #                                          | # 1950-75 #                                          | # 1950-75 #                                          | # 1950-75 #                                          | # 1950-75 #                                          | # 1950-75 #                                          | # 1950-75 #                                          | # 1950-75 #                                          | # 1950-75 #                                          | # 1950-75 #                                          | # 1950-75 #                                          | # 1950-75 #                                          | # 1950-75 #                                          | # 1950-75 #                                          | # 1950-75 #                                          | # 1950-75 #                                          | # 1950-75 #                                          | # 1950-75 #                                          | # 1950-75 #                                          |                                                      | # 1999 →                                             | # 1999 →                                             | # 1999 →                                             | # 1999 →                                             | # 1999 →                                             | # 1999 →                                             | # 1999 →                                             | # 1999 →                                             | # 1999 →                                             | # 1999 →                                             |                    |              |
| warszawski / warszawski             | → 1952                               | → 1952                                               | → 1952                                               | → 1952                                               | → 1952                                               | → 1952                                               | → 1952                                               | → 1952                                               |                                                      |                                                      |                                                      |                                                      |                                                      |                                                      |                                                      |                                                      |                                                      |                                                      |                                                      |                                                      |                                                      |                                                      |                                                      |                                                      |                                                      |                                                      |                                                      |                                                      |                                                      |                                                      |                                                      |                                                      | 99-02                                                | 99-02                                                | 99-02                                                | 99-02                                                |                                                      |                                                      |                                                      |                                                      |                                                      |                                                      |                    |              |
| warszawski zachodni                 |                                      |                                                      |                                                      |                                                      |                                                      |                                                      |                                                      |                                                      |                                                      |                                                      |                                                      |                                                      |                                                      |                                                      |                                                      |                                                      |                                                      |                                                      |                                                      |                                                      |                                                      |                                                      |                                                      |                                                      |                                                      |                                                      |                                                      |                                                      |                                                      |                                                      |                                                      |                                                      | 1999 →                                               | 1999 →                                               | 1999 →                                               | 1999 →                                               | 1999 →                                               | 1999 →                                               | 1999 →                                               | 1999 →                                               | 1999 →                                               | 1999 →                                               |                    |              |
| wąbrzeski                           | → 1975                               | → 1975                                               | → 1975                                               | → 1975                                               | → 1975                                               | → 1975                                               | → 1975                                               | → 1975                                               | → 1975                                               | → 1975                                               | → 1975                                               | → 1975                                               | → 1975                                               | → 1975                                               | → 1975                                               | → 1975                                               | → 1975                                               | → 1975                                               | → 1975                                               | → 1975                                               | → 1975                                               | → 1975                                               | → 1975                                               | → 1975                                               | → 1975                                               | → 1975                                               | → 1975                                               | → 1975                                               | → 1975                                               | → 1975                                               | → 1975                                               |                                                      | 1999 →                                               | 1999 →                                               | 1999 →                                               | 1999 →                                               | 1999 →                                               | 1999 →                                               | 1999 →                                               | 1999 →                                               | 1999 →                                               | 1999 →                                               |                    |              |
| wągrowiecki                         | → 1975                               | → 1975                                               | → 1975                                               | → 1975                                               | → 1975                                               | → 1975                                               | → 1975                                               | → 1975                                               | → 1975                                               | → 1975                                               | → 1975                                               | → 1975                                               | → 1975                                               | → 1975                                               | → 1975                                               | → 1975                                               | → 1975                                               | → 1975                                               | → 1975                                               | → 1975                                               | → 1975                                               | → 1975                                               | → 1975                                               | → 1975                                               | → 1975                                               | → 1975                                               | → 1975                                               | → 1975                                               | → 1975                                               | → 1975                                               | → 1975                                               |                                                      | 1999 →                                               | 1999 →                                               | 1999 →                                               | 1999 →                                               | 1999 →                                               | 1999 →                                               | 1999 →                                               | 1999 →                                               | 1999 →                                               | 1999 →                                               |                    |              |
| wejherowski                         | morski ←                             | morski ←                                             | morski ←                                             | morski ←                                             | morski ←                                             | morski ←                                             | 1951-75                                              | 1951-75                                              | 1951-75                                              | 1951-75                                              | 1951-75                                              | 1951-75                                              | 1951-75                                              | 1951-75                                              | 1951-75                                              | 1951-75                                              | 1951-75                                              | 1951-75                                              | 1951-75                                              | 1951-75                                              | 1951-75                                              | 1951-75                                              | 1951-75                                              | 1951-75                                              | 1951-75                                              | 1951-75                                              | 1951-75                                              | 1951-75                                              | 1951-75                                              | 1951-75                                              | 1951-75                                              |                                                      | 1999 →                                               | 1999 →                                               | 1999 →                                               | 1999 →                                               | 1999 →                                               | 1999 →                                               | 1999 →                                               | 1999 →                                               | 1999 →                                               | 1999 →                                               |                    |              |
| węgorzewski                         |                                      | → 1975                                               | → 1975                                               | → 1975                                               | → 1975                                               | → 1975                                               | → 1975                                               | → 1975                                               | → 1975                                               | → 1975                                               | → 1975                                               | → 1975                                               | → 1975                                               | → 1975                                               | → 1975                                               | → 1975                                               | → 1975                                               | → 1975                                               | → 1975                                               | → 1975                                               | → 1975                                               | → 1975                                               | → 1975                                               | → 1975                                               | → 1975                                               | → 1975                                               | → 1975                                               | → 1975                                               | → 1975                                               | → 1975                                               | → 1975                                               |                                                      |                                                      |                                                      |                                                      | 2002 →                                               | 2002 →                                               | 2002 →                                               | 2002 →                                               | 2002 →                                               | 2002 →                                               | 2002 →                                               |                    |              |
| węgrowski                           | → 1975                               | → 1975                                               | → 1975                                               | → 1975                                               | → 1975                                               | → 1975                                               | → 1975                                               | → 1975                                               | → 1975                                               | → 1975                                               | → 1975                                               | → 1975                                               | → 1975                                               | → 1975                                               | → 1975                                               | → 1975                                               | → 1975                                               | → 1975                                               | → 1975                                               | → 1975                                               | → 1975                                               | → 1975                                               | → 1975                                               | → 1975                                               | → 1975                                               | → 1975                                               | → 1975                                               | → 1975                                               | → 1975                                               | → 1975                                               | → 1975                                               |                                                      | 1999 →                                               | 1999 →                                               | 1999 →                                               | 1999 →                                               | 1999 →                                               | 1999 →                                               | 1999 →                                               | 1999 →                                               | 1999 →                                               | 1999 →                                               |                    |              |
| węgryujski (część wsch.)            | ●                                    | → 1945; → gryfiński                                  | → 1945; → gryfiński                                  | → 1945; → gryfiński                                  | → 1945; → gryfiński                                  | → 1945; → gryfiński                                  | → 1945; → gryfiński                                  | → 1945; → gryfiński                                  | → 1945; → gryfiński                                  | → 1945; → gryfiński                                  | → 1945; → gryfiński                                  | → 1945; → gryfiński                                  | → 1945; → gryfiński                                  | → 1945; → gryfiński                                  | → 1945; → gryfiński                                  | → 1945; → gryfiński                                  | → 1945; → gryfiński                                  | → 1945; → gryfiński                                  | → 1945; → gryfiński                                  | → 1945; → gryfiński                                  | → 1945; → gryfiński                                  | → 1945; → gryfiński                                  | → 1945; → gryfiński                                  | → 1945; → gryfiński                                  | → 1945; → gryfiński                                  | → 1945; → gryfiński                                  | → 1945; → gryfiński                                  | → 1945; → gryfiński                                  | → 1945; → gryfiński                                  | → 1945; → gryfiński                                  | → 1945; → gryfiński                                  | → 1945; → gryfiński                                  | → 1945; → gryfiński                                  | → 1945; → gryfiński                                  | → 1945; → gryfiński                                  | → 1945; → gryfiński                                  | → 1945; → gryfiński                                  | → 1945; → gryfiński                                  | → 1945; → gryfiński                                  | → 1945; → gryfiński                                  | → 1945; → gryfiński                                  | → 1945; → gryfiński                                  |                    |              |
| wielecki                            | [ 119 ]                              | 1945                                                 | -46 → szczeciński                                    | -46 → szczeciński                                    | -46 → szczeciński                                    | -46 → szczeciński                                    | -46 → szczeciński                                    | -46 → szczeciński                                    | -46 → szczeciński                                    | -46 → szczeciński                                    | -46 → szczeciński                                    | -46 → szczeciński                                    | -46 → szczeciński                                    | -46 → szczeciński                                    | -46 → szczeciński                                    | -46 → szczeciński                                    | -46 → szczeciński                                    | -46 → szczeciński                                    | -46 → szczeciński                                    | -46 → szczeciński                                    | -46 → szczeciński                                    | -46 → szczeciński                                    | -46 → szczeciński                                    | -46 → szczeciński                                    | -46 → szczeciński                                    | -46 → szczeciński                                    | -46 → szczeciński                                    | -46 → szczeciński                                    | -46 → szczeciński                                    | -46 → szczeciński                                    | -46 → szczeciński                                    | -46 → szczeciński                                    | -46 → szczeciński                                    | -46 → szczeciński                                    | -46 → szczeciński                                    | -46 → szczeciński                                    | -46 → szczeciński                                    | -46 → szczeciński                                    | -46 → szczeciński                                    | -46 → szczeciński                                    | -46 → szczeciński                                    | -46 → szczeciński                                    |                    |              |
| wielicki                            |                                      |                                                      |                                                      |                                                      |                                                      |                                                      |                                                      |                                                      |                                                      |                                                      |                                                      |                                                      |                                                      |                                                      |                                                      |                                                      |                                                      |                                                      |                                                      |                                                      |                                                      |                                                      |                                                      |                                                      |                                                      |                                                      |                                                      |                                                      |                                                      |                                                      |                                                      |                                                      | 1999 →                                               | 1999 →                                               | 1999 →                                               | 1999 →                                               | 1999 →                                               | 1999 →                                               | 1999 →                                               | 1999 →                                               | 1999 →                                               | 1999 →                                               |                    |              |
| wieluński                           | → 1975                               | → 1975                                               | → 1975                                               | → 1975                                               | → 1975                                               | → 1975                                               | → 1975                                               | → 1975                                               | → 1975                                               | → 1975                                               | → 1975                                               | → 1975                                               | → 1975                                               | → 1975                                               | → 1975                                               | → 1975                                               | → 1975                                               | → 1975                                               | → 1975                                               | → 1975                                               | → 1975                                               | → 1975                                               | → 1975                                               | → 1975                                               | → 1975                                               | → 1975                                               | → 1975                                               | → 1975                                               | → 1975                                               | → 1975                                               | → 1975                                               |                                                      | 1999 →                                               | 1999 →                                               | 1999 →                                               | 1999 →                                               | 1999 →                                               | 1999 →                                               | 1999 →                                               | 1999 →                                               | 1999 →                                               | 1999 →                                               |                    |              |
| wieruszowski                        |                                      |                                                      |                                                      |                                                      |                                                      |                                                      |                                                      |                                                      |                                                      | 1954-75                                              | 1954-75                                              | 1954-75                                              | 1954-75                                              | 1954-75                                              | 1954-75                                              | 1954-75                                              | 1954-75                                              | 1954-75                                              | 1954-75                                              | 1954-75                                              | 1954-75                                              | 1954-75                                              | 1954-75                                              | 1954-75                                              | 1954-75                                              | 1954-75                                              | 1954-75                                              | 1954-75                                              | 1954-75                                              | 1954-75                                              | 1954-75                                              |                                                      | 1999 →                                               | 1999 →                                               | 1999 →                                               | 1999 →                                               | 1999 →                                               | 1999 →                                               | 1999 →                                               | 1999 →                                               | 1999 →                                               | 1999 →                                               |                    |              |
| wkryujski (część wsch.)             | ●                                    | [ 130 ]                                              | [ 130 ]                                              | [ 130 ]                                              | → 1949; ► szczeciński                                | → 1949; ► szczeciński                                | → 1949; ► szczeciński                                | → 1949; ► szczeciński                                | → 1949; ► szczeciński                                | → 1949; ► szczeciński                                | → 1949; ► szczeciński                                | → 1949; ► szczeciński                                | → 1949; ► szczeciński                                | → 1949; ► szczeciński                                | → 1949; ► szczeciński                                | → 1949; ► szczeciński                                | → 1949; ► szczeciński                                | → 1949; ► szczeciński                                | → 1949; ► szczeciński                                | → 1949; ► szczeciński                                | → 1949; ► szczeciński                                | → 1949; ► szczeciński                                | → 1949; ► szczeciński                                | → 1949; ► szczeciński                                | → 1949; ► szczeciński                                | → 1949; ► szczeciński                                | → 1949; ► szczeciński                                | → 1949; ► szczeciński                                | → 1949; ► szczeciński                                | → 1949; ► szczeciński                                | → 1949; ► szczeciński                                | → 1949; ► szczeciński                                | → 1949; ► szczeciński                                | → 1949; ► szczeciński                                | → 1949; ► szczeciński                                | → 1949; ► szczeciński                                | → 1949; ► szczeciński                                | → 1949; ► szczeciński                                | → 1949; ► szczeciński                                | → 1949; ► szczeciński                                | → 1949; ► szczeciński                                | → 1949; ► szczeciński                                |                    |              |
| włocławski                          | → 1975                               | → 1975                                               | → 1975                                               | → 1975                                               | → 1975                                               | → 1975                                               | → 1975                                               | → 1975                                               | → 1975                                               | → 1975                                               | → 1975                                               | → 1975                                               | → 1975                                               | → 1975                                               | → 1975                                               | → 1975                                               | → 1975                                               | → 1975                                               | → 1975                                               | → 1975                                               | → 1975                                               | → 1975                                               | → 1975                                               | → 1975                                               | → 1975                                               | → 1975                                               | → 1975                                               | → 1975                                               | → 1975                                               | → 1975                                               | → 1975                                               |                                                      | 1999 →                                               | 1999 →                                               | 1999 →                                               | 1999 →                                               | 1999 →                                               | 1999 →                                               | 1999 →                                               | 1999 →                                               | 1999 →                                               | 1999 →                                               |                    |              |
| włodawski                           | → 1975                               | → 1975                                               | → 1975                                               | → 1975                                               | → 1975                                               | → 1975                                               | → 1975                                               | → 1975                                               | → 1975                                               | → 1975                                               | → 1975                                               | → 1975                                               | → 1975                                               | → 1975                                               | → 1975                                               | → 1975                                               | → 1975                                               | → 1975                                               | → 1975                                               | → 1975                                               | → 1975                                               | → 1975                                               | → 1975                                               | → 1975                                               | → 1975                                               | → 1975                                               | → 1975                                               | → 1975                                               | → 1975                                               | → 1975                                               | → 1975                                               |                                                      | 1999 →                                               | 1999 →                                               | 1999 →                                               | 1999 →                                               | 1999 →                                               | 1999 →                                               | 1999 →                                               | 1999 →                                               | 1999 →                                               | 1999 →                                               |                    |              |
| włoszczowski                        | → 1975                               | → 1975                                               | → 1975                                               | → 1975                                               | → 1975                                               | → 1975                                               | → 1975                                               | → 1975                                               | → 1975                                               | → 1975                                               | → 1975                                               | → 1975                                               | → 1975                                               | → 1975                                               | → 1975                                               | → 1975                                               | → 1975                                               | → 1975                                               | → 1975                                               | → 1975                                               | → 1975                                               | → 1975                                               | → 1975                                               | → 1975                                               | → 1975                                               | → 1975                                               | → 1975                                               | → 1975                                               | → 1975                                               | → 1975                                               | → 1975                                               |                                                      | 1999 →                                               | 1999 →                                               | 1999 →                                               | 1999 →                                               | 1999 →                                               | 1999 →                                               | 1999 →                                               | 1999 →                                               | 1999 →                                               | 1999 →                                               |                    |              |
| wodzisławski                        |                                      |                                                      |                                                      |                                                      |                                                      |                                                      |                                                      |                                                      |                                                      | 1954-75                                              | 1954-75                                              | 1954-75                                              | 1954-75                                              | 1954-75                                              | 1954-75                                              | 1954-75                                              | 1954-75                                              | 1954-75                                              | 1954-75                                              | 1954-75                                              | 1954-75                                              | 1954-75                                              | 1954-75                                              | 1954-75                                              | 1954-75                                              | 1954-75                                              | 1954-75                                              | 1954-75                                              | 1954-75                                              | 1954-75                                              | 1954-75                                              |                                                      | 1999 →                                               | 1999 →                                               | 1999 →                                               | 1999 →                                               | 1999 →                                               | 1999 →                                               | 1999 →                                               | 1999 →                                               | 1999 →                                               | 1999 →                                               |                    |              |
| woliński                            | [ 131 ]                              | 1946-72                                              | 1946-72                                              | 1946-72                                              | 1946-72                                              | 1946-72                                              | 1946-72                                              | 1946-72                                              | 1946-72                                              | 1946-72                                              | 1946-72                                              | 1946-72                                              | 1946-72                                              | 1946-72                                              | 1946-72                                              | 1946-72                                              | 1946-72                                              | 1946-72                                              | 1946-72                                              | 1946-72                                              | 1946-72                                              | 1946-72                                              | 1946-72                                              | 1946-72                                              | 1946-72                                              | 1946-72                                              | 1946-72                                              | 1946-72                                              |                                                      |                                                      |                                                      |                                                      |                                                      |                                                      |                                                      |                                                      |                                                      |                                                      |                                                      |                                                      |                                                      |                                                      |                    |              |
| wolsztyński                         | → 1975                               | → 1975                                               | → 1975                                               | → 1975                                               | → 1975                                               | → 1975                                               | → 1975                                               | → 1975                                               | → 1975                                               | → 1975                                               | → 1975                                               | → 1975                                               | → 1975                                               | → 1975                                               | → 1975                                               | → 1975                                               | → 1975                                               | → 1975                                               | → 1975                                               | → 1975                                               | → 1975                                               | → 1975                                               | → 1975                                               | → 1975                                               | → 1975                                               | → 1975                                               | → 1975                                               | → 1975                                               | → 1975                                               | → 1975                                               | → 1975                                               |                                                      | 1999 →                                               | 1999 →                                               | 1999 →                                               | 1999 →                                               | 1999 →                                               | 1999 →                                               | 1999 →                                               | 1999 →                                               | 1999 →                                               | 1999 →                                               |                    |              |
| wołkowyski (część zach.)            |                                      | → 1945; ► bielski / ► białostocki                    | → 1945; ► bielski / ► białostocki                    | → 1945; ► bielski / ► białostocki                    | → 1945; ► bielski / ► białostocki                    | → 1945; ► bielski / ► białostocki                    | → 1945; ► bielski / ► białostocki                    | → 1945; ► bielski / ► białostocki                    | → 1945; ► bielski / ► białostocki                    | → 1945; ► bielski / ► białostocki                    | → 1945; ► bielski / ► białostocki                    | → 1945; ► bielski / ► białostocki                    | → 1945; ► bielski / ► białostocki                    | → 1945; ► bielski / ► białostocki                    | → 1945; ► bielski / ► białostocki                    | → 1945; ► bielski / ► białostocki                    | → 1945; ► bielski / ► białostocki                    | → 1945; ► bielski / ► białostocki                    | → 1945; ► bielski / ► białostocki                    | → 1945; ► bielski / ► białostocki                    | → 1945; ► bielski / ► białostocki                    | → 1945; ► bielski / ► białostocki                    | → 1945; ► bielski / ► białostocki                    | → 1945; ► bielski / ► białostocki                    | → 1945; ► bielski / ► białostocki                    | → 1945; ► bielski / ► białostocki                    | → 1945; ► bielski / ► białostocki                    | → 1945; ► bielski / ► białostocki                    | → 1945; ► bielski / ► białostocki                    | → 1945; ► bielski / ► białostocki                    | → 1945; ► bielski / ► białostocki                    | → 1945; ► bielski / ► białostocki                    | → 1945; ► bielski / ► białostocki                    | → 1945; ► bielski / ► białostocki                    | → 1945; ► bielski / ► białostocki                    | → 1945; ► bielski / ► białostocki                    | → 1945; ► bielski / ► białostocki                    | → 1945; ► bielski / ► białostocki                    | → 1945; ► bielski / ► białostocki                    | → 1945; ► bielski / ► białostocki                    | → 1945; ► bielski / ► białostocki                    | → 1945; ► bielski / ► białostocki                    |                    |              |
| wołomiński                          | radzymiński ←                        | radzymiński ←                                        | radzymiński ←                                        | radzymiński ←                                        | radzymiński ←                                        | radzymiński ←                                        | radzymiński ←                                        | 1952-75                                              | 1952-75                                              | 1952-75                                              | 1952-75                                              | 1952-75                                              | 1952-75                                              | 1952-75                                              | 1952-75                                              | 1952-75                                              | 1952-75                                              | 1952-75                                              | 1952-75                                              | 1952-75                                              | 1952-75                                              | 1952-75                                              | 1952-75                                              | 1952-75                                              | 1952-75                                              | 1952-75                                              | 1952-75                                              | 1952-75                                              | 1952-75                                              | 1952-75                                              | 1952-75                                              |                                                      | 1999 →                                               | 1999 →                                               | 1999 →                                               | 1999 →                                               | 1999 →                                               | 1999 →                                               | 1999 →                                               | 1999 →                                               | 1999 →                                               | 1999 →                                               |                    |              |
| wołowski                            |                                      | → 1975                                               | → 1975                                               | → 1975                                               | → 1975                                               | → 1975                                               | → 1975                                               | → 1975                                               | → 1975                                               | → 1975                                               | → 1975                                               | → 1975                                               | → 1975                                               | → 1975                                               | → 1975                                               | → 1975                                               | → 1975                                               | → 1975                                               | → 1975                                               | → 1975                                               | → 1975                                               | → 1975                                               | → 1975                                               | → 1975                                               | → 1975                                               | → 1975                                               | → 1975                                               | → 1975                                               | → 1975                                               | → 1975                                               | → 1975                                               |                                                      | 1999 →                                               | 1999 →                                               | 1999 →                                               | 1999 →                                               | 1999 →                                               | 1999 →                                               | 1999 →                                               | 1999 →                                               | 1999 →                                               | 1999 →                                               |                    |              |
| wrocławski                          |                                      | → 1975                                               | → 1975                                               | → 1975                                               | → 1975                                               | → 1975                                               | → 1975                                               | → 1975                                               | → 1975                                               | → 1975                                               | → 1975                                               | → 1975                                               | → 1975                                               | → 1975                                               | → 1975                                               | → 1975                                               | → 1975                                               | → 1975                                               | → 1975                                               | → 1975                                               | → 1975                                               | → 1975                                               | → 1975                                               | → 1975                                               | → 1975                                               | → 1975                                               | → 1975                                               | → 1975                                               | → 1975                                               | → 1975                                               | → 1975                                               |                                                      | 1999 →                                               | 1999 →                                               | 1999 →                                               | 1999 →                                               | 1999 →                                               | 1999 →                                               | 1999 →                                               | 1999 →                                               | 1999 →                                               | 1999 →                                               |                    |              |
| wrzesiński                          | → 1975                               | → 1975                                               | → 1975                                               | → 1975                                               | → 1975                                               | → 1975                                               | → 1975                                               | → 1975                                               | → 1975                                               | → 1975                                               | → 1975                                               | → 1975                                               | → 1975                                               | → 1975                                               | → 1975                                               | → 1975                                               | → 1975                                               | → 1975                                               | → 1975                                               | → 1975                                               | → 1975                                               | → 1975                                               | → 1975                                               | → 1975                                               | → 1975                                               | → 1975                                               | → 1975                                               | → 1975                                               | → 1975                                               | → 1975                                               | → 1975                                               |                                                      | 1999 →                                               | 1999 →                                               | 1999 →                                               | 1999 →                                               | 1999 →                                               | 1999 →                                               | 1999 →                                               | 1999 →                                               | 1999 →                                               | 1999 →                                               |                    |              |
| wschodniotorzymski                  | ●                                    | → 1945; → sulęciński                                 | → 1945; → sulęciński                                 | → 1945; → sulęciński                                 | → 1945; → sulęciński                                 | → 1945; → sulęciński                                 | → 1945; → sulęciński                                 | → 1945; → sulęciński                                 | → 1945; → sulęciński                                 | → 1945; → sulęciński                                 | → 1945; → sulęciński                                 | → 1945; → sulęciński                                 | → 1945; → sulęciński                                 | → 1945; → sulęciński                                 | → 1945; → sulęciński                                 | → 1945; → sulęciński                                 | → 1945; → sulęciński                                 | → 1945; → sulęciński                                 | → 1945; → sulęciński                                 | → 1945; → sulęciński                                 | → 1945; → sulęciński                                 | → 1945; → sulęciński                                 | → 1945; → sulęciński                                 | → 1945; → sulęciński                                 | → 1945; → sulęciński                                 | → 1945; → sulęciński                                 | → 1945; → sulęciński                                 | → 1945; → sulęciński                                 | → 1945; → sulęciński                                 | → 1945; → sulęciński                                 | → 1945; → sulęciński                                 | → 1945; → sulęciński                                 | → 1945; → sulęciński                                 | → 1945; → sulęciński                                 | → 1945; → sulęciński                                 | → 1945; → sulęciński                                 | → 1945; → sulęciński                                 | → 1945; → sulęciński                                 | → 1945; → sulęciński                                 | → 1945; → sulęciński                                 | → 1945; → sulęciński                                 | → 1945; → sulęciński                                 |                    |              |
| wschowski #                         | ●                                    | →1950 #                                              | →1950 #                                              | →1950 #                                              | →1950 #                                              | # 1950-75                                            | # 1950-75                                            | # 1950-75                                            | # 1950-75                                            | # 1950-75                                            | # 1950-75                                            | # 1950-75                                            | # 1950-75                                            | # 1950-75                                            | # 1950-75                                            | # 1950-75                                            | # 1950-75                                            | # 1950-75                                            | # 1950-75                                            | # 1950-75                                            | # 1950-75                                            | # 1950-75                                            | # 1950-75                                            | # 1950-75                                            | # 1950-75                                            | # 1950-75                                            | # 1950-75                                            | # 1950-75                                            | # 1950-75                                            | # 1950-75                                            | # 1950-75                                            |                                                      |                                                      |                                                      |                                                      | 2002 →                                               | 2002 →                                               | 2002 →                                               | 2002 →                                               | 2002 →                                               | 2002 →                                               | 2002 →                                               |                    |              |
| wyrzyski                            | → 1975                               | → 1975                                               | → 1975                                               | → 1975                                               | → 1975                                               | → 1975                                               | → 1975                                               | → 1975                                               | → 1975                                               | → 1975                                               | → 1975                                               | → 1975                                               | → 1975                                               | → 1975                                               | → 1975                                               | → 1975                                               | → 1975                                               | → 1975                                               | → 1975                                               | → 1975                                               | → 1975                                               | → 1975                                               | → 1975                                               | → 1975                                               | → 1975                                               | → 1975                                               | → 1975                                               | → 1975                                               | → 1975                                               | → 1975                                               | → 1975                                               |                                                      |                                                      |                                                      |                                                      |                                                      |                                                      |                                                      |                                                      |                                                      |                                                      |                                                      |                    |              |
| wysokomazowiecki                    | → 1975                               | → 1975                                               | → 1975                                               | → 1975                                               | → 1975                                               | → 1975                                               | → 1975                                               | → 1975                                               | → 1975                                               | → 1975                                               | → 1975                                               | → 1975                                               | → 1975                                               | → 1975                                               | → 1975                                               | → 1975                                               | → 1975                                               | → 1975                                               | → 1975                                               | → 1975                                               | → 1975                                               | → 1975                                               | → 1975                                               | → 1975                                               | → 1975                                               | → 1975                                               | → 1975                                               | → 1975                                               | → 1975                                               | → 1975                                               | → 1975                                               |                                                      | 1999 →                                               | 1999 →                                               | 1999 →                                               | 1999 →                                               | 1999 →                                               | 1999 →                                               | 1999 →                                               | 1999 →                                               | 1999 →                                               | 1999 →                                               |                    |              |
| wyszkowski                          |                                      |                                                      |                                                      |                                                      |                                                      |                                                      |                                                      |                                                      |                                                      |                                                      |                                                      | 1956-75                                              | 1956-75                                              | 1956-75                                              | 1956-75                                              | 1956-75                                              | 1956-75                                              | 1956-75                                              | 1956-75                                              | 1956-75                                              | 1956-75                                              | 1956-75                                              | 1956-75                                              | 1956-75                                              | 1956-75                                              | 1956-75                                              | 1956-75                                              | 1956-75                                              | 1956-75                                              | 1956-75                                              | 1956-75                                              |                                                      | 1999 →                                               | 1999 →                                               | 1999 →                                               | 1999 →                                               | 1999 →                                               | 1999 →                                               | 1999 →                                               | 1999 →                                               | 1999 →                                               | 1999 →                                               |                    |              |
| zachodniotorzymski                  | ●                                    | → 1945; → rzepiński                                  | → 1945; → rzepiński                                  | → 1945; → rzepiński                                  | → 1945; → rzepiński                                  | → 1945; → rzepiński                                  | → 1945; → rzepiński                                  | → 1945; → rzepiński                                  | → 1945; → rzepiński                                  | → 1945; → rzepiński                                  | → 1945; → rzepiński                                  | → 1945; → rzepiński                                  | → 1945; → rzepiński                                  | → 1945; → rzepiński                                  | → 1945; → rzepiński                                  | → 1945; → rzepiński                                  | → 1945; → rzepiński                                  | → 1945; → rzepiński                                  | → 1945; → rzepiński                                  | → 1945; → rzepiński                                  | → 1945; → rzepiński                                  | → 1945; → rzepiński                                  | → 1945; → rzepiński                                  | → 1945; → rzepiński                                  | → 1945; → rzepiński                                  | → 1945; → rzepiński                                  | → 1945; → rzepiński                                  | → 1945; → rzepiński                                  | → 1945; → rzepiński                                  | → 1945; → rzepiński                                  | → 1945; → rzepiński                                  | → 1945; → rzepiński                                  | → 1945; → rzepiński                                  | → 1945; → rzepiński                                  | → 1945; → rzepiński                                  | → 1945; → rzepiński                                  | → 1945; → rzepiński                                  | → 1945; → rzepiński                                  | → 1945; → rzepiński                                  | → 1945; → rzepiński                                  | → 1945; → rzepiński                                  | → 1945; → rzepiński                                  |                    |              |
| zambrowski                          |                                      |                                                      |                                                      |                                                      |                                                      |                                                      |                                                      |                                                      |                                                      | 1954-75                                              | 1954-75                                              | 1954-75                                              | 1954-75                                              | 1954-75                                              | 1954-75                                              | 1954-75                                              | 1954-75                                              | 1954-75                                              | 1954-75                                              | 1954-75                                              | 1954-75                                              | 1954-75                                              | 1954-75                                              | 1954-75                                              | 1954-75                                              | 1954-75                                              | 1954-75                                              | 1954-75                                              | 1954-75                                              | 1954-75                                              | 1954-75                                              |                                                      | 1999 →                                               | 1999 →                                               | 1999 →                                               | 1999 →                                               | 1999 →                                               | 1999 →                                               | 1999 →                                               | 1999 →                                               | 1999 →                                               | 1999 →                                               |                    |              |
| zamojski                            | → 1975                               | → 1975                                               | → 1975                                               | → 1975                                               | → 1975                                               | → 1975                                               | → 1975                                               | → 1975                                               | → 1975                                               | → 1975                                               | → 1975                                               | → 1975                                               | → 1975                                               | → 1975                                               | → 1975                                               | → 1975                                               | → 1975                                               | → 1975                                               | → 1975                                               | → 1975                                               | → 1975                                               | → 1975                                               | → 1975                                               | → 1975                                               | → 1975                                               | → 1975                                               | → 1975                                               | → 1975                                               | → 1975                                               | → 1975                                               | → 1975                                               |                                                      | 1999 →                                               | 1999 →                                               | 1999 →                                               | 1999 →                                               | 1999 →                                               | 1999 →                                               | 1999 →                                               | 1999 →                                               | 1999 →                                               | 1999 →                                               |                    |              |
| zawierciański #                     | #                                    | # → 1975                                             | # → 1975                                             | # → 1975                                             | # → 1975                                             | # → 1975                                             | # → 1975                                             | # → 1975                                             | # → 1975                                             | # → 1975                                             | # → 1975                                             | # → 1975                                             | # → 1975                                             | # → 1975                                             | # → 1975                                             | # → 1975                                             | # → 1975                                             | # → 1975                                             | # → 1975                                             | # → 1975                                             | # → 1975                                             | # → 1975                                             | # → 1975                                             | # → 1975                                             | # → 1975                                             | # → 1975                                             | # → 1975                                             | # → 1975                                             | # → 1975                                             | # → 1975                                             | # → 1975                                             |                                                      | 1999 →                                               | 1999 →                                               | 1999 →                                               | 1999 →                                               | 1999 →                                               | 1999 →                                               | 1999 →                                               | 1999 →                                               | 1999 →                                               | 1999 →                                               |                    |              |
| ząbkowicki                          |                                      | → 1975                                               | → 1975                                               | → 1975                                               | → 1975                                               | → 1975                                               | → 1975                                               | → 1975                                               | → 1975                                               | → 1975                                               | → 1975                                               | → 1975                                               | → 1975                                               | → 1975                                               | → 1975                                               | → 1975                                               | → 1975                                               | → 1975                                               | → 1975                                               | → 1975                                               | → 1975                                               | → 1975                                               | → 1975                                               | → 1975                                               | → 1975                                               | → 1975                                               | → 1975                                               | → 1975                                               | → 1975                                               | → 1975                                               | → 1975                                               |                                                      | 1999 →                                               | 1999 →                                               | 1999 →                                               | 1999 →                                               | 1999 →                                               | 1999 →                                               | 1999 →                                               | 1999 →                                               | 1999 →                                               | 1999 →                                               |                    |              |
| zduńskowolski                       |                                      |                                                      |                                                      |                                                      |                                                      |                                                      |                                                      |                                                      |                                                      |                                                      |                                                      |                                                      |                                                      |                                                      |                                                      |                                                      |                                                      |                                                      |                                                      |                                                      |                                                      |                                                      |                                                      |                                                      |                                                      |                                                      |                                                      |                                                      |                                                      |                                                      |                                                      |                                                      | 1999 →                                               | 1999 →                                               | 1999 →                                               | 1999 →                                               | 1999 →                                               | 1999 →                                               | 1999 →                                               | 1999 →                                               | 1999 →                                               | 1999 →                                               |                    |              |
| zgierski                            |                                      |                                                      |                                                      |                                                      |                                                      |                                                      |                                                      |                                                      |                                                      |                                                      |                                                      |                                                      |                                                      |                                                      |                                                      |                                                      |                                                      |                                                      |                                                      |                                                      |                                                      |                                                      |                                                      |                                                      |                                                      |                                                      |                                                      |                                                      |                                                      |                                                      |                                                      |                                                      | 1999 →                                               | 1999 →                                               | 1999 →                                               | 1999 →                                               | 1999 →                                               | 1999 →                                               | 1999 →                                               | 1999 →                                               | 1999 →                                               | 1999 →                                               |                    |              |
| zgorzelecki (niem.) (cz. pn.-wsch.) | ●                                    | → 1945; → zgorzelecki (polski)                       | → 1945; → zgorzelecki (polski)                       | → 1945; → zgorzelecki (polski)                       | → 1945; → zgorzelecki (polski)                       | → 1945; → zgorzelecki (polski)                       | → 1945; → zgorzelecki (polski)                       | → 1945; → zgorzelecki (polski)                       | → 1945; → zgorzelecki (polski)                       | → 1945; → zgorzelecki (polski)                       | → 1945; → zgorzelecki (polski)                       | → 1945; → zgorzelecki (polski)                       | → 1945; → zgorzelecki (polski)                       | → 1945; → zgorzelecki (polski)                       | → 1945; → zgorzelecki (polski)                       | → 1945; → zgorzelecki (polski)                       | → 1945; → zgorzelecki (polski)                       | → 1945; → zgorzelecki (polski)                       | → 1945; → zgorzelecki (polski)                       | → 1945; → zgorzelecki (polski)                       | → 1945; → zgorzelecki (polski)                       | → 1945; → zgorzelecki (polski)                       | → 1945; → zgorzelecki (polski)                       | → 1945; → zgorzelecki (polski)                       | → 1945; → zgorzelecki (polski)                       | → 1945; → zgorzelecki (polski)                       | → 1945; → zgorzelecki (polski)                       | → 1945; → zgorzelecki (polski)                       | → 1945; → zgorzelecki (polski)                       | → 1945; → zgorzelecki (polski)                       | → 1945; → zgorzelecki (polski)                       | → 1945; → zgorzelecki (polski)                       | → 1945; → zgorzelecki (polski)                       | → 1945; → zgorzelecki (polski)                       | → 1945; → zgorzelecki (polski)                       | → 1945; → zgorzelecki (polski)                       | → 1945; → zgorzelecki (polski)                       | → 1945; → zgorzelecki (polski)                       | → 1945; → zgorzelecki (polski)                       | → 1945; → zgorzelecki (polski)                       | → 1945; → zgorzelecki (polski)                       | → 1945; → zgorzelecki (polski)                       |                    |              |
| zgorzelecki (polski)                | [ 136 ]                              | → 1975                                               | → 1975                                               | → 1975                                               | → 1975                                               | → 1975                                               | → 1975                                               | → 1975                                               | → 1975                                               | → 1975                                               | → 1975                                               | → 1975                                               | → 1975                                               | → 1975                                               | → 1975                                               | → 1975                                               | → 1975                                               | → 1975                                               | → 1975                                               | → 1975                                               | → 1975                                               | → 1975                                               | → 1975                                               | → 1975                                               | → 1975                                               | → 1975                                               | → 1975                                               | → 1975                                               | → 1975                                               | → 1975                                               | → 1975                                               |                                                      | 1999 →                                               | 1999 →                                               | 1999 →                                               | 1999 →                                               | 1999 →                                               | 1999 →                                               | 1999 →                                               | 1999 →                                               | 1999 →                                               | 1999 →                                               |                    |              |
| zielonogórski #                     | ●                                    | →1950 #                                              | →1950 #                                              | →1950 #                                              | →1950 #                                              | # 1950-75                                            | # 1950-75                                            | # 1950-75                                            | # 1950-75                                            | # 1950-75                                            | # 1950-75                                            | # 1950-75                                            | # 1950-75                                            | # 1950-75                                            | # 1950-75                                            | # 1950-75                                            | # 1950-75                                            | # 1950-75                                            | # 1950-75                                            | # 1950-75                                            | # 1950-75                                            | # 1950-75                                            | # 1950-75                                            | # 1950-75                                            | # 1950-75                                            | # 1950-75                                            | # 1950-75                                            | # 1950-75                                            | # 1950-75                                            | # 1950-75                                            | # 1950-75                                            |                                                      | 1999 →                                               | 1999 →                                               | 1999 →                                               | 1999 →                                               | 1999 →                                               | 1999 →                                               | 1999 →                                               | 1999 →                                               | 1999 →                                               | 1999 →                                               |                    |              |
| złotoryjski                         |                                      | → 1975                                               | → 1975                                               | → 1975                                               | → 1975                                               | → 1975                                               | → 1975                                               | → 1975                                               | → 1975                                               | → 1975                                               | → 1975                                               | → 1975                                               | → 1975                                               | → 1975                                               | → 1975                                               | → 1975                                               | → 1975                                               | → 1975                                               | → 1975                                               | → 1975                                               | → 1975                                               | → 1975                                               | → 1975                                               | → 1975                                               | → 1975                                               | → 1975                                               | → 1975                                               | → 1975                                               | → 1975                                               | → 1975                                               | → 1975                                               |                                                      | 1999 →                                               | 1999 →                                               | 1999 →                                               | 1999 →                                               | 1999 →                                               | 1999 →                                               | 1999 →                                               | 1999 →                                               | 1999 →                                               | 1999 →                                               |                    |              |
| złotowski ###                       | ●                                    | #→1950#                                              | #→1950#                                              | #→1950#                                              | #→1950#                                              | # 1950-75 #                                          | # 1950-75 #                                          | # 1950-75 #                                          | # 1950-75 #                                          | # 1950-75 #                                          | # 1950-75 #                                          | # 1950-75 #                                          | # 1950-75 #                                          | # 1950-75 #                                          | # 1950-75 #                                          | # 1950-75 #                                          | # 1950-75 #                                          | # 1950-75 #                                          | # 1950-75 #                                          | # 1950-75 #                                          | # 1950-75 #                                          | # 1950-75 #                                          | # 1950-75 #                                          | # 1950-75 #                                          | # 1950-75 #                                          | # 1950-75 #                                          | # 1950-75 #                                          | # 1950-75 #                                          | # 1950-75 #                                          | # 1950-75 #                                          | # 1950-75 #                                          |                                                      | # 1999 →                                             | # 1999 →                                             | # 1999 →                                             | # 1999 →                                             | # 1999 →                                             | # 1999 →                                             | # 1999 →                                             | # 1999 →                                             | # 1999 →                                             | # 1999 →                                             |                    |              |
| zwoleński #                         |                                      |                                                      |                                                      |                                                      |                                                      |                                                      |                                                      |                                                      |                                                      | 1954-75 #                                            | 1954-75 #                                            | 1954-75 #                                            | 1954-75 #                                            | 1954-75 #                                            | 1954-75 #                                            | 1954-75 #                                            | 1954-75 #                                            | 1954-75 #                                            | 1954-75 #                                            | 1954-75 #                                            | 1954-75 #                                            | 1954-75 #                                            | 1954-75 #                                            | 1954-75 #                                            | 1954-75 #                                            | 1954-75 #                                            | 1954-75 #                                            | 1954-75 #                                            | 1954-75 #                                            | 1954-75 #                                            | 1954-75 #                                            |                                                      | # 1999 →                                             | # 1999 →                                             | # 1999 →                                             | # 1999 →                                             | # 1999 →                                             | # 1999 →                                             | # 1999 →                                             | # 1999 →                                             | # 1999 →                                             | # 1999 →                                             |                    |              |
| żagański #                          | [ 138 ]                              | →1950 #                                              | →1950 #                                              | →1950 #                                              | →1950 #                                              | # 1950-75                                            | # 1950-75                                            | # 1950-75                                            | # 1950-75                                            | # 1950-75                                            | # 1950-75                                            | # 1950-75                                            | # 1950-75                                            | # 1950-75                                            | # 1950-75                                            | # 1950-75                                            | # 1950-75                                            | # 1950-75                                            | # 1950-75                                            | # 1950-75                                            | # 1950-75                                            | # 1950-75                                            | # 1950-75                                            | # 1950-75                                            | # 1950-75                                            | # 1950-75                                            | # 1950-75                                            | # 1950-75                                            | # 1950-75                                            | # 1950-75                                            | # 1950-75                                            |                                                      | 1999 →                                               | 1999 →                                               | 1999 →                                               | 1999 →                                               | 1999 →                                               | 1999 →                                               | 1999 →                                               | 1999 →                                               | 1999 →                                               | 1999 →                                               |                    |              |
| żarski #                            |                                      | →1950 #                                              | →1950 #                                              | →1950 #                                              | →1950 #                                              | # 1950-75                                            | # 1950-75                                            | # 1950-75                                            | # 1950-75                                            | # 1950-75                                            | # 1950-75                                            | # 1950-75                                            | # 1950-75                                            | # 1950-75                                            | # 1950-75                                            | # 1950-75                                            | # 1950-75                                            | # 1950-75                                            | # 1950-75                                            | # 1950-75                                            | # 1950-75                                            | # 1950-75                                            | # 1950-75                                            | # 1950-75                                            | # 1950-75                                            | # 1950-75                                            | # 1950-75                                            | # 1950-75                                            | # 1950-75                                            | # 1950-75                                            | # 1950-75                                            |                                                      | 1999 →                                               | 1999 →                                               | 1999 →                                               | 1999 →                                               | 1999 →                                               | 1999 →                                               | 1999 →                                               | 1999 →                                               | 1999 →                                               | 1999 →                                               |                    |              |
| żniński #                           | →1950 #                              | →1950 #                                              | →1950 #                                              | →1950 #                                              | →1950 #                                              | # 1950-75                                            | # 1950-75                                            | # 1950-75                                            | # 1950-75                                            | # 1950-75                                            | # 1950-75                                            | # 1950-75                                            | # 1950-75                                            | # 1950-75                                            | # 1950-75                                            | # 1950-75                                            | # 1950-75                                            | # 1950-75                                            | # 1950-75                                            | # 1950-75                                            | # 1950-75                                            | # 1950-75                                            | # 1950-75                                            | # 1950-75                                            | # 1950-75                                            | # 1950-75                                            | # 1950-75                                            | # 1950-75                                            | # 1950-75                                            | # 1950-75                                            | # 1950-75                                            |                                                      | 1999 →                                               | 1999 →                                               | 1999 →                                               | 1999 →                                               | 1999 →                                               | 1999 →                                               | 1999 →                                               | 1999 →                                               | 1999 →                                               | 1999 →                                               |                    |              |
| żuromiński                          |                                      |                                                      |                                                      |                                                      |                                                      |                                                      |                                                      |                                                      |                                                      |                                                      |                                                      | 1956-75                                              | 1956-75                                              | 1956-75                                              | 1956-75                                              | 1956-75                                              | 1956-75                                              | 1956-75                                              | 1956-75                                              | 1956-75                                              | 1956-75                                              | 1956-75                                              | 1956-75                                              | 1956-75                                              | 1956-75                                              | 1956-75                                              | 1956-75                                              | 1956-75                                              | 1956-75                                              | 1956-75                                              | 1956-75                                              |                                                      | 1999 →                                               | 1999 →                                               | 1999 →                                               | 1999 →                                               | 1999 →                                               | 1999 →                                               | 1999 →                                               | 1999 →                                               | 1999 →                                               | 1999 →                                               |                    |              |
| żyrardowski                         |                                      |                                                      |                                                      |                                                      |                                                      |                                                      |                                                      |                                                      |                                                      |                                                      |                                                      |                                                      |                                                      |                                                      |                                                      |                                                      |                                                      |                                                      |                                                      |                                                      |                                                      |                                                      |                                                      |                                                      |                                                      |                                                      |                                                      |                                                      |                                                      |                                                      |                                                      |                                                      | 1999 →                                               | 1999 →                                               | 1999 →                                               | 1999 →                                               | 1999 →                                               | 1999 →                                               | 1999 →                                               | 1999 →                                               | 1999 →                                               | 1999 →                                               |                    |              |
| żytawski (część wsch.)              | ●                                    | → 1945; ► zgorzelecki                                | → 1945; ► zgorzelecki                                | → 1945; ► zgorzelecki                                | → 1945; ► zgorzelecki                                | → 1945; ► zgorzelecki                                | → 1945; ► zgorzelecki                                | → 1945; ► zgorzelecki                                | → 1945; ► zgorzelecki                                | → 1945; ► zgorzelecki                                | → 1945; ► zgorzelecki                                | → 1945; ► zgorzelecki                                | → 1945; ► zgorzelecki                                | → 1945; ► zgorzelecki                                | → 1945; ► zgorzelecki                                | → 1945; ► zgorzelecki                                | → 1945; ► zgorzelecki                                | → 1945; ► zgorzelecki                                | → 1945; ► zgorzelecki                                | → 1945; ► zgorzelecki                                | → 1945; ► zgorzelecki                                | → 1945; ► zgorzelecki                                | → 1945; ► zgorzelecki                                | → 1945; ► zgorzelecki                                | → 1945; ► zgorzelecki                                | → 1945; ► zgorzelecki                                | → 1945; ► zgorzelecki                                | → 1945; ► zgorzelecki                                | → 1945; ► zgorzelecki                                | → 1945; ► zgorzelecki                                | → 1945; ► zgorzelecki                                | → 1945; ► zgorzelecki                                | → 1945; ► zgorzelecki                                | → 1945; ► zgorzelecki                                | → 1945; ► zgorzelecki                                | → 1945; ► zgorzelecki                                | → 1945; ► zgorzelecki                                | → 1945; ► zgorzelecki                                | → 1945; ► zgorzelecki                                | → 1945; ► zgorzelecki                                | → 1945; ► zgorzelecki                                | → 1945; ► zgorzelecki                                |                    |              |
| żywiecki #                          | → 1975 #                             | → 1975 #                                             | → 1975 #                                             | → 1975 #                                             | → 1975 #                                             | → 1975 #                                             | → 1975 #                                             | → 1975 #                                             | → 1975 #                                             | → 1975 #                                             | → 1975 #                                             | → 1975 #                                             | → 1975 #                                             | → 1975 #                                             | → 1975 #                                             | → 1975 #                                             | → 1975 #                                             | → 1975 #                                             | → 1975 #                                             | → 1975 #                                             | → 1975 #                                             | → 1975 #                                             | → 1975 #                                             | → 1975 #                                             | → 1975 #                                             | → 1975 #                                             | → 1975 #                                             | → 1975 #                                             | → 1975 #                                             | → 1975 #                                             | → 1975 #                                             |                                                      | # 1999 →                                             | # 1999 →                                             | # 1999 →                                             | # 1999 →                                             | # 1999 →                                             | # 1999 →                                             | # 1999 →                                             | # 1999 →                                             | # 1999 →                                             | # 1999 →                                             |                    |              |

## Powiaty miejskie od 1945
Informacje dotyczące istnienia powiatów w latach 1946, 1947, 1948 i 1949 pobrane głównie z Roczników Statystycznych GUS-u oraz z dodatkowych źródeł podanych w przypisach
Znak # oznacza jednokrotną zmianę przynależności wojewódzkiej
| Powiat                              | 4 5                           | 4 6                           | 4 7                           | 4 8                           | 4 9                           | 5 0                           | 5 1                           | 5 2                           | 5 3                           | 5 4                           | 5                             | 5 6                           | 5 7                           | 5 8                       | 5 9                       | 6 0                       | 6 1                       | 6 2                       | 6 3                       | 6 4                       | 6 5                       | 6                         | 6 7                       | 6 8                       | 6 9                       | 7 0                       | 7 1                       | 7 2                       | 7 3                       | 7 4                       | 7 5                       | –                         | 9                         | 0                         | 0 1                       | 0 2                       | 0 3                       | 0 4                       | 0 5                       | 0 6                       | 0 7                       | 0 8                       | 0 9                       | 1 0                       | 1                         | 1 2                       | 1 3                       |
| ----------------------------------- | ----------------------------- | ----------------------------- | ----------------------------- | ----------------------------- | ----------------------------- | ----------------------------- | ----------------------------- | ----------------------------- | ----------------------------- | ----------------------------- | ----------------------------- | ----------------------------- | ----------------------------- | ------------------------- | ------------------------- | ------------------------- | ------------------------- | ------------------------- | ------------------------- | ------------------------- | ------------------------- | ------------------------- | ------------------------- | ------------------------- | ------------------------- | ------------------------- | ------------------------- | ------------------------- | ------------------------- | ------------------------- | ------------------------- | ------------------------- | ------------------------- | ------------------------- | ------------------------- | ------------------------- | ------------------------- | ------------------------- | ------------------------- | ------------------------- | ------------------------- | ------------------------- | ------------------------- | ------------------------- | ------------------------- | ------------------------- | ------------------------- |
| Będzin                              |                               |                               |                               | 1948-75                       | 1948-75                       | 1948-75                       | 1948-75                       | 1948-75                       | 1948-75                       | 1948-75                       | 1948-75                       | 1948-75                       | 1948-75                       | 1948-75                   | 1948-75                   | 1948-75                   | 1948-75                   | 1948-75                   | 1948-75                   | 1948-75                   | 1948-75                   | 1948-75                   | 1948-75                   | 1948-75                   | 1948-75                   | 1948-75                   | 1948-75                   | 1948-75                   | 1948-75                   | 1948-75                   | 1948-75                   |                           |                           |                           |                           |                           |                           |                           |                           |                           |                           |                           |                           |                           |                           |                           |                           |
| Biała (Krakowska)                   |                               |                               |                               | 48-50                         | 48-50                         | 48-50                         | → Bielsko-Biała               | → Bielsko-Biała               | → Bielsko-Biała               | → Bielsko-Biała               | → Bielsko-Biała               | → Bielsko-Biała               | → Bielsko-Biała               | → Bielsko-Biała           | → Bielsko-Biała           | → Bielsko-Biała           | → Bielsko-Biała           | → Bielsko-Biała           | → Bielsko-Biała           | → Bielsko-Biała           | → Bielsko-Biała           | → Bielsko-Biała           | → Bielsko-Biała           | → Bielsko-Biała           | → Bielsko-Biała           | → Bielsko-Biała           | → Bielsko-Biała           | → Bielsko-Biała           | → Bielsko-Biała           | → Bielsko-Biała           | → Bielsko-Biała           | → Bielsko-Biała           | → Bielsko-Biała           | → Bielsko-Biała           | → Bielsko-Biała           | → Bielsko-Biała           | → Bielsko-Biała           | → Bielsko-Biała           | → Bielsko-Biała           | → Bielsko-Biała           | → Bielsko-Biała           | → Bielsko-Biała           | → Bielsko-Biała           | → Bielsko-Biała           | → Bielsko-Biała           | → Bielsko-Biała           | → Bielsko-Biała           |
| Biała Podlaska                      |                               |                               |                               |                               |                               |                               |                               |                               |                               |                               |                               |                               |                               |                           |                           |                           |                           |                           |                           |                           |                           |                           |                           |                           |                           |                           |                           |                           |                           |                           |                           |                           | 1999 →                    | 1999 →                    | 1999 →                    | 1999 →                    | 1999 →                    | 1999 →                    | 1999 →                    | 1999 →                    | 1999 →                    | 1999 →                    | 1999 →                    | 1999 →                    | 1999 →                    | 1999 →                    | 1999 →                    |
| Białystok                           | → 1975                        | → 1975                        | → 1975                        | → 1975                        | → 1975                        | → 1975                        | → 1975                        | → 1975                        | → 1975                        | → 1975                        | → 1975                        | → 1975                        | → 1975                        | → 1975                    | → 1975                    | → 1975                    | → 1975                    | → 1975                    | → 1975                    | → 1975                    | → 1975                    | → 1975                    | → 1975                    | → 1975                    | → 1975                    | → 1975                    | → 1975                    | → 1975                    | → 1975                    | → 1975                    | → 1975                    |                           | 1999 →                    | 1999 →                    | 1999 →                    | 1999 →                    | 1999 →                    | 1999 →                    | 1999 →                    | 1999 →                    | 1999 →                    | 1999 →                    | 1999 →                    | 1999 →                    | 1999 →                    | 1999 →                    | 1999 →                    |
| Bielsko                             |                               | [ 144 ]                       | [ 144 ]                       | 48-50                         | 48-50                         | 48-50                         | → Bielsko-Biała               | → Bielsko-Biała               | → Bielsko-Biała               | → Bielsko-Biała               | → Bielsko-Biała               | → Bielsko-Biała               | → Bielsko-Biała               | → Bielsko-Biała           | → Bielsko-Biała           | → Bielsko-Biała           | → Bielsko-Biała           | → Bielsko-Biała           | → Bielsko-Biała           | → Bielsko-Biała           | → Bielsko-Biała           | → Bielsko-Biała           | → Bielsko-Biała           | → Bielsko-Biała           | → Bielsko-Biała           | → Bielsko-Biała           | → Bielsko-Biała           | → Bielsko-Biała           | → Bielsko-Biała           | → Bielsko-Biała           | → Bielsko-Biała           | → Bielsko-Biała           | → Bielsko-Biała           | → Bielsko-Biała           | → Bielsko-Biała           | → Bielsko-Biała           | → Bielsko-Biała           | → Bielsko-Biała           | → Bielsko-Biała           | → Bielsko-Biała           | → Bielsko-Biała           | → Bielsko-Biała           | → Bielsko-Biała           | → Bielsko-Biała           | → Bielsko-Biała           | → Bielsko-Biała           | → Bielsko-Biała           |
| Bielsko-Biała                       | Bielsko/Biała←                | Bielsko/Biała←                | Bielsko/Biała←                | Bielsko/Biała←                | Bielsko/Biała←                | Bielsko/Biała←                | 1951-75                       | 1951-75                       | 1951-75                       | 1951-75                       | 1951-75                       | 1951-75                       | 1951-75                       | 1951-75                   | 1951-75                   | 1951-75                   | 1951-75                   | 1951-75                   | 1951-75                   | 1951-75                   | 1951-75                   | 1951-75                   | 1951-75                   | 1951-75                   | 1951-75                   | 1951-75                   | 1951-75                   | 1951-75                   | 1951-75                   | 1951-75                   | 1951-75                   |                           | 1999 →                    | 1999 →                    | 1999 →                    | 1999 →                    | 1999 →                    | 1999 →                    | 1999 →                    | 1999 →                    | 1999 →                    | 1999 →                    | 1999 →                    | 1999 →                    | 1999 →                    | 1999 →                    | 1999 →                    |
| Brzeg (#)                           |                               |                               | [ 145 ]                       | [ 145 ]                       | [ 145 ]                       | [ 145 ]                       | (#) 1951-75                   | (#) 1951-75                   | (#) 1951-75                   | (#) 1951-75                   | (#) 1951-75                   | (#) 1951-75                   | (#) 1951-75                   | (#) 1951-75               | (#) 1951-75               | (#) 1951-75               | (#) 1951-75               | (#) 1951-75               | (#) 1951-75               | (#) 1951-75               | (#) 1951-75               | (#) 1951-75               | (#) 1951-75               | (#) 1951-75               | (#) 1951-75               | (#) 1951-75               | (#) 1951-75               | (#) 1951-75               | (#) 1951-75               | (#) 1951-75               | (#) 1951-75               |                           |                           |                           |                           |                           |                           |                           |                           |                           |                           |                           |                           |                           |                           |                           |                           |
| Bydgoszcz                           | → 1975                        | → 1975                        | → 1975                        | → 1975                        | → 1975                        | → 1975                        | → 1975                        | → 1975                        | → 1975                        | → 1975                        | → 1975                        | → 1975                        | → 1975                        | → 1975                    | → 1975                    | → 1975                    | → 1975                    | → 1975                    | → 1975                    | → 1975                    | → 1975                    | → 1975                    | → 1975                    | → 1975                    | → 1975                    | → 1975                    | → 1975                    | → 1975                    | → 1975                    | → 1975                    | → 1975                    |                           | 1999 →                    | 1999 →                    | 1999 →                    | 1999 →                    | 1999 →                    | 1999 →                    | 1999 →                    | 1999 →                    | 1999 →                    | 1999 →                    | 1999 →                    | 1999 →                    | 1999 →                    | 1999 →                    | 1999 →                    |
| Bytom                               |                               | → 1975                        | → 1975                        | → 1975                        | → 1975                        | → 1975                        | → 1975                        | → 1975                        | → 1975                        | → 1975                        | → 1975                        | → 1975                        | → 1975                        | → 1975                    | → 1975                    | → 1975                    | → 1975                    | → 1975                    | → 1975                    | → 1975                    | → 1975                    | → 1975                    | → 1975                    | → 1975                    | → 1975                    | → 1975                    | → 1975                    | → 1975                    | → 1975                    | → 1975                    | → 1975                    |                           | 1999 →                    | 1999 →                    | 1999 →                    | 1999 →                    | 1999 →                    | 1999 →                    | 1999 →                    | 1999 →                    | 1999 →                    | 1999 →                    | 1999 →                    | 1999 →                    | 1999 →                    | 1999 →                    | 1999 →                    |
| Chełm                               |                               |                               |                               |                               |                               |                               | 1951-75                       | 1951-75                       | 1951-75                       | 1951-75                       | 1951-75                       | 1951-75                       | 1951-75                       | 1951-75                   | 1951-75                   | 1951-75                   | 1951-75                   | 1951-75                   | 1951-75                   | 1951-75                   | 1951-75                   | 1951-75                   | 1951-75                   | 1951-75                   | 1951-75                   | 1951-75                   | 1951-75                   | 1951-75                   | 1951-75                   | 1951-75                   | 1951-75                   |                           | 1999 →                    | 1999 →                    | 1999 →                    | 1999 →                    | 1999 →                    | 1999 →                    | 1999 →                    | 1999 →                    | 1999 →                    | 1999 →                    | 1999 →                    | 1999 →                    | 1999 →                    | 1999 →                    | 1999 →                    |
| Chorzów                             | → 1975                        | → 1975                        | → 1975                        | → 1975                        | → 1975                        | → 1975                        | → 1975                        | → 1975                        | → 1975                        | → 1975                        | → 1975                        | → 1975                        | → 1975                        | → 1975                    | → 1975                    | → 1975                    | → 1975                    | → 1975                    | → 1975                    | → 1975                    | → 1975                    | → 1975                    | → 1975                    | → 1975                    | → 1975                    | → 1975                    | → 1975                    | → 1975                    | → 1975                    | → 1975                    | → 1975                    |                           | 1999 →                    | 1999 →                    | 1999 →                    | 1999 →                    | 1999 →                    | 1999 →                    | 1999 →                    | 1999 →                    | 1999 →                    | 1999 →                    | 1999 →                    | 1999 →                    | 1999 →                    | 1999 →                    | 1999 →                    |
| Cieszyn                             |                               |                               |                               |                               |                               |                               | 1951-75                       | 1951-75                       | 1951-75                       | 1951-75                       | 1951-75                       | 1951-75                       | 1951-75                       | 1951-75                   | 1951-75                   | 1951-75                   | 1951-75                   | 1951-75                   | 1951-75                   | 1951-75                   | 1951-75                   | 1951-75                   | 1951-75                   | 1951-75                   | 1951-75                   | 1951-75                   | 1951-75                   | 1951-75                   | 1951-75                   | 1951-75                   | 1951-75                   |                           |                           |                           |                           |                           |                           |                           |                           |                           |                           |                           |                           |                           |                           |                           |                           |
| Czeladź                             |                               |                               |                               |                               |                               |                               | 1951-75                       | 1951-75                       | 1951-75                       | 1951-75                       | 1951-75                       | 1951-75                       | 1951-75                       | 1951-75                   | 1951-75                   | 1951-75                   | 1951-75                   | 1951-75                   | 1951-75                   | 1951-75                   | 1951-75                   | 1951-75                   | 1951-75                   | 1951-75                   | 1951-75                   | 1951-75                   | 1951-75                   | 1951-75                   | 1951-75                   | 1951-75                   | 1951-75                   |                           |                           |                           |                           |                           |                           |                           |                           |                           |                           |                           |                           |                           |                           |                           |                           |
| Częstochowa #                       | →1950 #                       | →1950 #                       | →1950 #                       | →1950 #                       | →1950 #                       | # 1950-75                     | # 1950-75                     | # 1950-75                     | # 1950-75                     | # 1950-75                     | # 1950-75                     | # 1950-75                     | # 1950-75                     | # 1950-75                 | # 1950-75                 | # 1950-75                 | # 1950-75                 | # 1950-75                 | # 1950-75                 | # 1950-75                 | # 1950-75                 | # 1950-75                 | # 1950-75                 | # 1950-75                 | # 1950-75                 | # 1950-75                 | # 1950-75                 | # 1950-75                 | # 1950-75                 | # 1950-75                 | # 1950-75                 |                           | 1999 →                    | 1999 →                    | 1999 →                    | 1999 →                    | 1999 →                    | 1999 →                    | 1999 →                    | 1999 →                    | 1999 →                    | 1999 →                    | 1999 →                    | 1999 →                    | 1999 →                    | 1999 →                    | 1999 →                    |
| Dąbrowa Górnicza                    |                               |                               |                               |                               | 1949-75                       | 1949-75                       | 1949-75                       | 1949-75                       | 1949-75                       | 1949-75                       | 1949-75                       | 1949-75                       | 1949-75                       | 1949-75                   | 1949-75                   | 1949-75                   | 1949-75                   | 1949-75                   | 1949-75                   | 1949-75                   | 1949-75                   | 1949-75                   | 1949-75                   | 1949-75                   | 1949-75                   | 1949-75                   | 1949-75                   | 1949-75                   | 1949-75                   | 1949-75                   | 1949-75                   |                           | 1999 →                    | 1999 →                    | 1999 →                    | 1999 →                    | 1999 →                    | 1999 →                    | 1999 →                    | 1999 →                    | 1999 →                    | 1999 →                    | 1999 →                    | 1999 →                    | 1999 →                    | 1999 →                    | 1999 →                    |
| Elbląg #                            | ●                             |                               | [ 146 ]                       | 1948-75 #                     | 1948-75 #                     | 1948-75 #                     | 1948-75 #                     | 1948-75 #                     | 1948-75 #                     | 1948-75 #                     | 1948-75 #                     | 1948-75 #                     | 1948-75 #                     | 1948-75 #                 | 1948-75 #                 | 1948-75 #                 | 1948-75 #                 | 1948-75 #                 | 1948-75 #                 | 1948-75 #                 | 1948-75 #                 | 1948-75 #                 | 1948-75 #                 | 1948-75 #                 | 1948-75 #                 | 1948-75 #                 | 1948-75 #                 | 1948-75 #                 | 1948-75 #                 | 1948-75 #                 | 1948-75 #                 |                           | # 1999 →                  | # 1999 →                  | # 1999 →                  | # 1999 →                  | # 1999 →                  | # 1999 →                  | # 1999 →                  | # 1999 →                  | # 1999 →                  | # 1999 →                  | # 1999 →                  | # 1999 →                  | # 1999 →                  | # 1999 →                  | # 1999 →                  |
| Forst (część wsch.)                 |                               | → 1945; ► żarski              | → 1945; ► żarski              | → 1945; ► żarski              | → 1945; ► żarski              | → 1945; ► żarski              | → 1945; ► żarski              | → 1945; ► żarski              | → 1945; ► żarski              | → 1945; ► żarski              | → 1945; ► żarski              | → 1945; ► żarski              | → 1945; ► żarski              | → 1945; ► żarski          | → 1945; ► żarski          | → 1945; ► żarski          | → 1945; ► żarski          | → 1945; ► żarski          | → 1945; ► żarski          | → 1945; ► żarski          | → 1945; ► żarski          | → 1945; ► żarski          | → 1945; ► żarski          | → 1945; ► żarski          | → 1945; ► żarski          | → 1945; ► żarski          | → 1945; ► żarski          | → 1945; ► żarski          | → 1945; ► żarski          | → 1945; ► żarski          | → 1945; ► żarski          | → 1945; ► żarski          | → 1945; ► żarski          | → 1945; ► żarski          | → 1945; ► żarski          | → 1945; ► żarski          | → 1945; ► żarski          | → 1945; ► żarski          | → 1945; ► żarski          | → 1945; ► żarski          | → 1945; ► żarski          | → 1945; ► żarski          | → 1945; ► żarski          | → 1945; ► żarski          | → 1945; ► żarski          | → 1945; ► żarski          | → 1945; ► żarski          |
| Frankfurt n. Odrą (część wsch.)     |                               | → 1945; ► rzepiński           | → 1945; ► rzepiński           | → 1945; ► rzepiński           | → 1945; ► rzepiński           | → 1945; ► rzepiński           | → 1945; ► rzepiński           | → 1945; ► rzepiński           | → 1945; ► rzepiński           | → 1945; ► rzepiński           | → 1945; ► rzepiński           | → 1945; ► rzepiński           | → 1945; ► rzepiński           | → 1945; ► rzepiński       | → 1945; ► rzepiński       | → 1945; ► rzepiński       | → 1945; ► rzepiński       | → 1945; ► rzepiński       | → 1945; ► rzepiński       | → 1945; ► rzepiński       | → 1945; ► rzepiński       | → 1945; ► rzepiński       | → 1945; ► rzepiński       | → 1945; ► rzepiński       | → 1945; ► rzepiński       | → 1945; ► rzepiński       | → 1945; ► rzepiński       | → 1945; ► rzepiński       | → 1945; ► rzepiński       | → 1945; ► rzepiński       | → 1945; ► rzepiński       | → 1945; ► rzepiński       | → 1945; ► rzepiński       | → 1945; ► rzepiński       | → 1945; ► rzepiński       | → 1945; ► rzepiński       | → 1945; ► rzepiński       | → 1945; ► rzepiński       | → 1945; ► rzepiński       | → 1945; ► rzepiński       | → 1945; ► rzepiński       | → 1945; ► rzepiński       | → 1945; ► rzepiński       | → 1945; ► rzepiński       | → 1945; ► rzepiński       | → 1945; ► rzepiński       | → 1945; ► rzepiński       |
| Gdańsk                              |                               | → 1975                        | → 1975                        | → 1975                        | → 1975                        | → 1975                        | → 1975                        | → 1975                        | → 1975                        | → 1975                        | → 1975                        | → 1975                        | → 1975                        | → 1975                    | → 1975                    | → 1975                    | → 1975                    | → 1975                    | → 1975                    | → 1975                    | → 1975                    | → 1975                    | → 1975                    | → 1975                    | → 1975                    | → 1975                    | → 1975                    | → 1975                    | → 1975                    | → 1975                    | → 1975                    |                           | 1999 →                    | 1999 →                    | 1999 →                    | 1999 →                    | 1999 →                    | 1999 →                    | 1999 →                    | 1999 →                    | 1999 →                    | 1999 →                    | 1999 →                    | 1999 →                    | 1999 →                    | 1999 →                    | 1999 →                    |
| Gdynia #                            | #                             | # 1945-75                     | # 1945-75                     | # 1945-75                     | # 1945-75                     | # 1945-75                     | # 1945-75                     | # 1945-75                     | # 1945-75                     | # 1945-75                     | # 1945-75                     | # 1945-75                     | # 1945-75                     | # 1945-75                 | # 1945-75                 | # 1945-75                 | # 1945-75                 | # 1945-75                 | # 1945-75                 | # 1945-75                 | # 1945-75                 | # 1945-75                 | # 1945-75                 | # 1945-75                 | # 1945-75                 | # 1945-75                 | # 1945-75                 | # 1945-75                 | # 1945-75                 | # 1945-75                 | # 1945-75                 |                           | 1999 →                    | 1999 →                    | 1999 →                    | 1999 →                    | 1999 →                    | 1999 →                    | 1999 →                    | 1999 →                    | 1999 →                    | 1999 →                    | 1999 →                    | 1999 →                    | 1999 →                    | 1999 →                    | 1999 →                    |
| Gliwice                             |                               | → 1975                        | → 1975                        | → 1975                        | → 1975                        | → 1975                        | → 1975                        | → 1975                        | → 1975                        | → 1975                        | → 1975                        | → 1975                        | → 1975                        | → 1975                    | → 1975                    | → 1975                    | → 1975                    | → 1975                    | → 1975                    | → 1975                    | → 1975                    | → 1975                    | → 1975                    | → 1975                    | → 1975                    | → 1975                    | → 1975                    | → 1975                    | → 1975                    | → 1975                    | → 1975                    |                           | 1999 →                    | 1999 →                    | 1999 →                    | 1999 →                    | 1999 →                    | 1999 →                    | 1999 →                    | 1999 →                    | 1999 →                    | 1999 →                    | 1999 →                    | 1999 →                    | 1999 →                    | 1999 →                    | 1999 →                    |
| Głogów                              |                               |                               | → 1946; ► głogowski           | → 1946; ► głogowski           | → 1946; ► głogowski           | → 1946; ► głogowski           | → 1946; ► głogowski           | → 1946; ► głogowski           | → 1946; ► głogowski           | → 1946; ► głogowski           | → 1946; ► głogowski           | → 1946; ► głogowski           | → 1946; ► głogowski           | → 1946; ► głogowski       | → 1946; ► głogowski       | → 1946; ► głogowski       | → 1946; ► głogowski       | → 1946; ► głogowski       | → 1946; ► głogowski       | → 1946; ► głogowski       | → 1946; ► głogowski       | → 1946; ► głogowski       | → 1946; ► głogowski       | → 1946; ► głogowski       | → 1946; ► głogowski       | → 1946; ► głogowski       | → 1946; ► głogowski       | → 1946; ► głogowski       | → 1946; ► głogowski       | → 1946; ► głogowski       | → 1946; ► głogowski       | → 1946; ► głogowski       | → 1946; ► głogowski       | → 1946; ► głogowski       | → 1946; ► głogowski       | → 1946; ► głogowski       | → 1946; ► głogowski       | → 1946; ► głogowski       | → 1946; ► głogowski       | → 1946; ► głogowski       | → 1946; ► głogowski       | → 1946; ► głogowski       | → 1946; ► głogowski       | → 1946; ► głogowski       | → 1946; ► głogowski       | → 1946; ► głogowski       | → 1946; ► głogowski       |
| Gniezno                             | → 1975                        | → 1975                        | → 1975                        | → 1975                        | → 1975                        | → 1975                        | → 1975                        | → 1975                        | → 1975                        | → 1975                        | → 1975                        | → 1975                        | → 1975                        | → 1975                    | → 1975                    | → 1975                    | → 1975                    | → 1975                    | → 1975                    | → 1975                    | → 1975                    | → 1975                    | → 1975                    | → 1975                    | → 1975                    | → 1975                    | → 1975                    | → 1975                    | → 1975                    | → 1975                    | → 1975                    |                           |                           |                           |                           |                           |                           |                           |                           |                           |                           |                           |                           |                           |                           |                           |                           |
| Gorzów Wielkopolski #               | ●                             |                               | [ 147 ]                       | 48-                           | 48-                           | 50#                           | 50#                           | # 1950-75 #                   | # 1950-75 #                   | # 1950-75 #                   | # 1950-75 #                   | # 1950-75 #                   | # 1950-75 #                   | # 1950-75 #               | # 1950-75 #               | # 1950-75 #               | # 1950-75 #               | # 1950-75 #               | # 1950-75 #               | # 1950-75 #               | # 1950-75 #               | # 1950-75 #               | # 1950-75 #               | # 1950-75 #               | # 1950-75 #               | # 1950-75 #               | # 1950-75 #               | # 1950-75 #               | # 1950-75 #               | # 1950-75 #               | # 1950-75 #               |                           | 1999 →                    | 1999 →                    | 1999 →                    | 1999 →                    | 1999 →                    | 1999 →                    | 1999 →                    | 1999 →                    | 1999 →                    | 1999 →                    | 1999 →                    | 1999 →                    | 1999 →                    | 1999 →                    | 1999 →                    |
| Grudziądz                           | → 1975                        | → 1975                        | → 1975                        | → 1975                        | → 1975                        | → 1975                        | → 1975                        | → 1975                        | → 1975                        | → 1975                        | → 1975                        | → 1975                        | → 1975                        | → 1975                    | → 1975                    | → 1975                    | → 1975                    | → 1975                    | → 1975                    | → 1975                    | → 1975                    | → 1975                    | → 1975                    | → 1975                    | → 1975                    | → 1975                    | → 1975                    | → 1975                    | → 1975                    | → 1975                    | → 1975                    |                           | 1999 →                    | 1999 →                    | 1999 →                    | 1999 →                    | 1999 →                    | 1999 →                    | 1999 →                    | 1999 →                    | 1999 →                    | 1999 →                    | 1999 →                    | 1999 →                    | 1999 →                    | 1999 →                    | 1999 →                    |
| Gubin (część wsch.)                 |                               | → 1945; ► gubiński            | → 1945; ► gubiński            | → 1945; ► gubiński            | → 1945; ► gubiński            | → 1945; ► gubiński            | → 1945; ► gubiński            | → 1945; ► gubiński            | → 1945; ► gubiński            | → 1945; ► gubiński            | → 1945; ► gubiński            | → 1945; ► gubiński            | → 1945; ► gubiński            | → 1945; ► gubiński        | → 1945; ► gubiński        | → 1945; ► gubiński        | → 1945; ► gubiński        | → 1945; ► gubiński        | → 1945; ► gubiński        | → 1945; ► gubiński        | → 1945; ► gubiński        | → 1945; ► gubiński        | → 1945; ► gubiński        | → 1945; ► gubiński        | → 1945; ► gubiński        | → 1945; ► gubiński        | → 1945; ► gubiński        | → 1945; ► gubiński        | → 1945; ► gubiński        | → 1945; ► gubiński        | → 1945; ► gubiński        | → 1945; ► gubiński        | → 1945; ► gubiński        | → 1945; ► gubiński        | → 1945; ► gubiński        | → 1945; ► gubiński        | → 1945; ► gubiński        | → 1945; ► gubiński        | → 1945; ► gubiński        | → 1945; ► gubiński        | → 1945; ► gubiński        | → 1945; ► gubiński        | → 1945; ► gubiński        | → 1945; ► gubiński        | → 1945; ► gubiński        | → 1945; ► gubiński        | → 1945; ► gubiński        |
| Inowrocław                          | → 1975                        | → 1975                        | → 1975                        | → 1975                        | → 1975                        | → 1975                        | → 1975                        | → 1975                        | → 1975                        | → 1975                        | → 1975                        | → 1975                        | → 1975                        | → 1975                    | → 1975                    | → 1975                    | → 1975                    | → 1975                    | → 1975                    | → 1975                    | → 1975                    | → 1975                    | → 1975                    | → 1975                    | → 1975                    | → 1975                    | → 1975                    | → 1975                    | → 1975                    | → 1975                    | → 1975                    |                           |                           |                           |                           |                           |                           |                           |                           |                           |                           |                           |                           |                           |                           |                           |                           |
| Jastrzębie-Zdrój                    |                               |                               |                               |                               |                               |                               |                               |                               |                               |                               |                               |                               |                               |                           |                           |                           |                           |                           |                           |                           |                           |                           |                           |                           |                           |                           |                           |                           |                           |                           |                           |                           | 1999 →                    | 1999 →                    | 1999 →                    | 1999 →                    | 1999 →                    | 1999 →                    | 1999 →                    | 1999 →                    | 1999 →                    | 1999 →                    | 1999 →                    | 1999 →                    | 1999 →                    | 1999 →                    | 1999 →                    |
| Jaworzno                            |                               |                               |                               |                               |                               |                               |                               |                               |                               |                               |                               | 1956-75                       | 1956-75                       | 1956-75                   | 1956-75                   | 1956-75                   | 1956-75                   | 1956-75                   | 1956-75                   | 1956-75                   | 1956-75                   | 1956-75                   | 1956-75                   | 1956-75                   | 1956-75                   | 1956-75                   | 1956-75                   | 1956-75                   | 1956-75                   | 1956-75                   | 1956-75                   |                           | 1999 →                    | 1999 →                    | 1999 →                    | 1999 →                    | 1999 →                    | 1999 →                    | 1999 →                    | 1999 →                    | 1999 →                    | 1999 →                    | 1999 →                    | 1999 →                    | 1999 →                    | 1999 →                    | 1999 →                    |
| Jelenia Góra                        |                               |                               | [ 148 ]                       | 1948-75                       | 1948-75                       | 1948-75                       | 1948-75                       | 1948-75                       | 1948-75                       | 1948-75                       | 1948-75                       | 1948-75                       | 1948-75                       | 1948-75                   | 1948-75                   | 1948-75                   | 1948-75                   | 1948-75                   | 1948-75                   | 1948-75                   | 1948-75                   | 1948-75                   | 1948-75                   | 1948-75                   | 1948-75                   | 1948-75                   | 1948-75                   | 1948-75                   | 1948-75                   | 1948-75                   | 1948-75                   |                           | 1999 →                    | 1999 →                    | 1999 →                    | 1999 →                    | 1999 →                    | 1999 →                    | 1999 →                    | 1999 →                    | 1999 →                    | 1999 →                    | 1999 →                    | 1999 →                    | 1999 →                    | 1999 →                    | 1999 →                    |
| Kalisz                              |                               |                               | 1947-75                       | 1947-75                       | 1947-75                       | 1947-75                       | 1947-75                       | 1947-75                       | 1947-75                       | 1947-75                       | 1947-75                       | 1947-75                       | 1947-75                       | 1947-75                   | 1947-75                   | 1947-75                   | 1947-75                   | 1947-75                   | 1947-75                   | 1947-75                   | 1947-75                   | 1947-75                   | 1947-75                   | 1947-75                   | 1947-75                   | 1947-75                   | 1947-75                   | 1947-75                   | 1947-75                   | 1947-75                   | 1947-75                   |                           | 1999 →                    | 1999 →                    | 1999 →                    | 1999 →                    | 1999 →                    | 1999 →                    | 1999 →                    | 1999 →                    | 1999 →                    | 1999 →                    | 1999 →                    | 1999 →                    | 1999 →                    | 1999 →                    | 1999 →                    |
| Katowice                            | → 1953                        | → 1953                        | → 1953                        | → 1953                        | → 1953                        | → 1953                        | → 1953                        | → 1953                        | Stalinogród                   | Stalinogród                   | Stalinogród                   | Stalinogród                   | 1956-75                       | 1956-75                   | 1956-75                   | 1956-75                   | 1956-75                   | 1956-75                   | 1956-75                   | 1956-75                   | 1956-75                   | 1956-75                   | 1956-75                   | 1956-75                   | 1956-75                   | 1956-75                   | 1956-75                   | 1956-75                   | 1956-75                   | 1956-75                   | 1956-75                   |                           | 1999 →                    | 1999 →                    | 1999 →                    | 1999 →                    | 1999 →                    | 1999 →                    | 1999 →                    | 1999 →                    | 1999 →                    | 1999 →                    | 1999 →                    | 1999 →                    | 1999 →                    | 1999 →                    | 1999 →                    |
| Kielce                              |                               |                               | 1947-75                       | 1947-75                       | 1947-75                       | 1947-75                       | 1947-75                       | 1947-75                       | 1947-75                       | 1947-75                       | 1947-75                       | 1947-75                       | 1947-75                       | 1947-75                   | 1947-75                   | 1947-75                   | 1947-75                   | 1947-75                   | 1947-75                   | 1947-75                   | 1947-75                   | 1947-75                   | 1947-75                   | 1947-75                   | 1947-75                   | 1947-75                   | 1947-75                   | 1947-75                   | 1947-75                   | 1947-75                   | 1947-75                   |                           | 1999 →                    | 1999 →                    | 1999 →                    | 1999 →                    | 1999 →                    | 1999 →                    | 1999 →                    | 1999 →                    | 1999 →                    | 1999 →                    | 1999 →                    | 1999 →                    | 1999 →                    | 1999 →                    | 1999 →                    |
| Kołobrzeg                           |                               |                               | → 1946; ► kołobrzeski         | → 1946; ► kołobrzeski         | → 1946; ► kołobrzeski         | → 1946; ► kołobrzeski         | → 1946; ► kołobrzeski         | → 1946; ► kołobrzeski         | → 1946; ► kołobrzeski         | → 1946; ► kołobrzeski         | → 1946; ► kołobrzeski         | → 1946; ► kołobrzeski         | → 1946; ► kołobrzeski         | → 1946; ► kołobrzeski     | → 1946; ► kołobrzeski     | → 1946; ► kołobrzeski     | → 1946; ► kołobrzeski     | → 1946; ► kołobrzeski     | → 1946; ► kołobrzeski     | → 1946; ► kołobrzeski     | → 1946; ► kołobrzeski     | → 1946; ► kołobrzeski     | → 1946; ► kołobrzeski     | → 1946; ► kołobrzeski     | → 1946; ► kołobrzeski     | → 1946; ► kołobrzeski     | → 1946; ► kołobrzeski     | → 1946; ► kołobrzeski     | → 1946; ► kołobrzeski     | → 1946; ► kołobrzeski     | → 1946; ► kołobrzeski     | → 1946; ► kołobrzeski     | → 1946; ► kołobrzeski     | → 1946; ► kołobrzeski     | → 1946; ► kołobrzeski     | → 1946; ► kołobrzeski     | → 1946; ► kołobrzeski     | → 1946; ► kołobrzeski     | → 1946; ► kołobrzeski     | → 1946; ► kołobrzeski     | → 1946; ► kołobrzeski     | → 1946; ► kołobrzeski     | → 1946; ► kołobrzeski     | → 1946; ► kołobrzeski     | → 1946; ► kołobrzeski     | → 1946; ► kołobrzeski     | → 1946; ► kołobrzeski     |
| Konin                               |                               |                               |                               |                               |                               |                               |                               |                               |                               |                               |                               |                               |                               |                           |                           |                           |                           |                           |                           |                           |                           |                           |                           |                           |                           |                           |                           |                           | 73-75                     | 73-75                     | 73-75                     |                           | 1999 →                    | 1999 →                    | 1999 →                    | 1999 →                    | 1999 →                    | 1999 →                    | 1999 →                    | 1999 →                    | 1999 →                    | 1999 →                    | 1999 →                    | 1999 →                    | 1999 →                    | 1999 →                    | 1999 →                    |
| Koszalin (#)#                       |                               |                               | [ 150 ]                       | [ 150 ]                       | [ 150 ]                       | (#) 1950-75 #                 | (#) 1950-75 #                 | (#) 1950-75 #                 | (#) 1950-75 #                 | (#) 1950-75 #                 | (#) 1950-75 #                 | (#) 1950-75 #                 | (#) 1950-75 #                 | (#) 1950-75 #             | (#) 1950-75 #             | (#) 1950-75 #             | (#) 1950-75 #             | (#) 1950-75 #             | (#) 1950-75 #             | (#) 1950-75 #             | (#) 1950-75 #             | (#) 1950-75 #             | (#) 1950-75 #             | (#) 1950-75 #             | (#) 1950-75 #             | (#) 1950-75 #             | (#) 1950-75 #             | (#) 1950-75 #             | (#) 1950-75 #             | (#) 1950-75 #             | (#) 1950-75 #             |                           | # 1999 →                  | # 1999 →                  | # 1999 →                  | # 1999 →                  | # 1999 →                  | # 1999 →                  | # 1999 →                  | # 1999 →                  | # 1999 →                  | # 1999 →                  | # 1999 →                  | # 1999 →                  | # 1999 →                  | # 1999 →                  | # 1999 →                  |
| Kraków                              | → 1975                        | → 1975                        | → 1975                        | → 1975                        | → 1975                        | → 1975                        | → 1975                        | → 1975                        | → 1975                        | → 1975                        | → 1975                        | → 1975                        | → 1975                        | → 1975                    | → 1975                    | → 1975                    | → 1975                    | → 1975                    | → 1975                    | → 1975                    | → 1975                    | → 1975                    | → 1975                    | → 1975                    | → 1975                    | → 1975                    | → 1975                    | → 1975                    | → 1975                    | → 1975                    | → 1975                    |                           | 1999 →                    | 1999 →                    | 1999 →                    | 1999 →                    | 1999 →                    | 1999 →                    | 1999 →                    | 1999 →                    | 1999 →                    | 1999 →                    | 1999 →                    | 1999 →                    | 1999 →                    | 1999 →                    | 1999 →                    |
| Krosno                              |                               |                               |                               |                               |                               |                               |                               |                               |                               |                               |                               |                               |                               |                           |                           |                           |                           |                           |                           |                           |                           |                           |                           |                           |                           |                           |                           |                           |                           |                           |                           |                           | 1999 →                    | 1999 →                    | 1999 →                    | 1999 →                    | 1999 →                    | 1999 →                    | 1999 →                    | 1999 →                    | 1999 →                    | 1999 →                    | 1999 →                    | 1999 →                    | 1999 →                    | 1999 →                    | 1999 →                    |
| Legnica                             |                               |                               | [ 151 ]                       | 1948-75                       | 1948-75                       | 1948-75                       | 1948-75                       | 1948-75                       | 1948-75                       | 1948-75                       | 1948-75                       | 1948-75                       | 1948-75                       | 1948-75                   | 1948-75                   | 1948-75                   | 1948-75                   | 1948-75                   | 1948-75                   | 1948-75                   | 1948-75                   | 1948-75                   | 1948-75                   | 1948-75                   | 1948-75                   | 1948-75                   | 1948-75                   | 1948-75                   | 1948-75                   | 1948-75                   | 1948-75                   |                           | 1999 →                    | 1999 →                    | 1999 →                    | 1999 →                    | 1999 →                    | 1999 →                    | 1999 →                    | 1999 →                    | 1999 →                    | 1999 →                    | 1999 →                    | 1999 →                    | 1999 →                    | 1999 →                    | 1999 →                    |
| Leszno                              |                               |                               |                               |                               |                               |                               | 1951-75                       | 1951-75                       | 1951-75                       | 1951-75                       | 1951-75                       | 1951-75                       | 1951-75                       | 1951-75                   | 1951-75                   | 1951-75                   | 1951-75                   | 1951-75                   | 1951-75                   | 1951-75                   | 1951-75                   | 1951-75                   | 1951-75                   | 1951-75                   | 1951-75                   | 1951-75                   | 1951-75                   | 1951-75                   | 1951-75                   | 1951-75                   | 1951-75                   |                           | 1999 →                    | 1999 →                    | 1999 →                    | 1999 →                    | 1999 →                    | 1999 →                    | 1999 →                    | 1999 →                    | 1999 →                    | 1999 →                    | 1999 →                    | 1999 →                    | 1999 →                    | 1999 →                    | 1999 →                    |
| Lublin                              | → 1975                        | → 1975                        | → 1975                        | → 1975                        | → 1975                        | → 1975                        | → 1975                        | → 1975                        | → 1975                        | → 1975                        | → 1975                        | → 1975                        | → 1975                        | → 1975                    | → 1975                    | → 1975                    | → 1975                    | → 1975                    | → 1975                    | → 1975                    | → 1975                    | → 1975                    | → 1975                    | → 1975                    | → 1975                    | → 1975                    | → 1975                    | → 1975                    | → 1975                    | → 1975                    | → 1975                    |                           | 1999 →                    | 1999 →                    | 1999 →                    | 1999 →                    | 1999 →                    | 1999 →                    | 1999 →                    | 1999 →                    | 1999 →                    | 1999 →                    | 1999 →                    | 1999 →                    | 1999 →                    | 1999 →                    | 1999 →                    |
| Łomża                               |                               |                               |                               |                               |                               |                               |                               |                               |                               |                               |                               |                               |                               |                           |                           |                           |                           |                           |                           |                           |                           |                           |                           |                           |                           |                           |                           |                           |                           |                           |                           |                           | 1999 →                    | 1999 →                    | 1999 →                    | 1999 →                    | 1999 →                    | 1999 →                    | 1999 →                    | 1999 →                    | 1999 →                    | 1999 →                    | 1999 →                    | 1999 →                    | 1999 →                    | 1999 →                    | 1999 →                    |
| Łódź                                | → 1975                        | → 1975                        | → 1975                        | → 1975                        | → 1975                        | → 1975                        | → 1975                        | → 1975                        | → 1975                        | → 1975                        | → 1975                        | → 1975                        | → 1975                        | → 1975                    | → 1975                    | → 1975                    | → 1975                    | → 1975                    | → 1975                    | → 1975                    | → 1975                    | → 1975                    | → 1975                    | → 1975                    | → 1975                    | → 1975                    | → 1975                    | → 1975                    | → 1975                    | → 1975                    | → 1975                    |                           | 1999 →                    | 1999 →                    | 1999 →                    | 1999 →                    | 1999 →                    | 1999 →                    | 1999 →                    | 1999 →                    | 1999 →                    | 1999 →                    | 1999 →                    | 1999 →                    | 1999 →                    | 1999 →                    | 1999 →                    |
| Mysłowice                           |                               |                               |                               |                               |                               |                               | 1951-75                       | 1951-75                       | 1951-75                       | 1951-75                       | 1951-75                       | 1951-75                       | 1951-75                       | 1951-75                   | 1951-75                   | 1951-75                   | 1951-75                   | 1951-75                   | 1951-75                   | 1951-75                   | 1951-75                   | 1951-75                   | 1951-75                   | 1951-75                   | 1951-75                   | 1951-75                   | 1951-75                   | 1951-75                   | 1951-75                   | 1951-75                   | 1951-75                   |                           | 1999 →                    | 1999 →                    | 1999 →                    | 1999 →                    | 1999 →                    | 1999 →                    | 1999 →                    | 1999 →                    | 1999 →                    | 1999 →                    | 1999 →                    | 1999 →                    | 1999 →                    | 1999 →                    | 1999 →                    |
| Nowy Bytom                          |                               |                               |                               |                               |                               |                               | 1951-58                       | 1951-58                       | 1951-58                       | 1951-58                       | 1951-58                       | 1951-58                       | 1951-58                       | 1951-58                   | → Ruda Śląska             | → Ruda Śląska             | → Ruda Śląska             | → Ruda Śląska             | → Ruda Śląska             | → Ruda Śląska             | → Ruda Śląska             | → Ruda Śląska             | → Ruda Śląska             | → Ruda Śląska             | → Ruda Śląska             | → Ruda Śląska             | → Ruda Śląska             | → Ruda Śląska             | → Ruda Śląska             | → Ruda Śląska             | → Ruda Śląska             | → Ruda Śląska             | → Ruda Śląska             | → Ruda Śląska             | → Ruda Śląska             | → Ruda Śląska             | → Ruda Śląska             | → Ruda Śląska             | → Ruda Śląska             | → Ruda Śląska             | → Ruda Śląska             | → Ruda Śląska             | → Ruda Śląska             | → Ruda Śląska             | → Ruda Śląska             | → Ruda Śląska             | → Ruda Śląska             |
| Nowy Sącz                           |                               |                               |                               |                               |                               |                               | 1951-75                       | 1951-75                       | 1951-75                       | 1951-75                       | 1951-75                       | 1951-75                       | 1951-75                       | 1951-75                   | 1951-75                   | 1951-75                   | 1951-75                   | 1951-75                   | 1951-75                   | 1951-75                   | 1951-75                   | 1951-75                   | 1951-75                   | 1951-75                   | 1951-75                   | 1951-75                   | 1951-75                   | 1951-75                   | 1951-75                   | 1951-75                   | 1951-75                   |                           | 1999 →                    | 1999 →                    | 1999 →                    | 1999 →                    | 1999 →                    | 1999 →                    | 1999 →                    | 1999 →                    | 1999 →                    | 1999 →                    | 1999 →                    | 1999 →                    | 1999 →                    | 1999 →                    | 1999 →                    |
| Nysa #                              |                               |                               | [ 152 ]                       | 48-                           | 48-                           | 50#                           | 50#                           | # 1950-75                     | # 1950-75                     | # 1950-75                     | # 1950-75                     | # 1950-75                     | # 1950-75                     | # 1950-75                 | # 1950-75                 | # 1950-75                 | # 1950-75                 | # 1950-75                 | # 1950-75                 | # 1950-75                 | # 1950-75                 | # 1950-75                 | # 1950-75                 | # 1950-75                 | # 1950-75                 | # 1950-75                 | # 1950-75                 | # 1950-75                 | # 1950-75                 | # 1950-75                 | # 1950-75                 |                           |                           |                           |                           |                           |                           |                           |                           |                           |                           |                           |                           |                           |                           |                           |                           |
| Olsztyn                             |                               | → 1975                        | → 1975                        | → 1975                        | → 1975                        | → 1975                        | → 1975                        | → 1975                        | → 1975                        | → 1975                        | → 1975                        | → 1975                        | → 1975                        | → 1975                    | → 1975                    | → 1975                    | → 1975                    | → 1975                    | → 1975                    | → 1975                    | → 1975                    | → 1975                    | → 1975                    | → 1975                    | → 1975                    | → 1975                    | → 1975                    | → 1975                    | → 1975                    | → 1975                    | → 1975                    |                           | 1999 →                    | 1999 →                    | 1999 →                    | 1999 →                    | 1999 →                    | 1999 →                    | 1999 →                    | 1999 →                    | 1999 →                    | 1999 →                    | 1999 →                    | 1999 →                    | 1999 →                    | 1999 →                    | 1999 →                    |
| Opole #                             |                               |                               | [ 153 ]                       | 48-                           | 48-                           | 50#                           | 50#                           | # 1950-75                     | # 1950-75                     | # 1950-75                     | # 1950-75                     | # 1950-75                     | # 1950-75                     | # 1950-75                 | # 1950-75                 | # 1950-75                 | # 1950-75                 | # 1950-75                 | # 1950-75                 | # 1950-75                 | # 1950-75                 | # 1950-75                 | # 1950-75                 | # 1950-75                 | # 1950-75                 | # 1950-75                 | # 1950-75                 | # 1950-75                 | # 1950-75                 | # 1950-75                 | # 1950-75                 |                           | 1999 →                    | 1999 →                    | 1999 →                    | 1999 →                    | 1999 →                    | 1999 →                    | 1999 →                    | 1999 →                    | 1999 →                    | 1999 →                    | 1999 →                    | 1999 →                    | 1999 →                    | 1999 →                    | 1999 →                    |
| Ostrołęka                           |                               |                               |                               |                               |                               |                               |                               |                               |                               |                               |                               |                               |                               |                           |                           |                           |                           |                           |                           |                           |                           |                           |                           |                           |                           |                           |                           |                           |                           |                           |                           |                           | 1999 →                    | 1999 →                    | 1999 →                    | 1999 →                    | 1999 →                    | 1999 →                    | 1999 →                    | 1999 →                    | 1999 →                    | 1999 →                    | 1999 →                    | 1999 →                    | 1999 →                    | 1999 →                    | 1999 →                    |
| Ostrowiec Świętokrzyski             |                               |                               |                               |                               |                               |                               | 1951-75                       | 1951-75                       | 1951-75                       | 1951-75                       | 1951-75                       | 1951-75                       | 1951-75                       | 1951-75                   | 1951-75                   | 1951-75                   | 1951-75                   | 1951-75                   | 1951-75                   | 1951-75                   | 1951-75                   | 1951-75                   | 1951-75                   | 1951-75                   | 1951-75                   | 1951-75                   | 1951-75                   | 1951-75                   | 1951-75                   | 1951-75                   | 1951-75                   |                           |                           |                           |                           |                           |                           |                           |                           |                           |                           |                           |                           |                           |                           |                           |                           |
| Ostrów Wielkopolski                 |                               |                               |                               |                               |                               |                               | 1951-75                       | 1951-75                       | 1951-75                       | 1951-75                       | 1951-75                       | 1951-75                       | 1951-75                       | 1951-75                   | 1951-75                   | 1951-75                   | 1951-75                   | 1951-75                   | 1951-75                   | 1951-75                   | 1951-75                   | 1951-75                   | 1951-75                   | 1951-75                   | 1951-75                   | 1951-75                   | 1951-75                   | 1951-75                   | 1951-75                   | 1951-75                   | 1951-75                   |                           |                           |                           |                           |                           |                           |                           |                           |                           |                           |                           |                           |                           |                           |                           |                           |
| Otwock, powiat miejsko-uzdrowiskowy |                               |                               |                               |                               |                               |                               |                               | 1952-57                       | 1952-57                       | 1952-57                       | 1952-57                       | 1952-57                       | 1952-57                       | → otwocki / Otwock miasto | → otwocki / Otwock miasto | → otwocki / Otwock miasto | → otwocki / Otwock miasto | → otwocki / Otwock miasto | → otwocki / Otwock miasto | → otwocki / Otwock miasto | → otwocki / Otwock miasto | → otwocki / Otwock miasto | → otwocki / Otwock miasto | → otwocki / Otwock miasto | → otwocki / Otwock miasto | → otwocki / Otwock miasto | → otwocki / Otwock miasto | → otwocki / Otwock miasto | → otwocki / Otwock miasto | → otwocki / Otwock miasto | → otwocki / Otwock miasto | → otwocki / Otwock miasto | → otwocki / Otwock miasto | → otwocki / Otwock miasto | → otwocki / Otwock miasto | → otwocki / Otwock miasto | → otwocki / Otwock miasto | → otwocki / Otwock miasto | → otwocki / Otwock miasto | → otwocki / Otwock miasto | → otwocki / Otwock miasto | → otwocki / Otwock miasto | → otwocki / Otwock miasto | → otwocki / Otwock miasto | → otwocki / Otwock miasto | → otwocki / Otwock miasto | → otwocki / Otwock miasto |
| Otwock                              | miejsko-uzdrowiskowy Otwock ← | miejsko-uzdrowiskowy Otwock ← | miejsko-uzdrowiskowy Otwock ← | miejsko-uzdrowiskowy Otwock ← | miejsko-uzdrowiskowy Otwock ← | miejsko-uzdrowiskowy Otwock ← | miejsko-uzdrowiskowy Otwock ← | miejsko-uzdrowiskowy Otwock ← | miejsko-uzdrowiskowy Otwock ← | miejsko-uzdrowiskowy Otwock ← | miejsko-uzdrowiskowy Otwock ← | miejsko-uzdrowiskowy Otwock ← | miejsko-uzdrowiskowy Otwock ← | 1958-75                   | 1958-75                   | 1958-75                   | 1958-75                   | 1958-75                   | 1958-75                   | 1958-75                   | 1958-75                   | 1958-75                   | 1958-75                   | 1958-75                   | 1958-75                   | 1958-75                   | 1958-75                   | 1958-75                   | 1958-75                   | 1958-75                   | 1958-75                   |                           |                           |                           |                           |                           |                           |                           |                           |                           |                           |                           |                           |                           |                           |                           |                           |
| Pabianice                           |                               |                               |                               |                               |                               |                               | 1951-75                       | 1951-75                       | 1951-75                       | 1951-75                       | 1951-75                       | 1951-75                       | 1951-75                       | 1951-75                   | 1951-75                   | 1951-75                   | 1951-75                   | 1951-75                   | 1951-75                   | 1951-75                   | 1951-75                   | 1951-75                   | 1951-75                   | 1951-75                   | 1951-75                   | 1951-75                   | 1951-75                   | 1951-75                   | 1951-75                   | 1951-75                   | 1951-75                   |                           |                           |                           |                           |                           |                           |                           |                           |                           |                           |                           |                           |                           |                           |                           |                           |
| Piekary Śląskie                     |                               |                               |                               |                               |                               |                               |                               |                               |                               |                               |                               |                               |                               |                           |                           |                           |                           |                           |                           |                           |                           |                           |                           |                           |                           |                           |                           |                           |                           |                           |                           |                           | 1999 →                    | 1999 →                    | 1999 →                    | 1999 →                    | 1999 →                    | 1999 →                    | 1999 →                    | 1999 →                    | 1999 →                    | 1999 →                    | 1999 →                    | 1999 →                    | 1999 →                    | 1999 →                    | 1999 →                    |
| Piła                                | ●                             |                               | [ 154 ]                       | 1948-75                       | 1948-75                       | 1948-75                       | 1948-75                       | 1948-75                       | 1948-75                       | 1948-75                       | 1948-75                       | 1948-75                       | 1948-75                       | 1948-75                   | 1948-75                   | 1948-75                   | 1948-75                   | 1948-75                   | 1948-75                   | 1948-75                   | 1948-75                   | 1948-75                   | 1948-75                   | 1948-75                   | 1948-75                   | 1948-75                   | 1948-75                   | 1948-75                   | 1948-75                   | 1948-75                   | 1948-75                   |                           |                           |                           |                           |                           |                           |                           |                           |                           |                           |                           |                           |                           |                           |                           |                           |
| Piotrków Trybunalski                |                               |                               | 1947-75                       | 1947-75                       | 1947-75                       | 1947-75                       | 1947-75                       | 1947-75                       | 1947-75                       | 1947-75                       | 1947-75                       | 1947-75                       | 1947-75                       | 1947-75                   | 1947-75                   | 1947-75                   | 1947-75                   | 1947-75                   | 1947-75                   | 1947-75                   | 1947-75                   | 1947-75                   | 1947-75                   | 1947-75                   | 1947-75                   | 1947-75                   | 1947-75                   | 1947-75                   | 1947-75                   | 1947-75                   | 1947-75                   |                           | 1999 →                    | 1999 →                    | 1999 →                    | 1999 →                    | 1999 →                    | 1999 →                    | 1999 →                    | 1999 →                    | 1999 →                    | 1999 →                    | 1999 →                    | 1999 →                    | 1999 →                    | 1999 →                    | 1999 →                    |
| Płock                               |                               |                               |                               | 1948-75                       | 1948-75                       | 1948-75                       | 1948-75                       | 1948-75                       | 1948-75                       | 1948-75                       | 1948-75                       | 1948-75                       | 1948-75                       | 1948-75                   | 1948-75                   | 1948-75                   | 1948-75                   | 1948-75                   | 1948-75                   | 1948-75                   | 1948-75                   | 1948-75                   | 1948-75                   | 1948-75                   | 1948-75                   | 1948-75                   | 1948-75                   | 1948-75                   | 1948-75                   | 1948-75                   | 1948-75                   |                           | 1999 →                    | 1999 →                    | 1999 →                    | 1999 →                    | 1999 →                    | 1999 →                    | 1999 →                    | 1999 →                    | 1999 →                    | 1999 →                    | 1999 →                    | 1999 →                    | 1999 →                    | 1999 →                    | 1999 →                    |
| Poznań                              | → 1975                        | → 1975                        | → 1975                        | → 1975                        | → 1975                        | → 1975                        | → 1975                        | → 1975                        | → 1975                        | → 1975                        | → 1975                        | → 1975                        | → 1975                        | → 1975                    | → 1975                    | → 1975                    | → 1975                    | → 1975                    | → 1975                    | → 1975                    | → 1975                    | → 1975                    | → 1975                    | → 1975                    | → 1975                    | → 1975                    | → 1975                    | → 1975                    | → 1975                    | → 1975                    | → 1975                    |                           | 1999 →                    | 1999 →                    | 1999 →                    | 1999 →                    | 1999 →                    | 1999 →                    | 1999 →                    | 1999 →                    | 1999 →                    | 1999 →                    | 1999 →                    | 1999 →                    | 1999 →                    | 1999 →                    | 1999 →                    |
| Pruszków                            |                               |                               |                               |                               |                               |                               | 1951-75                       | 1951-75                       | 1951-75                       | 1951-75                       | 1951-75                       | 1951-75                       | 1951-75                       | 1951-75                   | 1951-75                   | 1951-75                   | 1951-75                   | 1951-75                   | 1951-75                   | 1951-75                   | 1951-75                   | 1951-75                   | 1951-75                   | 1951-75                   | 1951-75                   | 1951-75                   | 1951-75                   | 1951-75                   | 1951-75                   | 1951-75                   | 1951-75                   |                           |                           |                           |                           |                           |                           |                           |                           |                           |                           |                           |                           |                           |                           |                           |                           |
| Przemyśl                            |                               |                               |                               |                               |                               |                               | 1951-75                       | 1951-75                       | 1951-75                       | 1951-75                       | 1951-75                       | 1951-75                       | 1951-75                       | 1951-75                   | 1951-75                   | 1951-75                   | 1951-75                   | 1951-75                   | 1951-75                   | 1951-75                   | 1951-75                   | 1951-75                   | 1951-75                   | 1951-75                   | 1951-75                   | 1951-75                   | 1951-75                   | 1951-75                   | 1951-75                   | 1951-75                   | 1951-75                   |                           | 1999 →                    | 1999 →                    | 1999 →                    | 1999 →                    | 1999 →                    | 1999 →                    | 1999 →                    | 1999 →                    | 1999 →                    | 1999 →                    | 1999 →                    | 1999 →                    | 1999 →                    | 1999 →                    | 1999 →                    |
| Racibórz #                          |                               |                               | [ 155 ]                       | 48-                           | 48-                           | 50#                           | 50#                           | # 1950-75                     | # 1950-75                     | # 1950-75                     | # 1950-75                     | # 1950-75                     | # 1950-75                     | # 1950-75                 | # 1950-75                 | # 1950-75                 | # 1950-75                 | # 1950-75                 | # 1950-75                 | # 1950-75                 | # 1950-75                 | # 1950-75                 | # 1950-75                 | # 1950-75                 | # 1950-75                 | # 1950-75                 | # 1950-75                 | # 1950-75                 | # 1950-75                 | # 1950-75                 | # 1950-75                 |                           |                           |                           |                           |                           |                           |                           |                           |                           |                           |                           |                           |                           |                           |                           |                           |
| Radom #                             | → 1975 #                      | → 1975 #                      | → 1975 #                      | → 1975 #                      | → 1975 #                      | → 1975 #                      | → 1975 #                      | → 1975 #                      | → 1975 #                      | → 1975 #                      | → 1975 #                      | → 1975 #                      | → 1975 #                      | → 1975 #                  | → 1975 #                  | → 1975 #                  | → 1975 #                  | → 1975 #                  | → 1975 #                  | → 1975 #                  | → 1975 #                  | → 1975 #                  | → 1975 #                  | → 1975 #                  | → 1975 #                  | → 1975 #                  | → 1975 #                  | → 1975 #                  | → 1975 #                  | → 1975 #                  | → 1975 #                  |                           | # 1999 →                  | # 1999 →                  | # 1999 →                  | # 1999 →                  | # 1999 →                  | # 1999 →                  | # 1999 →                  | # 1999 →                  | # 1999 →                  | # 1999 →                  | # 1999 →                  | # 1999 →                  | # 1999 →                  | # 1999 →                  | # 1999 →                  |
| Ruda                                |                               |                               |                               |                               |                               |                               | 1951-58                       | 1951-58                       | 1951-58                       | 1951-58                       | 1951-58                       | 1951-58                       | 1951-58                       | 1951-58                   | → Ruda Śląska             | → Ruda Śląska             | → Ruda Śląska             | → Ruda Śląska             | → Ruda Śląska             | → Ruda Śląska             | → Ruda Śląska             | → Ruda Śląska             | → Ruda Śląska             | → Ruda Śląska             | → Ruda Śląska             | → Ruda Śląska             | → Ruda Śląska             | → Ruda Śląska             | → Ruda Śląska             | → Ruda Śląska             | → Ruda Śląska             | → Ruda Śląska             | → Ruda Śląska             | → Ruda Śląska             | → Ruda Śląska             | → Ruda Śląska             | → Ruda Śląska             | → Ruda Śląska             | → Ruda Śląska             | → Ruda Śląska             | → Ruda Śląska             | → Ruda Śląska             | → Ruda Śląska             | → Ruda Śląska             | → Ruda Śląska             | → Ruda Śląska             | → Ruda Śląska             |
| Ruda Śląska                         | Ruda / Nowy Bytom ←           | Ruda / Nowy Bytom ←           | Ruda / Nowy Bytom ←           | Ruda / Nowy Bytom ←           | Ruda / Nowy Bytom ←           | Ruda / Nowy Bytom ←           | Ruda / Nowy Bytom ←           | Ruda / Nowy Bytom ←           | Ruda / Nowy Bytom ←           | Ruda / Nowy Bytom ←           | Ruda / Nowy Bytom ←           | Ruda / Nowy Bytom ←           | Ruda / Nowy Bytom ←           | Ruda / Nowy Bytom ←       | 1959-75                   | 1959-75                   | 1959-75                   | 1959-75                   | 1959-75                   | 1959-75                   | 1959-75                   | 1959-75                   | 1959-75                   | 1959-75                   | 1959-75                   | 1959-75                   | 1959-75                   | 1959-75                   | 1959-75                   | 1959-75                   | 1959-75                   |                           | 1999 →                    | 1999 →                    | 1999 →                    | 1999 →                    | 1999 →                    | 1999 →                    | 1999 →                    | 1999 →                    | 1999 →                    | 1999 →                    | 1999 →                    | 1999 →                    | 1999 →                    | 1999 →                    | 1999 →                    |
| Rybnik                              |                               |                               |                               |                               |                               |                               | 1951-75                       | 1951-75                       | 1951-75                       | 1951-75                       | 1951-75                       | 1951-75                       | 1951-75                       | 1951-75                   | 1951-75                   | 1951-75                   | 1951-75                   | 1951-75                   | 1951-75                   | 1951-75                   | 1951-75                   | 1951-75                   | 1951-75                   | 1951-75                   | 1951-75                   | 1951-75                   | 1951-75                   | 1951-75                   | 1951-75                   | 1951-75                   | 1951-75                   |                           | 1999 →                    | 1999 →                    | 1999 →                    | 1999 →                    | 1999 →                    | 1999 →                    | 1999 →                    | 1999 →                    | 1999 →                    | 1999 →                    | 1999 →                    | 1999 →                    | 1999 →                    | 1999 →                    | 1999 →                    |
| Rzeszów                             |                               |                               |                               |                               |                               | 1950-75                       | 1950-75                       | 1950-75                       | 1950-75                       | 1950-75                       | 1950-75                       | 1950-75                       | 1950-75                       | 1950-75                   | 1950-75                   | 1950-75                   | 1950-75                   | 1950-75                   | 1950-75                   | 1950-75                   | 1950-75                   | 1950-75                   | 1950-75                   | 1950-75                   | 1950-75                   | 1950-75                   | 1950-75                   | 1950-75                   | 1950-75                   | 1950-75                   | 1950-75                   |                           | 1999 →                    | 1999 →                    | 1999 →                    | 1999 →                    | 1999 →                    | 1999 →                    | 1999 →                    | 1999 →                    | 1999 →                    | 1999 →                    | 1999 →                    | 1999 →                    | 1999 →                    | 1999 →                    | 1999 →                    |
| Sanok                               |                               |                               |                               |                               |                               |                               |                               |                               |                               |                               |                               |                               |                               |                           |                           |                           |                           |                           |                           |                           |                           |                           |                           |                           |                           |                           |                           | 1972-75                   | 1972-75                   | 1972-75                   | 1972-75                   |                           |                           |                           |                           |                           |                           |                           |                           |                           |                           |                           |                           |                           |                           |                           |                           |
| Siedlce #                           | 1948                          | 1948                          | 1948                          | #                             | # 1949-75                     | # 1949-75                     | # 1949-75                     | # 1949-75                     | # 1949-75                     | # 1949-75                     | # 1949-75                     | # 1949-75                     | # 1949-75                     | # 1949-75                 | # 1949-75                 | # 1949-75                 | # 1949-75                 | # 1949-75                 | # 1949-75                 | # 1949-75                 | # 1949-75                 | # 1949-75                 | # 1949-75                 | # 1949-75                 | # 1949-75                 | # 1949-75                 | # 1949-75                 | # 1949-75                 | # 1949-75                 | # 1949-75                 | # 1949-75                 |                           | 1999 →                    | 1999 →                    | 1999 →                    | 1999 →                    | 1999 →                    | 1999 →                    | 1999 →                    | 1999 →                    | 1999 →                    | 1999 →                    | 1999 →                    | 1999 →                    | 1999 →                    | 1999 →                    | 1999 →                    |
| Siemianowice Śląskie                |                               |                               |                               |                               |                               |                               | 1951-75                       | 1951-75                       | 1951-75                       | 1951-75                       | 1951-75                       | 1951-75                       | 1951-75                       | 1951-75                   | 1951-75                   | 1951-75                   | 1951-75                   | 1951-75                   | 1951-75                   | 1951-75                   | 1951-75                   | 1951-75                   | 1951-75                   | 1951-75                   | 1951-75                   | 1951-75                   | 1951-75                   | 1951-75                   | 1951-75                   | 1951-75                   | 1951-75                   |                           | 1999 →                    | 1999 →                    | 1999 →                    | 1999 →                    | 1999 →                    | 1999 →                    | 1999 →                    | 1999 →                    | 1999 →                    | 1999 →                    | 1999 →                    | 1999 →                    | 1999 →                    | 1999 →                    | 1999 →                    |
| Skarżysko-Kamienna                  |                               |                               |                               |                               |                               |                               |                               |                               |                               | 1954-75                       | 1954-75                       | 1954-75                       | 1954-75                       | 1954-75                   | 1954-75                   | 1954-75                   | 1954-75                   | 1954-75                   | 1954-75                   | 1954-75                   | 1954-75                   | 1954-75                   | 1954-75                   | 1954-75                   | 1954-75                   | 1954-75                   | 1954-75                   | 1954-75                   | 1954-75                   | 1954-75                   | 1954-75                   |                           |                           |                           |                           |                           |                           |                           |                           |                           |                           |                           |                           |                           |                           |                           |                           |
| Skierniewice                        |                               |                               |                               |                               |                               |                               |                               |                               |                               |                               |                               |                               |                               |                           |                           |                           |                           |                           |                           |                           |                           |                           |                           |                           |                           |                           |                           |                           |                           |                           |                           |                           | 1999 →                    | 1999 →                    | 1999 →                    | 1999 →                    | 1999 →                    | 1999 →                    | 1999 →                    | 1999 →                    | 1999 →                    | 1999 →                    | 1999 →                    | 1999 →                    | 1999 →                    | 1999 →                    | 1999 →                    |
| Słupsk ###                          | ●                             | #                             | [ 156 ]                       | 48#                           | 48#                           | #50                           | #50                           | # 1950-75 #                   | # 1950-75 #                   | # 1950-75 #                   | # 1950-75 #                   | # 1950-75 #                   | # 1950-75 #                   | # 1950-75 #               | # 1950-75 #               | # 1950-75 #               | # 1950-75 #               | # 1950-75 #               | # 1950-75 #               | # 1950-75 #               | # 1950-75 #               | # 1950-75 #               | # 1950-75 #               | # 1950-75 #               | # 1950-75 #               | # 1950-75 #               | # 1950-75 #               | # 1950-75 #               | # 1950-75 #               | # 1950-75 #               | # 1950-75 #               |                           | # 1999 →                  | # 1999 →                  | # 1999 →                  | # 1999 →                  | # 1999 →                  | # 1999 →                  | # 1999 →                  | # 1999 →                  | # 1999 →                  | # 1999 →                  | # 1999 →                  | # 1999 →                  | # 1999 →                  | # 1999 →                  | # 1999 →                  |
| Sopot                               |                               |                               | 1947-75                       | 1947-75                       | 1947-75                       | 1947-75                       | 1947-75                       | 1947-75                       | 1947-75                       | 1947-75                       | 1947-75                       | 1947-75                       | 1947-75                       | 1947-75                   | 1947-75                   | 1947-75                   | 1947-75                   | 1947-75                   | 1947-75                   | 1947-75                   | 1947-75                   | 1947-75                   | 1947-75                   | 1947-75                   | 1947-75                   | 1947-75                   | 1947-75                   | 1947-75                   | 1947-75                   | 1947-75                   | 1947-75                   |                           | 1999 →                    | 1999 →                    | 1999 →                    | 1999 →                    | 1999 →                    | 1999 →                    | 1999 →                    | 1999 →                    | 1999 →                    | 1999 →                    | 1999 →                    | 1999 →                    | 1999 →                    | 1999 →                    | 1999 →                    |
| Sosnowiec                           | → 1975                        | → 1975                        | → 1975                        | → 1975                        | → 1975                        | → 1975                        | → 1975                        | → 1975                        | → 1975                        | → 1975                        | → 1975                        | → 1975                        | → 1975                        | → 1975                    | → 1975                    | → 1975                    | → 1975                    | → 1975                    | → 1975                    | → 1975                    | → 1975                    | → 1975                    | → 1975                    | → 1975                    | → 1975                    | → 1975                    | → 1975                    | → 1975                    | → 1975                    | → 1975                    | → 1975                    |                           | 1999 →                    | 1999 →                    | 1999 →                    | 1999 →                    | 1999 →                    | 1999 →                    | 1999 →                    | 1999 →                    | 1999 →                    | 1999 →                    | 1999 →                    | 1999 →                    | 1999 →                    | 1999 →                    | 1999 →                    |
| Stalinogród                         | Katowice ←                    | Katowice ←                    | Katowice ←                    | Katowice ←                    | Katowice ←                    | Katowice ←                    | Katowice ←                    | Katowice ←                    | 1953-56                       | 1953-56                       | 1953-56                       | 1953-56                       | → Katowice                    | → Katowice                | → Katowice                | → Katowice                | → Katowice                | → Katowice                | → Katowice                | → Katowice                | → Katowice                | → Katowice                | → Katowice                | → Katowice                | → Katowice                | → Katowice                | → Katowice                | → Katowice                | → Katowice                | → Katowice                | → Katowice                | → Katowice                | → Katowice                | → Katowice                | → Katowice                | → Katowice                | → Katowice                | → Katowice                | → Katowice                | → Katowice                | → Katowice                | → Katowice                | → Katowice                | → Katowice                | → Katowice                | → Katowice                | → Katowice                |
| Stalowa Wola                        |                               |                               |                               |                               |                               |                               |                               |                               | 1953-75                       | 1953-75                       | 1953-75                       | 1953-75                       | 1953-75                       | 1953-75                   | 1953-75                   | 1953-75                   | 1953-75                   | 1953-75                   | 1953-75                   | 1953-75                   | 1953-75                   | 1953-75                   | 1953-75                   | 1953-75                   | 1953-75                   | 1953-75                   | 1953-75                   | 1953-75                   | 1953-75                   | 1953-75                   | 1953-75                   |                           |                           |                           |                           |                           |                           |                           |                           |                           |                           |                           |                           |                           |                           |                           |                           |
| Starachowice                        |                               |                               |                               |                               |                               |                               |                               | 1952-75                       | 1952-75                       | 1952-75                       | 1952-75                       | 1952-75                       | 1952-75                       | 1952-75                   | 1952-75                   | 1952-75                   | 1952-75                   | 1952-75                   | 1952-75                   | 1952-75                   | 1952-75                   | 1952-75                   | 1952-75                   | 1952-75                   | 1952-75                   | 1952-75                   | 1952-75                   | 1952-75                   | 1952-75                   | 1952-75                   | 1952-75                   |                           |                           |                           |                           |                           |                           |                           |                           |                           |                           |                           |                           |                           |                           |                           |                           |
| Stargard Szczeciński                |                               |                               | → 1946; ► stargardzki         | → 1946; ► stargardzki         | → 1946; ► stargardzki         | → 1946; ► stargardzki         | → 1946; ► stargardzki         | → 1946; ► stargardzki         | → 1946; ► stargardzki         | → 1946; ► stargardzki         | → 1946; ► stargardzki         | → 1946; ► stargardzki         | → 1946; ► stargardzki         | → 1946; ► stargardzki     | → 1946; ► stargardzki     | → 1946; ► stargardzki     | → 1946; ► stargardzki     | → 1946; ► stargardzki     | → 1946; ► stargardzki     | → 1946; ► stargardzki     | → 1946; ► stargardzki     | → 1946; ► stargardzki     | → 1946; ► stargardzki     | → 1946; ► stargardzki     | → 1946; ► stargardzki     | → 1946; ► stargardzki     | → 1946; ► stargardzki     | → 1946; ► stargardzki     | 73-75                     | 73-75                     | 73-75                     |                           |                           |                           |                           |                           |                           |                           |                           |                           |                           |                           |                           |                           |                           |                           |                           |
| Suwałki                             |                               |                               |                               |                               |                               |                               |                               |                               |                               |                               |                               |                               |                               |                           |                           |                           |                           |                           |                           |                           |                           |                           |                           |                           |                           |                           |                           |                           |                           |                           |                           |                           | 1999 →                    | 1999 →                    | 1999 →                    | 1999 →                    | 1999 →                    | 1999 →                    | 1999 →                    | 1999 →                    | 1999 →                    | 1999 →                    | 1999 →                    | 1999 →                    | 1999 →                    | 1999 →                    | 1999 →                    |
| Szczecin                            |                               | → 1975                        | → 1975                        | → 1975                        | → 1975                        | → 1975                        | → 1975                        | → 1975                        | → 1975                        | → 1975                        | → 1975                        | → 1975                        | → 1975                        | → 1975                    | → 1975                    | → 1975                    | → 1975                    | → 1975                    | → 1975                    | → 1975                    | → 1975                    | → 1975                    | → 1975                    | → 1975                    | → 1975                    | → 1975                    | → 1975                    | → 1975                    | → 1975                    | → 1975                    | → 1975                    |                           | 1999 →                    | 1999 →                    | 1999 →                    | 1999 →                    | 1999 →                    | 1999 →                    | 1999 →                    | 1999 →                    | 1999 →                    | 1999 →                    | 1999 →                    | 1999 →                    | 1999 →                    | 1999 →                    | 1999 →                    |
| Szopienice                          |                               |                               |                               |                               |                               |                               | 1951-59                       | 1951-59                       | 1951-59                       | 1951-59                       | 1951-59                       | 1951-59                       | 1951-59                       | 1951-59                   | 1951-59                   |                           |                           |                           |                           |                           |                           |                           |                           |                           |                           |                           |                           |                           |                           |                           |                           |                           |                           |                           |                           |                           |                           |                           |                           |                           |                           |                           |                           |                           |                           |                           |                           |
| Świdnica                            |                               |                               | [ 157 ]                       | 1948-75                       | 1948-75                       | 1948-75                       | 1948-75                       | 1948-75                       | 1948-75                       | 1948-75                       | 1948-75                       | 1948-75                       | 1948-75                       | 1948-75                   | 1948-75                   | 1948-75                   | 1948-75                   | 1948-75                   | 1948-75                   | 1948-75                   | 1948-75                   | 1948-75                   | 1948-75                   | 1948-75                   | 1948-75                   | 1948-75                   | 1948-75                   | 1948-75                   | 1948-75                   | 1948-75                   | 1948-75                   |                           |                           |                           |                           |                           |                           |                           |                           |                           |                           |                           |                           |                           |                           |                           |                           |
| Świętochłowice                      |                               |                               |                               |                               |                               |                               | 1951-75                       | 1951-75                       | 1951-75                       | 1951-75                       | 1951-75                       | 1951-75                       | 1951-75                       | 1951-75                   | 1951-75                   | 1951-75                   | 1951-75                   | 1951-75                   | 1951-75                   | 1951-75                   | 1951-75                   | 1951-75                   | 1951-75                   | 1951-75                   | 1951-75                   | 1951-75                   | 1951-75                   | 1951-75                   | 1951-75                   | 1951-75                   | 1951-75                   |                           | 1999 →                    | 1999 →                    | 1999 →                    | 1999 →                    | 1999 →                    | 1999 →                    | 1999 →                    | 1999 →                    | 1999 →                    | 1999 →                    | 1999 →                    | 1999 →                    | 1999 →                    | 1999 →                    | 1999 →                    |
| Świnoujście                         |                               |                               |                               |                               |                               |                               |                               |                               |                               |                               |                               |                               |                               |                           |                           |                           |                           |                           |                           |                           |                           |                           |                           |                           |                           |                           |                           |                           | 73-75                     | 73-75                     | 73-75                     |                           | 1999 →                    | 1999 →                    | 1999 →                    | 1999 →                    | 1999 →                    | 1999 →                    | 1999 →                    | 1999 →                    | 1999 →                    | 1999 →                    | 1999 →                    | 1999 →                    | 1999 →                    | 1999 →                    | 1999 →                    |
| Tarnobrzeg                          |                               |                               |                               |                               |                               |                               |                               |                               |                               |                               |                               |                               |                               |                           |                           |                           |                           |                           |                           |                           |                           |                           |                           |                           |                           |                           |                           |                           |                           |                           |                           |                           | 1999 →                    | 1999 →                    | 1999 →                    | 1999 →                    | 1999 →                    | 1999 →                    | 1999 →                    | 1999 →                    | 1999 →                    | 1999 →                    | 1999 →                    | 1999 →                    | 1999 →                    | 1999 →                    | 1999 →                    |
| Tarnów                              |                               |                               |                               |                               |                               |                               | 1951-75                       | 1951-75                       | 1951-75                       | 1951-75                       | 1951-75                       | 1951-75                       | 1951-75                       | 1951-75                   | 1951-75                   | 1951-75                   | 1951-75                   | 1951-75                   | 1951-75                   | 1951-75                   | 1951-75                   | 1951-75                   | 1951-75                   | 1951-75                   | 1951-75                   | 1951-75                   | 1951-75                   | 1951-75                   | 1951-75                   | 1951-75                   | 1951-75                   |                           | 1999 →                    | 1999 →                    | 1999 →                    | 1999 →                    | 1999 →                    | 1999 →                    | 1999 →                    | 1999 →                    | 1999 →                    | 1999 →                    | 1999 →                    | 1999 →                    | 1999 →                    | 1999 →                    | 1999 →                    |
| Tczew                               |                               |                               |                               |                               |                               |                               |                               | 1952-75                       | 1952-75                       | 1952-75                       | 1952-75                       | 1952-75                       | 1952-75                       | 1952-75                   | 1952-75                   | 1952-75                   | 1952-75                   | 1952-75                   | 1952-75                   | 1952-75                   | 1952-75                   | 1952-75                   | 1952-75                   | 1952-75                   | 1952-75                   | 1952-75                   | 1952-75                   | 1952-75                   | 1952-75                   | 1952-75                   | 1952-75                   |                           |                           |                           |                           |                           |                           |                           |                           |                           |                           |                           |                           |                           |                           |                           |                           |
| Tomaszów Mazowiecki                 |                               |                               |                               | 1948-75                       | 1948-75                       | 1948-75                       | 1948-75                       | 1948-75                       | 1948-75                       | 1948-75                       | 1948-75                       | 1948-75                       | 1948-75                       | 1948-75                   | 1948-75                   | 1948-75                   | 1948-75                   | 1948-75                   | 1948-75                   | 1948-75                   | 1948-75                   | 1948-75                   | 1948-75                   | 1948-75                   | 1948-75                   | 1948-75                   | 1948-75                   | 1948-75                   | 1948-75                   | 1948-75                   | 1948-75                   |                           |                           |                           |                           |                           |                           |                           |                           |                           |                           |                           |                           |                           |                           |                           |                           |
| Toruń                               | → 1975                        | → 1975                        | → 1975                        | → 1975                        | → 1975                        | → 1975                        | → 1975                        | → 1975                        | → 1975                        | → 1975                        | → 1975                        | → 1975                        | → 1975                        | → 1975                    | → 1975                    | → 1975                    | → 1975                    | → 1975                    | → 1975                    | → 1975                    | → 1975                    | → 1975                    | → 1975                    | → 1975                    | → 1975                    | → 1975                    | → 1975                    | → 1975                    | → 1975                    | → 1975                    | → 1975                    |                           | 1999 →                    | 1999 →                    | 1999 →                    | 1999 →                    | 1999 →                    | 1999 →                    | 1999 →                    | 1999 →                    | 1999 →                    | 1999 →                    | 1999 →                    | 1999 →                    | 1999 →                    | 1999 →                    | 1999 →                    |
| Tychy                               |                               |                               |                               |                               |                               |                               |                               |                               |                               |                               |                               | 1956-75                       | 1956-75                       | 1956-75                   | 1956-75                   | 1956-75                   | 1956-75                   | 1956-75                   | 1956-75                   | 1956-75                   | 1956-75                   | 1956-75                   | 1956-75                   | 1956-75                   | 1956-75                   | 1956-75                   | 1956-75                   | 1956-75                   | 1956-75                   | 1956-75                   | 1956-75                   |                           | 1999 →                    | 1999 →                    | 1999 →                    | 1999 →                    | 1999 →                    | 1999 →                    | 1999 →                    | 1999 →                    | 1999 →                    | 1999 →                    | 1999 →                    | 1999 →                    | 1999 →                    | 1999 →                    | 1999 →                    |
| Wałbrzych                           |                               | → 1975                        | → 1975                        | → 1975                        | → 1975                        | → 1975                        | → 1975                        | → 1975                        | → 1975                        | → 1975                        | → 1975                        | → 1975                        | → 1975                        | → 1975                    | → 1975                    | → 1975                    | → 1975                    | → 1975                    | → 1975                    | → 1975                    | → 1975                    | → 1975                    | → 1975                    | → 1975                    | → 1975                    | → 1975                    | → 1975                    | → 1975                    | → 1975                    | → 1975                    | → 1975                    |                           | 99-02                     | 99-02                     | 99-02                     | 99-02                     | → 2002; ► wałbrzyski      | → 2002; ► wałbrzyski      | → 2002; ► wałbrzyski      | → 2002; ► wałbrzyski      | → 2002; ► wałbrzyski      | → 2002; ► wałbrzyski      | → 2002; ► wałbrzyski      | → 2002; ► wałbrzyski      | → 2002; ► wałbrzyski      | → 2002; ► wałbrzyski      | 13→                       |
| Warszawa                            | → 1975                        | → 1975                        | → 1975                        | → 1975                        | → 1975                        | → 1975                        | → 1975                        | → 1975                        | → 1975                        | → 1975                        | → 1975                        | → 1975                        | → 1975                        | → 1975                    | → 1975                    | → 1975                    | → 1975                    | → 1975                    | → 1975                    | → 1975                    | → 1975                    | → 1975                    | → 1975                    | → 1975                    | → 1975                    | → 1975                    | → 1975                    | → 1975                    | → 1975                    | → 1975                    | → 1975                    |                           |                           |                           |                           | 2002 →                    | 2002 →                    | 2002 →                    | 2002 →                    | 2002 →                    | 2002 →                    | 2002 →                    | 2002 →                    | 2002 →                    | 2002 →                    | 2002 →                    | 2002 →                    |
| Włocławek                           |                               |                               | 1947-75                       | 1947-75                       | 1947-75                       | 1947-75                       | 1947-75                       | 1947-75                       | 1947-75                       | 1947-75                       | 1947-75                       | 1947-75                       | 1947-75                       | 1947-75                   | 1947-75                   | 1947-75                   | 1947-75                   | 1947-75                   | 1947-75                   | 1947-75                   | 1947-75                   | 1947-75                   | 1947-75                   | 1947-75                   | 1947-75                   | 1947-75                   | 1947-75                   | 1947-75                   | 1947-75                   | 1947-75                   | 1947-75                   |                           | 1999 →                    | 1999 →                    | 1999 →                    | 1999 →                    | 1999 →                    | 1999 →                    | 1999 →                    | 1999 →                    | 1999 →                    | 1999 →                    | 1999 →                    | 1999 →                    | 1999 →                    | 1999 →                    | 1999 →                    |
| Wrocław                             |                               | → 1975                        | → 1975                        | → 1975                        | → 1975                        | → 1975                        | → 1975                        | → 1975                        | → 1975                        | → 1975                        | → 1975                        | → 1975                        | → 1975                        | → 1975                    | → 1975                    | → 1975                    | → 1975                    | → 1975                    | → 1975                    | → 1975                    | → 1975                    | → 1975                    | → 1975                    | → 1975                    | → 1975                    | → 1975                    | → 1975                    | → 1975                    | → 1975                    | → 1975                    | → 1975                    |                           | 1999 →                    | 1999 →                    | 1999 →                    | 1999 →                    | 1999 →                    | 1999 →                    | 1999 →                    | 1999 →                    | 1999 →                    | 1999 →                    | 1999 →                    | 1999 →                    | 1999 →                    | 1999 →                    | 1999 →                    |
| Zabrze                              |                               | → 1975                        | → 1975                        | → 1975                        | → 1975                        | → 1975                        | → 1975                        | → 1975                        | → 1975                        | → 1975                        | → 1975                        | → 1975                        | → 1975                        | → 1975                    | → 1975                    | → 1975                    | → 1975                    | → 1975                    | → 1975                    | → 1975                    | → 1975                    | → 1975                    | → 1975                    | → 1975                    | → 1975                    | → 1975                    | → 1975                    | → 1975                    | → 1975                    | → 1975                    | → 1975                    |                           | 1999 →                    | 1999 →                    | 1999 →                    | 1999 →                    | 1999 →                    | 1999 →                    | 1999 →                    | 1999 →                    | 1999 →                    | 1999 →                    | 1999 →                    | 1999 →                    | 1999 →                    | 1999 →                    | 1999 →                    |
| Zakopane                            |                               |                               |                               |                               |                               |                               | 1951-75                       | 1951-75                       | 1951-75                       | 1951-75                       | 1951-75                       | 1951-75                       | 1951-75                       | 1951-75                   | 1951-75                   | 1951-75                   | 1951-75                   | 1951-75                   | 1951-75                   | 1951-75                   | 1951-75                   | 1951-75                   | 1951-75                   | 1951-75                   | 1951-75                   | 1951-75                   | 1951-75                   | 1951-75                   | 1951-75                   | 1951-75                   | 1951-75                   |                           |                           |                           |                           |                           |                           |                           |                           |                           |                           |                           |                           |                           |                           |                           |                           |
| Zamość                              |                               |                               |                               |                               |                               |                               |                               | 1952-75                       | 1952-75                       | 1952-75                       | 1952-75                       | 1952-75                       | 1952-75                       | 1952-75                   | 1952-75                   | 1952-75                   | 1952-75                   | 1952-75                   | 1952-75                   | 1952-75                   | 1952-75                   | 1952-75                   | 1952-75                   | 1952-75                   | 1952-75                   | 1952-75                   | 1952-75                   | 1952-75                   | 1952-75                   | 1952-75                   | 1952-75                   |                           | 1999 →                    | 1999 →                    | 1999 →                    | 1999 →                    | 1999 →                    | 1999 →                    | 1999 →                    | 1999 →                    | 1999 →                    | 1999 →                    | 1999 →                    | 1999 →                    | 1999 →                    | 1999 →                    | 1999 →                    |
| Zawiercie                           |                               |                               |                               | 1948-75                       | 1948-75                       | 1948-75                       | 1948-75                       | 1948-75                       | 1948-75                       | 1948-75                       | 1948-75                       | 1948-75                       | 1948-75                       | 1948-75                   | 1948-75                   | 1948-75                   | 1948-75                   | 1948-75                   | 1948-75                   | 1948-75                   | 1948-75                   | 1948-75                   | 1948-75                   | 1948-75                   | 1948-75                   | 1948-75                   | 1948-75                   | 1948-75                   | 1948-75                   | 1948-75                   | 1948-75                   |                           |                           |                           |                           |                           |                           |                           |                           |                           |                           |                           |                           |                           |                           |                           |                           |
| Zduńska Wola                        |                               |                               |                               |                               |                               |                               |                               |                               |                               |                               |                               | 1956-75                       | 1956-75                       | 1956-75                   | 1956-75                   | 1956-75                   | 1956-75                   | 1956-75                   | 1956-75                   | 1956-75                   | 1956-75                   | 1956-75                   | 1956-75                   | 1956-75                   | 1956-75                   | 1956-75                   | 1956-75                   | 1956-75                   | 1956-75                   | 1956-75                   | 1956-75                   |                           |                           |                           |                           |                           |                           |                           |                           |                           |                           |                           |                           |                           |                           |                           |                           |
| Zgierz                              |                               |                               |                               |                               |                               |                               | 1951-75                       | 1951-75                       | 1951-75                       | 1951-75                       | 1951-75                       | 1951-75                       | 1951-75                       | 1951-75                   | 1951-75                   | 1951-75                   | 1951-75                   | 1951-75                   | 1951-75                   | 1951-75                   | 1951-75                   | 1951-75                   | 1951-75                   | 1951-75                   | 1951-75                   | 1951-75                   | 1951-75                   | 1951-75                   | 1951-75                   | 1951-75                   | 1951-75                   |                           |                           |                           |                           |                           |                           |                           |                           |                           |                           |                           |                           |                           |                           |                           |                           |
| Zgorzelec (część wsch.)             |                               | → 1945; ► zgorzelecki         | → 1945; ► zgorzelecki         | → 1945; ► zgorzelecki         | → 1945; ► zgorzelecki         | → 1945; ► zgorzelecki         | → 1945; ► zgorzelecki         | → 1945; ► zgorzelecki         | → 1945; ► zgorzelecki         | → 1945; ► zgorzelecki         | → 1945; ► zgorzelecki         | → 1945; ► zgorzelecki         | → 1945; ► zgorzelecki         | → 1945; ► zgorzelecki     | → 1945; ► zgorzelecki     | → 1945; ► zgorzelecki     | → 1945; ► zgorzelecki     | → 1945; ► zgorzelecki     | → 1945; ► zgorzelecki     | → 1945; ► zgorzelecki     | → 1945; ► zgorzelecki     | → 1945; ► zgorzelecki     | → 1945; ► zgorzelecki     | → 1945; ► zgorzelecki     | → 1945; ► zgorzelecki     | → 1945; ► zgorzelecki     | → 1945; ► zgorzelecki     | → 1945; ► zgorzelecki     | → 1945; ► zgorzelecki     | → 1945; ► zgorzelecki     | → 1945; ► zgorzelecki     | → 1945; ► zgorzelecki     | → 1945; ► zgorzelecki     | → 1945; ► zgorzelecki     | → 1945; ► zgorzelecki     | → 1945; ► zgorzelecki     | → 1945; ► zgorzelecki     | → 1945; ► zgorzelecki     | → 1945; ► zgorzelecki     | → 1945; ► zgorzelecki     | → 1945; ► zgorzelecki     | → 1945; ► zgorzelecki     | → 1945; ► zgorzelecki     | → 1945; ► zgorzelecki     | → 1945; ► zgorzelecki     | → 1945; ► zgorzelecki     | → 1945; ► zgorzelecki     |
| Zielona Góra                        |                               |                               |                               |                               |                               | (#) 1950-75                   | (#) 1950-75                   | (#) 1950-75                   | (#) 1950-75                   | (#) 1950-75                   | (#) 1950-75                   | (#) 1950-75                   | (#) 1950-75                   | (#) 1950-75               | (#) 1950-75               | (#) 1950-75               | (#) 1950-75               | (#) 1950-75               | (#) 1950-75               | (#) 1950-75               | (#) 1950-75               | (#) 1950-75               | (#) 1950-75               | (#) 1950-75               | (#) 1950-75               | (#) 1950-75               | (#) 1950-75               | (#) 1950-75               | (#) 1950-75               | (#) 1950-75               | (#) 1950-75               |                           | 1999 →                    | 1999 →                    | 1999 →                    | 1999 →                    | 1999 →                    | 1999 →                    | 1999 →                    | 1999 →                    | 1999 →                    | 1999 →                    | 1999 →                    | 1999 →                    | 1999 →                    | 1999 →                    | 1999 →                    |
| Żory                                |                               |                               |                               |                               |                               |                               |                               |                               |                               |                               |                               |                               |                               |                           |                           |                           |                           |                           |                           |                           |                           |                           |                           |                           |                           |                           |                           |                           |                           |                           |                           |                           | 1999 →                    | 1999 →                    | 1999 →                    | 1999 →                    | 1999 →                    | 1999 →                    | 1999 →                    | 1999 →                    | 1999 →                    | 1999 →                    | 1999 →                    | 1999 →                    | 1999 →                    | 1999 →                    | 1999 →                    |
| Żyrardów                            |                               |                               |                               | 1948-75                       | 1948-75                       | 1948-75                       | 1948-75                       | 1948-75                       | 1948-75                       | 1948-75                       | 1948-75                       | 1948-75                       | 1948-75                       | 1948-75                   | 1948-75                   | 1948-75                   | 1948-75                   | 1948-75                   | 1948-75                   | 1948-75                   | 1948-75                   | 1948-75                   | 1948-75                   | 1948-75                   | 1948-75                   | 1948-75                   | 1948-75                   | 1948-75                   | 1948-75                   | 1948-75                   | 1948-75                   |                           |                           |                           |                           |                           |                           |                           |                           |                           |                           |                           |                           |                           |                           |                           |                           |